# 英雄傳說 軌跡系列角色列表
本條目主要介紹由日本遊戲公司Falcom製作的遊戲英雄傳說系列第三期：於《軌跡系列》此架空世界中的登場人物。
- 此處收錄以下相關遊戲作品和正傳動畫的登場人物，以該人物於作品中主要活動地區或者所屬組織分類。
  - 《英雄傳說VI 空之軌跡》（FC、the 1st、SC、the 3rd）
  - 《英雄傳說VII》（零之軌跡、碧之軌跡）
  - 《英雄傳說 閃之軌跡》（閃之軌跡、閃之軌跡II、閃之軌跡 北方戰役、閃之軌跡III、閃之軌跡IV）
  - 《英雄傳說 創之軌跡》
  - 《英雄傳說 黎之軌跡》（黎之軌跡、黎之軌跡II）
  - 《英雄傳說 界之軌跡》
- 2012年作品《那由多之軌跡》雖為軌跡系列，但與其它軌跡系列作品並非相同世界觀，因此並沒有收錄在此條目中。
- 2016年作品《英雄傳說 曉之軌跡》為同系列且同世界觀之網路遊戲，但為Falcom授權給USERJOY JAPAN公司委託製作並營運的作品，目前Falcom暫時沒有收錄該作品的角色進入本篇故事的計畫，因此本條目暫時不收錄該作品登場人物[1]。
- 相關作品簡稱
  - 《空》：英雄傳說Ⅵ 空之軌跡系列的統稱
    - 《FC》：英雄傳說 空之軌跡FC
    - 《1st》：英雄傳說 空之軌跡the 1st
    - 《SC》：英雄傳說 空之軌跡SC
    - 《3rd》：英雄傳說 空之軌跡the 3rd

  - 《Ⅶ》：英雄傳說VII
    - 《零》：英雄傳說 零之軌跡
    - 《碧》：英雄傳說 碧之軌跡

  - 《閃》：英雄傳說 閃之軌跡系列的統稱
    - 《閃1》：英雄傳說 閃之軌跡（Ⅰ）
    - 《閃2》：英雄傳說 閃之軌跡Ⅱ
    - 《閃NW》：英雄傳說 閃之軌跡 北方戰役
    - 《閃3》：英雄傳說 閃之軌跡Ⅲ
    - 《閃4》：英雄傳說 閃之軌跡IV

  - 《創》：英雄傳說 創之軌跡
  - 《曉》：英雄傳說 曉之軌跡
  - 《黎》：英雄傳說 黎之軌跡系列的統稱
    - 《黎1》：英雄傳說 黎之軌跡
    - 《黎2》：英雄傳說 黎之軌跡II

  - 《界》：英雄傳說 界之軌跡

相關作品時間軸
|                  |  |  |  |        |        |        |        |        |        |        |        |        |        |        |        |        |        |        |        |        |  |  |  |  |         |        |        |         |         |         |         |         |         |         |         |         |         |         |         |         |          |          |          |          |          |          |          |          |          |          |          |         |         |         |         |         |         |         |         |         |         |        |        |        |        |        |  |  |         |         |         |         |         |         |         |         |         |         |         |        |        |        |        |        |        |
| 利貝爾王國       |  |  |  | 《FC》 | 《FC》 | 《FC》 | 《FC》 | 《FC》 | 《FC》 | 《FC》 | 《SC》 | 《SC》 | 《SC》 | 《SC》 | 《SC》 | 《SC》 | 《SC》 | 《SC》 | 《SC》 | 《SC》 |  |  |  |  | 《3rd》 |        |        |         |         |         |         |         |         |         |         |         |         |         |         |         |          |          |          |          |          |          |          |          |          |          |          |         |         |         |         |         |         |         |         |         |         |        |        |        |        |        |  |  |         |         |         |         |         |         |         |         |         |         |         |        |        |        |        |        |        |
| 克洛斯貝爾自治州 |  |  |  |        |        |        |        |        |        |        |        |        |        |        |        |        |        |        |        |        |  |  |  |  |         | 《零》 | 《零》 | 《零》  | 《零》  | 《零》  | 《零》  |         | 《碧》  | 《碧》  | 《碧》  | 《碧》  | 《碧》  |         |         |         |          |          |          |          |          |          |          |          |          |          |          |         |         |         |         |         |         |         |         |         |         | 《創》 | 《創》 |        |        |        |  |  |         |         |         |         |         |         |         |         |         |         |         |        |        |        |        |        |        |
| 埃雷波尼亞帝國   |  |  |  |        |        |        |        |        |        |        |        |        |        |        |        |        |        |        |        |        |  |  |  |  |         |        |        | 《閃1》 | 《閃1》 | 《閃1》 | 《閃1》 | 《閃1》 | 《閃1》 | 《閃1》 | 《閃1》 | 《閃2》 | 《閃2》 | 《閃2》 | 《閃2》 | 《閃2》 | 《閃NW》 | 《閃NW》 | 《閃NW》 | 《閃NW》 | 《閃NW》 | 《閃NW》 | 《閃NW》 | 《閃NW》 | 《閃NW》 | 《閃NW》 | 《閃NW》 | 《閃3》 | 《閃3》 | 《閃3》 | 《閃3》 | 《閃3》 | 《閃4》 | 《閃4》 | 《閃4》 | 《閃4》 | 《閃4》 | 《創》 | 《創》 | 《創》 | 《創》 | 《創》 |  |  |         |         |         |         |         |         |         |         |         |         |         |        |        |        |        |        |        |
| 卡爾瓦德共和國   |  |  |  |        |        |        |        |        |        |        |        |        |        |        |        |        |        |        |        |        |  |  |  |  |         |        |        |         |         |         |         |         |         |         |         |         |         |         |         |         |          |          |          |          |          |          |          |          |          |          |          |         |         |         |         |         |         |         |         |         |         |        |        |        |        |        |  |  | 《黎1》 | 《黎1》 | 《黎1》 | 《黎1》 | 《黎1》 | 《黎2》 | 《黎2》 | 《黎2》 | 《黎2》 | 《黎2》 | 《黎2》 | 《界》 | 《界》 | 《界》 | 《界》 | 《界》 | 《界》 |

相關簡寫
| P  | ：玩家可以長期控制，並進行遊戲的角色。                                                 |
| S1 | ：在限定時間內可受玩家控制實際參加戰鬥的角色。                                         |
| S2 | ：作為支援角色登場，會實際參加戰鬥，但不受玩家控制的角色。                             |
| S3 | ：作為指令型支援角色登場，不會實際參加戰鬥，但只可以在戰鬥中使用其「勇氣指令」的角色。 |
| E  | ：相關作品中被設定為會在戰鬥中作為對手，需與其戰鬥的角色。                             |
| B  | ：相關作品中被設定為實力強大的敵方BOSS。                                               |

## 利貝爾王國
位於塞姆利亞大陸的西部，是一個生存於帝國與共和國間隙之中的小國，《空》 的舞台。
利貝爾王國以現實世界第二次世界大戰時的泰國作為參考模型，王國內的地形則參考了瑞士的名勝景點。

### 布莱特家族
艾絲蒂爾·布萊特（Estelle Bright）
- 出場作品：《空》P；《零》S1；《碧》；《閃NW》；《閃4》S1；《創》P
- 聲優：神田朱未、高柳知葉（1st）（日）；Stephanie Sheh（英）
- 《FC》、《1st》、《SC》的主角。
- 《FC》初登場16歲。戰鬥方式為父親所傳授的棍術。

從小生長在洛連特，留著栗色雙馬尾的元氣女孩。個性天真樂觀，與她接觸過的人都會對其開朗活力印象深刻。為人隨和且熱心助人，很受小孩子歡迎。休閒嗜好是收集斯托雷加牌的運動鞋和釣魚，在利貝爾釣公師團中享有「爆釣王」的稱號。被師姐雪拉紮德形容是個能夠改變週遭氣氛，如同太陽一般的女孩。
父親是在王國百日戰役中擊退帝國的英雄，然而母親蕾娜卻為了在戰爭中保護年幼的她不幸喪生。此後父親退役成為遊擊士，不知道父親輝煌過去的她，一直以為父親只是個不良中年人。
16歲時與義弟約書亞一同通過測驗成為準遊擊士。雖然新人時期做事有點少根筋且有時易衝動行事，但在某些關鍵時刻能展現出過人的直覺及洞察力。並在雪拉等前輩們的身教以及與約書亞彼此砥礪下日漸成長，在《零》已經成為一個處事成熟的優秀正遊擊士。
《FC》與約書亞一同展開於利貝爾各遊擊士支部取得實績的修行之旅。一路上認識許多各具特色的朋友，並逐漸了解到自己對約書亞的真正情感。劇情中期起因意外獲得的神祕黑色導力器接連被捲入神秘事件中，之後與協會合力查出王國軍情報部圖謀不軌，並在末期的利貝爾情報部政變事件中，為平息動亂做出卓越貢獻。事件結束後獲得全國支部的一致推薦，成為了正遊擊士。然而約書亞卻在隨後遭遇一切事件的幕後黑手並恢復被封印的記憶，心知真正的陰謀才正要開始的他選擇在當晚於王宮露臺上對心上人艾絲蒂爾坦白一切後默默離去。
《SC》在從卡西烏斯口中得知約書亞不為己知的過去，歷經一番內心掙扎後，重新振作的她決心踏上徹底了解並找回約書亞的旅程。首先她為提升自身實力，遠赴協會本部列曼進行特訓。接著在利貝爾各地調查發生的異變，並與數名「結社」的執行者交手。故事中期被一系列事件的主謀懷斯曼設局，綁架至巨大飛行戰艦古羅力亞斯上，並從有如約書亞兄長的執行者萊維處，得知其年幼時的悲劇及成為執行者的經歷。決定奮力逃生的她在中途受到先一步潛入的約書亞搭救，兩人合力搶奪了飛空艇逃離。隨後在海邊兩人獨處時，以堅定地話語解開了約書亞害怕會牽連到心中最重要的她的心結，將約書亞重新帶回眾人身邊。
之後與約書亞等夥伴們一起處理四輪之塔的異變，事件結束後目睹了福音計畫的最終目標利貝爾·方舟的出現。與夥伴們搭乘埃爾賽由號登上了方舟，並對最年幼的執行者蕾恩表達了想將其接納為家人的心意。最終與眾人一起打敗了始作俑者懷斯曼，順利解決利貝爾異變事件。在方舟即將崩毀的生死關頭與約書亞確認了彼此的心意後深情擁吻。所幸及時為父親所救。事件圓滿落幕後升格為B級遊擊士，與約書亞離開利貝爾踏上尋找蕾恩的旅途。
《3rd》與約書亞在旅行途中被捲入影之國事件。在事件的最後返回現世之前讓蕾恩了解到兩人是真心想將她接納為家人。
《零》與約書亞二人得到蕾恩去向的情報而轉調克洛斯貝爾遊擊士支部。隨後結識特務支援課的羅伊德等人，原本身為彼此的職業競爭對手，但在特務支援課解開蕾恩對親生父母的心結後成為夥伴。並在與他們合力解決了克洛斯貝爾教團事件事件後，真正完全知曉了蕾恩的過去。終於使她願意敞開心扉，與她們成為家人返回了利貝爾。
《碧》在克洛斯貝爾獨立異變時應凱文神父的邀請，和約書亞及蕾恩再次前來克洛斯貝爾協助特務支援課的突擊蘭花塔作戰，與結社的最新極限級人形兵器神機Type-γ展開激戰。最後在帕蒂爾·瑪蒂爾的壯烈犧牲下艱苦取勝，事件結束後帶著失去心靈夥伴悲傷不已的蕾恩離開了克洛斯貝爾。
《閃4》因共和國暗殺皇帝未遂以及卡雷賈斯爆炸事件，其他國家將與共和國斷交等等令人不安的謠言在西大陸蔓延著，為了確認真相與約書亞及蕾恩進入帝國，並與特務支援課的羅伊德等人合作，潛入蘭花塔獲取導力網路資料以及救援在濕地陷入危機的新VII班，之後作為協會代表之一出席了在緩衝空域中召開的各國聯合會議與各國重要人物會面，最後與眾人合作協助以VII班成員為核心的「光芒之翼」作戰，及時阻止了帝國宰相發動的世界大戰。
《創》與約書亞在克洛斯貝爾進行游擊士活動，在行政區廣場向約書亞撒嬌時正巧被巡邏的特務支援課等人撞見；在統一國的混亂時與其他游擊士一同潛伏等待時機，之後幫助了羅伊德等人再次解放克洛斯貝爾。
在Falcom三十週年歷代女性角色票選中，以破萬高票拿下了第2名。於Play Station官方舉辦的軌跡系列人氣角色票選中，拿下第4名。
約書亞·布萊特（Joshua Bright）
- 出場作品：《FC》《1st》P；《SC》S1→P；《3rd》P；《零》S1；《碧》；《閃NW》；《閃4》S1；《創》P
- 聲優：齋賀光希、藤原夏海（1st）（日）；Johnny Yong Bosch（英）
- 《FC》、《1st》、《SC》的男主角。
- 《FC》16歲，戰鬥方式為雙手短劍。

五年前被布萊特家收養，艾絲蒂爾的義弟，有著紫黑髮色與琥珀色瞳孔的美少年。剛來到布萊特家時沉默寡言。但逐漸被艾絲蒂爾陽光般的個性所打動。
由於美少年的英俊外表與穩重性格，受到眾多女性的愛慕。克蘿賽以及喬絲特都對他抱有好感。曾在王立學園祭的戲劇上飾演了公主一角，也曾在政變事件中假扮女僕而成功混入利貝爾王宮。但本人對於女裝仍十分抗拒。
對自己被布萊特家收養前的過去時常欲言又止，有時會獨自一人以身上的口琴吹奏著不知名的曲調。
《FC》與艾絲蒂爾一起加入遊擊士協會，成為準遊擊士，隨後展開了遊擊士修行與艾絲蒂爾開始在利貝爾各地旅行。平時理性隨和且知識豐富；但遇上會對周遭眾人造成危害的人事物，會毫不留情展露赤裸裸的殺意，對自己這種冷血無情的想法感到十分害怕。
末期利貝爾情報部政變事件結束後，識破了「教授」懷斯曼的偽裝身分，隨後遭其解除心理暗示。回想起5年前自己是教授派遣暗殺卡西烏斯的殺手，表面上看似任務失敗的他實際上是接受了催眠暗示，在無自覺的情況下，五年來不斷作為臥底匯報卡西烏斯的各項動態給結社，讓教授能順利排除他這個福音計畫第一階段的最大阻礙。痛苦不已的他產生了自我厭惡，並害怕繼續留在艾絲蒂爾身邊會對她帶來生命危險。於是在留下姊姊的口琴後，離開了艾絲蒂爾。
本名約書亞·阿斯特雷Joshua Astray。為由帝國主戰派一手導演的哈梅爾的悲劇倖存者。由於姊姊卡玲為了保護他而慘死，導致其受到極大的心靈創傷如人偶般無法言語。萊維為了治療他而加入了結社「噬身之蛇」。懷斯曼成功「修復」了他破碎的心靈，卻也把其改造成了一個冷酷無情的殺手，並淪為人造聖痕的實驗品，於右手臂上出現了聖痕圖樣的刺青。此後成為噬身之蛇的執行者No.XIII「漆黑之牙」，專門負責暗殺的任務。在組織的某次剷除異己D∴G教團的行動中，與萊維偶然搭救了日後成為「殲滅天使」的蕾恩。而後接受刺殺卡西烏斯的命令，但是被後者制服，並收為養子，同時改名為約書亞·布萊特。但記憶受到懷斯曼的操控與暗示催眠而有記憶斷層與障礙，對萊維有印象但無法想起他是誰，直到《FC》最後遭懷斯曼解除暗示後才想起一切。
《SC》為了毀滅結社而與逃獄的卡普亞空賊團結盟暗中行動著。故事中期為了營救出被結社綁架至紅色方舟古羅力亞斯的艾絲蒂爾，兩人再度相會。之後，艾絲蒂爾解開他的心結，重新回到了夥伴們的身邊。在利貝爾方舟的中樞塔上與萊維對決後和解，為了擺脫懷斯曼的心理暗示的控制，按照卡西烏斯的指點，在凱文神父的幫助下成功拔除了人造聖痕，右臂的刺青也隨之消失。與艾絲蒂爾一起挫敗了懷斯曼的陰謀，在生死關頭也確定了彼此的心意成為情侶。
之後與艾絲蒂爾回到了故鄉哈梅爾村，並帶著為了拯救他而死的萊維所用武器，和姊姊的墓合葬在一起。便與艾絲蒂爾踏上旅程一同追查蕾恩的下落。
《3rd》與艾絲蒂爾在旅行途中被神秘的光團所包圍，而被捲入影之國事件。在影之國中見到了化身為黑騎士的萊維假想人格，在攻略第六星層期間與夥伴們合力打敗他後，真正的和萊維作了最後的告別。
《零》與艾絲蒂爾因得到蕾恩的情報而轉調到克洛斯貝爾遊擊士協會。兩人完美互補的搭檔組合讓協會感到如虎添翼，但也成為特務支援課除了亞利歐斯外的另一強大壓力。所幸之後雙方在慶典期間進行了一場追逐障礙賽後關係親近了許多，約書亞也因此察覺到蘭迪隱藏的過去經歷。之後特務支援課解開蕾恩對親生父母的心結，雙方正式成為共同為克洛斯貝爾人民奮鬥的好夥伴。在協助特務支援克解決了克洛斯貝爾教團事件後，真正完全知曉了蕾恩的過去。終於使她願意敞開心扉，與她們成為家人返回了利貝爾。
《碧》在克洛斯貝爾獨立異變時應凱文神父的邀請，和艾絲蒂爾及蕾恩再次前來克洛斯貝爾協助特務支援課的突擊蘭花塔作戰，與結社的最新極限級人形兵器神機Type-γ展開激戰。最後在帕蒂爾·瑪蒂爾的壯烈犧牲下艱苦取勝，事件結束後帶著蕾恩離開了克洛斯貝爾。
《閃4》隨同艾絲蒂爾、蕾恩一同前往帝國。與同是哈梅爾遺孤的亞修見面並交換了想法，雖然曾經懷疑黎恩身為宰相親生之子，是否有其危險性，但在羅伊德的解析下決定相信他的意志，最後與眾人合作協助以VII班成員為核心的「光芒之翼」作戰，及時阻止了帝國宰相發動的世界大戰。
《創》與艾絲蒂兒前往克洛斯貝爾支援，在行政區廣場與她打情罵俏時被正在巡邏的特務支援課等人撞見；在統一國的混亂時與其他游擊士一同潛伏等待時機，之後幫助了羅伊德等人再次解放克洛斯貝爾。
原姓氏「阿斯特雷」有“迷失”之意；「約書亞」之名亦與《聖經》典故中的角色同名，有“被救贖者”之意。
在Falcom三十週年歷代女性角色票選中，以《FC》中暫時變裝的女僕裝扮入選並以4000多票拿下了第16名。於Play Station舉辦的軌跡系列人氣角色票選中，拿下第7名。
卡西烏斯·布萊特（Cassius Bright）
- 出場作品：《FC》；《SC》；《3rd》B；《閃4》E[6]；《創》
- 聲優：岸野幸正、濱田賢二（1st）
- 艾絲蒂爾的父親，《FC》45歳，是全大陸上4位最高級別的S級遊擊士之一。《SC》以准將階級回歸軍中，並擔任實質上的利貝爾王國軍統帥。

年輕時就向八葉一刀流開山祖師，雲·卡法伊拜師習劍並練成「螺旋之型」皆傳。之後四處雲遊磨練劍術，甚至不惜挑戰古龍雷格納特，並且產生了不菲的交情。最終達到能通曉萬物之「理」的境界，被公認為利貝爾最強者。人頌封號「劍聖」。
在百日戰役前已是利貝爾王國軍中表現突出的年輕上校，也是摩爾根將軍最器重的部下兼繼任人選。拜理之境界所賜，能夠迅速洞見事物的全貌與掌握關鍵細節，並能以此預測事態的發展或敵人的動向，進行精妙的布局。被譽為「稀世的戰略家」，也是率領利貝爾王國軍在百日戰爭中逆轉戰局擊退帝國軍的救國英雄。
但在戰爭末尾，妻子蕾娜卻因為保護女兒艾絲蒂爾而不幸犧牲。痛失摯愛的卡西烏斯對舉國稱頌的英雄頭銜感到無比空虛，最終毅然退役轉職以守護為信念的遊擊士。他為貫徹此信念而棄劍從棍。以統帥策劃的能力著名，最終在領導解決D∴G教團殲滅作戰後，成為S級遊擊士。但艾絲蒂爾卻對這段輝煌歷史毫不知情，時常因被女兒直呼為「不良中年」而備感無奈。
《FC》開頭將受了傷的約書亞帶回家照顧，雖然一開始全然不被信任，但依舊將他視如己出。因為協會的緊急通信而前往帝國處理帝國遊擊士協會襲擊事件，但之後卻傳來他下落不明的消息。最終在利貝爾情報部政變事件，再出現解救了艾斯蒂爾她們的危機。並打醒了了迷失自我的主謀理查，讓政變事件平安落幕後。為了協助整頓領導體系大亂的王國軍，他不得不離開遊擊士協會再度回到軍中。他個人猜測政變事件可能是結社為了使他重回王國軍，無法再以遊擊士的身分到處防礙他們設下的局。
《SC》以准將身分回歸王國軍，並在摩爾根將軍的強硬態度下成為了實質最高統帥。常駐在雷斯頓要塞的他雖因軍務繁忙而無暇親自處理結社的行動，但仍靠著其優異洞察部屬能力精確的調度軍力，防止結社造成嚴重損害。日後更在執行者突襲王都時，確保了女王和公主的安全，並於方舟出現後與奧利巴特皇子配合，讓帝國方面暫緩行動。基於避免懷斯曼動用非常手段，卡西烏斯選擇將阻止結社的希望放在兩個孩子及她們的夥伴身上。但在一行人出發前，他用信件秘密告知了約書亞去除人造聖痕的方法，為他們製造了打倒懷斯曼的空隙。之後在利貝爾·方舟崩壞時，騎著古龍雷格納特救下艾絲蒂爾與約書亞二人。一方面告訴他們世界可能即將迎來巨大的改變，但也欣慰的稱讚了已經成長為優秀遊擊士的孩子們。
《3rd》於一行人攻略第六星層的過程中擔任其中一個領域的最後關卡，首度展現了「劍聖」之名的強大實力。連身為天才的蕾恩也驚嘆無法衡量其戰鬥力。在利貝爾異變落幕後與閃電來訪的鐵血宰相首度碰面，不禁感佩對方比自己想像中更加大膽與深不可測。另提及他解決帝國遊擊士協會襲擊事件後，被帝國情報局評比為最高等級的危險人物。
《閃4》中軍階為中將，被推舉為對抗帝國的聯合軍總司令，在開戰日前於雲師父的請託下傳授奧義給黎恩，並代為授予他劍聖之名。在VII班成功阻止宰相後，也作為聯合軍代表與帝國軍達成停戰協議。
《創》提及總算設法排出假期，全家人一起到溫泉鄉悠米爾度假，與舒華澤男爵暢談爸爸經以及釣魚的話題；於泡溫泉時藉著雪拉結婚的話題詢問約書亞打算什麼時候與艾絲蒂爾正式成婚(入贅?)；在基爾巴特的G阿帕契失控時，經由蕾恩的激勵與計算，將G阿帕契打得遠遠的，阻止了可能發生的雪崩。也稍稍了拉近與蕾恩的距離。
蕾娜·布萊特（Rena Bright）
- 出場作品：《SC》
- 聲優：板東愛
- 艾絲蒂爾的母親；卡西烏斯的妻子。

是個美麗溫柔但又堅強的女性。總是面帶笑容的主持家務，照顧著全家人。但是在必要時會展露出連卡西烏斯都能壓倒的威嚴。在「百日戰役」的末尾，為了保護年幼的艾絲蒂爾，用肉身擋下因帝國軍炮火而崩毀的鐘樓殘骸而不幸去世。
《SC》：因艾絲蒂爾中了「幻惑之铃」露西歐拉的幻術，而出現在艾絲蒂爾的夢境中。在女兒要離開夢境時給了她溫暖的鼓勵和祝福。
蕾恩·布萊特（Renne Bright）
- 登場作品：《SC》B；《3rd》P；《零》S2；《碧》；《閃NW》；《閃4》S1；《創》P ；《黎1》；《黎2》P/B；《界》P
- 聲優：西原久美子《空》→悠木碧《閃4》往後
- 《SC》登場時為11歲。《閃4》14歲。《黎2》18歲。

第一眼印象是有著古靈精怪個性的早熟的小女孩，揮舞著比自身還要巨大的鐮刀，帶著可愛的笑容毫不留情地殲滅敵人。是十三工房開發的導力人形兵器帕蒂爾·瑪蒂爾（PATEL-MATTEL）的適任者。頭腦非常聰明且精通各領域科技，藉由假名發表論文已取得多個博士學位。
《SC》以蕾恩·海瓦茲（Renne Hayworth）之名與兩具假扮成父母的結社所製玩偶，偽裝成前來利貝爾勘查的貿易商家庭。與艾絲蒂爾等人接觸，並與緹妲結為好友。不過隨後即展露了真實身分──噬身之蛇的執行者No.XV「殲滅天使」蕾恩，隨後離去。方舟中樞塔一戰後聽到艾絲蒂爾打算接納她為家人；心神大亂的情況下搭乘帕蒂爾·瑪蒂爾離開了利貝爾。
《3rd》捲入了影之國事件，了解到艾絲蒂爾與約書亞是真心想成為她的家人，流著眼淚對他們說「如果抓得到我的話就試試看吧！」。隨後與帕蒂爾·瑪蒂爾前往克洛斯貝爾。並於羅贊貝爾克工房藏身， 另外從《黎1》中得悉，正是這段時間， 為了避免諾華提斯博士的追殺， 在人偶工房老人約魯古的建議下，由亞克萊德事務所的范恩暫時收留蕾恩一段時間，並護送到克洛斯貝爾。
幼年時父母海瓦茲夫婦經商失敗，將她託負給共和國的友人照顧。但遭到D∴G教團綁架成為了人體實驗的受害者，高於常人的智力也是在藥物實驗中獲得的。並被關在名為「樂園」的設施內持續遭受虐待，同時亦在此期間因實驗 "產生" 多個保衛自己的虛擬人格 (《黎2》進一步說明為睿智的原材料讓她吸收其他孩子的人格)。在結社掃蕩DG教團的行動中，被萊維以及約書亞救出後帶回結社。因她的能力而成為執行者之一。小時候的記憶十分模糊，在成為執行者後曾到了克洛斯貝爾尋找雙親，但見到了雙親與後來出生的弟弟柯林一家人幸福的生活著，因此認為是父母拋棄了她而無法相信親情。
《零》時在羅贊貝爾克工房藏身的蕾恩。暗中觀察父母海瓦茲夫婦一家人的行動。在特務支援課接到其弟弟柯林走失的委託時給予幫助，在弟弟即將遭遇魔獸攻擊的時候忍不住出手救了他。最後躲在暗處聽到父母談及當年的真相，以及到現在仍十分掛念著她後淚如雨下，雖然解開了心結但仍沒有出面與父母相認。故事最後在危急時刻幫助遭到暴走的約亞西姆攻擊的特務支援課等人，也終於接受了艾絲蒂爾和約書亞的心意。後與兩人一起回到了利貝爾，為布萊特家收養。
《碧》與艾絲蒂爾和約書亞再度前往克洛斯貝爾幫助特務支援課眾人，然而帕蒂爾·瑪蒂爾在與三架新一代神機其中之一的戰鬥中，選擇自爆拯救了蕾恩。在事件落幕後回到了利貝爾。
《閃3》在利貝爾的傑尼斯王立學園上學，以她的才能幫助著協會以及王國導力網路的試驗，並力排眾議支持緹妲進入托爾茲第二軍校，並且和緹妲立下约定。《閃4》為了確認因為帝都異變失去音訊的朋友安全與否，決定前往帝國。
《閃4》與艾絲蒂爾及約書亞前往帝國，以自己的導力知識專業與琪雅一起取得了帝國秘密資料，並確認了緹妲的安全；在克洛斯貝爾與自己的家人再度相會，雖然還是沒有相認，但知道了父母親幫自己取的小名叫做蕾妮（レニ）。
《創》在人偶工房老人約魯古的請求下，前往克洛斯貝爾尋找拉碧斯，並暫時與新生帝國解放線的四人一同探尋拉碧斯身上的謎團；最後協助特務支援課等人再次解放了克洛斯貝爾。
《黎1》以交換留學制度，前往就讀共和國名校「亞拉密斯高等學校」，一邊完成學業一邊收集情報，並當上了學生會長，與學妹亞妮艾絲成為好友。並提及在5年前 (即《3rd》和《零》間)在人偶工房老人約魯古的請求下，曾受到亞克萊德事務所的范恩幫助，並為她指明了未來的路向，對之後面對艾絲蒂爾她們時提供了契機，亦能好好地面對自己，因此對常常會以親暱的舉動對范恩開玩笑並表達感謝之意。在理科大學事件中作為ZCF特別顧問和愛普斯泰恩財團聯絡人介入，隨後獨自一人迎戰梅魯奇歐和奧林匹亞。以遊擊士助手的身份參與阿瑪塔的圍殲，並與結社等人敘舊。首都異變時一度被喚起當年在樂園的創傷記憶，在亞妮艾絲的幫助下恢復正常。本來打算一同到異空間帶回范恩，但被阻擋在外面並吐嘈如果自己也來打工就好了。
《黎2》在全面籌備「亞拉密斯學園祭」暫時回到利貝爾，但與斯溫的聯絡緊急回到學校；與托娃和金凱德等人合作下解決問題。在無名之島時，被破戒經由特殊方法重現當初樂園時期，自己產生出來保衛自己的虛擬人格而被操控，被范恩等人救下之後，再度與她的過去道別。 在學園祭期間，在范恩的牽線下，加上艾絲蒂爾，約書亞，緹坦，約魯古以及結社眾人的努力下，將帕蒂爾·瑪蒂爾以戰術導力器賽法的虛空核心復原，並經范恩交給蕾恩，使心中發誓總有一天回報恩情。
《界》协助范恩等人调查A∵D以及《残渣》集团的动向，后与亚妮艾丝前往总统府并遭到软禁。破解安全系统后与范恩等人一同深入总统府地下控制中心尝试解救亚妮艾丝，一同目睹了“摘星者计划”的结局。
在Falcom三十週年歷代女性角色票選中，以最高票拿下第1名，於Play Station舉辦的軌跡系列人氣角色票選中，與緹歐並列第1名。

### 利貝爾遊擊士協會

#### 遊擊士
艾絲蒂爾、約書亞、卡西烏斯請參考布萊特家族條目。
雪拉紮德·哈維（Scherazard Harvey）
- 出場作品：《FC》《1st》S1→P；《SC》P；《3rd》P；《閃4》S3；《創》S3；《黎1》
- 聲優：塩山由佳、安濟知佳（1st）
- 七耀曆1179年5月14日生。外號「銀閃」的女遊擊士。《FC》23歲，為C級遊擊士。之後在《SC》時因解決利貝爾異變的功績而升格為B級遊擊士，至《閃4》時已晉升為A級遊擊士。戰鬥時用的是皮鞭，在閒來無事或遇到困難時有用塔羅牌占卜的習慣。

幼年時期成長於外國的貧民窟中，以扒竊維生。之後被巡迴演出路過當地的「哈維馬戲團」好心的團長收留，在團中學習到舞蹈和塔羅牌占卜。在造訪洛連特時認識了布萊特一家。後來在雪拉快成年時馬戲團因為團長離奇身亡而解散。再次流浪街頭的她最後回到利貝爾，接受卡西烏斯的指導成為了一名遊擊士。因此視其為一生的恩人，常稱呼卡西烏斯為「老師」。看著艾絲蒂爾長大的她就像艾絲蒂爾的姊姊一般，無論在布萊特家或是作為遊擊士的前輩，都非常照顧艾絲蒂爾。
少女時代開始就非常喜歡喝酒。艾絲蒂爾的母親還在世時，她就常被卡西烏斯邀回家共飲。酒量非常的好，在系列作中僅次於洛連特支部負責人愛娜。不過喝開了之後性格會變得像女王一樣強勢霸道。就連空軌三部曲中最放蕩不羈的奧利維爾也招架不住，每每被灌酒到不省人事，成為其最害怕的回憶之一。
《FC》是艾絲蒂爾與約書亞的準遊擊士資格測驗考官。在卡西烏斯出國後，陪著兩位遊擊士後輩執行任務及環國修煉之旅一段時間。在柏斯認識了自稱帝國吟遊詩人，行事作風奇異的奧利維爾。四人齊心解決了空賊團劫機案件後，暫時拖著奧利維爾返回洛連特。懷疑其真實身分是帝國間諜的雪拉開始密切注意他。之後在艾絲蒂爾一行人解放艾貝爾離宮的作戰中現身支援，隨後協助她們進行援救女王的行動，並與艾絲蒂爾和克蘿賽一起對付露出真面目的洛倫斯少尉。最後一起趕往地下遺跡阻止理查上校的行動，解決了利貝爾情報部政變事件。在艾絲蒂爾和約書亞成為正遊擊士時很高興地給予兩人祝福與鼓勵。
《SC》看著因為約書亞的離去而傷心不已的艾絲蒂爾，忍不住斥責卡西烏斯和約書亞都是差勁的男人。而後來在調查洛連特發生的居民昏睡異常事件過程中，她與過去待在馬戲團時情同姐姐，幾年不見後現在已成為結社執行者的露西歐拉再度相遇。雖然對要與其交戰感到些許無奈，但仍堅定的表示要盡全力守護利貝爾這個第二故鄉。之後於紺碧之塔及利貝爾·方舟中樞塔上與其戰鬥後得知了露西歐拉加入結社及當年馬戲團團長身亡的全部真相。當帝國軍進犯國境時也以遊擊士的身分前去交涉折衝，隨後以真實身分現身的奧利維爾讓她感到十分驚訝。最後也與艾絲蒂爾、約書亞等人合力攻略利貝爾·方舟，解決了利貝爾異變大事件。
《3rd》在執行任務時被神秘的光團所包圍，而被捲入影之國事件。服裝與前兩作相比變得更加性感，也換了個爽朗的短髮造型。過程中奧利維爾似乎對她提出了某項邀請，不過在事件結束為止並沒有給予答覆。月之門②紀錄了她當上準遊擊士後的第一件任務經歷。並可從中認識到比《FC》劇情更早以前的一些其他角色的歷史。
《閃3》中和阿加特分頭来到帝国，但未於劇情中現身，只能從居民的對話中暗示其行蹤，曾和莎拉比酒量並且獲勝。
《閃4》在確認奧利維爾仍然活著後喜極而泣，並接受了他的求婚，在結局舉辦了婚宴並廣邀有過淵源的人們參與。
《創》與奧利維爾在新婚旅行時，被叛亂的帝國軍師團軟禁在高原，由於有了身孕而無法參加戰鬥，而後奧利維爾趁隙保護著她脫困。
《黎1》在劇情結尾的過場動畫中，與奧利維爾一同前往奧雷德自治州與公太子會面。
阿加特·科洛斯納（Agate Crosner）
- 出場作品：《FC》《1st》S1→P；《SC》P；《3rd》P；《閃3》S1；《閃4》S1；《創》P
- 聲優：近藤孝行、八代拓（1st）（日）；Bryce Papenbrook（英）
- 《FC》24歲，《閃3》28歲，被稱為「重劍」的遊擊士。

出生於柏斯地區的拉文努村，偏好使用重劍攻擊對手。對工作有極強的責任感，亦有強烈的自尊心，但不善於言辭，令人感覺難以接近。十分厭惡軍人。妹妹米夏在百日戰役中為了取回送給他的禮物喪命，因此而自暴自棄。曾在盧安市成為不良集體渡鴉幫的領導人，不過在遇見為卡西烏斯後受其影響成為了遊擊士。《FC》為C級遊擊士，後來《SC》時升格為B級遊擊士，《閃3》時已晉升A級遊擊士。
《FC》曾在追捕情報部士兵的過程中曾與化名為洛倫斯少尉的萊維對戰但沒有結果。隨後協助解決了利貝爾情報部政變事件。
《SC》在拉文努礦山中與萊維正面交手，而以斷劍慘敗收場。並被斥責為「用揮劍來逃避自己的空虛內心的無力者」。在生死關頭時緹妲挺身而出保護了他。而後與緹妲一同回到了妹妹米夏的墓前祭拜，似乎對妹妹因自己而死的往事稍稍釋懷了。
《3rd》在造訪拉賽爾家的時候被神秘的光團所包圍，而被捲入影之國事件。將緹妲當作妹妹對待，關係很好，時常被眾人揶揄「年齡差情侶」。《SC》結束後答應緹妲每個月的最後一個禮拜五都會去拉賽爾家吃飯，但往往遭到緹妲生母艾莉卡視為眼中釘。時常被艾莉卡以協助實驗為由，遭到各種拉賽爾家試作型導力機械的襲擊。
《閃3》在帝國軍情報局的壓制下，帝國協會分部接近毀滅狀態時，作為奧利巴特皇子的外援，並為了尋找14年前百日戰爭起因的真相進入帝國行動。
《閃4》仍保護著緹妲的安危，並協助解決了帝國這次的事件。
《創》接受了艾莉卡博士的委託，擔任緹妲在克洛斯貝爾期間的護衛，在統一國的混亂時與緹妲一起前往營救被軟禁的艾莉卡，途中與羅伊德等人相遇，而後順利救出了艾莉卡。對於緹妲的成長感到欣慰，不再是以前只需要她保護的小女孩，並有漸漸接受她的情感的趨勢。
亞妮拉絲·艾爾菲德（Anelace Elfead）
- 出場作品：《FC》《1st》E；《SC》S1；《3rd》P；《閃4》[7]
- 聲優：大河內雅子、德井青空（1st）
- 《FC》18歳，《3rd》19歲。熱衷於修練劍術的女遊擊士。性格爽快，不拘小節，很有上進心。喜歡吃冰淇淋。武器為武士刀，並修練了由祖父，「劍仙」雲·卡法伊傳授的「八葉一刀流」全部八型的基礎，但目前尚未精通任一型的招式。
- 在工作閒暇之餘常光顧工藝品商店。非常喜歡可愛的東西，不論是布娃娃還是緹妲，只要是她覺得可愛的人事物均愛不釋手。還曾說過一句名言：「可愛就是正義！」。

《FC》和兩位主角一樣是剛成為準遊擊士的新人，常在柏斯地區工作。終章時與克魯茨、卡露娜、庫拉茲一同出席利貝爾武術大會，但在準決賽時敗給了艾絲蒂爾等人。隨後協助解決政變事件。
《SC》時升格為F級遊擊士，和艾絲蒂爾一起到列曼自治州的訓練場提升實力。之後認定對方是能和自己在遊擊士和武術兩方面彼此激勵的對手。故事中期與雪拉（或阿加特）在追查情報部殘黨時遭遇了執行者「小丑」坎佩尼拉。之後在和克魯茨等前輩們前往調查結社秘密據點時不慎被俘虜並遭操控成為敵人，但在後期王立學園遭獵兵團脅持事件中有活躍的表現。《SC》後升格為B級遊擊士。
《3rd》在睡夢中被神秘的光團所包圍，而被捲入影之國事件。星之門⑤中受到祖父拜託向昔日愛徒「劍聖」卡西烏斯確認其是否已完全捨棄了劍之道，在過程中由與卡西烏斯的對話及跟即將退役的理查進行之劍術切磋中，對自己的劍術道路有了更進一步的體悟，並獲得理查轉贈的利劍·迅羽。
《閃4》中透漏與風之劍聖等人一同在帝國東部協助作戰。
在Falcom三十週年歷代女性角色票選中，拿下第10名。
克魯茨·納爾當（Kurz Nardin）
- 出場作品：《FC》E；《SC》B、S1；《3rd》B
- 聲優：金子英彥、大海将一郎（1st）
- 利貝爾遊擊士協會最資深的元老之一，外表略顯老成，做事幹練，也非常照顧同行晚輩們。較常在格蘭賽爾地區工作。擅長的武器為長槍，並會使用異於導力魔法的東方術法－方術，因而獲得「方術使」的稱號。
- 雖然因在空軌三部曲中劇情表現不太出眾，常被玩家戲稱為一生都比不過卡西烏斯的「利貝爾萬年NO.2」。但其實仍是資歷與實力都不容小覷的高手。《FC》時29歲，當時還是B級但已被列為A級候補。《SC》時正式升格為常設最高級的A級遊擊士。

《FC》時按照卡西烏斯的指示奪得關鍵物品黑色導力器，但之後隨即遭到懷斯曼的洗腦，雖然成功將導力器送到艾斯蒂爾她們手上，但喪失了與其相關的全部記憶。終章時帶領亞妮拉絲等人組隊參加武術大會。在準決賽時輸給了艾絲蒂爾她們，而他在決賽開始前於觀眾席上突然產生的身體不適感意外成為讓約書亞察覺幕後黑手身分的重要線索。
《SC》開頭與卡露娜和庫拉茲假扮獵兵突襲遊擊士訓練基地，作為艾絲蒂爾和亞妮拉絲的結訓測驗。故事中期帶隊執行入侵調查結社秘密據點的任務，卻因懷斯曼早有防備，行動很快就宣告失敗。庫拉茲等三名隊友慘遭俘虜，只有他負傷勉強搭著小艇逃離（但其實是教授為了引誘援軍過來的計畫），隨後傷重昏厥了過去。但在後來的王立學園脅持事件中，他出色的帶隊完成作戰計畫制伏結社的獵兵們，總算扳回身為前輩的顏面。
《3rd》在第六星層與亞妮拉絲相關的領域中，庫拉茲、卡露娜和他依序擔任該領域第一～第三位的守門人。
卡露娜（Karna）
- 出場作品：《FC》《1st》E；《SC》；《3rd》B
- 聲優：柚木涼香、天海由梨奈（1st）
- 深藍色長髮的女遊擊士，擅長使用導力槍，常在盧安地區活動。

《FC》在學園祭後擔任甫獲得重建孤兒院經費的泰蕾莎院長的護衛，但在半路上遭到突襲。兩人被打昏，捐款也不幸被奪。
《SC》中期跟隨克魯茨前往調查結社秘密據點時不慎被俘虜並遭操控成為敵人，之後一起努力解決了王立學園脅持事件。
庫拉茲（Grazz）
- 出場作品：《FC》E；《SC》；《3rd》B
- 聲優：野島健兒、畠中祐（1st）
- 紅色短髮的遊擊士，個性爽朗，擅長使用大劍。

《SC》中期跟隨克魯茨前往調查結社秘密據點時不慎被俘虜並遭操控成為敵人，之後一起努力解決了王立學園脅持事件。

#### 各地支部負責人
愛娜·霍爾登（Eina Haldane）
- 聲優：鹿野優以、鈴代紗弓（1st）

洛連特支部負責人，是雪拉紮德從剛成為遊擊士起就認識的好朋友，性格親近易人。但她卻是系列作至今最厲害的大酒豪，就連從小鍛鍊酒量的雪拉也從未贏過她，簡直就是真正的千杯不醉。《SC》的支線故事中曾經獨自與安敦及奧利維爾拼酒（兩人還有使用解酒藥加持）。連灌下三十六杯最高級烈酒，但依然神色自若。也讓奧利維爾在利貝爾對拼酒量這件事留下了永久的心理創傷。
《3rd》月之門②中紀錄了她的過去並揭露其姓氏。原來愛娜其實是飛行船公司社長薩烏爾·喬·霍爾登的孫女，被指定為祖父遺產繼承人的她為了辦理繼承手續來到利貝爾。因為心知不滿未能分到財產的親人長輩會對其不利，委託了當時剛成為準遊擊士的雪拉紮德擔任自己的護衛。最後在雪拉的努力下總算順利抵達王宮繼承了遺產，但為了避免日後再捲入金錢糾紛中，她隨即辦理了財產轉讓手續，將遺產全部捐給了利貝爾的福利機構。之後便進入遊擊士協會工作。
《創》接替了調往列曼總部的艾南成為王都支部的負責人，並透過導力通信祝賀即將結婚的雪拉紮德。
盧格蘭（Legrand）
- 聲優：平井啓二

柏斯支部負責人。是在利貝爾剛引入遊擊士制度，還只有王都一個分部時就擔任該支部負責人的協會元老之一。百日戰爭結束後轉調到柏斯支部至今。雖然上了年紀，但仍舊每天精力充沛的工作著，大家都稱呼他為盧格蘭爺爺。
嘉恩（Jean）
- 聲優：石川英郎、伊東健人（1st）

盧安支部負責人。年紀輕，性格親切熱情。但稍微有點多事。
霧香·樓蘭
詳細請参照卡爾瓦德共和國：霧香·樓蘭條目
蔡斯支部負責人。和其他支部負責人相比眼神銳利許多，處理公務時一絲不苟且講求效率，有武人氣質。在《SC》之後離職。
艾南（Hernan）
- 聲優：岸尾大輔、堀金蒼平（1st）

格蘭塞爾支部負責人。是個舉止很有教養的青年人。雖然作為支部負責人的資歷尚淺（從月之門②中雪拉的過去回憶推測到任不滿5年）但處理事情的手腕很靈活，收集情報和分析能力也頗出色。在《FC》終章時還展現了不俗的戰略規劃本事，領導立定了遊擊士協會解放艾貝爾離宮的作戰計劃。成功以寡擊眾完成任務。《創》因其優秀能力轉調至列曼總部

### 利貝爾王室與其關聯者
克蘿蒂亞·馮·奧絲雷賽（Klaudia von Auslese）
- 化名：克蘿賽·琳茲（Klose Rinz）
- 出場作品：《FC》《1st》S2→S1→P；《SC》P；《3rd》P；《碧》；《閃4》；《創》
- 聲優：皆口裕子、羊宮妃那（1st）（日）；Cristina Vee（英）
- 七耀曆1186年10月11日生。《FC》《1st》《SC》16歲，《3rd》17歲，《碧》18歲。
- 身旁伴有白隼的王族少女。擅長使用細劍及導力魔法。

個性溫柔隨和的優雅少女，擁有出色的洞察力。個性雖稍嫌保守和頑固，不過有時也會果斷的採取行動。能跟常在她身旁的白隼吉克說話、也曾解讀過貓的語言。
是利貝爾王國艾莉西亞女王的孫女，雙親尤迪斯王太子夫婦在埃迪魯那號的空難中身亡。幼年時，曾向護衛尤莉亞學習劍術，以細劍作為武器。
擁有下一任女王候補資格，但認為自身能力不足以繼承女王之位而苦惱著。因此化名克蘿賽·琳茲通過轉校生考試進入傑尼絲王立學園學習。加入學生會後在學長雷克多的提點下逐漸敞開心扉。與同屆學生會的喬兒、漢斯關係很好。平時常去鄰近學園的瑪西亞孤兒院幫忙。
對約書亞有愛慕之意，在利貝爾異變後的晚宴上曾私下向約書亞告白。不過在確認了約書亞對艾絲蒂爾的心意後，大方的祝福了兩人。
《FC》因孤兒院縱火事件與艾絲蒂爾和約書亞結識。但當時隱瞞了身分。隨後一同解決了盧安市長的陰謀以及末期的利貝爾情報部政變事件。
《SC》立定決心向祖母學習治國之道，希望以王國領導者的身分，保護自己所鍾愛的祖國和人民。在利貝爾異變事件時面對邊境集結的帝國軍，也展現了身為女王候補的風範。隨後也登上了利貝爾·方舟，協助挫敗了結社使徒懷斯曼的計畫。
《3rd》在利貝爾異變事件結束後見到了隨同鐵血宰相來訪，真實身分為帝國書記官的雷克多，得知他前往王立學園就讀是為了掌握利貝爾的情報。之後也被捲入影之國事件。
《碧》作為利貝爾王國政府代表，出席在克洛斯貝爾自治州舉行的西塞姆利亞通商會議。與特務支援課等人私下相見達成合作協議，並支持奧利巴特皇子的改革路線。再次見到陪同鐵血宰相前來的雷克多。
《閃4》作為女王代理，在卡西烏斯的陪同下參加了在緩衝空域舉行的各國聯合會議，並與各國首腦見面，確定了聯合對抗宰相與帝國的目標。
《創》在卡西烏斯陪同下率領著利貝爾王國皇室旗艦埃爾賽尤II乘載著VII班、特務支援科、新生帝國解放戰線等人一同進攻顛倒巴比倫。
在Falcom三十週年歷代女性角色票選中，拿下第9名。
吉克
- 克蘿賽從小飼養的白隼。

常常作為通信員和偵察兵，而在行動中給予重要援助。
艾莉西亞·馮·奧絲雷賽（Arisia von Auslese）
- 出場作品：《空》
- 聲優：笹木绫子（廣播劇CD）、勝生真沙子(Evo)、中村繪里子（1st）
- 利貝爾王國第26代女王：艾莉西亞二世。《FC》出場時為60歲。

因尤迪斯王太子夫婦遇難，而再次出面執掌王位。作為賢明的君主而受到國民愛戴和敬重。提出與帝國、共和國簽署不戰協議。之後也赦免了在王都侵襲中抵抗有功的理查上校眾人。在孫女克蘿蒂亞決心繼承王位後逐漸隱居幕後。
杜南·馮·奧絲雷賽（Dunant von Auslese）
- 出場作品：《FC》E；《SC》；《3rd》E
- 聲優：阪口大助、小田柿悠太（1st）
- 艾莉西亞女王的外甥，王位繼承人之一，享有公爵爵位。《FC》35歳。

《FC》初登場時性格非常放蕩、任性、好大喜功，做事總是欠缺思慮，讓身為其管家的菲利浦常感到為難。曾被理查上校教唆，成為支持情報部叛變的一方。歷經利貝爾情報部政變事件被軟禁在艾貝爾離宮中反省。
《SC》結社入侵王都時，果斷留下並指揮女王與克蘿賽先行逃走，顯現其身為王族的風範，令管家菲利浦感動不已。事件後也積極計畫災後處理，一改作風。
《閃4》代表利貝爾方出席第二次西塞姆利亞通商會議。
菲利普·魯納爾（Philip Renard）
- 出場作品：《FC》；《SC》；《3rd》B
- 聲優：麻生智久、喜屋武和輝（1st）
- 原王室親衛隊的大隊長，現杜南公爵的管家。

享有「鬼之大隊長」、「劍狐」的威名。雖然年歲已高但依然身手不凡。
《FC》陪同杜南公爵途經盧安時，本打算以金錢給約艾兩人作為對杜南強佔房間的賠罪但被婉拒。
《SC》時結社執行者襲擊王城時，曾以一己之力抵禦眾「執行者」的攻擊，雖然寡不敵眾，但亦為主角一行爭取了時間。在杜南公爵洗心革面後，深感欣慰。
《3rd》時，作為第一守衛者角色出場，雖然只是幻影，但實力不凡。
希爾丹（Hilda）
- 出場作品：《空》
- 聲優：大越多佳子
- 王都城堡的女總管

深受艾莉西亞女王的信任。與杜南公爵的管家菲利浦是多年好友。在《FC》王都叛亂時，幫助艾絲蒂爾一行人潛入王宮。

### 利貝爾王國軍
摩爾根（Morgan）
- 出場作品：《FC》《1st》；《SC》；《3rd》B
- 聲優：小原雅人、堂坂晃三（1st）
- 利貝爾王國的老將軍。62歲。

駐守於哈肯大門。擅長使用斧槍，有著「武神」的稱號，曾拿過利貝爾武術大賽冠軍。性格頑固，對卡西烏斯離開軍隊，而加入遊擊士協會之事耿耿於懷，從而對遊擊士抱有極大的成見。
《FC》政變事件中，因孫女被情報部脅為人質，被迫軟禁於哈肯大門。
《SC》中在卡西烏斯復職後，光榮退伍。
《3rd》中作為第六層守衛者之一的角色登場，在「裡武鬥大會」亦可挑戰。
卡西烏斯·布萊特
詳細請参照卡西烏斯·布萊特條目
亞蘭·理查（Alan Richard）
- 出場作品：《FC》《1st》B；《SC》；《3rd》P
- 聲優：三浦祥朗、古川慎（1st）
- 《FC》登場時34歲。武器為日本刀。

原卡西烏斯部屬。在卡西烏斯離開軍隊後，成立王國軍情報部，軍銜上校。為人精明果敢。善用日本刀，招式源於卡西烏斯所授八葉一刀流第五式「殘月」，享有「劍聖的後繼者」的美名。
《FC》因擔憂利貝爾處境，而受到懷斯曼的洗腦，試著得到古代遺物「輝之環」的力量保衛國土，隨後在國內發動利貝爾情報部政變事件，但在艾絲蒂爾等遊擊士的努力下而被阻止。被打敗後解開了洗腦，並從與卡西烏斯的對談中得知了自己的錯誤。隨後入獄服刑。
《SC》在結社執行者襲擊王都事件中，戴罪立功擊退執行者而被女王特赦，不久後退伍。退伍前轉贈繼承至卡西烏斯的配劍「利劍·迅羽」給了亞妮拉絲。認為自己過去只是收集他人的情報，而不了解獲取情報的代價與背後的隱藏的其他意圖，導致被蒙蔽了事實真相。退伍後與凱諾娜等舊部共同在盧安組成民間調査公司R&A調查社。希望能夠以自己親身調查的情報來幫助利貝爾。而後前往共和國出差，同時亦受卡西烏斯之託，進行機密調查。
《3rd》在出差途中捲入了影之國事件。
《碧》從在克洛斯貝爾的R&A社員口中得知人在阿爾泰爾市關注克洛斯貝爾獨立異變的事態發展。
《閃4》透露他帶領R&A與帝國軍境外情報局進行了相當激烈的情報戰。
凱諾娜·亞瑪律迪亞（Kanone Amartya）
- 出場作品：《空》《1st》B
- 聲優：甲斐田幸、近藤玲奈（1st）
- 《FC》出場時27歲，原隸屬王國軍情報部，軍銜上尉。

在軍官學校學習期間視尤莉亞為勁敵，對其有明顯的對抗意識。私底下被人稱作「女狐狸」。
《FC》在利貝爾情報部政變事件失敗後與部下一起逃亡。
《SC》與情報部殘黨計劃救出理查上校，因而被蕾恩利用實驗福音計畫，最後受到艾絲蒂爾的阻止而被捕。結社執行者襲擊王都事件中同情報部舊部在王都抵禦攻擊，戴罪立功而獲釋。退伍後在R&A調查社擔任秘書一職。
《3rd》中為第六層守衛者之一，從中得知相當眷戀軍中生活。
尤莉亞·舒華茲（Julia Schwarz）
- 出場作品：《FC》《1st》；《SC》S1；《3rd》P；《碧》；《閃4》[7]
- 聲優：小松由佳、松井惠理子（1st）

《FC》時為27歳，軍銜中尉。王室親衛隊的大隊長，埃爾賽尤號的艦長，
卡西烏斯的弟子之一。劍術拔群，有著強烈的騎士道精神。與凱諾娜上尉在軍校時同期，有「文有凱諾娜，武有尤莉亞」的說法。《SC》時晉升為上尉，《碧》時晉升為准校。
留著俐落短髮的男裝麗人。因其凜然的身姿以及高雅的舉止，在國內外擁有相當多的崇拜者，尤以女性崇拜者最為狂熱。會以修女的裝扮躲避狂熱崇拜者的追蹤，與帝國軍的穆拉因為有同樣保護王儲的背景而結為好友。
《FC》在盧安市長的陰謀事件中，收到克蘿賽的聯絡後以埃爾賽尤號前來追捕準備逃往國外的市長。利貝爾情報部政變事件中以修女的裝扮與艾絲蒂爾等人聯繫上取得救援。
《SC》以埃爾賽尤號突入浮游都市 - 利貝爾·方舟，隨後協助解決了利貝爾異變
《3rd》在埃爾賽尤號演習結束後的返航途中捲入了影之國事件。
《碧》中作為克蘿蒂亞公主的隨從護衛而造訪克洛斯貝爾，在通商會議中蘭花塔遭入侵時與穆拉協助抵禦了恐怖份子的攻擊。
《閃4》從穆拉和庫爾特對話得知已經晉升為少校，在利貝爾坐鎮以防帝國的入侵。
馬克斯米利安·希德（Maximilian Seed）
- 出場作品：《空》《1st》：《FC》；《SC》；《3rd》B
- 聲優：高塚正也（廣播劇CD）；石川英郎、高梨謙吾（1st）

雷斯頓要塞的守備隊長。
卡西烏斯的弟子之一，身手不凡。被認為戰鬥能力可以與理查上校匹敵，擅長導力魔法與劍技交互使用的戰鬥方式。似乎有養貓的興趣。
《FC》為少校，察覺到利貝爾情報部政變事件的前兆，私下放走了前來救援拉賽爾博士的艾絲蒂爾等人。
《SC》晉升為中校，除繼續負責守備工作外，亦協助卡西烏斯。與理查在結社襲擊王都事件中聯手擊退執行者。
《3rd》因結社襲擊王都事件的功績升任為上校。負責浮游都市於瓦雷利亞湖上空崩解後，古代遺物的打撈作業，隨後作為代表引導前來回收雷克爾斯的方石的凱文神父。亦在影之國事件中，作為第六層守衛者之一。
《閃4》在利貝爾坐鎮以防帝國的入侵。
洛倫斯·博格
- 出場作品：《FC》《1st》B

詳細請參考噬身之蛇：「劍帝」萊恩哈特條目。
以傑斯塔獵兵團的成員身分為理查上校聘請至情報部特務隊擔任隊長。真實身分為結社執行者萊維。

### 利貝爾各地市長與其關聯者
克勞斯（Klaus）
- 聲優：増谷康紀

洛連特市的市長。因溫厚且坦率的性格而被市民支持，不過個性缺乏警覺心。對艾絲蒂爾非常關心。
《FC》原本預計作為女王誕辰賀禮的耀晶石在市長官邸遭空賊所竊，最後被艾絲蒂爾等人奪回。
《SC》在導力停止事件時積極處理後勤物資發送。
梅貝爾（Mabel）
- 聲優：木戸衣吹、大西沙織（1st）

柏斯市的市長，在其身為前市長的父親過世後接任市長工作。出生於商人家庭，柏斯市的酒吧及超市和高級餐廳「安特洛絲」都是隸屬於梅貝爾家的，梅貝爾市長非常年輕就以獨特的經營手腕治理柏斯這個商業大都市，是一位非常精明能幹的年輕女市長。
《FC》因定期船遭空賊劫持，而委託艾絲蒂爾等人調查。
《SC》古代龍襲擊事件中，得知阿加特在百日戰役中失去妹妹，並指責王國軍與身為前市長的父親，因而賞了阿加特巴掌。
《3rd》發現女僕莉拉的不尋常，因而委託游擊士亞妮拉絲協助調查，最後烏龍一場。也因忙於市政，推掉許多說媒。
莉拉（Lira）
- 聲優：山崎惠理

梅貝爾市長的女傭。對市長非常的忠誠，忠心到連自己的任何事情都不在意。本名叫做蕾妮（Rainy），因百日戰役時雙親逝世而輾轉為梅貝爾父親所收養。
《SC》古代龍襲擊事件中，為了救梅貝爾市長而被瓦礫砸傷，昏迷不醒，最後康復。
《3rd》有個住在國外列曼自治州的阿姨，前來利貝爾尋親，並對過去的身分已無眷戀，現在一心一意服侍梅貝爾家。
《黎2》、《界》因為「利貝爾特產館」在卡爾瓦德共和國首都伊帝斯的特里昂購物中心開幕，所以被梅貝爾家派任成為店長。
莫里斯·戴爾蒙（Maurice Dalmore）
- 聲優：平野正人

《FC》時為盧安市的市長。貴族的後代，一家世世代代皆治理盧安。
《FC》時由於涉嫌侵佔公費、對孤兒院縱火等事件，遭受逮捕。擁有使一定範圍內的所有物體無法行動的能力的傳家之寶「封印的寶杖」（一種古代遗物）也被沒收。
《SC》後假釋出獄，在王都經營一間小店舖，也是《空》唯一的耀晶片商店。
基爾巴特·斯坦因
詳細請參考基爾巴特·斯坦因條目。
盧安的戴爾蒙市長秘書，且為傑尼絲王立學園校友。在與市長的非法作為曝光後逃獄加入結社。
諾曼（Norman）
聲優：山本圭一郎
經由選舉選出的盧安市新市長。原為飯店「布朗西」的老闆。有一兒子貝爾夫，因父子關係不佳而離家加入渡鴨幫，最後在選舉後關係逐漸修復。
瑪多克（Murdoch）
- 聲優：幸野善之

蔡斯中央工房的工房長，同時也是蔡斯地區的代表兼市長。常常為了拉賽爾博士的新研究計畫煩惱。每天上教堂參加禮拜時總要向女神祈禱今天博士可別把工房給炸毀了之類的事情。

### 拉賽爾家族
緹妲·拉賽爾（Tita Russell）
- 出場作品：《FC》《1st》S1→P；《SC》P；《3rd》P；《閃3》S1；《閃4》S1；《創》P
- 聲優：今野宏美、飯田光（1st）（日）；Michelle Ruff（英）
- 拉賽爾博士的孫女，《FC》12歲，《閃3》16歲。

從小生活在蔡斯市。外表柔弱，卻擁有堅強的性格。外貌超級可愛，就連母親也為此感到自豪。緹妲本身也是個導力技術人員，個性與拉賽爾博士非常相似，常常沉溺於實驗，達到忘我的境界。
由於是獨生女且父母長期不在國內，所以將艾絲蒂爾、約書亞視為自己的姊姊和哥哥。了解阿加特的笨拙與善良，其後逐漸發展成對他的戀愛情感。
《FC》拉賽爾博士被脅持事件中，與為自己擋下子彈的阿加特產生親近，最後與艾絲蒂爾兵分兩路展開逃亡。
《SC》曾挺身保護敗於萊維劍下的阿加特，稱其為是自己「重要的人」。知道了這件事的母親視阿加特為眼中釘。在知道了蕾恩是結社執行者以後，仍然希望彼此成為好朋友。擅長的武器是導力砲，可以在進行遠距離的範圍式攻擊。
《3rd》中表達自己堅定的心情參與「導力傳動計畫」只為能更接近蕾恩。
《閃3》從奧利維爾那裡得知帝國逐漸發生異變後，不顧母親反對，做為交換學生前往第二分校主計科「IX班」。以自己的眼光確認機甲兵與戰術殼，在施密特博士教導下學習。
《閃4》中與蕾恩見面，並且協助了解決這次帝國的事件。對於與阿加特的關係遲遲無法進展而感到煩惱。
《創》在克洛斯貝爾與其他技術人員一起進行導力研究，在統一國的混亂時被母親艾莉卡託付給阿加特逃離了統一國，隨後與特務支援課合作救出了母親，最後協助克洛斯貝爾再次解放。
《黎2》研究戰術導力器賽法（Xipha）時想到可以將帕蒂爾·瑪蒂爾作為虛空核心復原，與艾絲蒂爾、約魯古、結社等人合作將其再現後委託范恩交給蕾恩。
在Falcom三十週年歷代女性角色票選中，以破萬票拿下第4名。
阿爾巴特·拉賽爾（Albert Russell）
- 出場作品：《空》；《界》
- 聲優：青野武（廣播劇CD）、龍田直樹（OVA版、空軌Evo系列）、玉井勇輝（《界》）、盐屋翼（空轨the 1st）
- 通稱A·拉賽爾博士。緹妲的外祖父，是導力器發明者愛普斯泰恩博士的三大嫡傳弟子之一，68歳。

是一位天才級的發明家，在數十年間為利貝爾建立了雄厚的導力技術，也是導力技術發展和繁榮的奠基者。他對發明及研究非常熱衷，幾乎到了忘我的地步。因為新研究的初步階段常會有意外發生，這讓瑪多克工房長大感頭痛。
《FC》被情報部脅持研究福音的使用，最後被艾絲蒂爾救出並展開逃亡。
《SC》在導力停止事件前，與卡西烏斯預測到可能會發生的現象，因為提前製作了防止導力停止的零力場產生器。
《閃4》曾參與跨國合作的新型卡雷賈斯的研發。
艾莉卡·拉賽爾（Erika Russell）
- 出場作品：《3rd》；《創》
- 聲優：雪野五月
- 《3rd》登場時33歲。緹妲的母親。

和丈夫一起到國外進行導力技術指導的知名導力博士。在導力基礎理論上較次於其父親阿爾巴特·拉賽爾博士，在導力應用上則領先他，包含埃爾賽尤、軍用艇等皆擔任主設計。
擁有非常執著又活潑的性格，非常喜歡可愛的事物，但常常有歇斯底里的表現。和父親拉賽爾博士間的感情很微妙，見面時幾乎從不喊他：「爸爸」，反而常直呼姓名。尤其是在和博士爭論研究成果或是質問他的時候。
對獨生女緹妲疼愛有加，將除了丹以外接近緹妲的所有男性為都視為必須驅除的有害生物。尤其將阿加特視為眼中釘，稱之為「紅毛小子」。經常以要求幫助實驗的名義，以各式導力實驗機種趁機教訓阿加特。
《3rd》在利貝爾異變之後與丈夫一同歸國，積極的研究開發能夠對抗結社的新技術，在打撈浮游都市的殘骸時，撈起了古代遺物「雷克爾斯的方石」。
《閃4》作為利貝爾方共同合作開發新型卡雷斯賈。
《創》在統一國的混亂中被軟禁，並在六柱的要求下協助模仿擬像的開發，在緹妲將自己救出來時，發現自己不能再將女兒當作小孩子看待了。
丹·拉賽爾（Dan Russell）
- 出場作品：《3rd》
- 聲優：草尾毅
- 《3rd》時36歲。緹妲的父親。

與妻子共同在利貝爾王國外的其他地區做導力技術的指導，可說是瘋狂的拉賽爾家中唯一的正常人。
10年前是非常厲害的遊擊士，但因發生意外而無法再擔任，現為專業技師。也是卡西烏斯的基礎棒術師父。

### 利貝爾通信社
奈爾·班茲（Nial Barns）
- 出場作品：《空》
- 聲優：藤原啟治→鶴岡聰（1st）
- 七耀曆1172年11月25日生。《FC》時29歳。留著鬍渣的利貝爾通訊社的男性記者。

雖然是不折不扣的老菸槍，但也是個很有才幹的記者。為了得到特別的新聞題材，經常在利貝爾王國東奔西跑。也由於他和天然呆的桃樂絲一起工作，因此更加辛苦。
《FC》為調查情報部，結果被軟禁於艾貝爾離宮中，最後與克羅蒂亞公主一同獲救。
《SC》一同參與艾絲蒂爾等人解決利貝爾異變，也因一連串事件中的出色報導而獲得弗立茲獎。
桃樂絲·海婭特（Drothy Hyatt）
- 出場作品：《空》
- 聲優：新井里美→遠野光（1st）
- 七耀曆1182年1月22日生。《FC》時20歳。利貝爾通訊社新來的女攝影記者。

是一個天性超級遲鈍且十分我行我素的人，但她在攝影方面的實力卻不容小覷，有著「為沒有生命的景物拍表情」的獨特天賦。《3rd》裡「月之門②」的故事中，在雪拉扎德和愛娜的主要劇情下夾雜著可以看到青春期的她與奈爾第一次見面時的情景，更能看得到她當時就擁有的巨大攝影潛力。

### 傑尼絲王立學園
科林茲（Collins）
- 出場作品：《空》《1st》
- 聲優：麻生智久、高階俊嗣（1st）
- 傑尼絲王立學園校長

利貝爾學者們的領袖，與各城市市長們一起擔任王國議會的成員，在盧安市長不在時也擔任盧安地區的代表。他也是王立學園中少數知道克蘿賽真實身份的人。
克蘿賽·琳茲
詳細請參考克蘿賽·琳茲條目。
雷克多·亞蘭德爾
詳細請參考：雷克多·亞蘭德爾條目。
上屆學生會長，而後因故輟學離開了學園。
喬兒·利德那（Gilles Lydonagh）
- 出場作品：《空》《1st》
- 聲優：廣橋涼、高尾奏音（1st）
- 傑尼絲王立學園的學生會會長，過去還是學生會成員時常為了「追捕」會長雷克多，和同學漢斯一起吃足了苦頭。因此在他離校後至今仍對其多有怨念。

與克蘿賽是宿舍的室友。成績優秀且頗受歡迎，夢想是成為像梅貝爾市長的年輕成功女性，不過有時容易得意忘形而說一些不知輕重的玩笑話。
《FC》在學園祭前發生了孤兒院縱火事件，於是向校長提案，藉由學園祭時募款的機會，將所募款項轉贈院長並獲同意。於學園祭中提出女性飾演男角，男性飾演女角的想法，讓到場觀眾也驚呼連連。
《SC》於學園受襲擊事件中意外見到約書亞，並提供學園詳細人物清單以供游擊士救援之用
《閃4》從克蘿賽談話得知，似乎與漢斯的關係還差臨門一腳。
漢斯（Hans）
- 出場作品：《空》《1st》
- 聲優：私市淳、森嶋秀太（1st）
- 傑尼絲王立學園的學生會副會長。

《FC》時與艾絲蒂爾、約書亞因為學園祭的關係而成為了好友，當時也成為約書亞的宿舍室友。曾在校園擊劍比賽中敗給克蘿賽。
《SC》於學園受襲擊事件中意外與約書亞重逢，並約好要再一起吃飯敘舊。
露希·賽蘭德（Lucy Saeland）
- 出場作品：《3rd》；《閃4》；《創》
- 聲優：古川愛李（廣播劇CD）、久川綾（空軌3rd Evo、閃4）
- 來自雷米菲利亞公國的留學生

雷克多的同學，也是當年學生會副會長，其美麗的容貌及優雅的舉止令漢斯等男性後輩仰慕不已。在學生會中算是較鎮得住雷克多的角色。必要時會使用武力鎮壓強制帶走。雖然常被其無厘頭行為搞得焦頭爛額，但在雷克多無預警退學後不知去向後曾為此落淚，似乎對他有些情愫。《碧》雷克多自爆某次以帝國政府人員身份前往雷米菲利亞公國出差時與露希不期而遇，原本以為會遭痛毆一頓卻反被她緊緊地摟住流淚。
《閃4》作為雷米菲利亞公國大公的秘書，參與各國聯合會議，與克蘿賽和雷克多相見。揭曉其與《碧》中烏爾斯拉醫院新就職的賽蘭德教授有親戚關係。
《創》在夢幻迴廊可看到她與克蘿賽在大戰結束後與雷克多在離宮會面的小故事。結尾兩人一起給為了重建戰後的帝國秩序忙碌到忘我的雷克多貴重的精神支持。並在露希的主動提案下，決定「綁架」他回利貝爾參加久違的王立學院同學會。
雷歐·E·洛連茲（Leo E Lorentz）
- 出場作品：《3rd》
- 聲優：岡本寬志
- 雷克多與露希的同屆同學，也是當年學生會書記兼會計。

做事嚴謹認真，和散漫放蕩的學生會長雷克多的個性可說是完全的對比關係。
從王立學院畢業後，繼續在各國名校留學深造。
安敦
- 出場作品：《空》；《零》；《閃1》；《閃2》；《閃4》
- 聲優：菅沼久義→佐原誠（閃4）
- 比科洛絲高兩屆的同校學長，但由於成績原因在三年級時遭遇了留級。

畢業之後為了尋找自己人生的目標，抱持著『詩人之道』的態度，和同伴利庫斯不斷在大陸各地遊歷。先後明確追求并告白過四位女性：王都格蘭賽爾的梅夏、洛連特的愛娜、克洛斯貝爾的芙蘭以及暫時在托利斯塔工作的雪倫，雖然每次最終都遭到了拒絕，但依然樂觀地繼續進行著自己的旅行。
除《碧》外，每作中都可以接到他和利庫斯的委託或看到關於他們的故事。在《閃2》時邂逅了女僕雪倫，《閃4》時隻身進入了帝國，並向雪倫告白，感動了對方取得了進一步的回應。
是在至《閃4》為止的軌跡系列中，出場次數最多的NPC角色。
利庫斯
- 出場作品：《空》；《零》；《閃1》；《閃2》
- 和安敦同時入校的學生。

從入學前到畢業後都總是與安敦一同行動，原因是陪伴安敦尋找自我，覺得『看著安敦的故事好像也不錯』。在安敦遭受打擊時，以難以理解的方式開導他。
在《閃1》劇情結束前暫時同安敦分別，先行前往了帝都海姆達爾，但後來由於帝國內戰而無法同安敦取得聯絡。《閃2》中得知其由於某些原因失去了記憶，但和安敦重逢后又因為安敦的『傻氣』而恢復，之後繼續和安敦進行著旅行遊歷。
至《閃2》為止，除《碧》外，每作中都可以接到他和安敦的委託或看到關於他們的故事。

### 瑪西亞孤兒院
泰蕾莎（Theresa）
- 聲優：柿沼紫乃
- 瑪西亞孤兒院的院長，讓人感覺到很強烈的親和力。

曾經與其當時還未去世的丈夫约瑟夫照顧過年幼的克蘿賽一陣子。因孤兒院的土地利益遭盯上。火災事件過後得到各地幫助再次重建了孤兒院。
克拉姆（Gramme）
- 聲優：安西英美

瑪西亞孤兒院的小男孩。非常活潑，且愛鬧事的小鬼頭，在《FC》時因為好玩而偷走了艾絲蒂爾的的遊擊士徽章。
瑪麗（Mary）
- 聲優：藤本有美（廣播劇CD）、照井春佳

瑪西亞孤兒院的年齡比較大的小女孩。《3rd》中在「月之門⑤」內為故事的最主要人物，遇見古代龍的幼龍並被贈與了「幸福之石」，然後結合了從其他小朋友那裡得到的小物品做成一條項鏈，作為一件共同製作的生日禮物，在宴會上送給了泰蕾莎院長。
波利（Poly）
- 聲優：松下唯（廣播劇CD）、三上枝織

瑪西亞孤兒院的小女孩。《SC》中『盧安幽靈事件』目擊者之一。
達尼艾爾（Danyal）
- 聲優：河本啟佑（廣播劇CD）、日比愛子

瑪西亞孤兒院的小男孩。

### 卡普亞一家
前埃雷波尼亞帝國貴族，統領空賊團的卡普亞一家三兄妹。在《FC》中由於劫走了利貝爾的定期船「林德號」而在王國境內引起一時轟動，不過由於艾絲蒂爾等人的活躍表現，空賊們最後皆被王國軍逮捕。而當政變事件發生之際，他們趁著王國軍內亂的空隙巧妙的逃跑了。而在《SC》由於協助解決利貝爾異變的戰功因此獲得女王特赦，此後卡普亞家族改行從事貨物運送工作。生意經營得相當成功，目前公司旗下已經購入了第二艘新型飛空艇。
喬絲特·卡普亞（Josette Capua）
- 登場作品：《空》：《FC》E；《SC》S2→P；《3rd》P；《閃3》；《閃4》
- 聲優：莊司宇芽香、永瀨安奈（1st）
- 空賊團「卡普亞三兄妹」中排行最小的妹妹。16歳。

在空賊團擔任情報收集的角色，擅長使用導力槍。從外表看上去就像男孩子一樣好勝，有著不輕易認輸的性格。但有時候從其言行也能感受到其身為妙齡女子的一面。也因此團中的手下皆尊稱其為「大小姐」。其性格和艾絲蒂爾屬於同一類型，所以見面時往往會彼此針鋒相對；對約書亞也有愛慕之意，因此與艾絲蒂爾兩人更加互不相讓。
《閃3》以「卡普亞速遞」帝都分店店長身份出現黎恩面前，相比於《空》時更為成熟，已能獨立管理山貓號及員工下屬（兩個哥哥負責管理新飛空艇）。於故事最後為阻止魔煌兵襲擊市民，再次使用導力槍，讓黎恩一行人前往離宮。
《閃4》多次秘密的接送新舊VII班協助他們，並且在結局受邀參加了奧利維爾的婚宴。
吉爾·卡普亞（Keer Capua）
- 登場作品：《空》：《FC》E；《SC》S2；《3rd》E
- 聲優：藤本隆宏
- 空賊團「卡普亞三兄妹」中的二哥。23歲。在空賊團擔任「山貓號」操舵手的角色。

有非常出色的機械操縱天賦。另一方面，性格沉著冷靜，頭腦機靈，常為空賊團中大大小小的行動出謀劃策。由於妹妹喬絲特一直跟著自己及多倫當空賊，所以其內心常百感交集。
多倫·卡普亞（Doln Capua）
- 登場作品：《空》：《FC》E；《SC》S2；《3rd》E
- 聲優：銀河萬丈
- 空賊團「卡普亞三兄妹」的大哥，30歳。在空賊團擔任首領的角色。擅長使用導力砲。

以前曾是埃雷波尼亞帝國北部的一個小領主，雖然曾經身為卡普亞男爵家的繼承人，但是由於被奸商騙取了財產，被迫淪落到帶著年幼的吉爾和喬絲特流浪到利貝爾的境地。唯一還有的只有飛行船「山貓號」及一些家臣而已。《FC》時由於意識被懷斯曼操縱，性情及舉止變得兇暴，但他其實是個為人爽快的大叔。

### 渡鴉幫
阿加特·科洛斯納
詳細請參考遊擊士：阿加特·科洛斯納條目。
渡鴉幫前任頭目。
洛克（Rock）
- 聲優：赤羽根健治

港灣都市盧安的倉庫外鬼混的不良集團「渡鴉幫」的其中一人。有著非常性急的個性，被稱為「ニトロッコ」。《3rd》開始與迪恩、雷斯一起以成為遊擊士為目標，最終通過阿加特的測試與其他二人成為準遊擊士。
迪恩（Din）
- 聲優：松本大督

港灣都市盧安的倉庫外鬼混的不良集團「渡鴉幫」的其中一人。因為是綠色的頭髮，所以有「地獄的菠菜」的稱號。與拉旺塔爾賭場的Master普萊米奧是兄弟關係。在《3rd》「星之门⑥」中成为可使用的角色之一，最终与其他二人一起成为準遊击士。
雷斯（Lace）
- 聲優：阿座上洋平

港灣都市盧安的倉庫外鬼混的不良集團「渡鴉幫」的其中一人。個性非常輕浮。《SC》時對成為正遊擊士的艾絲蒂爾著迷。在《3rd》「星之門⑥」中成為可使用的角色之一，最終與其他二人成為準遊擊士。

### 利貝爾其他人物
雷格納特
出場作品：《SC》B
聲優：平井啓二
1200年前塞姆利亞大陸大崩壞之時就陷入沉睡的古龍，在那時就定下了「古代盟約」，在古代的傳說中擁有著無限的生命力。
《SC》曾經被懷斯曼與萊維利用福音控制，毀壞了柏斯及拉文努村，被解救後便消失於人們的視野中。而在浮遊都市崩壞之後，同卡西烏斯出現拯救了艾絲蒂爾和約書亞。並說明「古代盟約」已經解除。
《碧》的劇情中得知，其為空之女神派遣的「輝之環」的見證者，並於利貝爾異變後去向不明。《閃4》曾與羅賽莉亞聯絡，之後便消失蹤跡。
格斯塔夫
聲優：平井啓二、佐原诚（1st）
蔡斯中央工房的维修長。曾藉著運送軍用物資的貨櫃，幫助艾絲蒂爾一行人潛入雷斯頓要塞。
麻绪婆婆
聲優：中友子
亞爾摩村的溫泉旅館「紅葉亭」的女掌櫃，和拉賽爾是童年時期就結識的好友。出生於東方，在幼年時期和家人一起移居到利貝爾。在緹妲眼中是如同祖母一般的存在。
米夏·科洛斯納（Misha Crosner）
阿加特的妹妹。百日戰役時，她本已逃出危險村落。但為了取回要送給阿加特的掛墜而返回家中，卻遭炸彈炸傷不幸身亡。阿加特每年會定期回到拉文努村的墓區看望死去的米夏。《SC》中阿加特在神秘森林被「幻惑之鈴」露西歐拉催眠後曾在夢中再次與米夏相逢。
羅伊德
出場作品：《空》
釣公師團的成員之一。曾與艾絲蒂爾比賽釣魚但敗北，之後邀請艾絲蒂爾加入釣公師團。與《零》主角同名。

## 克洛斯貝爾自治州
位於大陸西部，在埃雷波尼亞帝國與卡爾瓦德共和國之間的自治州。《Ⅶ》的舞台。
自治州的首都克洛斯貝爾市以現實世界中的上海與洛杉磯為原型。

### 克洛斯貝爾警察

#### 特務支援課
《零》和《碧》中登場的主要人物。 
羅伊德·班寧斯（Lloyd Bannings） 
- 登場作品：《Ⅶ》P；《閃2》P(外傳)；《閃NW》；《閃3》；《閃4》S1；《創》P
- 聲優：柿原徹也
- 《Ⅶ》的主角。隸屬於克洛斯貝爾警察特務支援課的搜查官。《Ⅶ》時18歲。《闪4》20岁 。武器為T型鎮暴棍(旋棍)。

平常冷靜且知識豐富，但是一旦面對的是非法情事與危險情況，也會立刻展現出熱血性格毫不猶豫的挺身而出。為了向殉職的哥哥蓋伊看齊而成為了搜查官。
在成員中只有他擁有搜查官資格的緣故，臨時性地被指派上隊長這個位置。此後隨著故事進行，身心一同增長，與同伴們的羈絆也加深，成為名副其實的領導者。警察學校時代成績與實踐課程都非常優秀，賽爾蓋評價為「與特務支援課不相稱的優秀人才」。拒絕了轉調其他部門而留在特務支援課。善於務實詳細的搜索和運用成為搜查官的推理資質，解決許多懸疑的案件。
辦案手段靈活，能根據狀況的不同與敵對陣營達到一定程度上的妥協並獲取情報。擁有武術的資質，組織「黑月」的副手曾說過若其能習得真正的東方武術能更上一層樓；在《碧》的終章，面對走上邪道的風之劍聖亞里歐斯，鬥志全開的他展現了不遜於對方的武者鬥氣。
似乎特別的有女人緣，年長的女性們也特別喜歡將他當作弟弟親密對待，曾出現的評語有「貴族弟弟」、「資產階級弟」、「弟系草食男」、「天然牛郎」等。時常說出讓女性臉紅心跳的曖昧話語本人卻渾然不覺，被女性角色一致評價為「危險人物」，被男性同伴批評這是「總有一天絕對會自取滅亡」的性格。在《碧》中的占卜事件時預測未來的伴侶時，「因為有可能發展的成伴侶關係的女性太多了」導致無法占卜。有關戀愛方面十分遲鈍，占卜師的評語為「擁有一股在無意識中讓周圍的人著迷的魔力」。
《零》在處理黑手黨陰謀、市長暗殺事件中表現活耀。也幫助了蕾恩解開心結。在黑之拍賣會上救出了被放在皮箱中的琪雅。隨後進行有關藥物睿智的調查時，潛入魯巴徹商會後意外發現了哥哥蓋伊的警徽，隨後解決了幕後黑手約亞西姆所引起的克洛斯貝爾教團事件。但還是無法得知哥哥蓋伊殉職的真相。曾多次聽見琪雅的聲音念著「請找到我。」，但除了他以外沒有任何人能聽見這個聲音。後暫時離開特務支援課到搜查一課進修。
《碧》在逮捕了D∴G教團殘黨之後，回到了到新生·特務支援課。故事中期發覺克洛斯貝爾獨立異變的幕後黑手為庫羅伊斯家族後遭逮捕，特務支援課眾人被分散至不同的地方軟禁，其獨自一人被拘禁在警察學校的看守所之中。隨後得到加爾西亞與賽特的幫助後逃離。並借助星杯騎士團的幫助尋回每位夥伴。在碧之大樹中打敗了亞里歐斯後，得知哥哥蓋伊當年追查出庫羅伊斯家的獨立計畫，在勸說亞里歐斯時遭到伊安律師從背後槍擊的殉職真相。
故事中曾多次夢見只有特務支援課四人闖入太陽堡壘下教團據點的記憶片段，也只有他能聽到琪雅的聲音說著「請找到我」。瑪利亞貝爾證實其並非夢境，而是琪雅運用零之至寶的能力，取消了四人遭暴走的約亞西姆殺死的未來。在琪雅創造出來的「零之領域」中與概念體的哥哥蓋伊相遇，從與哥哥的對話中重新確認了自己的道路。在琪雅打算與零之至寶一同毀滅時找到了她，最後成功的帶著琪雅回到克洛斯貝爾眾人的身邊。
《閃2》以外傳主角的形式登場，描述於帝國佔領克洛斯貝爾期間和莉夏一起進行秘密行動的故事。在前往克洛斯貝爾地下中央終端，格式化並備份機密文件時，與當時就任帝國臨時武官的黎恩·舒華澤交手，在黎恩準備使出鬼之力時資料備份完畢而使對決中斷，在黎恩喚出灰之騎神破壞終端時搶下備份機器離開，臨走前詢問了黎恩的姓名。
《閃3》結束內戰的埃雷波尼亞帝國由革新派獲勝，揮軍占領了克洛斯貝爾，展開了長達兩年的殖民統治時期。帝國對失去能力的琪雅依舊非常有興趣而展開追捕，為了保護琪雅而與其展開了一時的逃亡生活，亞里歐斯也加入其行列協助。在保護琪雅的過程中，一邊躲避帝國追捕一邊協助解決克州的幻獸事件，在克州總督盧法斯的鳥籠作戰一度被困在米修拉姆，解決相關事件後，與琪雅以及亞里歐斯現身在托爾茲第二分校列車的回歸路線上，向第二分校的眾人致意。
《閃4》與艾絲蒂爾等人再次進行合作，潛入蘭花塔獲取了帝國的秘密資料並於溼地救援了陷入危機的新舊VII班，隨後前往共和國及公國進行行動的準備。在帝國邊界上空的各國聯合會議中與各國主要角色會面，爭取各國對於克洛斯貝爾獨立運動的支持。對於曾與自己對立過以及造成世界陷入危機感到自責的黎恩，說服並開釋了他，並在之後的戰鬥中兩人高興能達成共同戰線對抗來犯的結社。最後與眾人合作協助以VII班成員為核心的「光芒之翼」作戰，及時阻止了帝國宰相發動的世界大戰。
《創》帶領特務支援課解放了被衛士隊叛軍佔領的克洛斯貝爾，然而在再獨立儀式上被神秘出現並帶領著有著謎樣力量軍隊的盧法斯擊敗，在莉夏不眠不休的照顧下於重傷中復甦；醒來後反省了自己與特務支援課在被佔領的兩年時光中，迷失在想成為克州人民所期盼的英雄象徵，卻忘了獨立需要靠每個平凡人的努力合作與一同爭取，不是少數幾個英雄便行，重新找回了特務支援課當初由平凡人所組成，展現平凡人的努力感染克州人民一同為克洛斯貝爾努力的初衷。
在統一國的混亂中一一將被分散的同伴找回來，並逐漸發現了再次佔領克州的盧法斯似乎不是本尊，而是神祕技術模仿擬像的產物；在調查RF軍需工廠時，在團隊合作下，一度短暫壓制了此項技術最高傑作，完美再現出本尊思維行動的劫炎複製人，被稱讚為沒有任何特殊力量卻能抗衡絕世強者的凡人極限代表。與黎恩以及盧法斯本尊交換情報後，得知了被稱之為極樂世界的AI人工智慧，產生錯誤程序後造成本次事件，並與眾人合作再次解放了被佔領的克洛斯貝爾市。在統整數項調查與情報以及自身在《零》與《碧》的經驗，推理出了敵方十分相似於黎恩的神秘人，是極樂世界運算並讀取到《閃4》另外一個結局中所描述，可能選擇同歸於盡卻被詛咒所同化的黎恩，再由其將這個可能性以模仿擬像技術複製出來的存在。
在顛倒巴比倫的大型兵器要塞中，與眾人合力擊敗了另一個黎恩，並在拉碧絲的請求下救出想要待在巴比倫中自殺的盧法斯，在與短暫恢復神智的另外一個黎恩交談時，拒絕了他想告知未來三年將會發生什麼異變，而是避免破壞因果選擇繼續與眾人努力準備，度過接下來可能到來的難關。最後在克洛斯貝爾終於到來的再獨立儀式中上台演講，與眾人一同出現在光復後的大合照之中。
《界》中可得知有一位親戚“班寧斯主任”在安卡維爾市政廳工作，羅伊德則是這位親戚的姪子。
艾莉·麥克道爾（Elie MacDowell） 
- 登場作品：《Ⅶ》P；《閃4》S1；《創》P
- 聲優：遠藤綾
- 克洛斯貝爾自治州的麥克道爾市長的孫女。《Ⅶ》時18歲。武器為導力槍

才色兼備的美女，平常溫和有包容力，品行優良且善於待人處事。原本有著成為政治家的志願，但結束了各國留學後回到克洛斯貝爾後，希望能從不同的角度觀察克洛斯貝爾的問題，而參加了警官特考。在考試中筆試和射擊皆獲得滿分後成為警官。
母親黛安娜在埃雷波尼亞帝國，父親萊恩·康納萊在卡爾瓦德共和國擔任議員，和洛克史密斯前總統屬同政黨，被黑月的基恩·盧長老評為作風低調但提出有意思的觀點。
善用談判策略和豐富的識而成為特務支援課的參謀角色。雖然是很讓人安心的典型優等生，但是出乎意料之外的擁有競技射擊這種威風凜凜的興趣。因為市長的孫女的身份以及留學過的經歷，有關於政治與國際情勢方面的問題非常了解，認識的人脈也相當廣泛。
生氣的話非常可怕，雖然滿臉笑容但讓人感到一股無形的恐怖魄力；羅伊德與奧利維爾都曾經領教過。
在特務支援課等人調查古代遺跡的時候，意外的發現她非常害怕有關幽靈的事物，雖然本人逞強的表示沒有問題，但在遇到與幽靈相似的魔物登時發出了高分貝的尖叫並陷入混亂之中。和IBC總裁的女兒的瑪利亞貝爾是青梅竹馬。不過對於瑪利亞貝爾幾乎接近性騷擾的親暱舉動不知如何是好。
對於羅伊德有作為同事的尊敬也有看作異性對象的好感，見到羅伊德與其他女性親密的模樣會有些許忌妒。
《零》在與羅伊德談心的過程中，提及小時候身為議員的父親提出了有關克洛斯貝爾的政治改革,不過在政治鬥爭下失敗後父母離婚，與爺爺一同生活。有繼承父親的志向改變克洛斯貝爾的打算,不過在成為警官無可避免地看見了克洛斯貝爾的黑暗面，有如重擔一般壓在責任感強的她肩上。但受到羅伊德的鼓勵以後，在他身上看見的積極與正義感讓她燃起希望繼續向前邁進。隨後與特務支援課等人一同解決了克洛斯貝爾教團事件。後為了幫助爺爺與各國締結外交關係的出訪行程，暫時離開了特務支援課。
《碧》結束出訪行程後，回到了到新生·特務支援課。故事中期發現了摯友瑪利亞貝爾是克洛斯貝爾獨立異變的領導者後，特務支援課四人遭逮捕，分散至不同的地方軟禁。與爺爺和約納一同被軟禁在米修拉姆的迎賓館。在眾人前來救援時，及時出現擊退了暴走的導力人形兵器，救了即將陷入生死危機羅伊德。之後忘情的抱住了羅伊德，沒注意到身後眾人的眼光而被大家調侃了一番。與結社使徒雅里安洛德的戰鬥之後，發現了她有可能是帝國的歷史人物「槍之聖女」莉安娜·桑德羅特。最後與眾人一同救回了琪雅，阻止了其摯友瑪利亞貝爾的計畫。
《閃3》與麥克道爾市長以及諾艾兒被困在米修拉姆，事件結束後陪同市長一起回到市內，並與帝國RF社的亞莉莎進行了接觸。
《閃4》與羅伊德共同行動，潛入蘭花塔獲取了帝國的秘密資料並與曾經的好友瑪麗亞貝爾再次見面，並斥責了她的所作所為，在各國聯合會議中展現了自己的政治與外交長才，與各國要人進行交流，並意外發現與奧蕾莉亞有著遠親關係。在最終戰前，見到了久違而因受詛咒影響的母親。最後與眾人合作協助以VII班成員為核心的「光芒之翼」作戰，及時阻止了帝國宰相發動的世界大戰。
《創》身為特務支援課的成員解放了被衛士隊叛軍佔領的克洛斯貝爾，並擔任著外公的秘書，準備踏上從政之路。然而在再獨立儀式上的混亂中，為了保護負傷的外公與琪雅失散，十分自責的她在羅伊德的提醒下，了解到琪雅已經成長，不再是當年那個需要保護的小女孩才解開心結；曾經反問羅伊德支持自己是否僅是因為同是克州人、同是特務支援課夥伴這層關係，在羅伊德表示只是更單純的想支持她以及她的夢想的回答下，再次獲得重新出發的勇氣。隨後跟著特務支援課與眾人，解決了統一國的混亂以及極樂世界所造成的問題，再次解放了克洛斯貝爾，與眾人一同出現在光復後的大合照之中。
在Play Station舉辦的軌跡系列人氣角色票選中，拿下第8名。
緹歐·普拉托（Tio Plato） 
- 登場作品：《Ⅶ》P；《閃3》S1；《閃4》S1；《創》P
- 聲優：水橋香織
- 從愛普斯泰恩財團前來的少女。《Ⅶ》時14歲。武器為新型魔導杖(永恆系統Äon System)。

為了測試新型的魔導用具「魔導杖」而到特務支援課。有著特殊的感應能力，除了對導力能量與魔獸氣息特別敏感外，還能夠瞭解動物的語言。雖然平日的言語和態度都有些冷淡，不過並不會討厭與別人接觸，只是不擅長表達情緒而已。
擅長應用魔導杖的功能和超高速的導力數值演算，平時負責導力終端的相關操作與資料情報的收集，戰鬥時多於後方使用導力魔法進行後援。護胸甲中裝有名為「永恆系統(Äon System)」的內建系統，除了能輔助魔導杖的高速發動外，還能提升緹歐的高速資訊處理速度。
雖然看似對許多事物冷淡,不過對於貓型吉祥物「咪西」是完全例外的。從自己的房間的擺飾到導力器「Enigma」的掛飾，連睡衣和拖鞋都是咪西的圖案，可以一整個晚上都只討論咪西的話題。在《零》的克洛斯貝爾市慶中特別跑去看了咪西的玩偶秀，不過在《碧》的事件中歷經布偶扮演事件後似乎有一點幻滅。
討厭被當作小孩子，但被羅伊德摸頭的時候似乎沒那麼討厭。休假的愛好是導力網路遊戲「波姆碰！」。
時常吐槽羅伊德的天然屬性，對其強大的女人緣不時冷眼以對。
《零》在特務支援課進行有關藥物睿智的調查時，查覺到是類似於D∴G教團當時人體實驗中所用的藥物，而再度開啟心理創傷。但在艾莉及特務支援課等人的鼓勵下再次振作。
出身於雷米菲利亞公國，5歲的時候被D∴G教團誘拐至據點成為人體實驗的受害者。9歲的時候在教團壓制作戰中被蓋伊被救出後在聖烏爾斯拉醫科大學療養了半年回到父母身邊。但在實驗中獲得的高度感應力讓她和家族及周遭的人們無法正常相處。11歲的時候離家出走；在克洛斯貝爾得知了蓋伊殉職的消息，而後接受愛普斯泰恩財團的邀請進行各項導力技術研究。返回父母身邊時蓋伊送給她的咪西吊飾是她重要的護身符。對自己的人生仍十分迷惘，在得知魔導杖小組有機會外派到克洛斯貝爾警察機構後，為了追尋蓋伊的身影而選擇前往，知道羅伊德是蓋伊的弟弟而有些許的在意他。
與眾人解決了幕後黑手約亞西姆所引起的克洛斯貝爾教團事件。因為特務支援課暫時解散，回到財團進行研究工作。
《碧》因研究的關係，直到西塞姆利亞通商會議前才回到新生·特務支援課。故事中期發覺克洛斯貝爾獨立異變的幕後黑手為庫羅伊斯家族後遭逮捕，分散至不同的地方軟禁。一個人獨自被軟禁在聖烏爾斯拉醫科大學。在見到羅伊德平安無事時第一次展現了激動的情緒衝上前擁抱了他。
克洛斯貝爾市解放作戰前，得知雙親因為擔心她而到了共和國的阿勒泰爾市，意圖前往克洛斯貝爾卻被困住後，解開了當初與雙親間的心結。但最後還是選擇告知雙親想與眾人留下來守護克洛斯貝爾的決心。
《閃3》在克洛斯貝爾被合併後一度回到財團本部，於同伴們決議回到克洛斯貝爾後，以愛普斯泰恩財團所屬的年輕研究主任身分回到克州，進行永恆系統的研究，在帝國的監視下暗中從事著連絡活動。與萊恩福爾特社的亞莉莎在工作交流中建立不錯的關係，也曾多次協助委託第二分校特務科VII班，最終戰時趕至現場支援第二分校等人。
《閃4》與黎恩的妹妹一同被監視著，在新舊VII班的救援下逃脫，各國聯合會議時與羅伊德等人重逢，特務支援課再次集結。以自己的導力長才在各種領域支援眾人，最後與眾人合作協助以VII班成員為核心的「光芒之翼」作戰，及時阻止了帝國宰相發動的世界大戰。
《創》身為特務支援課的成員解放了被衛士隊叛軍佔領的克洛斯貝爾，待在財團與各國技術人員持續交流研發導力科技，在再獨立儀式上的混亂中與其他同伴失散，選擇在醫科大學潛伏等待時機。自責因為沒能守住獨立儀式，才讓周遭克州人民再次迎來苦難的日子，在瓦奇與琪雅的勸說下，與羅伊德一起重新回想起到不是將一切都肩負在少數人身上，而是必須依靠眾人的努力。在醫院四下無人時從背後抱住了羅伊德，表達了看到他平安無事的心情。隨後跟著特務支援課與眾人，解決了統一國的混亂以及極樂世界所造成的問題，再次解放了克洛斯貝爾，與眾人一同出現在光復後的大合照之中。
在Play Station舉辦的軌跡系列人氣角色票選中，與蕾恩並列第1名。
蘭迪·奧蘭多（Randy Orlando） 
- 登場作品：《Ⅶ》P；《閃3》；《閃4》S1；《創》P
- 聲優：三木真一郎
- 原警備隊隊員的青年。《Ⅶ》時21歲。武器在《零》為導力斧槍(stun halberd,スタンハルバード)；《碧》時拿回了獵兵時代的刺刀導力步槍「狂戰士(Berserk,ベルゼルガー)」。

因為某些原因被開除後，由當時的警備隊副司令索妮亞介紹到特務支援課工作。雖然自稱是太過風流而因為女性問題被開除，不過實際上是在閱兵典禮中拒絕警備隊司令下令改用導力步槍的命令。與警備隊成員的關係相當良好；在《碧》諾艾兒來到特務支援課後，就將這個太過風流的謊言拆穿了。
性格樂觀作風舉止隨興，言行有些輕浮；不過在特務支援課的工作上相當認真，作為隊中年紀稍長者也很會照顧人，是值得大家信賴的大哥般的存在。與羅伊德是如同搭擋或兄弟般的信賴關係。
戰鬥專家，能長時間的徒步行走的體力與對於魔獸的豐富知識是都是隊上第一，戰鬥能力更是首屈一指。有著幫人取小名的習慣。
喜好搭訕且幽默風趣的個性十分受女性歡迎，但是可以進一步發展成戀愛關係的女性可以說是沒有，非常喜愛塞茜兒這種類型的溫柔大姊姊，總是開著要搭訕塞茜兒的玩笑讓身為塞茜兒義弟的羅伊德生氣。但對於警備隊的米蕾優，態度似乎與其他女性有所不同。
《零》中許多地下世界的人物對於他的鮮紅髮色，似乎都有聯想到一些什麼。在黑之拍賣會的逃亡戰中，加爾西亞·羅西揭露了他是赤色星座團長的兒子，戰場上人稱「鬥神之子」的前獵兵，鮮紅髮色正是奧蘭多一族的特徵。本人雖有一度萌生退出特務支援課的意思，不過在同伴們的鼓勵下打消了念頭。隨後與特務支援課等人一同解決了克洛斯貝爾教團事件。後因為特務支援課暫時解散，前往警備隊擔任訓練教官。
本名蘭道夫·奧蘭多(Randolph Orlando)。大陸西部最強的獵兵團之一「赤色星座」團長的兒子，從4歲的時候開始被教導戰鬥的技術，9歲時即參與了實戰，至此開始帶領部隊在戰場上衝鋒，有著「鬥神之子」、「赤之死神」的外號。19歲時為了殲滅西風旅團的大部隊，用計將敵軍引誘到平常部隊補給的村落附近，卻不慎讓視自己為大哥的好友捲入戰爭中死亡。因為這次事件無法原諒自身的罪孽以及對成為戰場修羅的人生感到疑惑，而從獵兵團離開，四處流浪後來到了克洛斯貝爾。
因為這段過去而不再使用獵兵時期慣用的導力步槍，將之寄放在克洛斯貝爾歡樂街的賭場「巴魯卡」中，另外選擇了導力斧槍作為武器。雖然被特務支援課成員看作「值得信賴依靠的大哥」，但隨著與支援課成員羈絆越加深刻，逐漸開始害怕過去的憾事再次重演。
《碧》結束警備隊訓練後，回到了到新生·特務支援課。在歸隊後發現叔叔西格蒙德與堂妹謝莉率領赤色星座前來克洛斯貝爾，讓深知獵兵團做法的他感到苦惱不已。西格蒙德並告知其父「鬥神」巴德爾·奧蘭多已死的消息，要他接任下一任團長，繼承鬥神之名號。赤色星座於通商會議後襲擊克洛斯貝爾警備隊時，便一個人在夜晚離開了特務支援課。為了獨力消滅赤色星座而重新拿起獵兵時代的刺刀型導力步槍「狂戰士」，在突襲戰鬥中取得壓倒性優勢。但因多年未踏入戰場的空白期遭堂妹謝莉擊敗。正當生死存亡之際特務支援課的成員趕來救援，擊退謝莉後對羅伊德讓大家踏入戰場救援的危險舉動極度不滿，害怕自己會再度讓朋友喪命的憾事重演在特務支援課的成員身上。但在羅伊德等人包容說服下，解開心結重新歸隊。在碧之大樹的最終決戰之中，正式拒絕了繼承赤色星座「鬥神」的道路。打敗叔父西格蒙德後與戰場修羅的人生訣別，選擇與克洛斯貝爾這塊土地的同伴一同奮鬥的道路。
《閃3》克洛斯貝爾被佔領後，被分發到帝國克洛斯貝爾方警備部隊，並與同伴暗中進行抵抗運動的準備；克州總督盧法斯為了分散特務支援課的戰力，下令克蕾雅將他派至第二分校擔任戰術科VIII班教官。結社又再度於克州活動時，被下令不得離開第二分校所到之處，在羅伊德等人被鳥籠作戰所困時無法出手，委託黎恩協助解決此次事件。曾提及羅伊德對黎恩的評價，與黎恩是友好的同事關係；最終戰時趕至現場支援黎恩等人。
《閃4》作為分校教官帶領新VII班慢慢找回同伴，隨後離隊在各方面進行作戰。各國聯合會議時與羅伊德等人重逢，特務支援課再次集結。作為特務支援課的聯絡人以及分校教官，留在帝國協助新舊VII班進行作戰，最後與眾人合作協助以VII班成員為核心的「光芒之翼」作戰，及時阻止了帝國宰相發動的世界大戰。
《創》身為特務支援課的成員解放了被衛士隊叛軍佔領的克洛斯貝爾，並從帝國分校辭職回到克州工作，然而在再獨立儀式上的混亂中與眾人失散，與警備隊一同固守在礦山鎮等待時間；眼見羅伊德與米蕾優都在混亂中受到重傷，讓他有了即使犧牲自己也要報復統一國叛軍的想法，在重傷康復歸來的羅伊德與其他人的勸說下，回想起與特務支援課決不放棄的努力才是多次跨過苦難的關鍵。隨後跟著特務支援課與眾人，解決了統一國的混亂以及極樂世界所造成的問題，再次解放了克洛斯貝爾，與眾人一同出現在光復後的大合照之中，最後並在米蕾優康復之後遞上戒指向她求婚。
諾艾兒·希卡
詳細請參考諾艾兒·希卡條目。
瓦奇·赫密士菲亞
詳細請參考瓦奇·赫密士菲亞條目。
賽爾蓋·羅（Sergei Lou）
- 登場作品：《Ⅶ》；《創》
- 聲優：石塚運昇→小山力也（創）
- 特務支援課的課長，羅伊德等人的直屬長官。《Ⅶ》時38歲。

雖然外表看起來十分懶散，但其實是個能力很強搜查官，因為不輕易妥協的個性遭到警界高層的排擠。
依照蓋伊的想法成立了特務支援課。持放任主義，總是只給予羅伊德他們最低限度的協助和建議。不過在《零》終章展現出不同於平時的熱血性格。使用霰彈槍進行掩護並負傷駕駛導力車護送了羅伊德等人。
是羅伊德哥哥蓋伊和警官時代的亞里歐斯的上司，在當時三人的隊伍取得超越搜查一課之上的功績，代表了克洛斯貝爾警察參加了教團壓制作戰。是現場搜查官的時候採用各種各樣的手段從解決事件，具有高度的領導能力，因而被人稱為「見縫插針的賽爾蓋」。在《零》的五年前亞里歐斯辭去警官職務後隊伍解散，隨後被高層降職。這段期間曾在警察學校兼任過駕訓教官。《零》趁著高層想改變警察形象時，成立了特務支援課。
與警備隊的索妮亞司令交情不淺，身旁的人常好奇猜測他們兩人的關係。然而在《碧》中由道格拉斯副司令口中能意外得知兩人曾有過一段婚姻關係，但在《零》的五年前離婚了。
《閃4》與達德利等人一同協助帝國東部的作戰。《創》將特務支援課全權交由羅伊德自主行動，自己帶領其他警察部隊協助各項作戰，再次解放了克洛斯貝爾後與眾人一同出現在光復後的大合照之中。
琪雅（KeA）
- 登場作品：《Ⅶ》S2；《閃3》；《閃4》S3；《創》S3
- 聲優：釘宫理惠
- 羅伊德等人在黑之拍賣會上解救出來的神秘女孩，年齡看起來大約9歲，喪失了所有的記憶。而後接受了保護與特務支援課的眾人一起生活。

天真可愛又懂事的性格，讓充當父母角色的特務支援課眾人視如己出般的疼愛，是支援課的精神支柱。與市內的小孩和小滴是好朋友,不過有時候太過直率的發言常常讓眾人捏一把冷汗。《碧》中穿上企鵝裝的事件讓特務支援課的女性陷入瘋狂。學習能力非常強，在料理方面的天分也很突出。
《零》中被D∴G教團的祭司約亞西姆當作「神子」膜拜,不過為何會出現在拍賣會場上也不得而知。約亞西姆發現她在「太陽堡壘」最深部的球體中沉睡了500年以上。羅伊德曾多次聽見琪雅的聲音念著「請找到我。」，但除了他以外沒有任何人能聽見這個聲音。
《碧》揭開了其為古代鍊金術師，仿造女神七至寶幻之至寶所製作出來，裝載了「零之至寶」的人造生命體，擁有操縱因果律改變過去使未來也改變的能力。也解明了《零》之序章羅伊德所夢見的不是夢，而是琪雅運用能力取消了特務支援課四人被暴走的約亞西姆殺害的這段過去。瑪莉亞貝爾及亞里歐斯將她從太陽堡壘中帶出來運往拍賣會場。在零之至寶覺醒後，由碧綠的髮色轉換為水藍色。
最後在瑪莉亞貝爾的言語挑弄下，認為自己受人喜愛也可能也只是零之至寶的能力影響了特務支援課的眾人。對自己可能操弄了大家的心意感到罪惡，想要犧牲自己將世界改寫為三年前蓋伊還沒有死亡的世界，並和零之至寶一同步向毀滅。這一次羅伊德真正的找到了她。失去了零之至寶的能力而恢復原來的模樣，回到特務支援課眾人的身邊。
《閃3》結束內戰的埃雷波尼亞帝國由革新派獲勝，揮軍占領了克洛斯貝爾，展開了長達兩年的殖民統治時期。帝國對失去能力的她依舊非常有興趣，稱其為「零之御子」展開追捕，與為了保護她的羅伊德及亞里歐斯展開了逃亡生活，在鳥籠作戰中與羅伊德等人一起被困在米修拉姆；解決相關事件後，與羅伊德以及亞里歐斯現身在托爾茲第二分校列車的回歸路線上，向第二分校的眾人致意。已經正式被羅伊德收養，在帝國情報局的檔案中記載的名字為琪雅·班寧斯。
《閃4》陪同羅伊德潛入蘭花塔，並與蕾恩合作獲取了帝國的秘密資料，雖然瑪麗亞貝爾一再提起她是人造人一事，但她很感謝被創造出來的她能與羅伊德等人相遇。雖然已經失去了改變因果的能力，但仍可一定程度預見因果關係，在最終戰時一定程度的協助了黎恩改變因果，避免了他犧牲的結局。
《創》在再獨立儀式上的混亂中被黑月人士綁走，隨後被羅伊德等人救回；失去的力量並沒有復元的跡象，但仍片斷看見了此次事件的關鍵人物拉碧絲的畫面；多次以導力技術員的方式協助特務支援課的作戰，已經不再是當年需要保護的小女孩，而是能夠獨當一面協助眾人的同伴；在統一國混亂結束後克洛斯貝爾光復，與眾人一同出現在光復後的大合照之中。
在Falcom三十週年歷代女性角色票選中，拿下第11名。
賽特（Zeit）
- 登場作品：《Ⅶ》S1；《創》
- 聲優：瀧下毅（零、碧 + 零Evo、閃4）→平川大輔（部分廣播劇CD）、龍谷修武
- 克洛斯貝爾郊外狼群的領袖

在神秘魔獸襲擊事件中出現在羅伊德等人面前，率領狼群一同解決幕後操控軍用犬的黑手黨。之後出於某個理由加入了特務支援課，以警犬的名義待了下來。多次在特務支援課成員陷入危機時帶來救援。平常喜歡待在屋頂曬太陽，十分受到市內小孩子們的喜愛。
《碧》救出了招到追捕的羅伊德，並告知實際上自身為女神派遣的聖獸。為了見證七至寶之一的幻之至寶，從遠古時代即待在克洛斯貝爾的土地上，傳說中的神狼。與見證「輝之環」的古龍雷格納特是同等的存在。本來有不能干預人類的古代盟約在，但幻之至寶在1200年前大崩壞的不久後即自我毀滅，因此盟約解除便可以以自己的意志適量協助特務支援課眾人。從一開始就發現了琪雅的真實身分。與人偶工坊的約魯古似乎很久以前就互相認識了。正式結束其使命後，即獨自離開了克洛斯貝爾。《閃4》從羅賽莉亞口中得知聖獸間有過聯絡，但之後消失蹤跡
《創》多次在緊急時刻出現，幫助各國陷入危機的人們，但隨後又消失無蹤，獨自探查極樂世界系統所造成的謎團，在真相大致解開後，選擇回到特務支援課繼續擔任警犬的職務見證特務支援課等人的發展，克洛斯貝爾再獨立後，與眾人一同出現在光復後的大合照之中。

#### 搜查一課
亞雷克斯·達德利（Alex Dudley）
- 登場作品：《零》S1；《碧》S1→P；《創》
- 聲優：中井和哉
- 是隸屬於警界精英集團「搜查一課」的優秀搜查官。《Ⅶ》時27歲。武器是軍用大型導力手槍。

能力優秀且頭腦冷靜，會以自治州的「危機管理」為出發點慎重的解決事件。與特務支援課初次見面曾以嚴厲傲慢的態度對待之；而後漸漸欣賞特務支援課的能力。
不太習慣坦率的表達心中的想法，總是用嚴厲的詞語和態度表露在外，但對於欣賞的人並不吝於給予幫助。見到賽爾蓋課長等警界前輩有著適當的尊重。雖然看上去是帶著眼鏡的文書官外貌，但是身體也經歷過相當的鍛鍊，能夠將一般人無法使用的軍用大型導力手槍運用自如。
《零》結束後提拔羅伊德前去搜查一課進修。《碧》序章以及最終章加入與羅伊德等人一起行動。《閃4》與賽爾蓋等人一同協助帝國東部的作戰。
《創》帶領警察部隊協助解放克州，與帝國監察官馬奇亞斯在搜查詐騙事件後有了良好的交情；在統一國的混亂時整合了警察各部隊等待時機，解決了統一國的混亂後與眾人一同出現在光復後的大合照之中。
蓋伊·班寧斯（Guy Bannings）
- 登場作品：《Ⅶ》
- 聲優：小西克幸
- 羅伊德的哥哥。塞西兒的未婚夫。《零》三年前殉職的搜查一課搜查官。享年25歲。

父母雙亡後一個人獨力扶養羅伊德長大，雖然有著豪邁不拘小節的性格，但調查情報與搜查手段十分高超，其堅定的意志更是讓與他交流過的人印象深刻。與亞里歐斯和賽爾蓋課長曾組成警界最強的三人小隊，但在亞里歐斯辭去警官職務後解散，轉入搜查一課。
《零》的五年多前參加教團壓制作戰救出緹歐，並給了緹歐咪西的玩偶吊飾，鼓勵她勇敢地生活下去。三年前遭人從背後開槍殺害而殉職。根據研判案發時間在清晨，在遺體被發現的蘭花塔施工現場有著激烈的打鬥痕跡，但其平時慣用的兩把旋棍與警徽皆不在現場，因為當時沒有任何目擊證人最後成為了懸案。
《零》在魯巴徹商會的密室中發現了蓋伊殉職時消失的警徽，但操控魯巴徹的幕後黑手D∴G教團的祭司卻表示在計畫殺掉蓋伊之前已經被另外一股勢力先下手了。警徽是魯巴徹商會在現場帶回來作為邀功使用的。
《碧》中公開了殉職真相是三年前透過情報蒐集以及不屈不撓的毅力，調查出《碧》中庫羅伊斯家族有煽動獨立意圖政變的計畫，並打算憑藉著「某種力量」取得大陸的主導權。為了說服亞里歐斯脫離計畫在雨中的蘭花塔與之展開死鬥，就在要成功說服迷惘的亞里歐斯前遭到伊安律師從背後槍擊導致死亡。
故事最後在琪雅創造出來的「零之領域」中出現在弟弟羅伊德面前，是琪雅打算犧牲自己，運用零之至寶的能力創造出的「假設三年前沒有死亡」的概念體存在。但認為自己的復活會讓在這三年內獲得的成長的羅伊德等人，所做的努力在真正的意義上化為烏有，也不再是原來的世界了。拒絕了自己的復活，透過對話讓羅伊德了解真正該追尋的事物為何並與之道別。

#### 其他警界人員
芙蘭·希卡（Fran Seeker）
- 登場作品：《Ⅶ》；《創》
- 聲優：有島モユ
- 擔任警察本部櫃台接待員的年輕女警，《Ⅶ》時17歲。

是警備隊員諾艾兒的妹妹。負責支援特務支援課，運用導力網路終端進行各種聯絡及報告的處理。外型可愛但面對追求者時的回答都是：「已經有最喜歡的人了，那就是姊姊！」
《零》中克洛斯貝爾創立紀念日時見到落單的羅伊德時以為他被甩了，拉著姊姊與他一同逛遍慶典。
《碧》中因赤色星座襲擊警署而受傷住院，隨後加入羅伊德的團隊中負責後援。
《創》協助了特務支援課的解放作戰，並十分開心能與姊姊一同生活的平穩日子再度到來；在統一國的混亂中仍堅守聯絡員的職責，在作戰中協助眾人，解決了統一國的混亂後與最愛的姊姊一同出現在光復後的大合照之中。
皮埃爾
- 登場作品：《Ⅶ》；《創》
- 聲優：織田優成
- 警察本部副局長，非常討厭賽爾蓋以及特務支援課的存在，找到機會總要大肆嘮叨一般。

典型的妻管嚴，在《零》、《碧》中都有意外事件導致即將離婚的危機而求助特務支援課的幫忙。
多諾邦
- 登場作品：《Ⅶ》；《創》
- 隸屬於搜查二課的警部，雷蒙德的上司。

《碧》中在赤色星座襲擊警署時以身體掩護芙蘭和雷蒙德而重傷住院，後已無大礙。
雷蒙德
- 登場作品：《Ⅶ》；《創》
- 隸屬於搜查二課的搜查官，個性輕浮，喜歡搭訕漂亮女孩。

《碧》中在赤色星座襲擊警署時奇蹟似的毫髮無傷，經常去探望住院的多諾邦。

### 克洛斯貝爾警備隊
諾艾兒·希卡（Noël Seeker） 
- 登場作品：《零》S1；《碧》P→B→P；《創》P[7]
- 聲優：淺野真澄
- 被視為克洛斯貝爾警備隊的明日之星，18歲。武器是雙管衝鋒槍（double submachine gun）

克洛斯貝爾警部女警芙蘭的姊姊。由於罕見的行動力和戰鬥能力，雖然是年輕已是警備隊的上士，也擅長駕駛各種交通工具。
個性認真，充滿運動氣息的美女。性格開朗，但在談起10年前任務意外殉職的父親有些許落寞。對於守護克洛斯貝爾這塊土地的意志十分堅定。軍隊出身的關係作風有些一板一眼，加入採取放任主義的特務支援課時有一些不習慣。自己平時的便服打扮也會搭配的和軍服同樣風格，在創立紀念日時穿的可愛服裝是妹妹芙蘭搭配的。
十分敬佩羅伊德，但不時會認真的誤解了羅伊德不經意說出的曖昧話語，其認真程度讓遲鈍的羅伊德也能了解到自己說錯話了。
《零》中因各個緣由多次與特務支援課眾人一同行動，曾一起調查星見之塔與月之僧院。
《碧》時為了增加自身的經驗，由警備隊新任司令索妮亞推薦，暫時調職到新生·特務支援課。在克洛斯貝爾襲擊事件後，結束了特務支援課的進修回到了警備隊。而在克洛斯貝爾遭庫羅伊斯家族控制宣布獨立後，所屬的警備隊改制為國防軍，受到命令逮捕了羅伊德等四人。雖然意識到新政權的走向是錯誤的，但極其害怕失去防禦帝國侵略的力量而矛盾不已。而後在與羅伊德的單挑對決中被打醒，為了想清楚有關克洛斯貝爾的將來，自己應該做些什麼，重新加入了羅伊德等人的隊伍。《碧》的兩年後，克洛斯貝爾光復，與眾人一同出現在光復後的大合照之中。
《閃3》在鳥籠作戰中與麥克道爾市長以及艾莉被困在米修拉姆，事件結束後陪同市長一起回到市內。《閃4》在羅伊德等人潛入蘭花塔時，與亞里歐斯及莉夏合作進行擾敵行動，而後在別的地區進行其他行動，最後在奧利維爾的婚宴中與瓦奇再次與特務支援課相聚。
《創》在警備隊職務的空檔，仍會參與特務支援課的任務；在再獨立儀式上的混亂中與眾人失散，而後在羅伊德身陷RF軍需工廠的火海之中，駕駛導力機車帥氣的將他救了出來；在聽到蘭迪等警備隊員被困守礦山鎮時，與羅伊德兩人獨自以小徑潛入礦山鎮取得聯絡；在與羅伊德的對談中提到了歷經苦難的克州人民，難免會想找尋強大的人事物寄託，但是兩年前是羅伊德讓她了解自己的錯誤，所以這一次該輪到自己全力幫助他了。在礦山鎮協助蘭迪等人化解危機後，跟著特務支援課與眾人，解決了統一國的混亂以及極樂世界所造成的問題，再次解放了克洛斯貝爾，與眾人一同出現在光復後的大合照之中。
在Falcom三十週年歷代女性角色票選中，以破萬票拿下第5名，於Play Station舉辦的軌跡系列人氣角色票選中，拿下第10名。
索妮亞·貝爾茨（Sonya Balz）
- 登場作品：《Ⅶ》；《創》
- 聲優：進藤尚美
- 克洛斯貝爾警備隊的中校副司令。唐古拉姆門的負責人。36歳。

領導能力優秀的女軍官，也掌握了一定量的局勢情報。介紹蘭迪前往特務支援課工作。
《零》中克洛斯貝爾創立紀念日慶典的第一天，可以看到她與賽爾蓋課長在酒吧對酌。在《碧》時晉升為司令，由新任副司令道格拉斯口中能意外得知與賽爾蓋課長有過一段婚姻關係，但因一些大人的理由在《零》的五年前離婚了。
《閃4》在千之陽炎作戰中，作為克洛斯貝爾反抗軍領導共同抵抗帝國。
《創》作為統領克洛斯貝爾警備隊的代表下達作戰指令，雖然還沒有跟賽爾蓋課長復合的想法，但開始時常來訓誡生活習慣隨便的賽爾蓋，讓他招架不住。
米蕾優（Mireille）
- 登場作品：《零》E；《碧》；《閃4》；《創》
- 聲優：中原麻衣
- 警備隊的女性准尉。在貝爾加德門工作。22歲。

蘭迪的以前的同事，在蘭迪未離開警備隊前是上士。由於警備隊司令總是擅離職守花天酒地的緣故，她成為貝爾加德門實際上的行政負責人。雖然是女性但武術與率隊作戰的指揮能力在警備隊中也是數一數二的。在蘭迪因為拒絕使用導力步槍被開除時，四處向其他警備隊長官遞交請求撤銷處分的請願書；其中一份偶然交到副司令索妮亞的手上，而成為蘭迪被推薦前往特務支援課的契機。
牽掛著蘭迪的一舉一動，也能時常見到為蘭迪擔心的發言，旁人皆能看出她對蘭迪的好感。在《碧》的占卜事件中，預言了蘭迪無法與其他女孩子有更進一步的關係，但是眼前有一位十分重視他的女性。
《零》的終章因為貝爾加德門警備隊全員受騙服下睿智(Gnosis)藥物遭到洗腦，成為敵人出現在蘭迪等特務支援課四人面前。克洛斯貝爾教團事件結束後邀請蘭迪回到警備隊擔任臨時教官。
《碧》升階為少尉，與新任司令索妮亞一起為警備隊的重建奔走，在蘭迪突襲赤色星座遭遇危機時也率隊前來救援。在克洛斯貝爾遭庫羅伊斯家族控制後，反對警備隊新改制成的國防軍與造成克洛斯貝爾襲擊事件的赤色星座同流合汙，率領同立場的部下在克洛斯貝爾的郊外進行抵抗運動。
《閃4》在米修拉姆樂園和蘭迪的導力通話中以聲音登場，通話中體現出了彼此珍惜對方的意味。
《創》在統一國的混亂時，為了保護市民身負重傷一度昏迷，幸虧在蘭迪以及眾人的努力下及時得到醫治，在克洛斯貝爾光復，與眾人一同出現在光復後的大合照之中，最後看見蘭迪拿出戒指向她求婚感動得說不出話來。
在falcom玩家投票中獲選最想操作的角色第一名。
道格拉斯（Douglas）
- 登場作品：《碧》
- 有『鬼之道格拉斯』之稱的警察學校訓練教官。

克洛斯貝爾警備隊的第一人，曾經在課程中訓練過羅伊德以及蘭迪兩人。平時性情溫和，一旦和訓練有關就變得十分嚴厲。因得罪過前任司令而被貶至警察學校，但立志培養不向腐敗體制低頭的人才。
《碧》時接任了警備隊副司令的職位。在與特務支援課等人的閒聊中，不小心說出有關於賽爾蓋課長與索妮亞司令曾經有過一段婚姻的往事。

### 克洛斯貝爾遊擊士協會
亞里歐斯·馬克萊因（Arios MacLaine） 
- 登場作品：《零》；《碧》S1→B；《閃3》；《閃4》[7]；《創》P
- 聲優：森川智之
- 從屬於遊擊士協會克洛斯貝爾支部所屬的A級遊擊士。30歲。武器是刀。

性格認真且嚴謹，有著一頭飄逸長髮的男子，左臉頰上有一道刀傷。擁有八葉一刀流 第二型「疾風之型」免許皆傳、奧義皆傳的資格，有著「風之劍聖」的美名。
一個月內處理100件以上的委託，受到克洛斯貝爾市民廣大支持。因為超群的能力及曾解決了雷米菲利亞公國事件，協會本部曾希望他接下卡西烏斯離開後留下的S級遊擊士之空缺，但遭到婉拒。與卡西烏斯同是八葉一刀流門下，有著師兄弟的關係。單論劍技而言已勝過擁有「劍聖」之稱的卡西烏斯，與「劍帝」萊維不相伯仲。
《零》的五年前是警官，曾與蓋伊以及賽爾蓋課長組成警界的鐵三角搭檔，三人解決案件的效率甚至超越了搜查一課，而代表克洛斯貝爾警界參予了D∴G教團壓制作戦；然而因妻子意外身亡，愛女小滴失去視力而離開了警界成為遊擊士。曾及時拯救了初出茅廬的特務支援課等人，在克洛斯貝爾教團事件也展現出了過人的實力，平定市內的亂局。
《碧》在迪塔政權宣佈獨立時，就任了克洛斯貝爾的國防部長。在迪塔政權垮台後，脫下了軍服自認不再是國防軍也不是遊擊士，只是單純的一名流浪劍士，自述「出於一己私慾，背離正義，捨棄道德，堅持一意孤行」阻擋在特務支援課等人面前。五年前從伊安律師口中得知妻子意外死亡的真相，乃是帝國與共和國之間諜報戰下的慘劇。對於克洛斯貝爾這塊土地的宿命感到失望，為了尋求改變克洛斯貝爾以及其女命運的「奇蹟」，而加入協助伊安律師以及庫羅伊斯家族的計畫。三年前與查明出真相前來勸說他的蓋伊展開死鬥，但在眼前見到遭伊安律師偷襲身亡倒下的蓋伊，再一次體會到如同當初妻子死去時的無力感。即使明白自己的行為已經偏離正道，但為了死去的妻子與失明的女兒，決心要讓計劃成功，卻又與自己的信念相違背。在整個故事中因內心矛盾不已而從未能發揮其完全的實力。最後敗給了羅伊德追查真相的意志，告知蓋伊死亡的真相後力竭倒下。
《閃3》後由革新派獲勝，結束了內戰的埃雷波尼亞帝國火速占領了克洛斯貝爾，展開了長達兩年的殖民統治時期。因帝國對失去能力的琪雅依舊非常有興趣而展開追捕，他為了協助保護琪雅的羅伊德，一同展開了一段時間的逃亡生活。在鳥籠作戰中與羅伊德等人一起被困在米修拉姆；解決相關事件後，與羅伊德以及琪雅現身在托爾茲第二分校列車的回歸路線上，向第二分校的眾人致意。
《閃4》在羅伊德等人潛入蘭花塔時，與諾艾兒及莉夏合作進行擾敵行動，而後在別的地區進行其他行動。
《創》以負罪之身協助解放作戰，並在與女兒久別重逢後，決定不再深陷自責的情緒，全心幫助克洛斯貝爾的人民；在夢幻迴廊的帝國武術大會小故事中，以師兄的身分開導了黎恩，並展現出不遜於卡西烏斯和光之劍匠等頂級武者的實力；統一國的混亂中，黑幕以模仿擬像技術製造多架他的複製機器人在各地作亂，但即使劍技模仿得再好，仍遠不及找回劍道靈魂的本尊。而後與盧法斯的隊伍合作調查並解決這次事件的謎團，在克洛斯貝爾光復後，與眾人一同出現在光復後的大合照之中。
蜜雪兒（Michel）
- 登場作品：《Ⅶ》；《閃4》[7]；《創》
- 聲優：高戶靖廣
- 遊擊士協會克洛斯貝爾支部的負責人。32歲。

以女性的口吻說話、穿著女裝的男性，意外的卻是一個擁有敏銳洞察力的人物。
斯克特（Scott）
- 登場作品：《Ⅶ》；《創》
- 聲優：岡島俊治（零Evo）、荒井聰太
- 使用槍的遊擊士。

在遊客誤闖魔物充斥的古戰場事件中，與特務支援課合作過。和百貨商場「時代」的接待小姐珀爾有婚約關係。
《創》時與珀爾的孩子在解放作戰不久後出生。
溫澤爾（Wenzel）
- 登場作品：《Ⅶ》
- 聲優：上倉紀行（零Evo）、酒井凜太朗
- 帝國出身的遊擊士。

常常與斯寇特一起行動。參與過1202年發生的「帝國協會連續襲擊事件」，在事件過因帝國協會遭鐵血宰相打壓而停止活動，而轉調至克洛斯貝爾。
《閃3》返回帝國參與游擊士協會重建.
艾歐莉雅（Aeolia）
- 登場作品：《Ⅶ》；《創》
- 聲優：水谷美月（零Evo）、金香里
- 雷米菲利亞公國出身的女性遊擊士。

有著醫生執照，戰鬥武器使用了醫療用的手術刀以外，也擅長使用各式各樣的藥草使對手陷入異常狀態。非常喜歡可愛的東西，每次看到緹歐都有想好好疼愛與擁抱的衝動。
《碧》時與特務支援課進行切磋。在追查任務的過程中遭到結社擊敗而昏迷，隨後被趕來的特務支援課等人相救。
（Lynne）
- 登場作品：《Ⅶ》；《創》
- 聲優：小寺可南子（零Evo）、前田綾香
- 共和國出身，常常與艾奧莉亞一起行動的女性遊擊士。

遣詞用句如同男性一般。是「泰斗流」的陣·瓦賽克與霧香·樓蘭的小師妹。
《碧》中與特務支援課進行過切磋後，傳授了羅伊德的武器「旋棍」在東方武術中被稱作「拐」的使用方法。在追查任務的過程中遭到結社擊敗而昏迷，隨後被趕來的特務支援課等人相救。

### 財政界
亨利·麥克道爾（Henry MacDowell）
- 登場作品：《Ⅶ》；《創》
- 聲優：增谷康紀
- 克洛斯貝爾前市長、前議會議長，身為一位長青的中立派政治家，以溫和正派的形象著稱。總是以群眾利益為出發點，長年頂住來自親帝國或共和國的議員壓力，為百姓謀取福祉而得到廣大市民愛戴。《Ⅶ》中70歲。

是艾莉的祖父，萊恩議員的父親，在艾莉的雙親離婚後即一人獨自扶養了她，從政多年以來，雖然內心多少有些無力感，但總是正氣凜然的面對令人絕望的自治州政治生態。唯獨對於女兒、女婿因為政治鬥爭而離婚導致艾莉孤獨的童年感到痛心和後悔。
《零》為克洛斯貝爾市長，《碧》時轉任自治州議會議長。歷經哈爾特曼長年杯葛、秘書暗殺、教團事件脅持、獨立異變時遭到軟禁，從政生涯十分坎坷。
《閃2》外傳開頭提及在帝國閃電佔領克洛斯貝爾市，宰相宣告「合併」了自治州的過程中曾以議長身分提出嚴正抗議，可惜徒勞無功。
《閃3》得知帝國為了安撫克州市民，仍讓他就任市民議會的代表，但是身體狀況不佳，在鳥籠作戰中一度被困在米修拉姆，事件結束後由艾莉陪同回到市內。
《閃4》在抵抗大地之龍作戰前夕協助黎恩等人在米西拉姆休憩。
《創》在統一國的混亂中負傷，康復後仍作為克洛斯貝爾的代表，重新進行再獨立的宣示，並拜託了羅伊德作為特別來賓在最後上台演說。
哈爾特曼（Hartmann）
- 登場作品：《Ⅶ》
- 聲優：竹本英史
- 克洛斯貝爾自治州議會的議長，帝國派政治家，和麥克道爾市長同為自治州代表。

帝國貴族出身，長年杯葛麥克道爾家的改革案；曾與帝國鐵血宰相奧斯本秘密協商瓜分克洛斯貝爾州的利益。
由於曾被招待去過「樂園」的醜事而被D∴G教團的祭司掌握住弱點，在背後與其合作。在《零》之後一連串醜聞曝光而被捕下獄。《碧》中逃獄不久即投降，再次被羅伊德等人逮捕歸案。
阿奈斯特·萊茲（Earnest）
- 登場作品：《Ⅶ》B
- 聲優：高橋裕吾
- 麥克道爾市長的秘書兼保鑣。

精通武術和劍法，是艾莉小時候的家庭教師。多次勸說艾莉返回政界服務。
《零》懷抱著巨大的政治野心，原意圖假借東方殺手「銀」之名暗殺亨利市長，以換取進入政治界的機會，但被特務支援課阻止並逮捕。其後約亞西姆與之接觸並給予了睿智(Gnosis)藥物，服用使肉體改變為魔人並稱呼約亞西姆為老師，再次出現在特務支援課等人面前。
《碧》中帶著哈爾特曼再次越獄，服用了紅之睿智(Gnosis)藥物成為巨大的魔人。遭擊敗後本將走向約亞西姆肉體崩潰死亡的末路,不過在羅伊德拚命喚回意識與凱文神父的教會法術保住一命。此後被拘留所收容並恢復了神智，斷章中隔著監獄房門向羅伊德表達了歉意與謝意。
迪塔·庫羅伊斯（Dieter Crois）
- 登場作品：《Ⅶ》:《零》；《碧》B；《創》
- 聲優：竹本英史
- 克洛斯貝爾國際銀行（IBC）的總裁，大陸第一的富豪。45歲。

瑪利亞貝爾的父親。是麥克道爾市長的多年的朋友，總是開朗健談的中年紳士。不過對於克洛斯貝爾長期為兩大國左右，「正義」無法伸張而感嘆著。《零》的後段提供了物資補給與設有防彈配備的高級轎車等支持特務支援課的眾人。一連串的事件結束之後，宣布參選新任市長。
《碧》中成為了市長，在通商協議上的各國代表面前發表克洛斯貝爾將追求獨立。克洛斯貝爾襲擊事件後，宣布克洛斯貝爾獨立並自立為第一任總統。其為古代煉金術師庫羅伊斯家族的後裔，不過鍊金術的才能與熱誠並不如其女瑪利亞貝爾。在知道了由女兒之手家族歷代所夢寐以求的新「至寶」有可能會誕生的時候，便意圖以此力量主導大陸情勢，取消「國家」這個框架，以絕對的力量建立起絕對的秩序，追求他心中所想達到的正義。
宣布獨立後使用了「零之至寶」與結社合作的三架「神機」消滅了帝國與共和國的先鋒部隊。不過在與羅伊德等人的戰鬥中敗北。並不知曉「碧零計畫」計畫全盤面貌，如同棄子般的被丟棄，在愕然的狀態下被逮捕了。遭伊安律師評價:「是一位十足成功的資產家：但作為政治家，所追求的「正義」未免太幼稚了。」
《創》一開始協助了統一國的動亂，隨著故事發展得知是在牢中與注意到這次黑幕的伊安律師合作，趁隙尋找突破的方法；在羅伊德等人攻入市內時，雇傭了赤色星座的傭兵協助解放，以自己的方式向眾人與克州贖罪。
瑪利亞貝爾·庫羅伊斯（Mariabell Crois）
- 聲優：田中理惠
- IBC總裁迪塔的女兒，掌握IBC營運相關的才女。19歲。

詳細請參考瑪利亞貝爾·庫羅伊斯條目。

### 黑社會
瑪律克尼會長（Marconi）
- 登場作品：《Ⅶ》
- 聲優：川津泰彥
- 統治黑手黨組織魯巴徹商會的第五代頭目，56歲。

矮胖禿頭男子。衣著品味極差。但與其滑稽外表相反，行事作風相當殘酷狡詐，八年前雇傭了加爾西亞等部分西風旅團的戰力奪下了第五代頭目的位置。似乎是貴族出身，奉帝國派議長哈爾特曼為尊。商會也因為這一層關係，在克洛斯貝爾的地下社會中的地位可說是堅若磐石。
黑之拍賣會事件被特務支援課等人潛入破壞，因而失去了哈爾特曼的支持。在面臨敵對組織黑月的猛攻下，一時心急決定使用合作對象，D∴G教團幹部祭司約亞西姆開發的藥物睿智(Gnosis)來增強組織成員戰力，卻正好落入其圈套，整個組織都被操控成為了讓他發動教團事件的棋子。結果在事件落幕後連同魯巴徹商會全員都遭到逮捕入獄，組織宣告瓦解。
加爾西亞·羅西（García Rossi）
- 登場作品：《Ⅶ》:《零》B；《碧》S1；《創》B
- 聲優：江川央生
- 黑手黨組織魯巴徹商會的營運部長，部下們都稱呼其為二當家。42歲

原是隸屬大陸獵兵團西風旅團的部隊長，擅用其壯碩的身軀施展軍隊格鬥技，人稱「殺戮熊」。八年前為瑪律克尼所雇傭，其後受提拔為黑手黨組織No.2。外表粗曠但其實對處理商會事務很有一套，且性格豪爽很照顧部下，在組織裡很受尊敬和信任。
《零》在黑之拍賣會時揭露了蘭迪的前獵兵出身。即使在組織面臨危機時仍堅決反對與D∴G教團幹部祭司約亞西姆·瓊塔合作，不過被強制注射了睿智(Gnosis)而遭到洗腦，在太陽堡壘最底層與蘭迪他們交手後憑藉著意志力抵抗了魔人化。事件結束後與魯巴徹商會的其他人等一起被關押在看守所。
《碧》與反對獨立遭到逮捕的羅伊德關在看守所的同一間牢房內，講述了有關於蓋伊過去的事蹟；之後幫助羅伊德逃獄，但顧及與瑪律克尼會長及魯巴徹等人的道義，自己單獨留下來斷後。
《創》一開始協助了統一國的動亂，隨著故事發展得知是在牢中與注意到這次黑幕的伊安律師合作，趁隙尋找突破的方法；在羅伊德等人攻入市內時，喚醒了被詛咒程度操控較淺的衛士隊，協助解放作戰。最後與西風旅團的傑諾、雷歐尼達斯一同搭乘結社強化獵兵的飛艇加入顛倒巴比倫突入作戰。
曹·李
黑月的年輕幹部。
詳細請參考曹·李條目。
星·盧
黑月長老之孫。
詳細請參考星·盧條目。
劉
曹·李的副手。
詳細請參考劉條目。
銀
東方人街傳說中的殺手。
詳細請參考莉夏·毛條目。

### 聖烏爾斯拉醫科大學
塞西兒·諾伊艾絲（Cecil Neues）
- 登場作品：《Ⅶ》；《閃4》；《創》
- 聲優：大原沙耶香
- 蓋伊的未婚妻，對羅伊德來說如同姊姊般的女性。23歲。

在聖烏爾斯拉醫科大學擔任護士長，父親在市內的圖書館擔任館長，母親為專職的家庭主婦。
故事中眾人一致讚賞的美麗女性，十分堅強而具有包容力，有時卻表現出明顯的天然呆的一面，十分關心羅伊德，常常提問著「羅伊德到底打算跟誰結婚呢？」等等的話題。
雖然已經走出蓋伊殉職的傷痛，但對於他的思念沒有間斷過。
是遊戲內傳說故事「白狼與聖女」中治療師的女兒烏爾斯拉的後裔。
滴·馬克萊因（Sizuku MacLaine）
- 登場作品：《Ⅶ》；《創》
- 聲優：井上富美子
- 亞里歐斯的女兒。5年前母親捲入事故去世的同時失明。9歲。

為了接受恢復視力的手術而住進醫院。在偶然與琪雅相遇後很快就成為好友。
《碧》中在零之至寶能力覺醒的琪雅幫助下恢復視力，認為父親為了她幫助庫羅伊斯家族的計畫是錯誤的，得知父親與蓋伊的死有關後流著眼淚向羅伊德道歉。
《創》提到在被佔領的兩年間，被父親送往公國避難，在解放作戰後回到父親身邊，並鼓勵著身陷自責的父親；結束統一國的動亂後克洛斯貝爾光復，與眾人一同出現在光復後的大合照之中。
約亞西姆·瓊塔（Joachim Günter）
- 登場作品：《零》B
- 聲優：金子英彥
- 在聖烏爾斯拉醫科大學擔任副教授的男性，約30歲上下。

出身雷米菲利亞公國。在「藥學」方面有極高造詣，時常翹班並讓實習醫生代為工作。愛好釣魚。
《零》的故事末期揭露為「D∴G教團」的幹部祭司，否定空之女神的存在並著手於禁藥睿智(Gnosis)的研究，是克洛斯貝爾教團事件中的幕後黑手。因長期服用睿智(Gnosis)的影響已多年沒有睡眠的必要，原本的髮色從灰色變為水藍色。服下新型藥物紅之睿智後，被特務支援課與艾絲蒂爾、約書亞等人聯手擊敗。隨後失去理智暴走逆襲了眾人，但在帶來帕蒂爾·瑪蒂爾的蕾恩支援下再次被擊倒，雖恢復了理智，但仍肉體崩毀死去。實際上對於《零》中許多謎團也無法解釋，遭羅伊德等人質疑也啞口無言，被艾絲蒂爾、約書亞評價：「相較之下懷斯曼強多了」。
《碧》中提到原本應該是成功擊殺特務支援課四人，但被琪雅以「零之至寶」的力量取消這項事實，讓特務支援課得到艾絲蒂爾等人的支援而遭打敗。

### 彩虹劇團
莉夏·毛（Rixia Mao） 
- 登場作品：《Ⅶ》:《零》B→S1；《碧》S1→P；《閃2》P(外傳)；《閃NW》；《閃4》[7]；《創》P；《黎1》B→S1；《黎2》；《界》S1/E
- 聲優：佐藤利奈
- 《零》時17歲、《創》時20歲、《黎》21歲。

留著紫色長髮的東方少女。旅行來到克洛斯貝爾時，在路上被伊莉雅相中其舞蹈天分強拉入劇團。出演「金之太陽 銀之月」中的月之姬一角大獲好評。有著傲人胸圍，在遊戲中可以看到因為挑選不到適合自己尺寸的衣服而苦惱的樣子。個性溫和有禮，對任何人都使用敬語。
另一個身分是東方大陸傳說中的殺手「銀」，傳承了百年以上的刺客家族。從小接受了各項武術與暗殺的訓練，13歲時在父親蒙德死後繼承了「銀」的名號。與黑月是協力關係，根據契約前來克洛斯貝爾。能用驚人的氣功改變自身體格和氣息，並以面具和黑色斗篷掩飾身分；作為體格操作的代價是肌肉使用方式不同而無法無法發揮其原有的力量。擅長的武器是約等身長的斬魔刀。甚至能將其作為投擲武器使用，也擅長暗器與各種東方符術。化身為銀時展現的高傲冷酷性格是為了掩飾身分，本性仍然是個和善保守的女孩。在過著白天在彩虹劇團練習與演出，夜晚幫助黑月奪取克洛斯貝爾地下世界主導權的雙面生活的同時，也不時苦惱著該選擇世代傳承下來之銀的道路，或者是踏上舞台所見到的光明。
《零》在伊莉雅和劇團收到恐嚇信時，委託特務支援課進行相關調查和提供保護措施。因阿奈斯特盜用銀的名號打算在劇團公演時暗殺市長。基於自己要參加公演無法抽身，在測試了特務支援課的實力後委託羅伊德他們查出真相。終章烏爾斯拉醫科大學被魯巴徹佔領時與特務支援課進行短暫合作，遇到脱離結社的蕾恩時自述曾與「瘦狼」瓦爾特交手。
《碧》繼續以「銀」的身份繼續進行地下活動，曾經不放心緹歐獨自在地下空間行動而一起行動；在通商會議當日接受黑月要求一同打倒共和國的恐怖份子。在米修拉姆濕地與接下遊擊士救援任務的羅伊德等人相遇，面對噬身之蛇的七柱「鋼之聖女」雅里安洛德的戰鬥中，只有她勉強避開雅里安洛德的刺擊；但面具被打碎，在羅伊德等人面前暴露了面貌。在特務支援課的特意隱瞞下仍與伊莉雅一起在彩虹劇團的舞台上排演。不過在公演的進行中，劇團遭謝莉襲擊使伊莉雅身受重傷，憤怒的莉夏誓言要謝莉付出代價離開彩虹劇團並回到了黑月。
羅伊德脫獄逃出時在太陽堡壘遇見回到黑月的莉夏。得知了伊莉雅脫離險境的消息後感到欣慰但仍對自己的道路感到迷惘。在羅伊德帶來伊莉雅留給她的話語後，表露了自己最大的心願就是想回到彩虹劇團的舞台上演出。其後因曹主動放棄契約而離開黑月，加入羅伊德等人的隊伍。在克洛斯貝爾市解放作戰前夜，告知了羅伊德在來到克洛斯貝爾前的過往與其父臨終前的話語。原本認為成為「銀」是宿命而在黑暗中默默地執行著；直到遇見了伊莉雅加入了彩虹劇團，見到了黑暗世界中沒有的光芒。然而在久遠歷史中從父親處傳承下來的銀之道路也無法斷然捨棄。但在羅伊德藉其父話語的開導之下，不再拘泥於此，而是選擇了成為「自己」的全新道路。認為謝莉與自己很相似，但不同的是自己並沒有在銀的道路中得到快樂，並在彩虹劇團之中找到了光芒。擊敗謝莉後證明了自己所選擇的全新道路。
《閃2》在帝國佔領克洛斯貝爾期間和羅伊德一起進行秘密行動，並感知到前來的黎恩·舒華澤身上帶有的不祥的力量。
《閃4》與亞里歐斯及諾艾兒合作進行擾敵行動，再一次與瓦爾特交手。之後在別的地區進行其他行動，作為千之陽炎一員參戰， 同時亦那時認識范恩。最後在奧利維爾的婚宴中與傷癒的伊莉雅一同參與，並再次與特務支援課相聚。
《創》與伊莉雅和修莉在彩虹劇團之中一同完成「金之太陽、銀之月」的完整版本，在解放作戰時演出鼓舞著市民。因誤認與斯溫和娜狄雅想加害劇團而大打出手，解開誤會後成為好朋友。雖然仍對於自己同時身為銀與舞者的身分有所懷疑；一番交流後，接受了有些事可能仍需要黑暗面的手段來解決，認為只要能幫助羅伊德在光明的道路上繼續前行，繼續使用銀的身份與力量也無妨。
在統一國的混亂中，帶著重傷昏迷的羅伊德撤退，並不眠不休的照顧了他兩天兩夜；在羅伊德硬撐著傷勢想重回市區時，大聲的阻止了他，並在羅伊德失落的時候，以兩年前羅伊德代為傳達的伊莉雅話語，重新鼓舞了失落的羅伊德，並向羅伊德告白了對她而言，彩虹劇團跟羅伊德都是她最重要的人事物。在攻入統一國所占領的市內時，與受到面具操控的伊莉雅以日月舞姬的身分對決，並在舞藝上超越了被面具操控的伊莉雅，重新喚回了她的神智；隨後跟著特務支援課與眾人，解決了統一國的混亂以及極樂世界所造成的問題，在克洛斯貝爾光復後，與眾人一同出現在光復後的大合照之中。
《黎1》為了對抗阿瑪塔，以「銀」的身份接受曹的請求再次回到共和國，但與黑月不再是從屬關係。在黑龍城寨阻止將被帶走的亞倫，被認為有一天將會超越上一代。在枱面下與繼承怪盜「幻夜之貓」身份的茱迪絲是同期出道的對手，有著時而競爭時而互助的戰友交情，因此面對她的時侯少見的不會使用敬語。兩人的聯繫是直到莉夏前往克洛斯貝爾後才中斷，而茱迪絲在演藝界的活躍也是令莉夏成為舞台劇演員的契機之一。但她亦為是否捨棄「銀」的身份而感到迷茫。
《黎2》僅作為客座嘉賓出現在亞拉密斯學園祭活動內，並無語音。
在Falcom三十週年歷代女性角色票選中，拿下第12名，於Play Station舉辦的軌跡系列人氣角色票選中，拿下第3名。
伊莉雅·普拉提耶（Ilya Platière）
- 登場作品：《Ⅶ》；《閃4》[7]；《創》B
- 聲優：淺川悠
- 彩虹歌舞劇團的象徵、具有壓倒性知名度的頂級巨星，擁有『炎之舞姬』的別名，22歲

作風豪爽，不在意舞台以外的小事，但對於有關表演的一切認真且堅定地追求完美。在路上見到認為十分有潛力的莉夏強拉著她加入彩虹劇團；對於到劇團惡作劇行竊的小女孩修莉，也強硬的不讓特務支援課等人帶走而讓她留下劇團打雜與學習。面對瘋狂粉絲與黑手黨老闆也絲毫不膽怯。喜歡對莉夏與其他女孩進行如同性騷擾般的肢體接觸。
與塞茜兒主日學校以來的好友，也開玩笑的稱呼著羅伊德為「弟弟」。擔心著塞茜兒是否從蓋伊殉職的傷痛中走了出來。
《碧》中彩虹劇團遭到了赤色星座與謝莉的襲擊，為了保護同台的修莉而身受重傷，被診斷有可能半身不遂。不過最後憑著意志力重新回到了舞台上。
《閃4》中透漏從被轉移至阿爾卡摩利村療養院中持續復健。
《創》受到面具操控後，化為了能以舞蹈散佈洗腦人民心智的闇宵之舞姬，髮色也從金色轉換為銀色；自承是跟特務支援課一樣，強迫自己成為被市民看作再獨立的象徵，因負擔過大才讓極樂世界系統算出她內心有被操控的可趁之機，在與莉夏的對決中，第一次在舞藝上輸給了莉夏，但也解開了心結脫離了操控，在動亂結束後克洛斯貝爾光復，與眾人一同出現在光復後的大合照之中。
修莉·阿特雷德（Sully Atraid）
- 登場作品：《Ⅶ》；《閃4》；《創》
- 聲優：小林優
- 出身於諾森比亞自治州，最後流浪到大都市克洛斯貝爾的小孩子。13歲。

《零》中因為嫉妒能活在光輝閃耀的世界中的伊莉雅，而惡作劇性的盗竊了劇團的東西，之後遭特務支援課逮捕。在獲得伊莉雅的原諒後被劇團收留。目前正以基層打雜員工的身分在劇團中努力工作著。雖然外表看起来像少年，其實她是個女孩子。
《碧》經過刻苦練習而登上了舞台，飾演「星之姬」。
《閃4》獨自在彩虹劇團努力演出並等待著伊莉雅及莉夏的歸來，與約納關係很好，時常帶著自製的蔬菜便當給他。

### 克洛斯貝爾時代雜誌社
格蕾絲·林（Grace Lynn）
- 登場作品：《Ⅶ》；《閃2》 ；《閃4》；《創》
- 聲優：生天目仁美
- 克洛斯貝爾時代雜誌社年輕的女記者

是一個對採訪有狂熱興趣的人，擅長突擊採訪，有著記者特有的厚臉皮。自治州內的各種新聞往往都會親自出馬進行採訪，擁有驚人的幹勁。對已殉職的蓋伊評價十分的高，稱讚羅伊德等人是繼承了蓋伊遺志的人。即使克洛斯貝爾被占領後，仍以筆為武器持續採訪著她有興趣的各方人士。
雷因茲（Reins）
- 登場作品：《Ⅶ》；《閃2》 ；《閃3》；《閃4》；《創》
- 聲優：兼久和伴
- 克洛斯貝爾時代雜誌社的新人記者。常常與格蕾絲一起行動擔任攝影記者。

有一個哥哥在奧雷德自治州務農,不過兄弟倆其實都是利貝爾王國前情報部軍官理查上校開設的R&A調查社的諜報員。在《3rd》只有出現過名字。
《碧》時在克洛斯貝爾獨立異變，於克洛斯貝爾的地下空間中秘密與理查上校取得聯繫報告市內異態，並與前來探察到他所在處的特務支援課達成一定的合作協議。
《閃3》中曾经帮助薇薇进入兰花塔进行采访。
瑪魯塞爾·尼爾森
- 登場作品：《3rd》；《碧》；《閃4》
- 在大陸四處遊歷的盲人記者。

原克洛斯貝爾時代雜誌社的記者，因採訪「百日戰役」而在七耀曆1192年11月獲世界榮譽記者獎「弗立茲獎」。是國際知名的記者。
有著可怕的情報收集量以及推理能力。三年前曾與蓋伊約定交換情報，但隔天聽到的是蓋伊身亡的消息。
《3rd》在序章的飛艇上以及月之門二中的回憶劇情內提到了名字。
《碧》中，與羅伊德交換情報，並從中推論出有關蓋伊之死的假設。
《閃4》中與黎恩等人一同分析帝國歷史與當前局勢，之後將《黑色史書》的最後一卷交給了黎恩，同時也引起了湯瑪斯副團長的注意。

### 克洛斯貝爾其他人物
瓦奇·赫密士菲亞（Łazy Hemisphere）
知性派的少年幫派「聖書會」的首領，帶有神秘氣質，其真實身分請參考瓦奇·赫密士菲亞條目。
瓦魯多·瓦雷斯（Wald Wales）
- 登場作品：《Ⅶ》:《零》B、S2；《碧》B；《創》
- 聲優：瀧下毅（零、碧 + 零Evo）→龍谷修武
- 武鬥派的不良少年集團「劍蛇幫」的頭領，20歲。

與「聖書會」是對立關係，彼此間有過數次抗爭。性格兇狠，力量強大，使用的武器是纏繞著鎖鏈的木刀。在一次近乎全面開戰的衝突中，由羅伊德他們的幫助下化解後，稍稍扭轉對克洛斯貝爾警方的惡劣印象。與瓦奇看似死對頭又像合得來的朋友。
《碧》中對於老對手瓦吉加入警察的舉動相當不解，為此大發雷霆尋找瓦奇興師問罪，卻被拿出實力的瓦奇徹底擊倒後終日飲酒消沉。而後自暴自棄配合了瑪利亞貝爾的計畫，服下了禁藥睿智(Gnosis)化身魔人欲與瓦奇一戰，意外的具有完全掌控魔人化而不失去理智的力量。再與瓦奇的對決之中敗陣後，因為藥物的後遺症，被瓦奇帶往亞爾特利亞法典國接受治療。
《創》在兩年後成為了七耀教會星盃騎士團的一員，和瓦奇一同回到克洛斯貝爾，因為療養期間過度用功讀書，造成視力大降戴上了眼鏡，性格也變得較為圓融，在統一國的動亂後與眾人一同出現在光復後的大合照之中。
阿巴斯（Abbas）
- 登場作品：《Ⅶ》
- 聲優：石川佳典
- 知性派的少年幫派「聖書會」的二號人物。年齡不詳。

身材高大的光頭壯漢，臉上帶著一副墨鏡。沉默寡言但有著穩重感。
《碧》對於瓦奇突然進入警界的決定雖然驚訝但仍能接受。真實身分請參考阿巴斯。
約納·塞克里德（Jona Sacred）
- 登場作品：《Ⅶ》；《閃4》；《創》；《界》
- 聲優：濱本志織里（《創》及以前）→葉山翔太（《界》）
- 原屬爱普斯泰恩財團的天才少年，13歲。

天賦過人的系統工程師，因為惡作劇鬧大而從財團逃離，在克洛斯貝爾地下空間終端中利用駭客技術盗取各種信息，以情報屋的身分賺取報酬為生，不過被緹歐擊敗後收斂許多。
喜愛披薩，羅伊德曾勸說少吃速食並建議與每周與他晨跑。名言是批評羅伊德：『你這披著弟系草食男外皮，坐擁後宮三千的人生贏家！』。
《零》結束後被緹歐抓住一同回到財團進行研究，直到《碧》通商會議時回到克洛斯貝爾，與緹歐聯手奪回蘭花塔的控制權。《閃4》透過導力網路與新舊VII班合作，常與關心自己的修莉互有往來。
哈洛德·海瓦茲（Harold Hayworth）
- 登場作品：《SC》；《Ⅶ》；《閃4》；《創》
- 聲優：山本圭一郎
- 初次以形象登場是於《SC》，和妻子索菲亞、女兒蕾恩一同出現在利貝爾的關所中，但實際上這裡的哈洛德與索菲亞都是「殲滅天使」蕾恩操縱的傀儡人偶。

正式登場於《零》，是在住宅區居住的貿易商。性格和善誠懇，誠信經商而受到交易對象信賴。在工作中與特務支援課等人結識。現與妻子索菲亞（ソフィア，Sophia，聲優：大越多佳子）和兒子柯林（コリン，Colin，聲優：鎌田梢）一起生活。
「殲滅天使」蕾恩的親生父親。《零》的7年多前經商失敗，為了躲避黑社會追債，與妻子索菲亞將女兒蕾恩託付給共和國的朋友暫時照顧，後還債而努力工作。還完欠款後來到共和國，卻發現朋友一家在教團大規模誘拐計畫引起的火災中罹難，而官方報告中蕾恩也隨之一同殞命。得知消息的夫妻倆一度想自尋短見，但因為兒子柯林的誕生而打消，為了紀念女兒，決心之後一家人都要過得幸福。雖然現在在旁人眼中已經是個人人稱羨的幸福家庭，但至今仍對女兒的死耿耿於懷，後悔著當初分開的決定。
為了不重蹈覆轍，他不再碰觸有風險的投資，只做腳踏實地的誠信商人。現今與阿爾摩利卡村有著穩定的蜂蜜交易關係。魔獸事件時，為了補貼農民的損失還自願提高收購價。
《閃4》在帝國的政策下被徵召入伍擔任曹長，開戰前與蕾恩相遇。雖沒有相認，但仍感覺到對蕾恩有著特殊的牽掛，並與蕾恩約定日後再見。
《创》在統一國的混亂中與家人逃入礦山鎮。後來活用參軍經驗與鎮上人民協助抵抗黑衣衛士。結局與家人參與再獨立儀式。
伊安·古立姆伍德（Ian Grimwood）
- 登場作品：《Ⅶ》；《創》
- 聲優：藤本隆宏
- 在克洛斯貝爾市西街區經營「古立姆伍德法律事務所」的律師。

性格和善、知識廣博，所擅長的領域不僅僅局限於法律方面，更同時為廣大的市民們提供各方各面的業務諮詢，是克洛斯貝爾廣為人知的民事專家。羅伊德的亡兄蓋伊生前與他有著不錯的交情，也許是由於這個原因，他多次協助特別任務支援課的行動，並提供眾多有效的情報。在《碧》中他作為法律專家出席旁聽在克洛斯貝爾舉辦的國際通商協定。
《碧》公布了其為克洛斯貝爾獨立異變的情勢策劃者，巧妙的將局勢引導至方便計畫完成的局面。《零》的15年前首航的飛行船事故中，妻子和孩子都在當中罹難了；蓋伊與羅伊德的父母也在同場事故中身亡，與蓋伊是作為罹難者家屬互相結識的。克洛斯貝爾大聖堂後的那一塊無名墓碑就是他的家人。
在查出事故是帝國與共和國諜報戰下的慘劇且類似事故仍不斷發生後，對於克洛斯貝爾奉兩國為宗主國的歷史原罪導致無法反擊深深絕望。幫助庫羅伊斯家族籌畫了有關克洛斯貝爾獨立的種種計畫，同時也誘勸了在兩國最後一次諜報戰所引起的事故中，同樣喪妻的亞里歐斯進入計畫中。但考量到蓋伊的正派個性並沒有找他加入。其後在蓋伊意圖說服亞里歐斯之時，從背後槍擊蓋伊導致其身亡。
實際上想達到之目的並非獨立，而是與瑪利亞貝爾合作利用零之至寶的能力，意圖扭轉克洛斯貝爾奉兩國為宗主國的這段歷史的上下關係，但隨後被羅伊德的話語點醒頓悟了自己的錯誤，在意圖解救琪雅時遭到瑪利亞貝爾以魔槍貫穿身軀，不過在後者的手下留情之下只受了重傷並未喪命。
《創》在被羈押期間，因為麥克道爾議長希望悔悟的他可以繼續活用自身的才能幫助克洛斯貝爾，因此給了他在獄中仍有一定自由的權利，在這期間極樂世界以導力網路主動接觸他交談，他並將極樂世界的模擬人格取名拉碧絲，而後查覺了極樂世界的異常，並提早聯絡同在獄中的迪塔以及加爾西亞提前做好準備，假意與盧法斯的複製機器人合作，並等著尋求真相的拉碧絲等人到來。在拉碧絲回想起真相並感謝他的努力後，重新相信了即使是犯下重大罪狀的自己，仍有幫助這個世界變得更好的可能性。
羅伯茲（Roberts）
- 登場作品：《Ⅶ》；《創》
- 聲優：大川透
- 愛普斯泰恩財團的研究員，緹歐的上司主任。對緹歐極度寵愛與關懷，不過由於實在太囉嗦而總是惹緹歐生氣。

奧斯卡
- 登場作品：《Ⅶ》；《閃3》；《閃4》；《創》
- 麵包咖啡館「摩爾吉」的見習麵包師，羅伊德的童年玩伴之一。個性大而化之，常請羅伊德等人試吃他做的新品麵包。
- 與老闆摩爾吉的女兒貝奈特是同事關係，常比賽製作麵包以分出勝負。而在《閃3》中，貝奈特對他的情感已經從競爭對手轉變成好感，但他本人沒有自覺。
- 《閃4》時，受到帝國徵兵令的影響下必須參加「大地之龍」作戰，貝奈特為表達她那無法坦率用語言表達的心意，與自己再做最後一次麵包比賽，被她灌注全心感情的麵包打敗，認為自己還有不足，與她約定絕對會活著回來並接受她的指導。
- 《創》時重回麵包店工作，因為在「大地之龍」作戰時受的傷才剛好，讓貝奈特總是為他擔心。

貝奈特
- 登場作品：《Ⅶ》；《閃3》；《閃4》；《創》
- 麵包咖啡館「摩爾吉」的見習麵包師，也是老闆摩爾吉的女兒。
- 與奧斯卡是同事關係，同時也對他有著強烈的競爭心，時常比賽製作麵包以分出勝負。而在《閃3》中，對奧斯卡的情感已經從競爭對手轉變成好感。
- 《閃4》時，奧斯卡受到帝國徵兵令的影響下必須參加「大地之龍」作戰，她為表達那無法坦率用語言表達的心意，與奧斯卡做最後一次麵包比賽，以她灌注全心感情的麵包獲得了第一次的勝利。
- 《創》中因為奧斯卡在大戰期間身受重傷，潛意識中產生失去他的恐懼感，所以受統一國陣營的洗腦操控特別深，即便統一國倒臺也遲遲無法擺脫，最後還是靠奧斯卡用原創新麵包傳遞心意才成功喚醒了她。

溫蒂
- 登場作品：《Ⅶ》；《閃3》；《閃4》；《創》
- 導力商店「原點」的技師，羅伊德的童年玩伴之一。

艾胥莉（Ashley）
- 登場作品：《Ⅶ》；《閃3》；《閃4》；《創》
- 聲優：進藤尚美
- 位於克洛斯貝爾經營交換屋「奈因瓦利」的店主，女兒為晶歌，說話響亮又口無遮攔，常令顧客感到不適應。

晶歌（Jingo）
- 登場作品：《Ⅶ》；《閃3》；《閃4》；《創》
- 聲優：金香里（《碧》Evo的Drama CD）→小岩井小鳥（《Ⅶ》改、《闪3》开始）
- 位於利弗斯城裡的交換屋「奈因瓦利」的店主，母親艾胥莉在克洛斯貝爾經營交換屋「奈因瓦利」。由於從小她就協助母親經營店面，受母親影響太大，也學會了她母親的響亮又口無遮攔的說話方式，常令顧客感到不適應。
- 《閃3》時，到帝國的近郊都市利弗斯開了「奈因瓦利」的分店，還養了一隻小狗「刻耳柏洛斯」當助手。
- 《閃4》時，由於在帝都與羅賽有約，直接把交換屋開到了魔女之里靄靈。
- 《創》中，在帝都開分店，試圖向喬絲特購買山貓號Ⅱ未果。刻耳柏洛斯撿來了一塊奇特的石頭，在先後與貝莉爾、謝莉、西風旅團幹部（純金懷舊咪西，就是後來放在緹歐房間的那隻）、緹歐以物換物之後，得到了巴勒德侯爵廢棄的調整飛行艇，修繕後命名為阿爾戈號。創軌主線中為新生帝國解放陣線組提供運輸服務。

珊珊·霍（Sansan）
- 登場作品：《Ⅶ》；《閃3》；《創》
- 聲優：小松奈生子
- 和父親強·霍（聲優：福原克己）來自卡爾瓦德共和國，在克洛斯貝爾自治州的東街經營著東方風格的餐館「龍老飯店」。強霍是飯店的店長兼主廚，而珊珊是店裡的服務生。
- 跟莉夏是同鄉，關係友好。

艾拉爾達大主教（Eralder）
- 登場作品：《Ⅶ》
- 隸屬於七耀教會的大主教，管理著克洛斯貝爾的大教堂。

出身「典禮省」，對「封聖省」直屬機關星杯騎士團的活動感到有所不快，強烈排斥相關人士進入克洛斯貝爾。《碧》在瓦奇等人順利解決克州一連串事件後，漸漸對星杯騎士團有所改觀並自我反省。

## 埃雷波尼亞帝國
位於塞姆利亞大陸西部的軍事大國，《閃1》、《閃2》、《閃3》、《閃4》的主要舞台。
帝國以現實世界第一次世界大戰的德國為原型，帝國角色大多以德國姓氏的德語發音為主，因此譯名與英語發音略有不同。

### 托爾茲軍官學院
在《閃1》、《閃2》中，軍官學院的「I、II班」是貴族學生，「III、IV、V班」是平民學生。主角們所屬的是特科班「VII班」。
從《閃3》開始，軍官學院已不再以貴族、平民劃分班級。

#### 特科班「VII班」
黎恩·舒華澤（Rean Schwarzer）
- 登場作品：《閃1》P；《閃2》P、B(外傳)；《閃NW》；《閃3》P；《閃4》B→P；《創》P；《界》P
- 聲優：内山昂輝
- 《閃》的主角。托爾茲軍官學院特科班「VII班」的學生，畢業後就職為教官，接受奧傳後獲得了劍聖名號的資格。《閃1》17歲《閃3》20歲。武器為太刀。

出身於帝國北部貴族舒華澤男爵家的養子。性格謙虛正直，能以平等態度對待班上各有不同出身及個性的同學們；常以優先保護他人作為行動的第一考量，並能在關鍵時刻發揮不可思議的力量，成為VII班眾人認定的可靠領導者。
因養子的身分不願意繼承爵位，選擇進入軍官學院尋找自己的道路。在校表現方面有考進一年級前十名的實力。沒有參加特定社團，不過在自由活動日時會幫學生會處理委託。因老好人性格常被莎拉教官推去處理如調節同學間的衝突等麻煩事。在各地的特別實習中與同儕間情誼加深，逐漸深入了解到帝國新舊兩派間的衝突與矛盾，一同增廣視野與成長。
在與女性相處時常會不自覺以哥哥的態度來照顧對方，習慣以摸頭的方式表達鼓勵關懷之意，多半是因為習慣了與義妹愛麗榭的互動模式。曾因養子以及不明力量等因素與妹妹產生隔閡，在托爾茲逐漸找到方向後兄妹間也解開了心結。但對於想接近妹妹的派崔克以「還沒進入社交界的年齡」為由阻止了追求行動，更表示未來想接近妹妹的男性都得接受他的嚴格檢視。
《閃1》提及胸口有一道神秘疤痕，在8年前為了保護妹妹，發動了不明的力量解決了大型魔獸。因此一直苦惱著身上無法控制的這股力量，害怕傷到家人與朋友，即使與八葉一刀流的老劍客雲·卡法伊相遇學了劍術仍感到無法抑制自身的力量，因此在劍道中停滯在被授予「初傳」的階段。在妹妹於舊校舍地底陷入危機時不明力量再次發動，化為白髮紅眼的狂態，拯救了遭襲擊的妹妹。而後在光之劍匠的教導下，與故鄉悠米爾事件中VII班同學們的幫助下，逐步開始了解與接納自己體內的不明力量。
與VII班一同多次阻止了帝國解放戰線在各地引起的動亂，並得到了帝國皇帝的表揚。在廣播劇的歸鄉事件後，舒華澤男爵轉交了雲師父留下的八葉一刀流「中傳」卷軸給在劍道上重新起步的他。開學時接受了學院長探查舊校舍的任務，半年後的學院祭第一天當晚在底層下發現了「灰之騎神」瓦利瑪，而後在黑貓瑟蕾奴的幫助下成為了它的「起動者」。故事最後駕駛瓦利瑪與實為恐怖組織首領C的克洛駕駛的蒼之騎神對戰，但是最終因操控經驗差距太大而慘敗，VII班的眾人決定讓騎神強制帶著他逃走，最後其獨自一人被帶離戰場。
《閃2》在敗給蒼之騎神的一個月後於甦醒，隨後憑藉著眾人的協助找回VII班的同伴們。在逃離帕坦古艾時，完全掌握了自身的「鬼之力」而讓自身實力更上一層樓。之後VII班以第三勢力的身分在內戰中大為活躍，在帝國首都異變中，與同伴一起闖關煌魔城，於最上層在騎神戰中擊敗了克洛，並與克洛聯手阻止了意外復活且暴走的緋之騎神。在故事的最後回想起了當年鐵血宰相將他放置於雪地中的記憶片段，驚愕的得知了自己是奧斯本親生兒子的事實。
為了避免內戰的混亂演變成全大陸性的戰爭，接受了鐵血宰相的安排被塑造為終結內戰的英雄，短期前往克洛斯貝爾總督府就任臨時武官，多次駕駛灰之騎神擊退共和國軍隊。並與從事地下活動的克洛斯貝爾搜查官羅伊德交手，訝異於資料上只是個搜查官的羅伊德他意外的強勁。返回帝國後與找到各自道路的VII班的同伴們一起渡過一年級最後的學院生活，決定繼續於學院中就讀。
《閃3》作為英雄在國內被人們稱作「灰色的騎士」，曾參與吞併諾森比亞州的北方戰役。畢業後被政府和帝國軍所看中但被其態度強硬地拒絕。為了傳承托爾茲的精神, 同時也為了使自己和騎神不再被利用，前往新設的托爾茲「第二分校」擔任教官。在擔任教官期間與新的特務科VII班學生們建立起了情誼，故事前期鬼之力因曾一度在北方戰役中失控，往後因擔心其再度暴走而大幅減少使用，直到獲得艾瑪以魔女秘術製作的抑制掛墜才可放心全力戰鬥。在舊VII班的幫助下多次阻止了結社在帝國各地引起的混亂，後期在王宮中與父親吉利亞斯短暫會面，得知了其與養父特奧的過往，親生母親喪命的真相，以及自己的心臟是移植自父親的事實。
最後為了阻止「巨碩黃昏」計畫以及救回亞爾緹娜與新舊VII班一起殺入黑之星盃。最終戰時米莉亞姆捨命幫黎恩擋下詛咒的地之聖獸的攻擊並化身為靈魂之劍，黎恩的鬼之力因此徹底暴走，操控黑化為第二型態的瓦利瑪用劍虐殺了地之聖獸，結果導致聖獸體內被封印數百年的詛咒流散至全世界，反而達成了巨碩黃昏。最後是父親吉利亞斯喚出不祥的黑色騎神，將其鎖喉制服，並宣告讓全世界染上絕望的行動正式開始。
《閃4》維持著鬼化的白髮狀態被鐵鍊綑綁著囚禁在黑之工房，在陷入暴走並即將失去自我時，受到新舊VII班眾人的救助奪回了自我並逃離。後再與克洛的再次對決時，說服克洛打消了他即刻求死的念頭再度並肩作戰。故事中盤在緩衝空域召開的各國聯合會議中與各國重要人物會面，面對曾經因為任務而對立的羅伊德，懷有愧疚以及造成詛咒擴散世界的自責感，但在羅伊德的說服下解開心結，並達成了共同戰線對抗來犯的結社。陸續攻克了獵兵王與槍之聖女的騎神相剋後，於開戰前夕接受了師兄卡西烏斯的代為傳授，獲得了奧傳以及擁有劍聖之名的資格。隔日與新舊VII班一起擔任「光芒之翼」的主攻殺入幻想要塞，接連戰勝賽德里克、盧法斯後，終於迎來與鐵血宰相的最終戰。此戰有兩種結局，一是打敗了被黑之騎神附身的親父吉利亞斯，將詛咒轉移到自己的身上，飛往太空犧牲自己與詛咒同歸於盡。二是在當年神秘的同級生貝莉爾以及琪雅的提示下改變了因果，獲得了地之聖獸的加護，徹底除去了詛咒的本體黑之騎神，與靈魂被解放的親父吉利亞斯和解並道別。最後與新舊VII班等人共同參加了奧利維爾的婚禮，回到分校繼續教師生涯。
《創》發現鬼之力除去了詛咒之後，殘存的力量仍保留在自己體內，但擔心再度失控而不敢使用，在眾人的鼓勵下才漸漸解開心結。而後接受了委託歸鄉，並通過雷神的試煉開始調查奧利巴特皇子夫婦失蹤的案件。在調查疑似嫌疑人C時，發現其真面目意外的是盧法斯的事實，在探索真假盧法斯之謎時又發現自己一邊眼睛變為金色並帶來劇痛的奇怪現象。在高原打敗了風之劍聖的複製機器人並救出皇子夫婦，又出現了一名與自己相似的神秘人，駕駛著不應該再出現的騎神的狀況，開始逐漸察覺到這次事件不對勁的他，決定聯絡羅伊德請求幫忙。
在與羅伊德與盧法斯合作後，知曉了這次事件是名為極樂世界的人工智慧，陷入異常後造成的狀況，在解放被統一國占領的克州後，羅伊德根據各項情報推理出了眼前相似於自己的神秘人，正是《閃4》結局時有可能選擇錯誤，與詛咒同歸於盡但反而被同化的自己，極樂世界因為讀取到了這一個可能性，反而被詛咒所侵蝕產生異常，製造出了被詛咒融合的另外一個自己。
在交戰後與另一個自己在精神世界的狹縫中相遇，另一個自己要求黎恩也選擇自我犧牲解決這次的事件，但被黎恩所拒絕，原因是他了解到自己不能再像之前尋求自我犧牲，而傷害留下來的同伴們，必須要找尋大家都能獲得幸福的方式來解決這次事件，說服了另一個自己後打敗了被重現出來的騎神，分離了詛咒的本體，但因耗盡體力將詛咒交給羅伊德等人接手消除。解決了統一國的混亂以及極樂世界所造成的問題後，與新舊七班一同參加了克洛斯貝爾再次獨立的儀式，見證克洛斯貝爾的光復。
《創》的一年後隨同家人前往共和國的龍來旅行，在旅途中趁隙尋找雲師傅的身影時與斑鳩的黑鐵交手。在將要戰勝之際，遭到靜名介入而讓愛刀被斬斷。此事件讓他再度體悟到世界之廣大，未知的高手如雲，下定決心重新磨練自己並回到家人身邊。離開前察覺到崑崙山裡藏著「某種東西」。
《界》应邀前往共和国，与“摘星者计划”中使用的王者之剑AX进行机甲对练。与托娃等人一同使用其祖父曾经管理的巴泽尔天文望远镜观测宇宙时，由于曾在不同时间线（《闪4》NE）中有驾驶骑神前往宇宙的经历而无法用望远镜看到星空，最终证实该星空影像以及全大陆所有望远镜所观测到的星空均为汉弥尔顿博士利用现代导力技术与古代占星术工房机关相结合而伪造，真实的星球之外是一片虚无。随后前往被称之为“回天之地”的昆仑与老师云·卡法伊进行八叶一刀流与黑神一刀流的宿命对决，并共同见证“摘星者计划”最终阶段，即尝试打破被时之至宝“雷盖伦之匣”封锁的“时间摇篮”。
亞莉莎·萊恩福爾特（Alisa Reinford）
- 登場作品：《閃》P；《閃NW》；《創》P
- 聲優：堀江由衣
- 帝國最大军工企业「萊恩福爾特」社的千金。1年VII班，長曲棍球社。17歲。武器為導力弓。

用紫色羽毛髮飾將金髮綁為雙馬尾，有著大小姐的風範。與金髮雙馬尾的可愛大小姐外貌相反，有話直說的個性給人看似強硬的印象，但實際上是個為人著想且內心堅強的女孩，無法對身處於困境之中的人置之不理。
一開始以亞莉莎·R自稱，不願意讓人知道她是萊恩福爾特家族的一員。反抗擔任會長的母親，為求獨立而進入軍官學院就讀。為了諷刺家族的現代武器製造事業，刻意選擇傳統的弓術。從小時候起，祖父教授馬術跟小提琴，女僕雪倫指導了她護身術、弓術、貴族禮儀等，累積了相當的本事。對於導力機械與工藝品的設計也有一定程度的了解。
在學院中加入了長曲棍球社，認為在心煩意亂時投身於之中可以讓心境平靜下來；在學院的期中考有一年級第八名的成績。
開學時在VII班的測驗之中，於舊校舍掉落陷阱的時候上半身壓在了黎恩的臉上，因此討厭了黎恩一陣子；冷靜下來後了解黎恩是為了救他沒有惡意，打算與黎恩和好卻又礙於自身不坦率的性格而苦惱著，在最後兩人不約而同彼此道歉的狀況下和好了，不過嚴禁黎恩回想起這件事情。
《閃1》向黎恩吐露在父親去世後，母親因而埋首於武器開發與販售的工作而感情疏離，為爺爺及女僕雪倫陪伴之下長大。5年前祖父遭母親趕下社長的位置，因母親將企業優先於家族親情之上的作法而決裂。然而進入學院後才發現母親竟是學院理事之一。一度感覺到自己尋求獨立的行動似乎是白費功夫。但與黎恩談心後，認為進入VII班和能說真心話的伙伴相遇是最大收穫，並為了抓住自己的未來努力著。
在回到盧雷實習時發生的扎克森鐵礦山事件中，對以最大利益的選擇處理事件的母親直言這作法是錯誤的，向母親展現出做為家人也做為萊恩福爾特社繼承人的作法，與VII班的眾人合力解決了事件。故事的最後與VII班的眾人決定掩護黎恩逃走，接著與其他人一同面對蒼之騎神。
《閃2》在掩護黎恩逃走後與蓋烏斯及米莉亞姆一同撤退至諾爾德，在重遇黎恩時忘情的擁抱了他，並對於當初VII班不顧黎恩意願讓他被帶離戰場離開同伴身邊道歉，對於黎恩的情感仍以尚未做好心理準備為由沒有說出口。在內戰中與VII班以第三勢力的身分大為活躍，並成功救出了遭貴族軍軟禁的母親，母女關係似乎稍微有了改善，並與同伴們一起解決了帝都的異變。內戰結束後與找到各自道路的VII班的同伴們一起渡過一年級最後的學院生活，決定回到人手嚴重不足的萊恩福爾特社協助母親與爺爺處理事務。
《閃3》回到家中協助RF社，以顧問身分支持爺爺古恩，以及在女僕雪倫的協助下以實戰形式學習管理，而後獲得了高級經理的資格。此後成為新導力器ARCUSII與魔導仗部門的負責人，抱著對黎恩與同伴們誓言要再重聚的思念，在各地的軍官學校與愛普斯泰恩財團間的業務中忙碌著。在最後發現此次事件一切的幕後黑手是當年以為已死的父親。
《閃4》與新舊VII班的同伴在失去黎恩的狀態下努力著，奪回黎恩後並解決了自己家族的種種事件。在改變因果後的最終戰時，見到了在消逝前取回自我意識的父親弗蘭茲並做出道別，最後與新舊VII班等人共同出現在奧利維爾的婚禮的大合照中。
《創》繼續擔任社內第四開發部長，留在克洛斯貝爾進行大戰後相關的善後工作，與艾莉、緹歐、緹妲等人交好，在統一國混亂時與羅伊德等人一同闖入RF工廠拯救人質，結局與新舊七班一同參加了克洛斯貝爾再次獨立的儀式，見證克洛斯貝爾的光復。於額外劇情中，重返黑之工房協助米利亞姆取得備用的銀臂時，垂淚聽完父親給自己的留言。
艾略特·克雷格（Eliot Craig）
- 登場作品：《閃》P；《閃NW》；《創》P
- 聲優：白石涼子
- 帝國軍知名的將領「紅髮克雷格」之子。1年VII班，管樂社。16歲。武器為魔導杖。

帝都出身喜好音樂的少年，外貌秀氣性格善良。父親雖然是帝國名將，但在母親的薰陶下與姊姊菲歐娜都以音樂家為目標，但受到父親反對而進入了托爾茲軍官學院。
進入學院時沒有任何武術基礎，因此被推薦選擇了萊恩福爾特所研發的「泛用魔導杖」為武器。雖然在遭遇戰鬥時總是顯得信心不足而緊張的樣子，不過在隊伍中仍提供了穩定的支援幫助。
進入學院後加入了管樂社，擔任小提琴手的位置。比眾人小一歲的情況下，學院期中考的成績在一年級第36名。
平時是十分溫和的個性，但對於有關音樂的事會變得十分講究；在學園祭VII班決定以樂團表演作為展出節目後，化身魔鬼音樂教師訓練VII班的眾人，其氣勢讓人感覺到他真是帝國猛將之子。
《閃1》在前往帝都實習時，告知了大家母親在7年前去世，受其影響想成為音樂家，但不被父親所准許，被要求一定要進入軍官學院就讀。作為妥協而進入托爾茲，是因為考量到托爾茲只有不到一半的畢業生會成為軍人，且也有音樂社團而決定入學。父親奧拉夫認為帝國男子不應將音樂當成工作，不准他就讀音樂學院，但父子間的關係仍然不錯。雖然是被迫選擇了軍官學院，不過在進入VII班與眾人相遇後也沒有後悔，決定在畢業後走出自己的道路。
與VII班的眾人解決了加雷利亞要塞事件與扎克森鐵礦山事件。故事的最後與VII班的眾人決定掩護黎恩逃走，接著與其他人一同面對蒼之騎神。
《閃2》在掩護黎恩逃走後與馬奇亞斯及菲一同撤退至凱爾迪克，後來成功與黎恩會合。在內戰中與VII班以第三勢力的身分大為活躍，成功救出了遭貴族軍挾持做為人質的姊姊後，得到了見證其成長的父親的首肯，讓他能選擇走上音樂家的道路，並與同伴們一起解決了帝都的異變。內戰結束後與找到各自道路的VII班的同伴們一起渡過一年級最後的學院生活，前往帝都音樂學院就讀。
《閃3》畢業以職業音樂家的身分出道在帝國各地巡迴，正在尋求通過音樂的治癒力量，而引導人們走向和平的方式。在最終戰時與尤西斯以及馬奇亞斯並肩作戰對抗鐵血之子們。
《閃4》與新舊VII班的同伴在失去黎恩的狀態下努力著，並持續以音樂的力量夢想改變世界，最後與新舊VII班等人共同出現在奧利維爾的婚禮的大合照中。
《創》在黎恩等人於帝都搜查時加入幫忙，結局與新舊七班一同參加了克洛斯貝爾再次獨立的儀式，見證克洛斯貝爾的光復。
勞拉·S·亞爾賽德（Laura S Arseid）
- 登場作品：《閃1》P；《閃2》P；《閃3》P；《閃4》P；《創》P
- 聲優：伊瀨茉莉也 / 橋本千波（動畫Falcom學園SC代役）
- 治理帝國雷格拉姆地區的亞爾賽德子爵之嫡女。1年VII班，游泳社。17歲。武器為雙手劍。

將一頭青色長髮綁為馬尾的高挑少女。性格凜然自信，但也有略為不懂人情世故之處；雖然是貴族，不過對於貴族或是平民一律平等的相處對待著。
父親是有著「光之劍匠」美名的帝國最強者之一，被視為亞爾賽德流的繼承者；在的父親指導下，以自身的天賦與努力而能自由自在地揮舞著雙手劍，實力在新生中高人一籌。
對劍之道抱持著尊敬，因此對於黎恩曾經不使出全力且說出關於劍道的喪氣話而生氣。不論對自己或是別人都希望能全力以赴，對於有興趣的人事物就想全力瞭解。因祖先是獅子戰役中「鐵騎隊」的副長，以帶領其部隊拯救國家的槍之聖女莉安娜·桑德羅特為目標。
在故鄉有冬泳的習慣因此進入學院後加入了游泳社，一方面也是父親曾希望她能在劍道外重新審視自己；學院期中考的成績在一年級第17名，比起入學時的成績進步一些。
因為行為舉止有著英氣煥發的凜然模樣，被一部份女學生稱呼為「姊姊」崇拜著。本人則是因為自己有些不像同年紀一般的女生而有些苦惱。私底下向女僕雪倫學習，進行廚藝修行，並要平常與她練劍的黎恩幫忙試吃。
《閃1》對不拿出實力的菲有些在意，在知道了她是獵兵團出身後，彼此開始有了隔閡。因其價值觀不齒為了錢什麼都做的獵兵這個職業，但在與菲的相處下又認為她是值得信賴的夥伴。在帝都夏至祭的夜晚坦白說出了心裡話並發起了挑戰，希望能夠更了解她。在交手過後菲說出了獵兵團的過去，兩人和解。
與VII班的眾人解決了加雷利亞要塞事件。故事最後與VII班的眾人決定掩護黎恩逃走，接著與其他人一同面對蒼之騎神。
《閃2》在掩護黎恩逃走後與尤西斯及艾瑪一同撤退至雷格拉姆，後來成功與黎恩會合。在內戰中與VII班以第三勢力的身分大為活躍，對於結社「鐵機隊」隊長杜巴莉對她的針鋒相對雖然有些在意，但仍將與她的對決視為幫助自己成長的動力，並與同伴們一起解決了帝都的異變。內戰結束後與找到各自道路的VII班的同伴們一起渡過一年級最後的學院生活，決定與其父進行亞爾賽德流的修煉之旅，繼續精進自己的實力。
《閃3》在19歲時獲得了皆傳，以導師的身分進行武者修行穿梭在各大練武場之間。在磨練自己的同時發現到帝國的軍力逐漸加強，以及結社開始行動的跡象。在黎恩等人遭受襲擊時出場救援，隨後抱住了黎恩。最終戰時目擊父親與卡雷賈斯一同於帝都上空爆炸而崩潰。
《閃4》與新舊VII班的同伴在失去黎恩的狀態下努力著，意外地發現了自己父親仍生存並與夥伴合作解除了父親身上的詛咒，最後與新舊VII班等人共同出現在奧利維爾的婚禮的大合照中。
《創》於戰後繼續鍛鍊自身，結局與新舊七班一同參加了克洛斯貝爾再次獨立的儀式，見證克洛斯貝爾的光復。
馬奇亞斯·雷格尼茲（Machias Regnitz）
- 登場作品：《閃1》P；《閃2》P；《閃NW》；《閃3》P；《閃4》P；《創》P
- 聲優：佐藤拓也
- 管理帝都革新派的雷格尼茨帝都首長之子。1年VII班，第二棋藝社。17歲，武器為散彈獵槍。

綠色短髮戴著眼鏡的書生模樣。入學成績是班上第二名，之後成為VII班的副班長。
個性急躁，剛開始不顧他人觀感，公然的批判著帝國的貴族制度，對於他人的作為有所不滿也會直說。因為露骨的表達對貴族的厭惡而與尤西斯互相敵視著，讓班上氣氛變糟。但隨著與VII班眾人在特別實習時造訪帝國各地，逐漸了解到形形色色的現實而有了改變。
對帝國各地的情勢與特色很了解，但被尤西斯挖苦這是死讀書的成果非常不滿。有空時就會埋首於書堆之中，即使特別實習時到了亞莉莎的家中拜訪，提出的要求也是參觀萊恩福爾特社的書房。
入學後加入了第二棋藝社，被社長視為打敗貴族學生的第一棋藝社的希望。頗為在意成績，曾對第一名入學的艾瑪發出學業挑戰；不過努力過後，學院期中考仍僅僅與看來輕鬆的艾瑪並列一年級第1名，感到有些失落。
《閃1》在巴利亞哈特的特別實習時，聽到了黎恩與尤西斯兩位各自有著過往的貴族之子的對話，因此對貴族稍有改觀。因政敵之子的身分而被艾爾巴雷亞公爵藉機逮捕，在尤西斯不計前嫌來救他後，兩人的關係和緩，彼此也不再主動挑起爭端。在故鄉帝都實習時，向小隊同伴吐露了過去如同母親般的堂姊與貴族子弟交往，但由於階級有別，且該貴族子弟的家族已計畫跟其他貴族聯姻，遭貴族家中的反對並私下攻擊，堂姊為了不讓愛人與家人困擾，最後選擇自殺身亡，該貴族子弟在之後甚至透露為了與家族妥協，曾要求堂姊退讓成「愛妾」，因此對於帝國的貴族與階級制度相當不滿。但在與VII班的眾人相處後，理解到不論貴族或是平民，都有值得尊敬之人，自己的初衷只是為了當初沒能保護家人而不甘心。
與VII班的眾人解決了加雷利亞要塞事件與扎克森鐵礦山事件。故事的最後與VII班的眾人決定掩護黎恩逃走，接著與其他人一同面對蒼之騎神。
《閃2》在掩護黎恩逃走後與艾略特及菲一同撤退至凱爾迪克，是黎恩第一位會合的同伴。在內戰中與VII班以第三勢力的身分大為活躍，並成功救出了遭貴族軍軟禁的父親，並與同伴們一起解決了帝都的異變。內戰結束後與找到各自道路的VII班的同伴們一起渡過一年級最後的學院生活，決定提早進入帝都政治學院就讀，以期望將來能幫助父親。
《閃3》進入帝都政治學院後，僅花費一年在19歲時進入司法監察院，而他在各地進行監察的過程中，意識到鐵血宰相所策畫的一個政策。最終戰與尤西斯及艾略特並肩作戰。
《閃4》與新舊VII班的同伴在失去黎恩的狀態下努力著，奪回黎恩後並說服了支持宰相的親父，最後與新舊VII班等人共同出現在奧利維爾的婚禮的大合照中。
《創》於克洛斯貝爾進行戰後交接的監察官工作，與搜查官達德利在調查案件時結成了莫逆之交；統一國混亂時協助羅伊德等人攻入RF軍需工廠，結局與新舊七班一同參加了克洛斯貝爾再次獨立的儀式，見證克洛斯貝爾的光復。
尤西斯·艾爾巴雷亞（Jusis Albarea）
- 登場作品：《閃》P；《創》P
- 聲優：立花慎之介
- 帝國四大名門艾爾巴雷亞公爵家的次子。1年VII班，馬術社。17歲，武器是騎士劍。

金髮碧眼的貴公子。有著高傲的氣度，說話時會稍微挖苦一下他人；但基本上沒有任何惡意，是個有恩必還的人。討厭他人因自己是貴族有差別待遇，不去學院內貴族學生的沙龍聚會，也要求他人給予自己與VII班同學們一律平等的對待。但對於露骨表現出討厭貴族樣子的馬奇亞斯也有所不滿，而直接的與其互相敵視著。
與其兄長盧法斯學習貴族禮儀與劍術，是使用傳統宮廷劍術的箇中好手；在其教導下有著貴族該是為了保護平民而揮劍的思想，不逃避貴族的身分，但也不以貴族自誇。對於帝國的歷史與傳說有一定程度了解，假日時會在圖書館翻閱關於帝國傳說的書籍。
相當尊敬教導自己各項事物的兄長，然而與父親艾爾巴雷亞公爵間感情冷淡，但仍給予其父一定程度的尊敬。在看見VII班其他人與家族或是領民彼此間良好的互動與關係，會表現出一絲絲失落的感覺。
入學後因其過去兄長的教導，選擇進入了馬術部。雖然看起來對很多事物提不太起勁，但是個多才多藝的人，學院期中考也拿到僅次於艾瑪與馬奇亞斯的一年級第三名的成績。
意外的很受小孩子歡迎，米莉亞姆在入學後時常纏著他不放，他也拿這個天不怕地不怕的小女孩沒有任何辦法，可以說是天敵一般的存在。
《閃1》因母親是平民出身，因此沒有像一般貴族看不起平民的態度。與哥哥盧法斯是同父異母，母親在8年前過世後，因男性繼承人不足，被帶回公爵本家成為第二順位的繼承人，但父親對於有平民血統的他十分冷淡。在巴利亞哈特的特別實習時，與和自己一樣有些特殊之處的貴族之子黎恩相談，彼此作為未成熟的夥伴相互鼓勵。馬奇亞斯因政爭被當人質拘禁時，無法認同父親的作為而前往救援，之後與馬奇亞斯也不再彼此針鋒相對。
與VII班的眾人解決了加雷利亞要塞事件。故事的最後與VII班的眾人決定掩護黎恩逃走，接著與其他人一同面對蒼之騎神。
《閃2》在掩護黎恩逃走後與勞拉及艾瑪一同撤退至雷格拉姆，隨後重返克魯琴州的領地接受父親艾爾巴雷亞公爵的指揮。對於父親派兵前往悠米爾造成黎恩父親重傷非常過意不去，最後與前來尋找他的黎恩對決後，決定重返VII班找尋自己的道路。在內戰中與VII班以第三勢力的身分大為活躍，並逮捕了非法襲擊平民的父親，暫時代理克魯琴州的領主，並與同伴們一起解決了帝都的異變，在故事最後得知哥哥盧法斯原來是宰相手下鐵血之子的首領後感到非常驚訝。內戰結束後與找到各自道路的VII班的同伴們一起渡過一年級最後的學院生活，繼續回到克魯琴州治理領地，實踐貴族的義務。
《閃3》代替父親與哥哥擔任家族領地之主。但在范德爾家的遭遇以及稅務改革，逐漸壓制貴族的一連串動作下，感覺到了不尋常氣氛的他，開始暗中與其他四大貴族聯絡。在最終戰挑戰其兄盧法斯，意外得知了盧法斯並非其親生兄弟的事實，隨後親眼看見米莉亞姆遭地之聖獸攻擊而死，崩潰的喊叫著她的名字。
《閃4》與新舊VII班的同伴在失去黎恩的狀態下努力著，在米莉亞姆以精神體的狀態顯現於世時流下了淚，最終戰時親手打敗了自己的兄長盧法斯，並且在至寶之力以及地精與魔女雙方的幫助下成功復活米莉亞姆，最後與她以及新舊VII班等人共同出現在奧利維爾的婚禮的大合照中。
《創》在戰後統領新一代的貴族探討帝國未來方向，但在調查皇子夫婦失蹤案件時，意外發現神秘人C是自己的大哥盧法斯，在統一國混亂中盧法斯欲自我犧牲死在大型兵器天雷之內時，與羅伊德一同返回戰場將他救了出來，結局與新舊七班一同參加了克洛斯貝爾再次獨立的儀式，見證克洛斯貝爾的光復。
艾瑪·米爾斯汀（Emma Millstein）
- 登場作品：《閃》P；《創》P
- 聲優：早見沙織
- 來自帝國邊境，以最高成績入學的平民之女。1年VII班，文藝社。17歲。武器是魔導杖。

VII班的班長，綁著麻花辮，戴著眼鏡給人文靜印象的女孩。溫和有禮，非常會照顧人並為班上處理各項事物，而備受班上全員信賴。
與艾略特同樣因為沒有武術背景的關係，被學院推薦使用了魔導仗。對古時的傳說及魔法等也知道的很詳細，由祖母所授的藥草知識很豐富。常常會說出許多眾人不了解的知識。在諾爾德高原事件中以少數的線索，算出了襲擊者的砲擊彈道與地點。在聖女之城事件上展現出少數人知道的古時的傳說及魔法知識。
時常教導小眾人2歲的菲；對同宿舍的VII班眾人保密，養了黑貓瑟蕾奴，在貓抓傷了黎恩時慌忙的包紮並道歉，
入學後加入了文藝社，不過相當困擾有著特殊幻想的社長打算將她拖入那個世界。在期中考的時候與馬奇亞斯並列一年級第1名。學院祭時脫下眼鏡的美貌造型讓眾人驚豔；雖然身材很好，但本身對穿著稍微有點暴露的表演服裝感到抗拒，而陷入了喃喃自語的混亂之中。
《閃1》在故事中實際上出身跟來歷都不明，曾使用不需導力器詠唱的神秘魔法，幫助黎恩療傷與解決VII班遇到的難關。與黑貓瑟蕾奴似乎私下為了什麼目的而行動著。對黎恩身上的力量與舊校舍地底所藏之物似乎知情，但總是欲言又止，稱自己與瑟蕾奴只是守護與指引的存在。在故事終盤廣播主持人蜜絲緹展露了其為結社二柱的真實身份，向VII眾人坦言其為自己的姊姊，稱其為「蒼淵之魔女」。並提到了古老的傳承，但故事最後仍沒有說明詳情。故事的最後與VII班的眾人決定掩護黎恩逃走，接著與其他人一同面對蒼之騎神。
《閃2》在掩護黎恩逃走後與勞拉及尤西斯一同撤退至雷格拉姆，後與黎恩成功會合。向眾人告知自己的身分是自古傳承的魔女一族，到學院就讀是為了觀察並引導灰之騎神的啟動者繼承的儀式，但所知仍然有限，自承為不成熟的魔女。在內戰中與VII班以第三勢力的身分大為活躍，多次與視為姊姊但叛離故鄉的薇塔交手，最後從薇塔口中得知魔女真正的使命後，發現了自己真正的心意是以VII班成員的身分繼續自己的道路，並同伴們一起解決了帝都的異變。內戰結束後與找到各自道路的VII班的同伴們一起渡過一年級最後的學院生活，決定與瑟蕾奴一同踏上旅程繼續尋找薇塔。
《閃3》畢業後回到故鄉向「長老」重新學習帝國的歷史與秘術，之後展開旅途，在尋找薇塔的同時也調查著遠古時代魔女與地精所建築的遺跡。最終戰與勞拉以及蓋烏斯，聯手拖住了鋼之聖女以及劫炎。
《閃4》摘掉眼鏡的艾瑪與新舊VII班的同伴在失去黎恩的狀態下努力著，曾多次幫助黎恩控制著的鬼之力，最後與新舊VII班等人共同出現在奧利維爾的婚禮的大合照中。
《創》在魔女之村發現了自己母親遺留下的筆記，了解到當年母親失蹤的真相，結局與新舊七班一同參加了克洛斯貝爾再次獨立的儀式，見證克洛斯貝爾的光復。
菲·克勞塞爾（Fie Claussell）
- 登場作品：《閃》P；《創》P；《黎1》S1/E；《黎2》S1；《界》P
- 聲優：金元壽子
- 進入學院前經歷不明的年幼少女。1年VII班，園藝社。15歲。靈活運用名為雙銃劍的特殊武器。

留有簡潔短銀髮的女孩，比起班上其他同學更年幼。總是很睏與有點疲倦的樣子，有著像貓一般到處都能睡覺的習慣。說話用詞十分簡短，關於自己的出身與過去很少主動提及。乍看之下很難親近，但與人交際不錯，也會一本正經的開玩笑。
嬌小的身形有著令人驚奇的身體能力，曾經在舊校舍的遺跡中飛簷走壁以及從學院的二樓輕鬆的躍下至一樓，腰包藏著閃光手榴彈與引爆式炸藥等驚人的武器。對獵兵團、恐怖份子的手法很了解，也有在大陸各地活動的經驗。
由於比其他學生小兩歲，不是很擅長讀書的樣子，經常跟著艾瑪與亞莉莎學習。黎恩有時也會不經意的將她看做妹妹來對待，與莎拉教官似乎在入學前就認識了。
因過去似乎沒有在主日學校上課，在艾瑪從零開始教導下在學院期中考拿下一年級72名的成績，但看到VII班其他人名次都在前面，覺得自己有被拋下的感覺。
入學後加入園藝部，自稱是為了尋找睡覺的地方；不過自己也栽培了有著「家族」含意的花，分送給VII的眾人。
《閃1》夏日祭接受了勞拉的挑戰交手後，述說其小時候被西風旅團的獵兵王收養，從此在戰場中長大。被稱為「西風妖精（Sylpheed）」的過往。其令人驚異的身體能力也是從此特殊環境中成長而來。在《碧》的半年前，獵兵王與赤色星座團長對決雙雙身亡後，西風旅團停止了活動，正當迷惘時被莎拉教官帶到學院入學。與勞拉兩人解開心結成為VII班隊伍在作戰時，前線戰力最強的組合。
與VII班的眾人解決了加雷利亞要塞事件與扎克森鐵礦山事件。故事的最後與VII班的眾人決定掩護黎恩逃走，接著與其他人一同面對蒼之騎神。
《閃2》在掩護黎恩逃走後與艾略特及馬奇亞斯一同撤退至凱爾迪克，後成功與黎恩會合。認為自己過去只是作為被保護的孩子而過活，到了VII班後了解自己想要成為的是能與同伴互相扶持幫助的「家人」。
在內戰中與VII班以第三勢力的身分大為活躍，與西風旅團的同伴傑諾及雷歐尼達斯相遇，最後從他們口中得知旅團同伴現在以「取回團長」為目標各自行動著，雖然感到疑惑但仍繼續與同伴們一起解決了帝都的異變。內戰結束後與找到各自道路的VII班的同伴們一起渡過一年級最後的學院生活，之後選擇跟莎拉一樣成為遊擊士，在與她一同進行各項任務的同時尋找西風旅團的同伴的下落。
《閃3》畢業後選擇了「帝國協會游擊士」的道路前行。在帝國政府不斷限制協會的情況下，她透過莎拉與托瓦爾的指導，在16歲時取得正游擊士的資格，與莎拉搭檔在國內外工作。發現養育其長大的西風團長路嘉死而復生而產生混亂，最終戰與莎拉一同挑戰路嘉以及謝莉。
《閃4》與新舊VII班的同伴在失去黎恩的狀態下努力著，奪回黎恩後並與尋求死去之地的養父路嘉道別，最後與新舊VII班等人共同出現在奧利維爾的婚禮的大合照中。
《創》作為游擊士於各地進行活動，結局與新舊七班一同參加了克洛斯貝爾再次獨立的儀式，見證克洛斯貝爾的光復。
《黎1》以幫手身分前往共和國幫忙，以解決共和國分部因各式大小案件激增而導致的人手短缺問題。與菲莉一起修復阿伊妲的導力步槍後委託喬絲特將其送回西風旅團。
《黎2》协助攻略《童话庭院》。
《界》协助黎恩在共和国的行动，并提出可以利用4spg的方式来获取各种情报和掌握动向。
蓋烏斯·沃澤爾（Gaius Worzel）
- 登場作品：《閃》P；《創》P；《黎1》
- 聲優：細谷佳正
- 來自帝國東北的「異鄉之地」諾爾德高原的外國留學生。1年VII班，美術社。17歲。武器為十字槍。
- 20歲時接任「星杯騎士團」守護騎士第八位－「絕空鳳翼」

頭髮稍長盤在後頭，褐色肌膚高個子的游牧民族少年。在故鄉廣闊草原的培養下性格悠然，個性穩重踏實。家庭和樂，是四兄妹中的長男，有兩名妹妹與一名弟弟，身為大哥備受仰慕。
可以自由的揮舞與自身同高的十字槍。老家經營牧羊與養馬。幼時起以狼為對手磨練槍的本事。在邊境隨著巡迴神父認真的到日耀學校上課，成績也不差。16歲時幫助了被狼群包圍的賽克斯中將，而受到推薦進入軍官學院。
跟著黎恩與艾略特學習帝國的文化。故鄉沒有貴族階級觀念，對於帝國的貴族文化也抱有疑問，在黎恩受到跋扈貴族的刁難時也出面質疑之。
在故鄉放牧時以高原的風景作畫，進到學院後加入了美術部希望學習到正規技巧。在學院期中考獲得一年級20名的成績。
除女神外也信仰高原民族傳統信仰中的「風」，左手有著民族習俗的紅色刺青。
《閃1》因為帝國和共和國分別在諾爾德高原設立據點，以及從日耀學校的課堂中，了解少數民族在大國間爭鬥而犧牲的數量讓人震驚，在導力的發明與進步下故鄉不會恆久平穩。為了「守護故鄉」 並了解外界而前往軍官學院就讀。高原事件主動要求調查，在VII班眾人的幫助下，避免了故鄉陷於帝國與共和國交戰的戰火之中。故事的最後與VII班的眾人決定掩護黎恩逃走，接著與其他人一同面對蒼之騎神。
《閃2》在掩護黎恩逃走後與亞莉莎及米莉亞姆一同撤退至他的故鄉諾爾德，在黎恩等人前往諾爾德遭獵兵包圍單槍匹馬前來救援，並成功阻止了貴族軍的行動解放了諾爾德。在內戰中與VII班以第三勢力的身分大為活躍，效法當年與德萊凱爾斯大帝一同平定獅子戰役的祖先，重返自己視為第二故鄉的帝國，並與同伴們一起解決了帝都的異變。內戰結束後與找到各自道路的VII班的同伴們一起渡過一年級最後的學院生活，決定回到諾爾德守護故鄉。
《閃3》畢業後回到了戰火再次逼近的諾爾德高原。在克洛斯貝爾戰敗的共和國軍與帝國正規軍不斷交戰之中，他為了守護族人的安全持續注意著這一切。在一次戰鬥中被捲入共和國的火力攻擊中，命危之際其師「吼天獅子」巴克霍恩捨命相救，將聖痕傳承給了他後被要求向所有人隱瞞巴克霍恩的行蹤。繼任守護騎士第八位後前往法典國學習教會秘傳法術而與黎恩等人失聯半年。在最終戰時釋放聖痕與勞拉以及艾瑪聯手拖住了鋼之聖女以及劫炎。
《閃4》與新舊VII班的同伴在失去黎恩的狀態下努力著，奪回黎恩後多次以自己及教會的支援幫助著眾人，在最終戰前似乎與同為美術社的琳黛有著微妙的關係，最後與新舊VII班等人共同出現在奧利維爾的婚禮的大合照中。
《創》於皇子夫婦失蹤事件時，與黎恩一同回到故鄉高原，調查皇子夫婦遭挾持監禁的地點，同時應付共和國方面打算出兵的情勢，結局與新舊七班一同參加了克洛斯貝爾再次獨立的儀式，見證克洛斯貝爾的光復。
《黎1》結局在法典國與守護騎士們重遇師父巴克霍恩。
米莉亞姆·奧萊恩（Millium Orion）
- 登場作品：《閃1》E→S1→P；《閃2》P；《閃NW》；《閃3》P→B；《閃4》S3；《創》P
- 聲優：小岩井小鳥
- 藍綠色短髮，裝扮奇特，代號為「白兔(White Rabbit)」的謎之少女。鐵血之子們中的一人。13歲。

樂天且天真無邪的小女孩，容易與人親近。是帝國軍情報局的一員，操控著名為「銀臂」的銀色傀儡在帝國各地來回執行各項任務。被稱作「銀色傀儡使」。
數度與黎恩他們實習的路上相遇，在高原事件中與VII班合作解決了事件後暫時分手；但在帝都事件後，似乎受到鐵血宰相的意思，轉入學院就讀並編入VII班。
進入學院後加入了烹飪社，常常在不經意的情況下說出帝國的機密事項，而使眾人捏了一把冷汗；天不怕地不怕的性格時常在學院引起騷動，喜歡纏著尤西斯不放，對尤西斯來說可以說是天敵一般的存在。不過在古城時仍有害怕鬼怪這種像一般小孩的一面。
暱稱銀色傀儡為「小銀」並操縱著它做為武器，並未解釋銀色傀儡的由來，本人也不太了解它的活動原理。
《閃1》來到學院是為了探查解放戰線首領「C」的真實身份，根據情報局推測十分有可能是學院學生。故事的最後與VII班的眾人決定掩護黎恩逃走，接著與其他人一同面對蒼之騎神，生死未卜。
《閃2》在掩護黎恩逃走後與蓋烏斯及亞莉沙一同撤退至諾爾德，在內戰中與VII班以第三勢力的身分大為活躍。在見到黑兔亞爾緹娜後，曾脫口說出自己雖然有姊妹但沒有父母的奇妙言論，見識到帝國內戰的各種慘況，雖然心裡感到不舒服但仍不了解哭泣是什麼樣的感覺。與同伴們一起解決了帝都的異變。內戰結束後與找到各自道路的VII班的同伴們一起渡過一年級最後的學院生活，並在最後與眾人分別之際了解悲傷的情感而大哭落淚，最後回到情報局繼續執行任務。
《閃3》畢業後回歸情報員身分，有時候與亞爾緹娜一起行動，也與尤西斯在內的同學們連絡著。其身分是黑之工房為了鑄造成終末之劍而開發的人造人OZ73，在最終戰時作為鐵血之子阻擋在黎恩等人面前，後來為了保護黎恩與亞爾緹娜，受到被詛咒的地之聖獸攻擊而死，化作終末之劍為黎恩所用。
《閃4》身死化為了劍，但仍保有自己的意識。在與銀之騎神的作戰中，收到了聖女莉安娜給予的力量碎片，能以人形精神體的狀態顯現於世。最終戰時有著兩種結局，一是陪同黎恩一同與詛咒同歸於盡，二是在改變因果率之後，受到至寶之力以及地精與魔女雙方秘術幫助下正式復活。最後拿到捧花並挽著尤西斯的手臂，與新舊VII班等人共同出現在奧利維爾的婚禮的大合照中。
《創》根據弗蘭茲的說法「黄昏」後將會像正常人一樣成長、生育，最近也開始長高。結局與新舊七班一同參加了克洛斯貝爾再次獨立的儀式，見證克洛斯貝爾的光復。
克洛·安布斯特
詳細請參考克洛·安布斯特條目。

#### 教職員
莎拉·巴雷斯坦（Sara Valestin）
- 登場作品：《閃1》S1；《閃2》S1→P；《閃NW》；《閃3》S1→P；《閃4》P；《創》P
- 聲優：豐口惠
- 盤著紅髮的女性教官，在學院中專授武術。25歲，武器為導力槍與刀刃。

VII班的班導師，專授VII班武術、戰術導力器的運用法、實戰知識等。戰鬥風格自成一派，使用導力槍搭配強化刃，遠近距離戰都能充分發揮，對多有習武背景的VII班來說確實是個理想的導師。
不說話時是個美人，但私生活相當散漫，工作一結束就會去居酒屋或在宿舍內暢飲一番。一有機會就會私下任意使喚黎恩等學生。
自稱喜歡的類型是「帥氣的熟男（Nice Middle）」，學院祭表示過「光之劍匠」很對她的味。
《閃1》在帝都實習時透露出身於諾森比亞自治州，是原帝國帝都分部遊擊士，外號「紫電」，協會中最年輕的A級遊擊士。然而經歷過1202年獵兵團大舉襲擊帝國協會後，協會元氣大傷。之後協會撤出帝都，在失業的同時受到學院長收留，而後成為VII班導師，並將菲帶到學院入學。
與克蕾雅憲兵上尉以及情報局上尉雷克多相識，私下會和雷克多拿取解放戰線的情報，實戰測驗時所使用的測試機體與情報局的米莉亞姆所持有的機體相似，但與這幾位鐵血之子間的關係並沒有進一步說明。《閃1》的最後與教師團合力抵抗前來學院挾持學生的貴族聯軍與帝國解放戰線的機甲兵部隊。
《閃2》在內戰期間潛藏各地收集情報，並在尤西斯的聯絡下趕來營救面對劫炎陷入危機的VII班，然後和VII班共同行動。從小就是「北之獵兵」的成員，在十年前的某次作戰後被碧翠絲前上校救治，輾轉成為遊擊士。內戰完結後重返遊擊士協會和托瓦爾、菲一同執行任務。
《閃3》於內戰之後辭職重新成為遊擊士，現與菲一邊搭檔指導的同時也與托瓦爾等人調查帝國內不穩的動態。在分校列車餐廳時，與黎恩透露自己的身世，當年是諾森比亞军的巴雷斯坦上校收養的孩子，對他而言巴雷斯坦上校像是父親又像是初戀情人。13歲時投入了戰場，而後在一次行動中巴雷斯坦上校為了保護她而身亡（被來襲的獵兵團尼德霍格的一位孩童士兵槍殺，該孩童被拉薇的祖父兀拉德放走），而後流浪輾轉各地，成為了游擊士以及黎恩等人的教官，並向黎恩臉頰輕輕一吻表示感謝他的傾聽。最終戰時與菲聯手挑戰獵兵王以及謝莉。
《閃4》與新舊VII班的同伴在失去黎恩的狀態下努力著，奪回黎恩後持續幫助著她的學生們，然後在8月22日與黎恩的一段對話中證實，巴雷斯坦上校即是在這一天去世。最後，她與新舊VII班等人共同出現在奧利維爾的婚禮的大合照中。
奈特哈爾少校（Neithardt）
- 登場作品：《閃1》；《閃2》；《閃3》；《閃4》B
- 聲優：松原大典
- 帝國軍第四機甲師團少校，外號剛擊，從帝國軍轉調前往軍官學院擔任軍事學的教官，但還是需要定期回到軍中處理軍務。29歲，武器是軍刀，武術實力略強於莎拉。

身形魁武的金髮帥哥，但性格一本正經，讓人難以親近。軍事訓練也毫不寬恕，即使是貴族學生也以有禮但嚴厲的態度進行指導。
與擔任VII班導師的莎拉間的同事關係有些微妙。基本認同其戰鬥實力，但對於其不檢點的生活態度多有微詞，並認為她的教學方式有些過於柔軟而不可靠。兩人間常發生鬥嘴程度的小衝突。
與第七機甲師團的穆拉同樣被喻為帝國軍的王牌新秀，彼此互相認識。
《閃1》與VII班合力解決了加雷利亞要塞事件；故事最後帝國內戰開始，與教師團一同抵抗打算挾持學院學生的貴族聯軍。
《閃2》在內戰中肩負正規軍各項任務，並協助VII班拯救了被作為人質的菲歐娜，在帝都異變之際與穆拉一同抵擋為數眾多的魔煌兵。
《閃3》晉升為中校，在帝都與克雷格將軍一起抵禦異變。
《閃4》中與克雷格將軍一齊阻擋在VII班面前給予他們考驗，最終戰前夕透露出了和艾略特姊姊菲歐娜的情侶關係。
梵戴克學院長（Vandyck）
- 登場作品：《閃1》；《閃2》B；《閃4》；《創》
- 聲優：堀井真吾
- 身形高大（身高約兩米）滿頭白髮的學院長。70歲，武器是斬馬刀。

為帝國軍的名譽元帥，雖已退役，但身體依舊非常硬朗，武術本領也是寶刀未老。
偶爾會混進學生的訓練中，也有著愛開玩笑的一面。協助皇族出身的理事，為聚集優秀人才而設立VII班的幕後推手。
退役前曾經是軍人出身的鐵血宰相的上司，同時也是奧利巴特皇子的恩師，委託了VII班調查學院舊校舍地底的古代遺跡。
《閃1》最後帝國內戰開始，率領教師團一同抵抗打算挾持學院學生的貴族聯軍，使用斬馬刀破壞了一輛裝甲車，展現了令領邦軍驚愕不已的實力。
《閃3》時已辭任學院長，並重新就任帝國軍元帥。
《閃4》擔任帝國軍進攻共和國的總指揮，在與盧法斯一起探望過皇帝後，在盧法斯先行離開後與同時來到醫院的VII班成員見面，並見證他們的決心。利用元帥職權方便，將托爾茲於帝國軍方內服役的所有人聚集在一起，間接幫助VII班等人完成作戰。
《創》中雖然隱隱感受到帝國軍中有部分人士有奇怪的舉動，但在不想打草驚蛇的情況下無法動作，將原托爾茲從軍成員調至監察單位以打探內情，最後在前來帝都的VII班以及C等人的合作下，成功鎖定軍中的政變派，指揮賽克斯以及奧拉夫兩位將軍，加上來協助的雷神瑪堤烏斯，得以重整帝國軍的秩序。最後在帝國軍旗艦上目擊天雷攻擊朱諾海上要塞的一幕。
碧翠絲教官
- 登場作品：《閃1》；《閃2》B
- 上了年紀但儀容端莊的女性校醫，有著慈祥的笑容與和善的態度，在學院照料著學院學生的健康。

退役前是帝國軍上校，被稱作「死者甦生」的軍醫，在槍林彈雨的戰場中拯救傷患，莎拉教官10年前受過她的幫助而視她為救命恩人，戰鬥風格是將一切戰場上交戰的雙方，全部打倒後再一一的為他們治療以達到令雙方冷靜目的。
《閃1》最後帝國內戰開始，與教師團一同抵抗打算挾持學院學生的貴族聯軍，以精準的槍法牽制了敵軍的行動。
《閃3》時接替梵戴克成為下一任的托爾茲總校學院長。
《閃4》代表托爾茲軍校方皇家方舟號在帝國東部進行擾敵作戰。
瑪麗·奧特海姆教官
- 登場作品：《閃1》；《閃2》；《閃4》；《創》
- 專授音樂、美術、烹飪料理等課程，今年剛到學院就任，在學生中有如聖母般的女性教官。

本名瑪麗·奧特海姆，是奧特海姆伯爵家的千金；但本人將教官的工作擺在第一位，對馬卡洛夫教官懷有淡淡的情愫。
《閃3》在歐爾迪斯主角們聽見瑪麗父母間對話, 奧特海姆伯爵提示她今年24歲, 又拒絕了一門親事。
《閃4》駕駛魔煌機甲兵與VII班等人交戰，正式與馬卡洛夫交往，但苦於對雙方之間的關係遲遲未有進展。
《創》因遲遲無法得到馬卡洛夫確定性的關係，奧特海姆伯爵便安排與渥雷斯准將進行相親，因此激發出馬卡洛夫的決心而對其求婚，然實則為渥雷斯等人的一場戲，反而還因此帶出渥雷斯與奧蕾莉亞的另一段關係。
湯瑪斯·雷山德
- 外表文弱戴著厚重眼鏡，學院中專授歷史與文學的男性教官，碰到歷史相關問題會喋喋不休。

其真實身分請參考「湯瑪斯·雷山德」條目。
馬卡洛夫教官
- 登場作品：《閃1》；《閃2》；《閃4》；《創》
- 聲優：安元洋貴
- 留著一頭亂髮與落腮鬍，打扮頹廢的男性教官，專授導力技術與自然科學。

1年III班的敏特是他的外甥女，在盧雷時似乎有一段輝煌的過去。
《閃1》最後帝國內戰開始，與教師團一同抵抗打算挾持學院學生的貴族聯軍，使用魔導杖解析敵軍武裝的弱點。
《閃2》在協助VII班攻入異變後的帝都時也出了一份力，並察覺到湯瑪斯擁有不俗的實力，但仍被湯瑪斯一笑帶過。
《閃3》確認其為舒密特博士一生中賞識的少數後進之一，是繼亞莉莎的父親之後的親傳第二弟子。
《閃4》駕駛魔煌機甲兵與VII班等人交戰，正式與瑪麗交往，在最終戰前被外甥女強迫與瑪麗教官的父親奧特海姆伯爵進行深度訪談，最後也承諾瑪麗若能順利渡過危機便會登門拜訪奧特海姆家表達兩人關係。
《創》苦於自己的畢業作品尚未完成而不敢對瑪莉教官做出一生的承諾，最後在渥雷斯相親中趕上最後一刻成功求婚。
亨利主任
- 登場作品：《閃1》；《閃2》
- 有著男爵爵位，教授政治與經濟的課程，有些神經質，但似乎格外尊敬碧翠絲教官。

1年I班的班導師，雖然個性較為嚴厲，但本質上也是個關心學生的人。
《閃1》中可以意外得知他是彩虹劇團新人莉夏·毛的支持者，會隨身攜帶著她的舞台照。
《閃4》同托爾茲軍官校一同協助帝國東部擾敵作戰。
雪倫·克魯格（Sharon Kluger）
- 登場作品：《閃1》；《閃2》S1；《閃NW》；《閃3》S1→B；《閃4》B→S1；《創》S1
- 聲優：尤加奈、綾森千夏（少女期）
- 紫色短頭髮的女僕。擔任軍官學院第三學生宿舍的管理人。23歲。

為萊恩福爾特家的傭人，似乎是在伊琳娜會長的指示下進入軍官學院。謹慎細心及相當有料理本事，經常照料黎恩。對亞莉莎而言，是無法在其前面抬起頭來的姊姊一般的存在。
在黎恩等人為了實習造訪各地時，也會在絕妙的時機出現幫助他們。
《閃1》在故事中於各地出沒，似乎在調查著什麼。故事中期由莎拉教官揭露了她是結社成員執行者IX「死線」克魯格，不過本人自稱目前休業中，專職萊恩福爾特家的女僕，故事最後協助抵禦機甲兵的教師團。
《閃2》在VII班於諾爾德面對怪盜及杜巴莉時出手相助，並表達在帝國內戰中不協助結社的立場，仍以擔任萊恩福爾特家的女僕為優先，與VII聯手救出了被軟禁的伊琳娜會長。在帝都異變時與克蕾雅上尉合作拖住了西風旅團兩人的腳步幫助VII班繼續前進。內戰結束後仍擔任第三學生宿舍的管理人直到VII班眾人度過一年級最後時光，隨後陪著亞莉莎回到萊恩福爾特家繼續擔任女僕。
《閃3》在協助亞莉莎的過程中充實的度過每一天，但結社開始與她接觸，要求回來協助新的計畫。向黎恩透露了當年自己是暗殺集團「月光木馬團」的一員，12年前組織被結社打敗後 (從《黎》得知)，與其成員一同改投結社。10年前接受結社的委託，為獲得亞莉莎的父親的開發成果而來到了萊恩福爾特家接觸當事人，但談判破裂並意外發生爆炸事故導致亞莉莎父親死亡以及雪倫重傷，任務失敗與結社的契約中斷，被伊莉娜收留下來並給予姓氏，同時立下契約，表示在亞莉莎的父親回來以前，在萊恩福爾特家擔任女僕。在最後得知亞莉莎的父親未死且為此次事件的黑幕，在契約完結後而回到了結社。
《閃4》回到結社後成為新舊VII班的敵人，但在亞莉莎的努力下放棄了契約，回到了萊恩福爾特家繼續擔任女僕。面對為了她排除萬難前來再次告白的安敦受到感動，承諾雖然發誓已經將身心奉獻給萊恩福爾特家，但也會特別看待著他。
《創》待在亞莉莎身邊貫徹身為女僕的職責，由於過往的心結都解開了的關係，性格上比起以前開朗不少。
瑟蕾奴（Celine）
- 登場作品：《閃1》；《閃2》；《閃3》；《閃4》S1；《創》S1
- 聲優：相澤舞
- 毛色黑中帶紫，尾巴上綁著藍色蝴蝶結絲帶的貓。

優美且有著一身充滿光澤的毛色，受到居民及學生們的疼愛。但愛擺出高傲的樣子，露出「人類伺奉我是理所當然」的態度。
艾瑪的使魔，在入學時被悄悄的帶進學院。對黎恩感到興趣，但也有照顧牠時被用爪子抓傷的事。
《閃1》與艾瑪似乎有著什麼目的而行動著。對黎恩的不明力量與灰之騎神似乎有一定的了解，故事終盤幫助黎恩成為灰之騎神的起動者，在灰之騎神要遭到破壞之際，與灰之騎神對話並採取逃離的方案。
《閃2》向黎恩坦承是魔女一族的使魔，自訴有時候無法理解人類的情感與想法，並為當初強硬的指揮灰之騎神帶走黎恩而道歉。雖然時常抱怨艾瑪的不成熟，但對她還是十分關心。內戰結束後與艾瑪一同踏上尋找薇塔的旅程。
《閃3》內戰結束後與艾瑪一起回到魔女之里，陪著她一起尋找薇塔的下落以及在帝國遺跡間探索。
《閃4》陪同被囚禁的黎恩一同逃離黑之工房，並以秘術化為人形協助著新舊VII班，最後與新舊VII班等人共同出現在奧利維爾的婚禮的大合照中。
瑟雷斯坦
- 登場作品：《閃》
- 軍官學院第一學生宿舍的管家。

海恩斯侯爵家派遣而來的管家，完美的處理每一件事情，其手腕讓驕縱的派崔克在他面前也變得老實起來。
《閃3》時曾時單手對抗魔煌兵時，可見有相當高的武術實力。
莎莉法
- 登場作品：《閃1》；《閃2》
- 軍官學院第一學生宿舍的女僕。

弗羅拉爾德伯爵家派遣而來的女僕，長年照顧著文森與菲莉絲，彼此之間有著奇妙的主從關係。武器為雙手槍。
蘿德
- 登場作品：《閃1》；《閃2》
- 軍官學院第一學生宿舍的女僕。

目前還在修業中的女僕，正努力著精進料理的技術。

#### 學生
克洛·安布斯特（Crow Armbrust）
- 登場作品：《閃1》S1→P→B；《閃2》B→S1；《閃3》B；《閃4》S1→E→P；《創》P；《界》B→P
- 聲優：櫻井孝宏
- 灰髮綁著白色頭巾的男性，軍官學院2年V班的學生，沒有參加社團。19歲。武器為導力雙槍。

個性有些輕率而且喜歡賭博，有著一抓到機會就會打賭的壞習慣，在開學時曾用魔術手法騙了黎恩50米拉；但在關鍵時刻會作為可靠的大哥支援著黎恩他們。
一年級時，也參加了ARCUS的導入試驗因此有點緣分。與學生會長托娃、大貴族的安潔莉卡、技術棟的喬治感情很好。四處推廣著卡牌遊戲「Blade」，而使整個托利斯塔陷入狂熱中的罪魁禍首。
《閃1》在黎恩的妹妹 愛麗榭於舊校舍陷入危機時出手相助，後來由於一年級缺課太多的關係學分不足，為了畢業而央求莎拉，以三個月短期加入VII班的方式補足學分。跟著VII班解決了加雷利亞要塞事件與扎克森鐵礦山事件。
《閃1》於故事末盤狙擊宰相後，被克蕾雅憲兵上尉揭露了即是帝國解放戰線的首領「C」，8年前被帝國吞併的茱萊市國出身，但如何成為帝國解放戰線的首領並沒有說明。自述進入學院也是計畫的一部份。3年前即獲得了「蒼之騎神」奧爾迪涅，運用駕駛的經驗差打敗了黎恩。與貴族派聯手對抗宰相，為了達成目的打算軟禁學院師生及破壞黎恩的灰之騎神，在最後受到VII班的其他成員阻擾，而讓黎恩與灰之騎神逃脫了。
《閃2》在宰相死後與VII班等人的對立關係轉趨和緩，多次未下殺手，並匿名通知了托瓦爾關於黎恩昏迷的所在地點。在黎恩被脅迫至帕坦古艾時，回應了黎恩的請求，說出了當年他身為茱萊市國市長的爺爺無力抵抗鐵血宰相併吞，遭污陷下台不久後即失意過世的往事，為了替輸給宰相的爺爺扳回一城，而在凱恩公爵的資助下成立了帝國解放戰線，並一人於海都地底通過考驗成為蒼之騎神的啟動者。
在帝都異變為煌魔城時，在與黎恩兩人的最後對決之中落敗，受VII眾人的感動不再協助貴族派進行內戰。隨後為了阻止緋之騎神的復活而與黎恩聯手抗敵，但在幫助黎恩創造攻擊機會時，被緋之騎神貫穿了心臟無法治癒，最後在VII班眾人的圍繞下安詳的死去。
《閃3》證實因為身為騎神啟動者的能力死而復生，但一度失去記憶，以蒼之齊格飛之稱戴上假面，協助黑之工房行動，在最終戰看見完全鬼化暴走的黎恩，喚醒了其記憶，駕駛蒼之騎神與其他四台騎神聯手制止了魔化的灰騎。
《閃4》恢復了過往的性格與記憶，在新舊VII班前來黑之工房拯救黎恩時，正式背叛地精協助黎恩逃出，自感罪孽深重欲在與黎恩的對決中死去將蒼騎的力量交給對方，但在黎恩的呼喚下受到感動而決定活下來贖罪。最終戰時有著兩種結局，一是陪同黎恩一同與詛咒同歸於盡，二是在改變因果律之後，受到至寶之力以及地精與魔女雙方的秘術幫助正式復活，最後與新舊VII班等人共同出現在奧利維爾的婚禮的大合照中。
《創》故鄉朱萊出現了獨立相關的聲浪與動亂，因而回到故鄉調查情況，但在新生帝國解放戰線出現後，回到帝都等待並埋伏了假扮他過往身分的C，意外發現對方即是內戰時同一陣線的盧法斯，隨後與黎恩等人會合開始調查此次的事件，結局與新舊七班一同參加了克洛斯貝爾再次獨立的儀式，見證克洛斯貝爾的光復。於托娃的額外劇情中提到，在茱萊的事辦完後，決定和之前的安潔莉卡一樣，踏上旅程，尋找自己活下來的意義。
《黎2》與托娃先行進入共和國，調查總統的動向。期間應與4spg的要求，協助托娃揭露了冒充NPO的黑手黨。
《界》成为朱莱的自由承包商。应邀与黎恩一同前往共和国，与“摘星者计划”中使用的王者之剑AX进行机甲对练。与黎恩等人使用天文台观测宇宙时，由于曾在不同时间线（《闪4》NE）中有驾驶骑神前往宇宙的经历而和黎恩一样无法用望远镜看到星空，最终证实该星空影像以及全大陆所有望远镜所观测到的星空均为汉弥尔顿博士利用现代导力技术与古代占星术工房机关相结合而伪造。

##### 貴族班
安潔莉卡·羅格納（Angelica Rogner）
- 登場作品：《閃1》S1；《閃2》S1；《閃3》S1；《閃4》B→S1；《創》S1
- 聲優：進藤尚美
- 紫色短髮的女性，軍官學院2年I班的學生。19歲。武器為手甲。

四大名門之一，統治北部諾帝亞州的羅格納侯爵家的女兒。平時不穿著學院制服而是機車騎士裝，嗜好是騎著導力摩托車四處兜風。
作風自由奔放的美女，加之四大貴族的繼承人身份，不乏追求她的男性。但本人則是毫不掩飾喜歡女性的性向，在故鄉盧雷跟托爾茲學院內都有多位仰慕者。與學生會長托娃感情很好，做為學姊協助黎恩他們；7年前與一位東方的女性（雾香·楼兰）學習了名為「泰斗流」的東方武術。
《閃1》在扎克森鐵礦山事件中協助Ⅶ班。但事後遭到父親的壓力從軍官學院中休學，並將自己的導力摩托車交託給黎恩。後來在回來參加學院祭時穿著晚禮服的女裝打扮讓眾人驚艷不已。
《閃2》在內戰之中率領支持自己的軍隊向她的父親羅格納侯爵挑戰，最後擊敗了父親使羅格納家退出貴族派的內戰，也重建了父女之情。內戰結束後與軍官學院的同伴們一起渡過二年級最後的學院生活，決定騎著導力摩托車環遊大陸增廣見聞。
《閃3》內戰結束後展開了以導力摩托車周遊大陸全境的計畫，造型換成蓄短馬尾的中性服裝。對女性的喜愛範圍跟在校時相比可說是有增無減。在旅行中注意到了喬治聲稱前往共和國學習的謊言；在見到蒼之齊格飛後，前往克洛的墳墓探查，發現墓中是假屍體，隨後遭到喬治正面持槍射擊，生死未卜。
《閃4》一度遭到洗腦為地精方的傀儡，在托娃的呼喚下解除了洗腦，並阻止了想要自殺的喬治將他導回正途，與學生時代的好友們四人再次重聚，克洛曾有意製造安與喬治獨處的機會，似乎與喬治有著微妙的關係，最後與新舊Ⅶ班等人共同出現在奧利維爾的婚禮的大合照中。
派崔克·海恩斯
- 登場作品：《閃1》；《閃2》；《閃3》S3；《閃4》
- 聲優：三宅淳一→柳田純一
- 四大名門海恩斯侯爵家的三男，1年I班，擊劍社。

學術成績與劍技皆有一定實力，以高貴貴族的身份自居，針對學院內特別存在的VII班抱持著敵意，暗戀著愛麗榭一找到機會就會想要接近，雖然後期為黎恩的好友但黎恩依然會將其阻擋於妹妹之外。
《閃1》在實戰測驗時敗給了黎恩所在的VII班，曾氣急敗壞的辱罵黎恩是「浮浪兒」不配有貴族之名。但對黎恩的義妹愛麗榭抱有愛慕之情，最後與黎恩和解。於社團練習中曾狠狠修理艾倫，造成後者極大的陰影。
《閃2》時學校被貴族聯軍佔領，為了保護被俘的教職員，而與留校的貴族學生組成「騎士團」暫管學校。並於其他學生乘卡雷賈斯回來後，在眾教師見證之下與企圖收復學校的黎恩等人再度對決，落敗後終於彼此認可了對方。
《閃3》時已經歷了與多歷練，身心都有了非常大的成長，作為海恩斯家的一員忙於領邦會議，並與黎恩成為摯友。
《閃4》於帝國東部協助瑪提烏斯將軍，多次協助黎恩等人。受黎恩之邀，與同屆托爾茲成員一起面對艾倫，以自身過去的不成熟，但得到許多人的幫助而變得成熟，來斥責他現在的樣子，並成功喚醒艾倫。
文森特·弗羅拉爾德
- 登場作品：《閃1》；《閃2》；《閃4》
- 貴族學生2年I班，沒有參加社團。

弗羅拉爾德伯爵家的長子，散發著貴公子的氣息，不以身份而已「美」為基準來評斷他人。身旁總是隨伺著女僕莎莉法。
《閃2》拒絕了瑪格麗特的情意，但對方似乎未能領悟。
《閃3》於老家弗羅拉爾德經營領地。
《閃4》隨時關注著政府方的行動，私底下聯繫托爾茲相關人士，並稱該是展現"獨角獅的驕傲"之時，統合托爾茲面對大地之龍的危機。雖與瑪格麗特正式交往,但對於其忽胖忽瘦的身材感到困惑。
《創》與瑪格莉特正式訂婚。
弗列妲
- 登場作品：《閃1》；《閃2》
- 貴族學生2年I班，擊劍社社長。

沈穩且和顏悅色的女性社長，號稱二年級最強劍士，在後方默默的支持著社員們。
《閃2》畢業後打算踏上劍道修行之路，並邀請羅金斯一同修行。
《閃4》在修行之旅中會承接游擊士的委託幫忙擊退魔獸等任務，在艾德兒的聯絡下，於皇家方舟號協助帝國東部擾敵作戰。
布萊希特（布麗吉特）
- 登場作品：《閃》；《創》
- 聲優：小松奈生子
- 貴族學生1年II班，管樂社擅長演奏鋼琴的女學生。

個性優雅有禮，雖是貴族出身，但由於家族只是男爵爵位，加上父親是個不拘於身分位階的人，所以也沒有區分身分的價值觀。
與1年IV班的艾倫是在主日學校認識的青梅竹馬，關係曾非常要好，因故中途退學而分離，直到在托爾茲軍官學院才再次重逢。然而再會後卻發現卻被對方刻意疏遠，為此委託黎恩找出原因。最後在黎恩的調解下關係恢復如初，感情更在日後的學校生活中逐漸升溫。
《閃2》中因內戰而與艾倫分離，但在最後重逢後確認彼此感情，正式成為情侶。
《閃3》已經與艾倫訂婚。
《閃4》因艾倫被詛咒所影響對大地之龍作戰愈發狂熱而憂心不已，最後在同校同學幫助下順利解除詛咒。
瑪格麗特・德勒斯登
- 登場作品：《閃1》；《閃2》；《閃4》
- 聲優：田中理惠
- 貴族學生1年II班，烹飪社。

身型圓潤的德勒斯登男爵家的女兒，為了尋找未來的夫婿及進行新娘修業來到學院。
在學院上看上文森·弗羅拉爾德而展開熱烈追求。文森因其形同嫫母不斷拒絕，但瑪格麗特仍鍥而不捨。後來文森遇到她不是落荒而逃，就是嚇得戰戰兢兢。
擁有兩種體型型態，平日未吃東西時會展現玫瑰家族該有的美麗。一但進食後就會恢復原本的姿態，愛好各種古怪料理。
《閃4》與文森展開交往，在菲利絲下落不明時與文森一同支援聖地庭園的業務。
《創》正式與文森訂婚。
蘭伯特·馬赫
- 登場作品：《閃1》；《閃2》
- 貴族學生2年II班，馬術社社長。

對馬術的熱愛超乎想像，總是與愛馬「馬赫號」在一起。
《閃2》畢業後計畫進入帝國近衛軍的騎兵隊，武器是一把大劍。
《閃4》在梵戴克元帥的協助下，轉調獨立游擊部隊，於皇家方舟號協助帝國東部擾敵作戰。
弗列妲
- 登場作品：《閃1》；《閃2》
- 貴族學生2年I班，擊劍部部長。

泰蕾莎·卡羅琳
- 登場作品：《閃1》；《閃2》；《閃4》；《創》
- 聲優：皆口裕子
- 貴族學生2年II班，長曲棍球社副社長。

高雅的貴族女學生，與愛蜜莉一同支撐著社團。
《閃2》逃離學校後，與貴族父親發生爭執，最後與愛蜜莉一同協助第三勢力作戰。畢業後不顧父親反對加入飛行艦隊。
《閃4》與愛蜜莉一同仕於帝國軍飛行艦隊並憑藉對學妹亞莉莎的了解先行一步阻擋於VII班與之交戰，在梵戴克元帥的協助下，轉調獨立游擊部隊，因此便能以托爾茲的身分協助黎恩等人。
《創》目前被派遣至統合幕僚監部工作，因為克州事件與愛蜜莉來到帝都。
艾德兒
- 登場作品：《閃1》；《閃2》；《閃4》
- 聲優：濱崎奈奈
- 貴族學生2年II班，園藝社社長。

戴著草帽的女性社長，性格悠閒又帶有不可思議的包容力擁有傳說等級般種植花草能力，可於自己家後院種植出各種著名咖啡豆與紅茶味道。
《閃2》在騎士團中展現強大的魔法能力，畢業後打算開創自然保護事業。
《閃4》在檯面下游說許多原托爾茲畢業同學一同協助黎恩等人，另外在女性酒豪競賽中展現出過人的酒量，在最後與奧蕾莉亞、雪倫平分秋色。
菲德烈
- 登場作品：《閃1》；《閃2》
- 貴族學生2年II班，攝影社社長。

是位和善明智的學長，雖是貴族但不拘泥於身份。
《閃2》因作品獲得弗利茲特別獎，被帝國時報社發掘，以攝影師身分加入。
《閃4》在艾德兒的聯絡下，於皇家方舟號協助帝國東部擾敵作戰。

##### 平民班
托娃·赫歇爾（Towa Herschel）
- 登場作品：《閃1》；《閃2》S1；《閃3》S3；《閃4》S3；《創》S1；《黎2》；《界》S3
- 聲優：野中藍
- 軍官學院的學生會會長，2年Ⅳ班。《閃1》18歲《閃3》21歲。武器為魔導槍，與一般導力槍不同，性能更接近魔導杖。

外表年幼，身材嬌小的女性。個性相當努力且親切熱心，連姿態甚高的貴族學生也為她折服，不可思議的得到全院師生的信賴而被推薦為學生會長。在黎恩遇到困難時也毫不介意的與他商量給予建議。
一年級時和安潔莉卡、克洛、喬治一起參加了ARCUS的導入試驗，四人到現在關係仍非常好；一個人統籌處理著學院內龐大的各項工作，時常在學校待到很晚，有時讓安潔莉卡與黎恩擔心她的身體狀況。
帝都出身，父母都是學者，但多年前不幸在一場飛行船事故中喪生。由擔任帝都博物館館長的祖父扶養長大。
《閃1》在帝都恐怖攻擊時，指揮當時在帝都的眾人帶領民眾避難，後來得到了帝國政府的表揚與推薦前往西塞姆利亞通商會議隨行觀摩，此段劇情在PS4版本的《碧》中她做為NPC角色登場，當時得到了來自各方等待她畢業後的就職邀請。本人則是一再感謝黎恩與Ⅶ班阻止了加雷利亞要塞事件救了她一命。
《閃2》接受皇子與光之劍匠的委託，成為了卡雷賈斯號的代理艦長，在內戰中與Ⅶ班以第三勢力的身分大為活躍。內戰結束後因其出色的指揮能力受到帝國政府的讚揚，獲得更多的就職邀請，但本人決定畢業後加入NGO（非政府組織）遊歷各國。
《閃3》擔任第二分校主計科教官，在最後得知了喬治自稱殺害安潔莉卡的真相。
《閃4》仍以後援支持著眾人，並喚醒了遭到洗腦的安潔莉卡，與學生時代的好友們四人再次重聚，最後與新舊VII班等人共同出現在奧利維爾的婚禮的大合照中。
《創》夢幻迴廊小故事中得知她對於是否該離開第二分校全心投入NGO的新工作感到迷茫，但在與安潔莉卡她們一起參加完托爾茲同學會後，下定決心要同時貫徹第二分校教官與NGO組織服務兩項工作。
《黎2》時為了NGO組織「國際協力機構」的工作來到共和國，同時為了國際交流而作為教師在亞拉密斯任教，另在克洛的支援下暗中調查冒充NPO的黑手黨進行人口販賣。
《界》与黎恩等人一同前往其祖父曾经管理过的巴泽尔天文台处使用望远镜观测宇宙，发现汉弥尔顿博士利用天文台地下的古代占星设备与现代导力技术结合对包括该望远镜在内全大陆的所有望远镜的观测结果进行了篡改，伪造了遭时之至宝“雷盖伦之箱”封锁而本应看不见的星空。后在一同前往龙来时介绍了前总统洛克·史密斯给黎恩等人，间接获得了突破“斑鸠”封锁的山路的助力，并最终协助黎恩到达“回天之地”。
喬治·諾姆（Geroges Nome）
- 登場作品：《閃1》；《閃2》；《閃3》；《閃4》B→S1；《創》S1
- 聲優：森岳志
- 整天穿著連身工作服，軍官學院2年II班的學生，導力技術社。19歲。

有著福態身材與溫和個性的學長，雖然還是學生卻被託付了技術社。對於新型導力戰術器ARCUS的整備，及迴路的精製、武器強化等十分在行，非常可靠的全面給予VII班等人協助。
與克洛、托娃、安潔莉卡從一年級以來就是好朋友，感覺不到有身份的隔閡。安潔莉卡騎乘的導力摩托車，是他在一年級結束時作為課題而組裝的。
《閃1》與《閃2》中負責後援整備多次幫助了VII班，受到G.施密特博士的賞識多次要求他留在身邊幫忙研究。並協助完成瓦利瑪的專用太刀。
《閃3》畢業後為了提高技術知識，自稱拜訪在大陸各地的技術工房與各地交流吸收相關知識。然而其真實身分為黑之工房的地精一族「銅之蓋魯格」(銅のゲオルグ)，在安潔莉卡發現他去共和國學習是謊言以及確認克洛的墳墓是假屍體時，從正面持槍射擊她。在最終戰時引爆卡雷賈斯，於托娃面前聲稱已殺死安潔莉卡。
《閃4》多次手下留情並且在爆破卡雷賈斯時留下了讓船上眾人逃命的重力結界，並且只將安潔莉卡暫時控制了記憶。在月冥鏡中得知他已失去過往的記憶，蓋魯格之名的由來是艾貝利希從結社使徒前任第三柱白面蓋魯格·懷斯曼身上學到了記憶暗示的技術，以他為實驗品而取白面的名字紀念之。在背叛艾貝利希後決定自裁，但被安潔莉卡阻止，最後決定以托爾茲畢業學長的身分協助新舊VII班，與學生時代的好友們四人再次重聚，最後與新舊VII班等人共同出現在奧利維爾的婚禮的大合照中。
史提芬
- 登場作品：《閃1》；《閃2》
- 平民學生2年III班，第二棋藝社社長。

雖然技術不是很強，但對棋藝的熱愛可說是首屈一指的。
《閃2》畢業後加入帝國軍從事導力網路工作。
《閃4》在梵戴克元帥的協助下轉調獨立游擊部隊，於皇家方舟號協助作戰。
克萊拉·沃切
- 登場作品：《閃1》；《閃2》
- 平民學生2年III班，美術社社長。

有著純粹藝術家氣息的女性社長，擅長雕刻，總是待在美術社教室不斷的雕刻作品。
《閃2》貴族佔領學校後，在諾爾德地區依然不斷雕刻作品，然而也發現了古代技術能幫助瓦利瑪裝備寶玉。
《閃3》以雕刻師出道，並在帝都辦下第一場自己的雕刻展。
《閃4》在艾德兒的聯絡下，於皇家方舟號協助帝國東部擾敵作戰。
海貝爾
- 登場作品：《閃1》；《閃2》
- 平民學生2年IV班，管樂社社長。

學業上也是優等生的男性社長。演奏技術一流，擔任小提琴的位置。
《閃2》貴族佔領學校後，與克連在地下從事反抗活動，並且成功解救定期船脅持事件，畢業後打算進入帝國軍樂隊。
《閃4》中，在梵戴克元帥的協助下轉調獨立游擊部隊，於皇家方舟號協助帝國東部擾敵作戰。
羅金斯
- 登場作品：《閃1》；《閃2》
- 平民學生2年IV班，擊劍社。

性格剛強的學長，脾氣有些暴躁。
《閃2》因對於帝國軍存疑，因此與弗列妲踏上劍術修行之旅。
《閃4》在修行之旅中會承接游擊士的委託幫忙擊退魔獸等任務，在艾德兒的聯絡下，於皇家方舟號協助帝國東部擾敵作戰。
愛蜜莉
- 登場作品：《閃1》；《閃2》；《閃4》；《創》
- 聲優：神田朱未
- 平民學生2年IV班，長曲棍球社社長。

用熱情帶領社員們的女性社長。
《閃2》畢業後與泰蕾莎加入飛行艦隊。
《閃4》與泰蕾莎一同仕於帝國軍飛行艦隊並憑藉對學妹亞莉莎的了解先行一步阻擋於VII班與之交戰，在梵戴克元帥的協助下，轉調獨立游擊部隊，因此便能以托爾茲的身分協助黎恩等人。
《創》目前被派遣至統合幕僚監部工作，因為克州事件來到帝都。
克連
- 登場作品：《閃1》；《閃2》
- 平民學生2年V班，游泳社社長。

性格爽朗的男性社長，有著領導者的風範。
《閃2》貴族佔領學校後，與海貝爾一同進行反抗活動，畢業計劃加入正規軍。
《閃4》進入軍中後被分配至情報局，在梵戴克元帥的協助下轉調獨立游擊部隊，於皇家方舟號協助帝國東部擾敵作戰。《創》小故事中協助雷克多處理潛入帝國的共和國間諜。
尼可拉斯
- 登場作品：《閃1》；《閃2》
- 平民學生2年V班，烹飪社社長

有著不管什麼事也不動搖，寬宏大量的性格
《閃2》畢業後接受大陸橫斷鐵路公社的招聘，實習鐵路餐車計劃。
《閃4》在艾德兒的聯絡下，於皇家方舟號協助帝國東部擾敵作戰。
桃樂絲
- 登場作品：《閃》；《創》
- 平民學生2年V班，文藝社社長。

想像力豐富的女性社長，熱衷於淑女的興趣，若是陷入想像中太深時就會流鼻血。
《閃2》畢業後，計劃與作家身分出道。
《閃3》在帝都的帝国博物馆工作
《閃4》計畫著若戰後結束將與艾瑪和塔琪安娜一同出版文藝雜誌。
《創》成功得與新舊文藝社成員推出文藝雜誌，似乎也期待著把亞修也拉下水。
菲莉絲·弗羅拉爾德
- 登場作品：《閃》

弗羅拉爾德伯爵家的千金。1年I班，長曲棍球社。
個性強悍好勝，對亞莉莎燃起了奇妙的對抗心態。
《閃2》學期結束前接下長曲棍球社長，並認可亞莉莎為可敬的對手。
《閃3》成為老家勝地庭園商會的總管，在克萊斯特商會進駐商店街後面臨新的危機。
《閃4》在潛入海都時協助黎恩，翼之閃光作戰時則提供物資支援。
肯尼斯·雷克羅德
- 登場作品：《閃1》；《閃2》；《閃4》
- 貴族學生1年II班，學院社團「釣皇俱樂部」的社長。

個性吊兒啷噹，抓到空閒的機會就立刻跑出去釣魚 ,家裡是男爵也是釣具大廠雷克羅德。
リウィエラコード中在克州和黎恩一行相遇。
《閃2》為解救安娜貝爾的婚約而與哥哥進行釣魚對決，最終贏得勝利，安娜貝爾也因此對肯尼斯產生情愫。
《閃4》利用在帝國各地遊走釣場的經歷，在卡雷賈斯II上協助翼之閃光作戰。
雨果·克萊斯特
- 登場作品：《閃》
- 平民學生1年III班，帝都克萊斯特商會家族的男學生。

沒有參加社團。與1年V班的貝琪似乎很合得來。
《閃2》內戰中返回老家協助經營商會。
《閃3》性格丕變，大肆收購克洛斯貝爾的企業,成為了不擇手段的商人。
《閃4》在部下雷茲犯錯後，辭去董事職務以示負責，隨後與貝琪一同協助黎恩作戰。
莫妮卡
- 登場作品：《閃1》；《閃2》；《閃4》
- 平民學生1年III班，游泳社。

個性安靜溫和的女學生，不擅長運動但還是加入了游泳社，勞拉經常教她游泳，最後也學懂游泳。
《閃4》於諾森比亞社福團體服務，在艾德兒的聯絡下，於皇家方舟號協助帝國東部擾敵作戰。
敏特·布朗
- 登場作品：《閃》；《界》S3
- 聲優：佐藤聰美（《閃》）→古賀葵（《界》）
- 平民學生1年III班，管樂社擔任長笛位置的女學生。

個性樂天，舅舅是學院的馬卡洛夫教官。
做事常常出錯，較為冒失，讓馬卡洛夫教官頭痛不已。
《閃3》中和黎恩相遇後進入托爾茲第二分校，成為施密特博士的助手。
《閃4》中於艦上繼續進行維護騎神的工作，還趁測試導力網路連線時推波助瀾幫助叔叔馬卡洛夫與奧特海姆伯爵對話。在提爾鋒計畫收尾時差點又做出誤觸關機鍵之行為，幸好菲一直盯著她才得以避免。
《界》運送了機體去往馬爾鐸克公司。
貝莉爾
- 登場作品：《閃1》；《閃2》；《閃4》；《創》
- 聲優：釘宮理惠
- 平民學生1年III班，學院社團「超自然研究會」的社長

身上籠罩著怪異氣氛的女學生。
《閃2》總是出現在巨石群、精靈洞窟等關鍵場所，令人無法猜透。在登上卡雷斯賈後為黎恩進行羈絆占卜。
《閃4》以占卜師的身分登場，並多次在關鍵地點出現以話語引導眾人，最終戰時引導黎恩改變因果律，避免了黎恩的犧牲，但其真實身分仍是謎團。
《創》作為猜謎屋小遊戲的主辦者出場。
賈斯柏
- 登場作品：《閃1》；《閃2》
- 平民學生1年IV班，游泳社。

出生西部海都城市，總是精神抖擻，因崇拜社長而進入游泳社的男學生。
《閃2》最終接下游泳社長。
《閃4》在海運局工作，在艾德兒的聯絡下，於皇家方舟號協助帝國東部擾敵作戰。
艾倫
- 登場作品：《閃1》S1；《閃2》；《閃3》；《閃4》；《創》
- 聲優：前野智昭
- 平民學生1年IV班，擊劍社。

個性固執好強的男學生，每日不間斷的精進著劍術。
與1年II班的布萊希特是在主日學校認識的青梅竹馬，但因為貴族平民的身分差距與自卑問題而主動疏遠。直到黎恩接受布萊希特的委託從中調解，讓兩人的關係回歸以往，感情更在日後的學校生活中逐漸升溫。
《閃2》中因內戰而與布萊希特分離，但在最後重逢後確認彼此感情，正式成為情侶。
《閃3》中加入第四機甲師團，已經與布萊希特訂婚。
《閃4》中向布萊希特提出在戰爭結束後正式結婚，但在詛咒的影響下性情大變，讓布萊希特非常擔心。在幻想要塞出現後甚至偏執的想駕駛魔煌機兵開赴克洛斯貝爾最前線，所幸黎恩與派崔克還有其他托爾茲校友在事態無法挽回前一起將其打醒。
琳黛
- 登場作品：《閃》
- 聲優：竹達彩奈
- 平民學生1年IV班，美術社。

個性稍微懦弱怕生的女學生，擅長寫實畫，有位雙胞胎妹妹薇薇。
《閃2》學期結束前接下美術社長。
《閃3》中被成为聖烏爾斯拉醫科大學的研修生，後來到托爾茲第二分校實習。
《閃4》在艦上擔任醫療後勤，與蓋烏斯似乎有些微妙的關係。
薇薇
- 登場作品：《閃》
- 聲優：相澤舞
- 平民學生1年IV班，園藝社。

喜歡惡作劇的女學生，與怯生生的雙胞胎姊姊琳黛完全不同，每天都在尋找新奇有趣的事物，常常會講出令人害羞的話語。
《閃1》在學時期以冒充姐姐琳黛為樂，還做出讓黎恩去買花給琳黛顯些造成告白事件，但迅速被琳黛揭穿。
《閃2》學期結束前接下園藝社長。本想讓琳黛冒充成她出席園藝社社團課程，但馬上被愛黛爾社長揭穿。
《閃3》中成為記者，在帝國時報工作。
《閃4》中，在艦上進行報導工作，另外也發現琳黛與蓋烏斯的微妙關係。
科蕾特
- 登場作品：《閃1》；《閃2》；《閃4》
- 平民學生1年IV班，沒有加入社團。

喜歡購物的女學生，經常出現在商店街中。
《閃4》在公都巴利亞哈特經營服飾店，並廣受年輕族群喜愛。
雷克斯
- 登場作品：《閃1》；《閃2》；《閃4》
- 聲優：柿原徹也
- 平民學生1年V班，攝影社的男學生。

有著狗仔的性格，隨身攜帶著導力照相機尋找可愛的女孩子拍攝。
《閃3》中成為戰地記者。
《閃4》在最終作戰中與孟亨進行通訊與聯絡的工作。
孟亨
- 登場作品：《閃》
- 平民學生1年V班，沒有加入社團的男學生。

容易被人忽略，是廣播主持人蜜絲緹的粉絲。
《閃3》时期在設在利弗斯的托利斯塔放送局分局工作。
《閃4》在艦上進行與雷克斯通訊與聯絡的工作。
寶菈
- 登場作品：《閃1》；《閃2》
- 平民學生1年V班，馬術社。

個性活潑的女學生，但十分正直，就算是貴族也毫不退讓。
《閃2》被任命為新任的馬術社長。
《閃4》在軍中擔任馬術訓練師，在艾德兒的聯絡下，於皇家方舟號協助帝國東部擾敵作戰。
貝琪
- 登場作品：《閃》
- 聲優：金元壽子
- 平民學生1年V班，沒有加入社團。

有著商人氣質的女學生，將賺錢擺在行動的優先目標。把1年III班的商人子弟雨果看做對手。
《閃2》隨著內戰結束後，與雨果似乎有些微妙的關係。
《閃3》中為了學習經營自己的商會在各國修行，曾在克州和黎恩相遇，之後來到托爾茲第二分校。
《閃4》在艦上利用商會網路提供物資支援。
蘿西努
- 平民學生1年V班，沒有加入社團。

為學院及每個人默默奉獻自我的女學生，擅長打掃。
在七曜教會幫忙，很受市民歡迎。
其真實身分請參考蘿西努條目。

### 托爾茲軍官學院第二分校

#### 特務科「VII班」
黎恩·舒華澤
詳細請參考黎恩·舒華澤條目。
特務科教官。
庫爾特·范德爾（Kurt Vander）
- 登場作品：《閃3》P；《閃4》P；《創》P
- 聲優：江口拓也
- 在范德爾家族有著一頭少見的青灰色的髮色，17歲，武器為雙劍，西洋棋社。

本來對未來作為范德爾家族的一員擔負起守護皇族成員的使命充滿鬥志；然而在內戰結束後，家族卻在奧斯本的政策下被解除了守護皇族的職權。赫然失去了自己的人生目標，失望不已的他原本打算放棄進入托爾茲軍官學院就讀，最後在同父異母兄長穆拉的勸說下，迷茫地進入了甫成立的第二分校。
《閃3》在與特務科VII班相處成長的過程中以及黎恩的指導下，漸漸放開了當時未能守護皇族職責的缺憾，在最終戰與黎恩及VII班一同挑戰遭詛咒的地之聖獸並救回亞爾緹娜，但對而後完全魔化暴走的黎恩只能在一旁束手無策。
《閃4》與新舊VII班的同伴在失去黎恩的狀態下努力著，奪回黎恩後並打敗了賽德利克，最後與新舊VII班等人共同出現在奧利維爾的婚禮的大合照中。
《創》在女學院昏睡事件時，男扮女裝潛入搜查，但本人很不情願被評價為擁有比女生還漂亮的容貌。在隨著黎恩等人歸鄉時，接受了父親毫不留情面的試煉，並與新七班等人一同克服；結局與新舊七班一同參加了克洛斯貝爾再次獨立的儀式，見證克洛斯貝爾的光復。
悠娜·克勞福（Juna Crawford）
- 登場作品：《閃3》P；《閃4》P；《創》P
- 聲優：東山奈央
- 舊克洛斯貝爾出身的少女，17歲，武器為旋棍槍，網球社。

因懂憬著解決了諸多重大事件的克洛斯貝爾警察局「特務支援課」而就讀警察學校；但隨著家鄉被帝國閃電攻佔進而遭到併吞，成為優秀警官的夢想也化作了泡影。而後她接受了克蕾雅的意見，為了確認埃雷波尼亞帝國到底是不是真正的「侵略國家」，以克洛斯貝爾州市民的身份入學第二分校。她未入學前的劇情在PS4版本的《碧》中有加筆描述，是在警察學校新生中唯一個以進入特務支援課為志願的人。
《閃3》中非常崇敬羅伊德以及特務支援課的眾人，對他們的各項事蹟如數家珍，而且即便是面對年紀小於自己的緹歐也敬稱為前輩。在克洛斯貝爾遭結社襲擊時，意外得知了克州總督盧法斯正設圈套迫害特務支援課等人而崩潰，隨後在新VII班眾人的鼓勵下振作。在最終戰與黎恩及VII班一同挑戰遭詛咒的地之聖獸並救回亞爾緹娜，但對而後完全魔化暴走的黎恩，無論呼喊多少次都無法將其心志喚回。
《閃4》與新舊VII班的同伴在失去黎恩的狀態下努力著，並多次做為發聲鼓勵眾人的人，最後協助阻止了帝國宰相對世界宣戰的計畫，與新舊VII班等人共同出現在奧利維爾的婚禮的大合照中。
《創》駕駛機甲兵協助特務支援課的前輩們攻入蘭花塔，在打倒衛士隊後暫時返回帝國繼續完成學業；在隨著黎恩等人歸鄉時，與新七班一同接受雷神與克蕾雅的試煉，開始調查皇子夫婦的失蹤案；結局與新舊七班一同參加了克洛斯貝爾再次獨立的儀式，見證克洛斯貝爾的光復。
亞爾緹娜·奧萊恩（Altina Orion）
- 登場作品：《閃2》B；《閃NW》；《閃3》P；《閃4》P；《創》P；《界》P
- 聲優：種田梨沙(閃2)→水瀨祈(閃NW、閃3開始)
- 代號為「黑兔」的謎之少女。

與帝國軍情報局的少女米莉亞姆有著相同的姓氏，操作著黑色傀儡「光劍(クラウ=ソラス)」在內戰中協助貴族派，但兩者間的詳細關係仍不明。《閃3》時14歲。
《閃2》多次協助貴族軍阻擾VII班等人的行動，曾對黎恩說明自己來自於黑色工房，與米莉亞姆的用途不同等奇妙的話語。在帝都異變的最後揭露了她真正的任務是協助盧法斯，逮捕了凱恩公爵。在克洛斯貝爾被佔領後，一度與黎恩搭檔執行任務。故事的最後似乎進入了帝國軍情報局與米莉亞姆及克蕾雅一起行動。
《閃3》內戰結束後，在監視黎恩的同時，也作為黎恩的同伴支援著他。在黎恩接受教官任命之時，也作為學生被派遣到第二分校。其身分是黑之工房為了鑄造成終末之劍而開發的人造人OZ74，在與VII班相處後逐漸有了情感，但隨後失去意識被擄走，原計畫是塞德利克將她殺害鑄造為終末之劍，但在黎恩以及VII班同學的呼喊下短暫恢復了意識逃離，在目睹米莉亞姆的犧牲後又再次昏迷。
《閃4》與新舊VII班的同伴在失去黎恩的狀態下努力著，曾經因為失去黎恩而失落，後在新舊VII班的安慰下再次振作。奪回黎恩後並與米莉亞姆重逢，最後與新舊VII班等人共同出現在奧利維爾的婚禮的大合照中。
《創》陪伴著黎恩一同度過大小案件，結局與新舊七班一同參加了克洛斯貝爾再次獨立的儀式，見證克洛斯貝爾的光復。
《界》作为爱普斯泰恩财团的代表，联系各方人士协助夺回被结社窃取的《童话庭园》所改造而成的《黑色庭园》。
亞修·卡拜德（Ash Carbide）
- 登場作品：《閃NW》；《閃3》P；《閃4》P；《創》P
- 聲優：前野智昭
- 成長於帝國西部有複雜身世的不良少年，17歳，武器為變形斧。

被雷克多推薦而進入第二分校，進入戰術科VIII班。對黎恩抱有針對心態不斷挑釁，有著狡猾刁鑽的戰鬥風格。意外的喜愛看書，在第二分校加入的是文藝社。
因想要知曉當年家破人亡的真相，而與雷克多達成協議，擔任在第二分校給於他情報的角色。左眼會偶發性的產生莫名的疼痛，而有摀住左半邊臉部忍受痛苦的場面。
《閃3》在夏至祭尾聲，以暗中藏起來共和國的槍械直指宰相和皇帝，透露其身分為哈梅爾的遺孤之一，表達他憎恨一切，無論是哈梅爾事件的主謀人，還是抹殺了哈梅爾存在掩埋真相的宰相，亦或是利貝爾的女王和埃雷波尼亞的皇帝。隨後左眼散發出了不明光茫，見到這個景象的尤肯特三世說這是帝國詛咒的具現化，而後使用共和國的槍械槍擊尤肯特三世，在力量失控之後陷入昏迷。最終戰時黑之艾貝利希闡明這個詛咒無關任何人，而是從14年前他遭遇哈梅爾事件時就被詛咒所選上，是他命中注定的結果，這詛咒或許連女神都無法解除。
《閃4》逃離了貴族軍的控制後，回到了哈梅爾並巧遇新VII班的夥伴，在眾人的說服下放棄自怨自艾，奪回黎恩後並與同為遺孤的約書亞交流，最後與新舊VII班成員一起及時阻止了帝國宰相發動的世界大戰。與新舊VII班等人共同出現在奧利維爾的婚禮的大合照中。
《創》在隨著黎恩等人歸鄉時，與新七班一同接受雷神與克蕾雅的試煉，開始調查皇子夫婦的失蹤案；結局與新舊七班一同參加了克洛斯貝爾再次獨立的儀式，見證克洛斯貝爾的光復。
妙婕·伊格瑞（Musse Egret）
- 登場作品：《閃NW》；《閃3》P；《閃4》P；《創》P
- 聲優：小清水亞美
- 西部名門伊格瑞特伯爵家出身，嚮往成為軍人的貴族少女，16歳 ，武器為魔導騎槍。

從聖亞斯特萊亞女學院輟學後，進入了第二分校主計科IX班。雖然舉止優雅成績優秀，但有著小惡魔一般的性格，因為對黎恩有興趣而不斷挑逗他。
有著優秀的計算能力，能如同棋手預測棋局走勢般，依據已知訊息來預測未來可能發生的事。小時候就從各項因素判斷貴族派無法壓制改革派的崛起，再考量到凱恩公爵的本質，預判他總有一天會為武力壓制改革派而掀起帝國內戰，及最後失敗的下場。
《閃3》展示了其真實身分是凱恩公爵已死兄長的女兒米蒂娜·優潔利斯·德·凱恩，也是過去獅子戰役中的第四皇子「偽帝」歐特魯斯·萊澤·亞諾爾的後代。在雙親意外死亡後 ，當家繼承者改為叔父柯羅瓦爾，而自己則被迫遠離帝都，入讀聖亞斯特萊亞女學院後也處於半監禁狀態。在凱恩公爵因內戰入獄的現今繼承了他的爵位，曾向薇塔習得類似魔女體系的法術。在最終戰與黎恩及VII班一同挑戰遭詛咒的地之聖獸並救回亞爾緹娜。分校長奧蕾莉亞稱她為殿下，並已經預計到《閃3》時的發展，似乎暗中另有計畫，薇塔評價說現在只剩下她一人還有點希望能夠率眾對抗宰相的勢力。
《閃4》發表「千之陽炎」計畫，希望即使付出相當的人命犧牲仍要阻止宰相造成世界毀滅，並促成各國首腦會談，但在新VII班的人的說服下放棄犧牲自己的想法，最後與新舊VII班成員一起及時阻止了帝國宰相發動的世界大戰。與新舊VII班等人共同出現在奧利維爾的婚禮的大合照中。
《創》在隨著黎恩等人歸鄉時，與新七班一同接受雷神與克蕾雅的試煉，開始調查皇子夫婦的失蹤案；結局與新舊七班一同參加了克洛斯貝爾再次獨立的儀式，見證克洛斯貝爾的光復。

#### 教職員
奧蕾莉亞・勒瑰恩
詳細請參考奧蕾莉亞・勒瑰恩條目。
第二分校的校長。
蘭道夫·奧蘭多
詳細請參考蘭迪·奧蘭多條目。
戰術科教官。
托娃·赫歇爾
詳細請參考托娃·赫歇爾條目。
主計科教官。
米海爾·厄文（Michael Irving）
- 登場作品：《閃3》；《閃4》B
- 聲優：杉田智和
- 鐵道憲兵隊所屬少校，轉調往第二軍官學院赴任主任教官，28歲。

鐵道憲兵隊菁英，擁有「不撓」稱號，內戰時與皇子曾同一陣線過；與克蕾雅同期，抱有競爭心態的同時又特別注意她。
除了主任教官外，還有一重身份是作為被帝國政府視為高度潛在威脅的奧蕾莉亞的職場監視者，一開始對校務抱持公事公辦態度，基本把分校生當作政府授意去對抗檯面下暗中行動的獵兵團及結社的馬前卒，但之後也逐漸與分校師生培養出了感情。
《閃3》在與克蕾雅的密談中，意外得知他們是堂兄妹的關係，原姓利維特，但自從得知父親設局殺害了克蕾雅一家，便不齒他的作為改從母姓，對克蕾雅抱有愧疚又希望她早日忘記過往的複雜心情。
《閃4》因軍人的身分一度受到徵召回到本校，在任務中追捕新舊VII班，但在奧利維爾證實未死後，便登上了卡雷賈斯II在各國首腦會議時前往救援。最後於米修拉姆樂園與托瓦爾一同喝酒。
格哈德·施密特（Gerhard Schmitt）
- 登場作品：《閃2》；《閃3》；《閃4》；《創》；《界》
- 聲優：大塚芳忠（《閃2》至《創》）；喜屋武和輝（《界》）
- 通稱G·施密特博士，導力器發明者愛普斯泰恩博士的三大嫡傳弟子之一。

盧雷工科大學的校長，也是一位機械工學界的權威和對兵器研究造詣很深的發明家。七耀曆1158年同萊恩福爾特工房（現萊恩福爾特社前身）共同開發了軌道導力驅動車的原型；之後萊恩福爾特社受帝國政府委託接單，由其設計了加雷利亞要塞的兩門列車炮。
雖然他的發明很多都被用於帝國政府的戰爭與兵器需求上，但其本人發明時的動機僅僅是為了滿足自己創造研究的發明慾望，而從不會考慮自己的發明最終的用途和使用後可能帶來的後果，並且往往在一項研究結束之後就立刻對之失去興趣，因此也可以說是一個性格怪異的天才老人。
是喬治和馬卡洛夫教官在盧雷工科大學研修時的導師，雖然十分賞識二人，但由於他們最終都幾乎無法忍受他的性格而選擇了獨立研究，對此施密特博士表面上雖然倔強放任而其實卻是無可奈何，因此心中頗有抱怨。
《閃2》在埃雷波尼亞帝國內戰期間，為貴族聯盟軍仿照蒼之騎神結構設計出了機甲兵并得以量產，同時還設計有諸如影響導力通訊的裝置等。在解放盧雷后，由喬治向其發出委託，幫助黎恩使用塞姆利亞石結晶製作了極度契合灰之騎神的大型太刀武器。
《閃3》做為第二分校的顧問，使用各設施與學生研究新的導力技術；將緹妲視為接棒喬治的弟子，同時因為高超的能力也被帝國監視著。在機甲兵只負責了研究與開發部分，表示發明機甲兵的人並不是他，而是他當年死去的弟子，亞莉莎的父親所遺留下來的手稿。
《閃4》離開分校後為了研究目的加入政府陣營協助相剋，同時也協助建造卡雷賈斯Ⅱ。
《黎》由漢彌爾頓博士的對話中揭露其全名為格哈德·施密特。

#### 學生

##### 戰術科（Ⅷ班）
亞修·卡拜德
詳細請參考亞修·卡拜德條目。
戰術科學生，後轉至特務科。
潔西卡·舒萊登（Jessica Schleiden）
- 登場作品：《閃3》S1；《閃4》S1
- 聲優：竹達彩奈
- 出身諾帝亞州的貴族少女，武器為槍。

非常信賴自身舒萊登流槍術的貴族子女，雖然班級不同但是跟悠娜以及露伊潔關係很好，都是網球社的一員。
《閃4》與維因潛伏在利弗斯。後來與維因在卡雷賈斯一起挑戰勞拉跟杜巴莉，證明自己的武術。
蕾歐諾拉
- 聲優：白石涼子
- 登場作品：《閃3》；《閃4》
- 出身拉瑪爾州的平民，武器為突擊步槍，前銀鯨船團成員。

大姊頭一般的性格，擅長照顧別人，因為是游泳社的一員與亞爾緹娜關係很好。
《閃4》擔任新卡雷賈斯的副掌舵手。
瑪雅
- 登場作品：《閃3》；《閃4》
- 聲優：後藤沙緒裡
- 出身拉瑪爾州，武器為狙擊槍，茶道社。

有禮貌且對訓練認真拘謹的短髮女孩，厲害的狙擊手，因為已逝的母親是東方人，因此熟悉東方文化。
《閃4》幫助悠娜一行人收集情報。在一次支線中，透過黎恩的幫助，與父女感情矛盾的父親，前帝國軍優秀狙擊兵喬瑟夫用一場狙擊競賽解開心結。
維因
- 登場作品：《閃3》；《閃4》S1
- 出身帝都，軍人家庭，有一妹妹在聖亞斯特萊亞女學院就讀，武器為軍刀。

游泳社的一員。
《閃4》與潔西卡潛伏在利弗斯。後來與潔西卡在卡雷賈斯一起挑戰勞拉跟杜巴莉，證明自己的武術。
席德尼
- 登場作品：《閃3》；《閃4》
- 出身帝國，喜歡跟女孩子搭訕但成功率很低，時常庫爾特的俊俏外貌表示羨慕，武器為狙擊槍。雖然性格迥異，卻是第二分校中狙擊手腕能跟瑪雅媲美的少數人之一。

西洋棋社的一員。
《閃4》中逃到叔叔的餐館避難，並幫助悠娜一行人收集情報。喜歡著總校的艾妲。
弗雷迪
- 登場作品：《閃3》；《閃4》；《創》
- 出身沙薩蘭特州，武器為三叉戟。

料理研究會的一員，時常嘗試詭異的料理令眾人卻步。
《閃4》中在釣公師團幫忙，並在遇到悠娜等人後提供支援。
古斯塔夫
- 登場作品：《閃3》；《閃4》
- 出身亞拉貢礦山鎮，拜敏特為師，武器為大型反坦克炮

雖然沉默寡言但性格溫厚理智，被周遭的人所信賴著，加入輕音社。
《閃4》先回到故鄉的礦坑，在遇到悠娜一行人後提供終端維修後援。

##### 主計科（Ⅸ班）
妙婕·伊格瑞
詳細請參考妙婕·伊格瑞條目。
主計科學生，後轉至特務科。
緹妲·拉賽爾
詳細請參考緹妲·拉賽爾條目。
主計科學生
露伊潔
- 登場作品：《閃3》；《閃4》
- 聲優：相澤舞

雷米菲利亞出身，武器為導力槍。
有著穩重語調的眼鏡娘，對通訊機器有豐富知識，網球社的一員。
《閃4》逃到了克洛斯貝爾，住進了悠娜的老家，幫忙照顧悠娜的弟弟妹妹。與悠娜等人見面後繼續支援七班。父親是在雷米菲利亞新創公司擔任工程師。
塔琪安娜
- 登場作品：《閃3》；《閃4》
- 聲優：尤加奈
- 克魯琴州出身，與瑪格麗特家族世交，武器為魔導杖。

文藝社的一員，對於加入社內的亞修有些害怕。
《閃4》十分擔心喪志的亞修，似乎產生了情愫，而在最終戰前夕成功邀請亞修一同遊玩米修拉姆的鬼屋射擊，跨出一大步，但卻未料到自己如此懼怕鬼屋。
桑蒂
- 登場作品：《閃3》；《閃4》
- 聲優：小岩井小鳥
- 帝國邊境亞爾斯塔出身，武器為導力槍。

料理研究會的一員。
《閃4》在新卡雷斯賈協助作戰。另一個身分為奧利巴特皇子的表妹。
瓦萊麗
- 登場作品：《閃3》；《閃4》
- 聲優：伊藤加奈惠
- 諾森比亞出身，前公國貴族，武器為導力槍。

輕音社的一員。
《閃4》原先潛伏在烏爾拉斯醫院擔任護理師，之後登上新卡雷斯賈協助作戰。
凱利
- 登場作品：《閃3》；《閃4》
- 拉瑪爾州出身，武器為魔導杖。

在男爵世家中追求像帝國男兒一般的英武形象，但因長相可愛難以達成，茶道部的一員。
《閃4》在教會學習草藥相關知識，後登上新卡雷斯賈協助作戰。
史塔克
- 登場作品：《閃3》；《閃4》
- 茱萊特區出身，武器為導力槍。

游泳社的一員，小時後認識克洛。
《閃4》在新卡雷斯賈協助作戰，並在決戰前提出挑出克洛紙牌遊戲完成心願。
帕布羅
- 登場作品：《閃3》；《閃4》
- 克魯琴州出身，武器為導力槍。

老家是導力工房，跟博士、緹妲、敏特都有所交流，輕音社的一員。
《閃4》在新卡雷斯賈協助作戰並擔任機關士。

### 皇族
奧利巴特·萊澤·亞諾爾（Olivert Reise Arnor）
- 化名：奧利維爾·朗海姆（Olivier Lenheim）
- 登場作品：《FC》S1→P；《SC》P；《3rd》P；《閃1》；《碧》；《閃2》；《閃3》S1；《閃4》S3；《創》S1；《黎1》
- 聲優：子安武人（日）；Travis Willingham（英）
- 埃雷波尼亞帝國的皇子，人稱「放蕩皇子」，由於其庶出的缘故而自行放棄了皇位繼承權。七耀曆1177年4月1日生，《空》登場時25歲，《閃1》登場時27歲。

外表俊美風雅，留著金色長髮的美男子。擅長使用導力槍與導力魔法攻擊。精通各種各樣的樂器，平時在外最常使用魯特琴，即興的鋼琴的演奏也讓人所稱讚。但個性非常輕浮且放蕩不羈，時常做出一堆常人無法理解的言行，屢次使周圍的人無言以對。曾自稱為美食家，卻在柏斯喝了價值50萬米拉，梅貝爾市長準備贈送給女王的葡萄酒「格蘭·夏利拿」後，因付不出錢而被抓進監獄。
與輕浮的外表不同，其實是個心思縝密的人。巧妙的以奧利維爾的化名隱藏了自己的身分。擁有某種於帝國出土，可以將導力通信內容暗號化且不能被任何現代導力科技解碼的便攜通信型古代遺物，似乎已獲得教會批准。在故事中他也幾乎隱瞞了這件事。
《FC》化名奧利維爾·朗海姆來到利貝爾，自稱為「為了尋求愛而旅行的絕世天才流浪演奏家」。曾被暗中懷疑是帝國的諜報員，實際上是為了接觸卡西烏斯而來。在協助眾人解決利貝爾情報部政變事件後即返回帝國。
《SC》在帝國以浮游都市 - 利貝爾方舟為藉口，打算藉此大舉入侵之際，在眾人面前以帝國王子的身分出現，演出了一場調停的戲碼。隨後協助艾絲蒂爾等人解決了利貝爾異變事件。事件結束後準備返回帝國時，見到了突然前來利貝爾訪問的帝國鐵血宰相吉利亞斯·奧斯本。鐵血宰相在利貝爾王宮的密談之中對他提出了結盟邀請，不過在許多的事件研判了宰相與噬身之蛇有某種程度的合作，以「所作所為太不符合美學（彼のやり方が美しくないから）」當面拒絕並正式宣戰。正積極於政治界和社交圈等各種各樣的地方露面，增加聲望與人脈，取得與宰相對抗的力量。
《3rd》在帝國邊境視察時被神秘的光團所包圍，而被捲入影之國事件。似乎對雪拉紮德提出了某項邀請，不過還沒有得到回應。
《閃1》原為梵戴克學院長的學生，現擔任士官學院的理事長，與VII班的成立有關。希望出身各自不同的VII班，能在帝國各地的實習與學習過程中，成為跨越帝國階級對立障礙的那道光。也主導了高速巡洋艦「卡雷賈斯」的建造。希望成立第三股中立勢力，牽制國內兩派的對立與阻止宰相的野心。
《碧》與鐵血宰相一同代表帝國出席了克洛斯貝爾西塞姆利亞通商會議，再度化名奧利維爾在市內遊歷，只是被接到尋人委託的特務支援課眾人抓了回來。隨後在埃爾賽尤號上的密談中向羅伊德等人展現了真實身分，達成情報交換與合作共識。希望走出有別於貴族派以及革新派的對立，而是融合兩方的第三條道路。
《閃2》在VII班陷入危機時多次搭救，將卡雷賈斯交與托娃後，便與光之劍匠一同前往戰況緊張的帝國西部秘密行動。在帝都異變之際與托瓦爾聯手阻擋了怪盜及杜巴莉，幫助VII班等人繼續前進。
《閃3》內戰終結後，無法再抵抗宰相推動侵略領土的政策，親信范德爾家族也被解除保護皇族的職務，權限弱化的他提倡設立托爾茲第二分校。為了對抗鐵血宰相，指示在帝國內外培養的人脈開始運作，自己也從帝國內部展開行動。劇情中揭露其童年是與母親在其故鄉，邊境鄉村阿爾斯塔度過，但之後母親不幸在一起大貴族為與王室聯姻而僱用獵兵團的襲擊事件中喪命，失去摯愛的尤肯特三世將他接回宮內。在最終戰時所搭乘的卡雷賈斯於帝都上空被艾爾貝里希引爆，全艦人員當場罹難，在爆炸前輕輕的呼喊雪拉紮德的名字。
《閃4》中期揭露原來在喬治留下的一手「賭命保險」以及怪盜布盧布蘭的救援下幸運逃過一死，但失去了左眼，而後於檯面下秘密行動，以自身人脈召集各國菁英組成「光之翼」陣線。利用《空》結社遺留在利貝爾的秘密研究所極機密的製造了卡雷賈斯II，並在結社襲擊各國聯合會議時華麗登場救援，化解了起義軍被迫執行自殺戰術的危機，隨後並發表了「閃翼作戰」計畫力求在內以少數兵力擊倒宰相，在外以少數兵力牽制敵人。開戰前夜向雪拉求婚，並於最終戰之後成功獲取了她的芳心，在結局舉辦了婚宴並廣邀由《空》《零》《碧》《閃》中有過淵源的人們參與。
《黎1》與雪拉在奧雷德自治州與公太子會面。
是在至《黎》為止的軌跡系列中，以明確形象出場次數最多的角色。
在Play Station舉辦的軌跡系列人氣角色票選中，拿下第5名。
尤肯特三世
- 全名：尤肯特·萊澤·亞諾爾
- 登場作品：《閃》
- 聲優：諏訪部順一（《閃3》以後）
- 現任埃雷波尼亞帝國皇帝。

《閃1、2》雖為皇帝但仍無力調解國內貴族派與革新派之間的矛盾，期待奧利巴特在現今政治形勢下的表現。
《閃3》於密談中告知了黎恩自己當年與奧利維爾的母親相戀，卻因為身分不同而遭到反對，最後更被極欲強行聯姻的貴族，雇傭獵兵團殺害了奧利維爾的母親的悲痛過往。認為在失去摯愛這點與奧斯本宰相有著共通點。因為透過皇室代代相傳的原版「黑色史書」了解帝國身受的無解詛咒，而放手讓宰相執行一切相關計畫，在夏至祭上遭亞修槍擊性命垂危，宰相與塞德利克皇子以其為藉口，向共和國開戰。
《閃4》大難不死並在聖烏爾斯拉醫科大學接受療養，對於槍擊自己的亞修並無怨恨，並將所了解到的詛咒相關情報交給了新VII班成員，希望新一代的他們可以擊退詛咒。在醫院全體努力下撐過了危險的開心手術後終於康復。最後出席奧利維爾的婚禮。
《創》劇情未出場，但透過其他角色對話可研判其已經把帝國未來交託給新世代，過起半隱居的生活。
普莉希菈皇妃
- 登場作品：《閃》
- 聲優：ゆかな（《閃3》以後）
- 現任埃雷波尼亞帝國皇帝的配偶，原為低階貴族出身的尤肯特三世侍女，在奧利巴特母親不幸遇害後，皇帝為了杜絕此類事件的發生而娶她為妃。對於尤肯特至今仍掛念著奧利巴特的生母一事很能諒解，也對奧利巴特視如己出。

為艾爾芬與塞德利克的母親。在夏至祭中因尤肯特三世遭槍擊的場面而失去意識。
《閃4》一度遭到帝國政府軟性限制行動，經由新舊VII班的努力獲得解放後，多次往返克洛斯貝爾探望照顧重傷的皇帝。言行中展現了帝國王妃的堅強。手術成功後，尤肯特也由衷對她這些年的付出表達了感謝。在真結局中夫妻一起出席了奧利維爾的婚禮。
艾爾芬·萊澤·亞諾爾（Alfin Reise Arnor）
- 登場作品：《閃1》；《閃2》S1；《閃NW》；《閃3》S3；《閃4》S3》；《創》S1
- 聲優：佐藤聰美
- 帝國皇女，15歲。賽德利克皇太子的雙胞胎姊姊。

留著一頭波浪長金髮的少女，容貌宛如天使般可愛而在帝國聞名，與弟弟塞德利克一同被稱作帝國的至寶，受到帝國臣民的歡迎。與 愛麗榭一同就讀於聖亞斯特萊亞女學院，兩人互為好友。
性格稍微有些任性愛惡作劇的感覺，也有偶爾大膽發言使周圍大吃一驚的時候。覺得溫柔軟弱的弟弟不太可靠，像個姊姊般予以支持。與同父異母的哥哥奧利維爾很合得來，兩人感情不錯，有時也會擔當哥哥言行過當時的煞車。
因為時常聽到愛麗榭訴說有關其兄黎恩的事而感到興趣；在有機會見面後發覺黎恩比自己想像中更好，除了希望能和愛麗榭一樣也稱呼黎恩為哥哥外，甚至提出了宴會舞伴的邀請，但多少有一點捉弄好友愛麗榭的成分在。
《閃1》在帝都事件時與 愛麗榭一同為帝國解放戰線的G所脅持，而後被VII班救出。昏迷醒來後發現自己被黎恩抱在懷中而有些許慌張害羞，但第一時間仍關心著好友愛麗榭的安危。
《閃2》在內戰爆發後在托瓦爾的幫助下與愛麗榭一同逃離帝都前往悠米爾，旅途中學會了ARCUS的使用方法並展現了過人的導力魔法天份。曾一度被脅持至貴族聯軍的戰艦帕坦古艾，但之後受到黎恩的撘救成功逃脫，隨後常駐於卡雷賈斯，以皇族之名維護VII班行動的正當性。內戰結束後重返女學院就讀。
《閃3》與愛麗榭一同升上高年級，但隨著哥哥以及范德爾家被露骨的架空以及塞德利克的驟變，這一切開始讓她感到不安。最後親眼目睹父親遭槍擊以及奧利維爾所搭乘的卡雷賈斯在帝都上空爆炸而昏厥。
《閃4》時與緹妲一同被軟禁,隨後被VII班一行人解救,並於「光之翼」計畫中於卡雷賈斯2號擔任導航員。最後出席奧利維爾的婚禮。
賽德利克·萊澤·亞諾爾（Cedric Reise Arnor）
- 登場作品：《閃1》；《閃2》；《閃3》；《閃4》B；《創》S1
- 聲優：相澤舞（閃1、2）→進藤尚美（閃3）
- 帝國皇子，15歲。艾爾芬皇女的雙胞胎弟弟。

面容與姊姊相似的可愛男孩，對於國內的政治與情勢非常有興趣，仰慕著皇兄奧利巴特與鐵血宰相奧斯本這兩者他認為是未來帝國支柱的人。
《閃2》為凱恩公爵所挾持，在劇情終盤被迫成為喚醒緋之騎神的啟動者而險些失去性命，最後被VII班等人救出。
《閃3》在內戰過後開始療養，但恢復進度不佳因此取消預定的軍校入學；然而在第二年的軍校本校開學典禮上卻彷彿變了個人一般，以自信滿滿的姿態出現。帶領著托爾茲本校精英多次與分校師生進行較勁。暗地裡為了追求強大與宰相合作，成為了「鐵血之子」的新的一員，同意了犧牲父親以及炸死皇兄的計畫。原來的巨碩黃昏計畫是由他駕駛緋之騎神殺害亞爾緹娜，使她化成終末之劍，讓地之聖獸身上的詛咒擴散至全世界，但為黎恩等人阻止，其後乘上了緋之騎神，讚嘆與享受其力量的強大。
《閃4》作為敵役多次阻擋在新舊VII班面前，身旁並有著將他看作弟弟的謝莉護衛，但是在受挫時往往暴露出其心態的不成熟。最終在第四相剋戰前擺脫了詛咒的影響恢復心性，表示自己不甘只能旁觀哥哥或黎恩等人像英雄般的故事，成為緋騎的啟動者背後的原因其實是為了避免繼續被侵蝕最後衰弱而死。正式向新舊VII班等人做出挑戰。相克戰敗後失去了緋之騎神，被庫爾特訓斥而悔悟后認為自己不配再回到皇室作為帝國的繼承者，因此從遠方向哥哥及雙胞胎姊姊告別并與謝莉一同離開，之後決定加入結社。
《創》僅在夢幻迴廊的支線劇情中出現，認為無顏以皇太子身份面對帝國人民，以及庫爾特、姊姊與黎恩等人的賽德利克，由謝莉引路加入結社成為執行者候補，但加入初期因仍未捨棄皇族的自傲，於謝莉安排的魔鬼訓練路上屢屢受挫。但在真正可能喪命的一次極限生存訓練中終於體悟自己已經沒有任何可以依靠的後盾，捨棄無用的皇族自尊的他終於通過了謝莉給予的考驗，劇情末在遠方觀看著哥哥的婚禮暗自祝福他後而離開，在離開時使用的導力器也透露了賽德利克已成為了結社的「執行者」No.XIX。
德萊凱爾斯·萊澤·亞諾爾
- 别称《狮子心皇帝》，埃雷波尼亚帝国的中興之祖，同时是「灰之騎神」瓦利瑪的初代起动者。

本因為庶出的身分而受其他皇位繼承人的排擠，於是與母親離開帝都過著流浪生活，最後在諾爾德高原定居，憑藉著天生的氣度與當地人打成一片。本來希望就此悠然地度過一生，但從帝都而來的好友羅藍卻帶來帝國陷入內戰風暴的消息，無法對陷入戰爭煉獄的帝國百姓置之不理的他決意貫徹皇子的使命制止戰亂。而剛從諾爾德高原起兵時，追隨的他僅有羅藍與數名自願加入的諾爾德戰士，旗下兵力總計只有十七人。
以前曾经與《槍之聖女》在精靈洞窟里取得塞姆利亞石後，與許多戰友一同在帝都決戰緋紅魔王，後世稱作《狮子戰役》。
詳細請參考吉利亞斯·奧斯本條目。

### 政府
吉利亞斯·奧斯本（Giliath Osborne）
- 登場作品：《3rd》；《閃1》；《碧》；《閃2》；《閃NW》；《閃3》；《閃4》B；《創》
- 聲優：中田讓治
- 埃雷波尼亞政府代表，《閃1》53歲，有「鐵血宰相」之稱。

嶄露頭角前是軍人。在帝國內大量鋪設鐵路，以卓越的績效完成了許多改革。另外還兼併了許多位於帝國周邊的小國家和自治州以及剝奪帝國貴族們的權利。雖引起受害者的反彈，但卻得到了一般民眾壓倒性的支持。目前已掌握了帝國軍七成的兵力。
建立了情報局，也秘密的培養了直系部屬鐵血之子們做為一個政治強人，擁有極出眾的行動力和堅強的意志，冷靜縝密的計算局勢卻又能採取出乎他人意料之外的大膽行動。
自述將世上包括自己在內的一切都視為棋盤上的棋子，把人生視為一場驚心動魄的棋局。
《3rd》識破了奧利巴特皇子打算藉由解決利貝爾異變，凱旋歸國建立名聲的各項做法。特地在皇子將搭乘埃爾賽尤回帝都當天早上閃電來訪利貝爾，暗示著皇子的一舉一動均在他的掌握之中。接著在與皇子的密談中提出雙方合作，但遭到看穿其與「結社」有某種程度合作關係的皇子拒絕。
《閃1》以帝都為中心受到平民階層的狂熱支持，正盤算著與貴族「四大名門」間的全面對決。對軍官學院特科班「VII班」於帝國各地的特別實習感到興趣，安排了米莉亞姆進入學院編至VII班。在迪塔市長宣布了克洛斯貝爾獨立並凍結帝國在IBC的財產後，在帝都進行向克洛斯貝爾進攻的演講期間，遭到帝國解放戰線的「C」以大型狙擊槍貫穿左胸倒地。被認為當場死亡，貴族派聯軍也以此為信號發動閃電戰攻佔了帝都。
《碧》作為帝國代表與奧利巴特皇子前往克洛斯貝爾參加西塞姆利亞通商會議，與特務支援課眾人在協議前安排了一場會談。和共和國代表洛克史密斯大統領在通商會議上有志一同的進行瓜分克洛斯貝爾利益的合作。但發生了反帝國與反共和國武力集團攻擊後，迪塔市長宣布了克洛斯貝爾獨立。回到帝國後遭到槍擊暗殺傳言已死，此時與貴族派趁機展開全面內戰。在克洛斯貝爾迪塔大總統倒台後，藉由雷克多等親信的幫助以迅雷不及掩耳之勢一統帝國。據雷克多所說包含槍擊在內，局勢的走向全在他的預測之內。隨後揮軍侵占克洛斯貝爾，開始了長達兩年的殖民統治。
《閃2》在正傳末尾，眾人都以為他已死之際現身，奪取了結社幻焰計畫的成果，並揚言結社再插手帝國事務只有死路一條，安排了鐵血之子首領在貴族聯軍中緩慢的削弱貴族派的勢力，逮捕了發起內戰的凱恩公爵。以共和國有可能藉機侵略的危機感，統合帝國軍與貴族軍迅速結束內戰並佔領克洛斯貝爾。故事的最後向黎恩坦言自己是他的親生父親，但詳情並沒有進一步說明。
《閃3》與黑之工房合作「巨碩黃昏」，並與結社達成協議協助執行。當年在父母雙亡後被特奧的家庭收養，與特奧成為義兄弟，而後離開優米爾從軍成為准將。與妻子結婚後並生下黎恩，但因反對當時帝國主戰派將領侵略他國，不久後遭到獵兵團襲擊，妻子死亡且黎恩瀕死，因而自身的心臟移植給黎恩，將黎恩交與特奧扶養後，回到帝國軍迅速解決了百日戰役，因其功績成為第一位平民宰相。因其身為啟動者，獲得不死的能力，在最後駕駛「黑之騎神」伊修梅爾加掐住了灰騎的脖子，阻止黎恩的暴走，並對其宣言這就是一切的終結，世界將會被絕望染色。
《閃4》證實為大帝德萊凱爾斯的靈魂轉世，但在黑之騎神的詛咒下被糾纏至今，當年詛咒造成妻子死亡以及黎恩瀕死之際，將自身賣給了詛咒與黑之騎神，讓黎恩移植了自己的心臟保住性命，但同時也成為被詛咒操控的一員。在知曉一切事前的預防或反抗手段對於能夠強制「黑之史書」記載的有關「七之相剋」預言成真的元兇皆無作用的前提下，毅然走上超越常人所能想像的修羅道路。表面上以招致帝國貴族甚至全大陸仇恨的鐵血宰相身份對帝國軍政展開窮兵黷武的極權改革，為檯面下黑之騎神以完成相剋為最終目的的巨碩黃昏計畫鋪路，實則在暗中等待於相剋儀式的最後階段，唯一反噬黑之騎神的一絲可能性。在最終戰時有著兩種結局，一是被打敗後詛咒轉移至黎恩身上，而後造成黎恩自我犧牲死去。二是在因果改變且黎恩徹底解決詛咒之後，以精神體的方式出現與黎恩進行父子對話，在兩人彼此理解並告別後離開了人世。
「鐵血宰相」源自現實世界中的德意志帝國總理奧托·馮·俾斯麥的稱號。
卡爾·雷格尼茲（Regnitz, Governor of Heimdallr）
- 登場作品：《閃1》；《閃2》；《閃3》；《閃4》；《創》
- 聲優：馬場圭介
- 馬奇亞斯的父親，50歲。鐵血宰相的盟友。革新派的重要人物。

以非凡的才幹成為帝都廳的長官，同時負責帝都海姆達爾行政管理的首長。
是個給人良好印象且內在堅強的人物，成就許多大型企劃案而晉升為帝都高層。其高潔的人品也得到良好的評價且被任命為帝都首長。
是托爾茲軍官學院理事的其中一人，也與黎恩他們的實習有密切的關連。
《閃3》開始因為改革派過於強硬的作風開始與宰相勢力有所隔閡，《閃4》更因為反對總動員法被調離帝都，但仍積極利用職權暗中協助皇室成員及新舊VII班。結尾在宰相身亡後接替其成為帝國政府代表，努力為大戰進行善後工作。
達維爾·克萊納赫
- 登場作品：《空》
- 帝國駐利貝爾大使。

由於愛面子的個性，因此性格非常妄自尊大且頑固。與穆拉一樣對於奧利維爾那些奇特的行為而感到傷腦筋。由《3rd》時他對公開身份的奧利維爾誠惶誠恐的樣子看來，在此之前似乎並不知奧利維爾的真實身份。
《創》委託艾絲蒂爾與約書亞一同前往克洛斯貝爾建設帝國大使館，並接任駐克州的新任大使。

### 鐵血之子
雷克多·亞蘭德爾（Lecter Arandor）
- 登場作品：《3rd》；《Ⅶ》；《閃1》；《閃2》；《閃NW》；《閃3》S1→B；《閃4》B（S3）[18]；《創》S1
- 聲優：森田成一
- 帝國軍情報局上尉、帝國政府二等書記官，鐵血之子們中的一人，代號「稻草人（Scarecrow）」。《碧》23歲。

臉上總是保持笑容的紅髮青年，然而經常以出人意表的話語與行為，引起周遭人們的混亂；卻又意外的能一針見血的點出眾人無法看透的事物本質部分，讓人無法摸透他的真實意圖。
以各種身份從事著諜報活動，在利貝爾做為一般學生收集情報，在克洛斯貝爾以貴族子弟的身份掩飾密談等，為鐵血宰相與革新派做著各式工作。不過本人似乎與共和國的情報室長霧香私下有另外的計畫，也曾對鐵血宰相說過或許有一天無趣了就會背叛他也說不定。
實力與身手皆不凡，根據卡西烏斯與雪拉紮德的判斷，其步伐沒有透露過一絲破綻；在協助特務支援課收復蘭花塔的作戰中，同時使用了高等導力魔法與驚人劍技擊滅人偶兵。本人對此的回答是「曾經在深山跟神仙學過劍法」這種不知真假的話語。
《FC》前一年就讀於傑尼斯王立學院，是克蘿賽的學長，同時也是許多人眼中不務正業，整天製造麻煩的不良學生會長，但是校長卻意外的很信任他，並表示其實雷克多是在以自己能盡興的方式，稱職的擔任著會長職務。曾經多次提點了當時迷惘中的克蘿賽，但在克蘿賽當面感謝他之後不久，就毫無預警的提出退學申請離開了學園。
《SC》利貝爾異變發生時以帝國二等書記官身分前往帝國大使館上任。
《3rd》在利貝爾異變一個月後，陪同鐵血宰相來到利貝爾王城造訪，展露其真實身分為情報局上尉。克蘿賽私下與之對談，但仍摸不透他的真正心意，談話中透露來到王立學院就讀，也可能是為了在利貝爾王國建立帝國軍的情報網。另外，由他和宰相在飛行船甲板上的對話可以得知，他們都對結社「噬身之蛇」有一定的瞭解。
《零》以帝國貴族紈绔子弟的形象，與前往黑之拍賣會的特務支援課眾人相遇。實際上是接受了與哈爾特曼議長密談的任務。後幫助特務支援課逃亡，並在此時與共和國的情報機關室長霧香·樓蘭見面進行兩大國間的情報戰交涉。
《閃1》在諾爾德高原事件最後出現，與共和國進行停戰協商，並帶走了米莉亞姆，雙方似乎早有彼此認識。曾私下給與莎拉教官有關帝國解放戰線的情報，曾開玩笑的問她是否打算來為情報局工作。
《碧》與帝國雇傭的赤色星座一起在克洛斯貝爾行動，也出席了西塞姆利亞通商會議。是鐵血宰相自小培養的「鐵血之子們」派系出身。與共和國的情報機關室長霧香彼此似乎有私下的聯絡與計畫。克洛斯貝爾市遭庫羅伊斯家族控制後仍逗留著，似乎還有其他的目的，不過在特務支援課收復蘭花塔的作戰中也有出力幫忙，隨後便回到了帝國。
《閃2》在克洛斯貝爾的任務告終後，即回到了帝國提供VII班進攻帝都的情報，宰相現身之後與鐵血之子一同穩定帝國內部局勢。在帝國佔領克洛斯貝爾後，指派就任臨時武官的黎恩執行取得克州機密資料的任務。
《閃3》晉升為少校，作為帝國代表，多次現身於黎恩面前傳遞帝國命令。其父親為貴族准將魯道夫·亞蘭德爾，是百日戰爭以及哈梅爾悲劇的始作俑者，但他加入鐵血之子的用意仍未表明。最終戰時作為鐵血之子阻擋在黎恩等人面前。
《閃4》揭露了從小便有異於常人的預感，甚至也預知父親與哈梅爾的關聯性，但並未從中制止，事件後原本預感自己會因為父親的緣故遭到當局的「秘密處分」，卻出乎意料的被奧斯本招攬為鐵血之子，為了還宰相的恩情仍做為敵役阻擾新舊VII班，最終戰時為了贖罪打算自裁但被阻止，最後決定背負下協助重建大戰後帝國秩序的責任來悼念宰相。結局中與新舊VII班等人共同出席了奧利維爾的婚禮。
《創》在克洛斯貝爾自治州即將迎來正式的自治獨立之日時，提早進入克州低調處理檯面下的一切事務，好讓克州能風光地完成獨立典禮；克州獨立典禮被盧法斯大統領一鍋『端走』後，隱於克州東部鄉野等待時機，之後救援了在東部河流對岸、想用望眼鏡偵查市區卻反被大統領親衛隊包圍的羅伊德跟莉夏；隨後在阿爾摩利卡村對負傷後療養中的麥克道爾議長宣示，帝國對這次的襲擊事件完全是出乎意料之外，而自己也會對解放克州一事全力協助；之後在克州擔任連絡役，在東南西北不停奔走之下，各方有志之士齊聚克州，最後反攻日與其他的鐵血之子重逢，聯手打敗了盧法斯大統領，最後有幸地成為獨立典禮的觀眾，見證克州的獨立。
克蕾雅·利維特（Claire Rieveldt）
- 登場作品：《閃1》；《閃2》S1；《閃NW》；《閃3》S1→B；《閃4》B（S3）[22]；《創》S1
- 聲優：松來未佑（閃1、2）→小清水亞美（閃NW、閃3開始）
- 藍頭髮單邊馬尾的女性，所屬鐵路憲兵隊。24歲→25歲。武器為導力槍。

所屬帝國正規軍「鐵路憲兵隊」相當有才幹的女性軍官，也為直屬宰相的「鐵血之子們」其中一人。有著不像軍人的可愛容貌，但活用媲美導力計算機的指揮、處理能力，憑堅毅不搖的意志完美地達成所有作戰行動的女中豪傑。
因其姿態與能力被稱作「冰之少女(Ice Maiden)」，備受貴族派警戒。與VII班導師莎拉互為舊識，本人因為年齡關係對於被「冰之少女」會有不好意思一面，對於黎恩有超出姐姐的關心與情愫。
《閃1》的最後揭露了解放戰線首領「C」的真實身份，但被其逃脫了。
《閃2》暫時脫離鐵路憲兵隊幫助黎恩找回VII班的夥伴。
《閃3》幫助悠娜轉學進入第二分校，劇情中期向黎恩述說自己的悲痛過去，利維特家本是世代傳承的樂器製造商，但全家在一場「交通意外」中不幸喪生，之後她憑藉自身的天賦察覺該意外其實是叔父為了奪取經營權進行的謀殺，一度陷入絕望的她後來得到父親同窗鐵血宰相的幫助，收集證據成功讓叔父受到了應有的審判，但也因此遭到遺族的怨恨，家族分崩離析。在把公司交給元老職員們繼續經營後，克蕾雅便加入了鐵血之子向宰相報恩。黎恩與其死去的弟弟非常相似，在無法控制情感的狀況下輕輕吻了黎恩。最終戰時作為鐵血之子阻擋在黎恩等人面前，對趁隙脫離的黎恩背後做出挽留的動作。
《閃4》為了報答宰相的恩情作為敵役，但對於犧牲米莉亞姆仍多次感到心痛，於最終戰前一夜與黎恩偷偷相約見面並見到經由聖女幫助下重新出現的米莉亞姆，打開了一點心結但最終戰時為了贖罪打算自殺被阻止。最後決定背負下協助重建大戰後帝國秩序的責任來悼念宰相。與新舊VII班等人共同出現在奧利維爾的婚禮中。
《創》受帝國政府之託與雷神等人一同考驗VII班等人並希望其調查皇子夫婦失蹤事件，之後稻草人等人於克洛斯貝爾一同協助黎恩與羅伊德等人。
米莉亞姆·奧萊恩
詳細請參考米莉亞姆·奧萊恩條目。
盧法斯·艾爾巴雷亞（Rufus Albarea）
- 登場作品：；《閃2》B；《閃NW》；《閃3》B；《閃4》B；《創》P/B；《黎2》；《界》B→P
- 聲優：平川大輔
- 帝國四大名門之艾爾巴雷亞公爵家的首席繼承人。也是尤西斯尊敬的哥哥，教導了其作為貴族應具備的文武雙全技藝，擅長宮廷劍術。《閃1》時27歲。《界》時32 歳。武器為騎士劍。

貴族派中知名的貴公子，跟中世紀男性一樣蓄長髮，平易近人又富有才幹，與奧利巴特皇子兩人時常成為社交界話題的焦點。
認為身分制度是帝國所必要的，而採取了壓制革新派的行動。對帝國各地的領邦軍似乎具有高度影響力。是托爾茲軍官學院理事的其中一人；雖然和帝都廳長官雷格尼茲的立場不同，但私下關係不錯。
《閃1》在巴利亞哈特舉辦的實習中多次幫助了Ⅶ班，並在最後告知了後輩們自己是學院理事之一。
《閃2》在內戰中擔任貴族聯合的總參謀，出色的閃電戰部署成功分割了帝國東西部正規軍及精銳機甲師團，讓貴族聯盟佔據了壓倒性優勢。之後在凱恩公爵試圖招攬黎恩與灰之騎神的奇襲尤米爾作戰中，首度親身上陣迎戰除黎恩以外的Ⅶ班成員並輕易取勝。凱爾迪克縱火慘案發生後，代表貴族聯盟發表聲明與該事件主謀，阿爾巴雷亞公爵劃清界線並調走大部分克魯琴州兵力，間接促成其被Ⅶ班逮捕。
在正規軍轉守為攻進逼帝都前部署貴族聯軍兩大猛將奧蕾莉亞和渥雷斯回防帝都。之後見證了「深淵」克洛緹德用禁術讓煌魔城顯現。但在Ⅶ班艱苦擊敗緋紅終焉魔王之際突然現身，一劍將「深淵」砍傷繳械並逮捕了凱恩公爵，隨後在驚愕的眾人面前披露其檯面下的另一重身分－鐵血之子首領，代號「翡翠城將（Rook of Jade）」。他的這個身分僅僅只有鐵血宰相一人知道，接受了奧斯本的指示從貴族聯軍內部緩慢且確實的削弱貴族勢力。內戰結束後，在檯面上代表貴族派，以防範共和國趁虛而入的理由與宰相達成合作協議。之後指揮帝國軍運用巨大飛行戰艦空投兵力，閃電佔領了克洛斯貝爾並就任克洛斯貝爾屬州第一任總督。
《閃3》作為克州總督交出了相當亮眼的政績，讓克洛斯貝爾政經蒸蒸日上並收穫了相當的民意支持，但同時也不著痕跡的打壓著包括特務支援課在內的少數在地反抗勢力。在跟帶領新Ⅶ班來克州進行演習的黎恩單獨會談時，揭露了其過去主導策畫了雇用過去瓦爾坎帶領的獵兵團暗殺宰相的計畫，並在後來與其會面時被奧斯本隱晦點出了他的主謀身份，最終他被宰相展現的氣度所折服，主動提議成為第一位鐵血之子。對於在演習期間克州境內幻獸現身及結社在檯面下展開的不明行動，巧妙的聯合情報局與TMP執行鳥籠作戰將以羅伊德等人為首的反抗勢力困在米修拉姆，如此既可避免造成居民反彈，又能達成讓他們無法出手解決新出現的危機進而削弱其在克州人民心目中英雄形象的目的，但在事件落幕後迫於壓力解除封鎖讓他們平安脫困。
在黑之星盃的決戰中率領鐵血之子阻擋在黎恩等人面前，面對決心挑戰自己的尤西斯，對其坦言自己真正的身世其實是艾爾巴雷亞公爵的兄弟與妻子偷情生下的私生子。雖說是不倫之子，但因確實流有貴族之血而被公爵接納，反而明明是親生兒子的尤西斯卻僅因平民血統而被疏遠，這種貴族的荒唐思維正是令盧法斯萌生背棄貴族理念的主因。
《閃4》在克洛斯貝爾濕地帶異空間中通過了考驗成為「金之騎神」艾爾·普拉多（El-Plado）的起動者，之後在第三相剋即將完成之際突襲背刺了銀之騎神強行奪取了其大部分力量，最終在第五相剋中被灰蒼二騎擊敗後，在震驚中坦白了自己的內心其實一直都背負著身為不義私生子的自卑感，從而決定不擇手段不斷吞噬強者來證明自己，在聽到Ⅶ班回答其敗因是「只依靠自己，從不相信別人」，加上其弟尤西斯對他的真心喊話以及痛毆他的一拳後，決心負起責任中止世界大戰並作為僅存的戰爭元兇下獄贖罪。
《創》在入獄贖罪的過程中遭到過去的手下衛士隊的暗殺，判斷生命會受到威脅後趁隙逃獄，參考內戰時克洛隱藏身分的打扮，開始戴上面具自稱為新帝國解放戰線的C調查暗殺他的黑幕，在調查過程中與斯溫及娜迪雅相遇，雇傭兩人並接下他們帶來的委託物件，有著自我意識的羅贊貝爾克工房人偶拉碧絲。在帝都調查時誘導了黎恩他們解決密謀反叛的軍隊，但在與克洛相遇交戰中被打落了面具，也告知了統一國的盧法斯新總統並非自己而是冒牌貨後離去。
對於自己出身以及存在價值感到自卑與懷疑，其實非常羨幕活得正直的弟弟尤西斯；覺得自己私生子的身分永遠比不上正牌的兒子。但在與拉碧絲的對談及相處中，體會到人偶並不在意自己的身分、過去、罪業，而是平等單純的將自己看作是盧法斯這個人，漸漸拋棄束縛自己的一切成見而有所改變。在調查工房時，在無數的同型人偶中認出了拉碧絲，讓她非常高興，但沒有告訴她只是一開始為了預防萬一偷偷裝了發信器在她身上。
在克州律師伊安的口中，了解了此次事件是名為「極樂世界」的人工智慧的暴走所引起，而拉碧絲正是「極樂世界」的前系統管理者，當初拉碧絲在快被入侵系統的黑幕徹底刪除時，將自己的意識傳送到了人偶之中，並運算出了能最快帶她恢復記憶的人就是盧法斯，才會藉由委託來到他的身邊。隨後與羅伊德及黎恩合作，協助克州市內解放戰時遇見了自己的複製機器人，對方向他提議，接下來可以由他接手統一國首領的位置，因為以利用的角度而言，現在的盧法斯能更快的收拾其他抵抗勢力；但他體認到了自己的改變並拒絕，在對決的過程中擊敗了複製了他所有「過往經歷」而生的「模仿擬像」，象徵與過去的自己道別。
而後協助眾人攻入顛倒巴比倫並打敗了負責執行極樂世界計畫的伊修麥格·黎恩，但伊修麥格在最後設定了毀滅性武器天雷的攻擊目標，會讀取民眾的思想瞄準憎恨的對象，其意在於讓兵器展開無休止的攻擊直到世界毀滅；在眾人撤退時趁機獨自留下，並繼續扮演統一國新總統的身分，藉由轉播威脅殺掉世界上所有反對者，讓人民的憎惡瞬間集中在他身上，殺掉他的同時也毀滅他所處的天雷所在地。在拉碧絲搶回極樂世界並進行最後一次運算中，算出了他的想法，被羅伊德與尤西斯及新帝國解放戰線的夥伴將他及時從顛倒巴比倫中救出。事後身負重傷於醫院療養，奧利巴特皇子也告知盧法斯這個身分已經死在自爆的轉播中；最後失去一切的他在拉碧絲的邀請下，作為隨從與拉碧絲、斯溫、娜狄雅共四人開始環遊世界的旅行。
《黎1》在喬絲特的幫助下進入共和國時，委託丁格干擾CID行動以隱藏自己行蹤，曾在克雷優村過著一段平和的日子。
《黎2》拉碧絲突然消失後，為了查明原因而決定獨自行動，但被CID視為極度提防的人物。亞拉密斯學園祭當天通過拉碧絲掌握一系列事件，協助瑪莉艾兒與丁格重逢及作最後道別，並通過通話與亞克萊德解決事務所眾人交流。
《界》由于财产被各国政府以及情报机关控制导致手头紧缺。受雇于凯文·格拉汉姆神父，协助查明了拉托雅·汉弥尔顿博士预支未来水源在萨尔巴德形成绿洲事件的真相。

### 貴族
克羅華爾·德·凱恩公爵（Cayenne）
- 登場作品：《閃1》；《閃2》
- 聲優：島田敏
- 帝國四大名門之首，統領帝國西部拉瑪爾州，擁有富可敵國的財力。

《閃1》前往拜會亞爾賽德子爵，試探其在帝國的對立中採取什麼立場，身邊雇傭了兩名西風旅團的成員作為保鏢。
《碧》中資助了恐怖份子攻擊克洛斯貝爾通商會議，欲除去鐵血宰相奧斯本與奧利巴特皇子。
《閃2》發起內戰意圖掌控帝國全境，在最終戰前自曝是當年過去獅子戰役中被擊敗的第四皇子「偽帝」歐特魯斯·萊澤·亞諾爾的後代，為了喚起祖先曾經掌控的緋之騎神(起動者必須為純血的萊澤·亞諾爾皇族才能啟動)，完成祖先「未能完成的大業」而進行了包含成立帝國解放戰線與尋求薇塔的協助等各種計劃，甚至不惜脅持賽德利克皇子作為緋之騎神的啟動者。在緋紅魔王被擊敗後，遭到自以為是屬下但實為宰相得力心腹的盧法斯和亞爾緹娜逮捕，之後在目睹了宰相的復活歸來後，面對「自己其實自始至終都遭到鐵血的利用」，這一個噩夢般的事實陷入了絕望的深淵。
《閃3》經其他貴族的談話得知他在戰後與艾爾巴雷亞公爵一起被認定為內戰的罪魁禍首，被控以發動戰爭，謀害皇族等重罪，基本將面臨被褫奪爵位，終身監禁的刑罰。其他立場較中立或仍表態忠於皇室的貴族則得到了政府赦免。
赫爾穆特·艾爾巴雷亞公爵
- 登場作品：《閃1》；《閃2》
- 帝國四大名門之一，統領帝國東部克魯琴州，盧法斯和尤西斯的父親。

對於母親是平民的尤西斯不理不睬，據其他貴族的耳語在8年前將尤西斯帶回本家，也只是因繼承人不足所採取的保險措施。
《閃1》時為了增加對抗政敵雷格尼茲首長的籌碼，暗中指使領邦軍以莫須有的罪名逮捕馬奇亞斯，還為了讓計畫順利進行而慌稱要與尤西斯在家中聚會，實則要將其限制行動，讓尤西斯無法出面制止領邦軍。
《閃2》時為搜索艾爾芬皇女的下落，指派獵兵襲擊悠米爾，造成領主特奧身受重傷。後在內戰中逐漸失利時，做出了縱火襲擊平民的不法行為，遭尤西斯親手逮捕並軟禁，在尤西斯當面斥責他已失去貴族的驕傲後，回復了神智並稍稍承認了尤西斯的作為。內戰結束後與凱恩公爵一同被問罪。
《閃3》透過盧法斯之口揭露他並非其親生父親，盧法斯其實是妻子與其兄弟外遇生下的孩子。然而公爵在放逐兄弟後，卻因為盧法斯擁有完整的貴族血統而接納並盡心栽培他，反而只因血統不純而疏遠自己親生骨肉的尤西斯。如此扭曲的觀念與作法讓盧法斯對貴族體制徹底斷念，轉而投入鐵血宰相麾下。
盧法斯·艾爾巴雷亞
詳細請參考盧法斯·艾爾巴雷亞條目。
吉爾哈特·羅格納侯爵（Rogner）
- 登場作品：《閃1》；《閃2》
- 帝國四大名門之一，統領帝國北部諾帝亞州。安潔莉卡的父親。

《閃1》對於其女在扎克森鐵礦山的事件中協助VII班，破壞了貴族派的計畫後大為震怒，向學院遞交了退學申請書，要求安潔莉卡返家禁閉反省。
《閃2》與反對他的安潔莉卡駕駛機甲兵單挑對決，在對決中落敗後與其女和解，並退出內戰。
《閃3》因內戰事件後，選擇退隱閉門自省。
《閃4》雖於閉門期間仍出資協助皇子建造卡雷斯賈II。
費爾南·海恩斯侯爵
- 登場作品：《閃1》；《閃3》；《閃4》
- 帝國四大名門之一，統領帝國南部沙薩蘭特州。

學院一年級學生派崔克的父親。
內戰時期與其他三位四大名門站在同一陣線。
《閃3》、《閃4》中多次協助黎恩等人的行動。也暗中出資協助了卡雷賈斯II的建造。
維克特·S·亞爾賽德（Victor S Arseid）
- 登場作品：《閃1》B；《閃2》；《閃3》；《閃4》B→S1；《創》S1
- 聲優：安元洋貴
- 帝國亞爾賽德家子爵，勞拉的父親。43歲。下巴留著鬍子的中年男性。武器為先祖鐵騎隊副長所傳下的雙手劍「加藍夏爾（ガランシャール）」。

被譽為「光之劍匠」，以帝國最強級別的劍士而聞名。雖然作風老派但性格自由闊達，也沒有一般貴族的傲慢。贊同遊擊士協會的理念，於協會遭受帝國政府的強大壓力情況下在領地中保護了現今國內唯一的遊擊士支部。對在劍之道停滯不前的黎恩而言，是座壓倒性的「高牆」並指引其道路。
是湖畔之鎮「雷格拉姆」的領主，在此開設了練武場也作為師傅負責指導。同時身為獅子戰役的英雄家族的後裔，代代管理著當年槍之聖女率領之鐵騎隊據點「羅艾格林城」。
《閃1》在VII班A組到雷格拉姆實習時初次與黎恩等人見面。平時除了在正規軍與領邦軍中擔任武術導師外，也常於各地的中立派、明智派間奔走，想盡辦法防止貴族與帝國政府間爆發內戰。自述曾在點到為止的情況下，與八葉一刀流的雲師父在比試中不相上下。一眼便看出黎恩因畏懼體內莫名的力量而在劍道之路上無法突破，之後接受了其看似有勇無謀的挑戰，在逼出了黎恩的「鬼之力」後仍以壓倒性實力勝過了他，藉此教導了黎恩應該要學會接受這股力量。之後接受了奧利巴特皇子的邀請成為「卡雷賈斯」的艦長作為代表皇室的威攝力量。
《閃2》VII班面對蒼之騎神的進逼時及時相救幫助他們逃走，之後暫時與皇子乘坐卡雷賈斯失去音訊。之後在黎恩帶著艾爾芬要逃出帕坦古艾但遭到眾多敵人包圍陷入危機時，與VII班等人一齊現身搭救，順利脫身後決定將卡雷賈斯的指揮權交與托娃，與奧利巴特一同前往戰況緊張的帝國西部秘密行動。
終章VII班為了解決帝都異變，奮勇攻略煌魔城但在遭遇終於解放力量變身「火焰魔人」的執行者馬克邦時陷入絕命危機。他及時趕到救援，面對身負連自己都自承不如的可怕力量的對手，依然憑著無比堅韌的意志，使盡全力孤身攔下了馬克邦，幫助黎恩等人繼續前進。內戰結束後幫助女兒勞拉展開亞爾賽德流的修煉。
《閃3》在獨生女勞拉畢業之後，為了傳承奧義帶著她修行。在與得意弟子奧蕾莉亞進行單挑比試後欣然接受其已青出於藍，超越了自己。但也揭露了他在一年多前與馬克邦的死戰中，呼吸系統不幸受到內傷，劍術不復以往巔峰狀態，因此才決定及早傳授畢生絕學給勞拉。在最終戰前乘坐的卡雷賈斯遭爆破墜毀，全員宣告罹難。
《閃4》中期揭露全體船員因喬治留下的「賭命保險」獲得一線生機倖存下來，但是他因為挺身替大家抵擋爆炸餘波，不幸失去了整條左臂。還因此被詛咒趁隙利用加入敵方成為活絡相剋的棋子，而後在女兒以及新舊七班的努力下解除詛咒，在終章與奧蕾莉雅、薇塔，和托瓦爾組隊攻略讓新舊VII班突入幻想要塞前的最後障礙鹽之杭。
《創》小劇情和《黎1》相關的任務中透露喬治正與國內外技術者合作研究「導力義肢」，發表了多篇論文，將來或有機會讓他恢復雙手俱全的身體。
瑪堤烏斯·范德爾（Mateus Vander）
- 登場作品：《閃4》；《創》B

聲優：小山力也 (《創》)
- 帝國武門雙璧之一，范德爾流掌門，庫爾特與穆拉的父親。

被譽為「雷神」的劍士，同時家族歷代便擔負著守護皇族的使命。但因其沉默寡言的性格和一臉嚴肅的表各的關係而經常令人誤會。
《閃3》被解除皇族使命後被調任至帝國邊境。
《閃4》在帝國東部協助作戰。
《創》負責交付黎恩尋找失蹤的奧利巴特皇子任務，並給予黎恩與庫爾特等人試煉，毫不留情的攻勢展現出嚴父的形象。在政變派人士被鎖定後，代替克蕾雅協助賽克斯以及克雷格將軍繼續善後工作。
奧莉耶·范德爾（Orie Vander）
- 聲優：ゆかな (《創》)
- 登場作品：《閃3》；《閃4》；《創》

庫爾特的母親，瑪堤烏斯的繼室，因其丈夫調任的厚因，於范德爾帝都練武館擔任代理師傅。也是一位武功卓越的女中豪傑，世人譽為「風御前」。
《閃4》為了一睹彩虹劇團的演出，在橫渡米修拉姆時曾被親衛兵盤查，幸好在修莉的幫助下順利解決，因此對修莉特別中意。 在災厄襲擊帝國時， 在面對黑之工房所開發的魔煌機兵時，為了讓VII班打開活路，曾親身上戰場，聯同同為范德爾家的賽克斯和穆拉一同擊退機兵。
《創》在知道丈夫於悠米爾不留情面的考驗後，與VII班聊著丈夫不為人知的一面。並作為擔保推薦愛麗榭協助黎恩等人的調查行動。
奧蕾莉亞·勒瑰恩（Aurelia）
- 登場作品：《閃2》；《閃3》S1；《閃4》E→S1；《創》S1
- 聲優：住友優子
- 《閃3》32歲。拉瑪爾州的勒瑰恩伯爵家現任女性當家，先後拜入帝國劍術雙壁亞爾賽德流與范德爾流門下並修練至奧義皆傳，因而被譽為帝國最強的武將之一，人頌外號「黃金羅剎」。如今雖已卸下軍職，在拉瑪爾州尤其是海都歐爾迪亞仍被許多居民當作英雄般推崇。

《閃2》為拉瑪爾州領邦軍兼貴族聯軍總司令，在內戰前期與左右手渥雷斯一起為貴族聯軍立下許多戰功。在帝都攻防戰中對上范德爾流師父賽克斯中將與第七裝甲師時坦言自己一直都以追求超越帝國救國傳說中的槍之聖女的功績奔馳於戰場之上。
帝國內戰末期率領剩下的領邦軍主力撤退到貴族聯軍的最後大本營-茱諾海上要塞。在與帝國軍僵持數個月後，她出面與帝國政府進行了交涉，以之後不要全面解散領邦軍為條件向中央投降，並投身北方戰役率軍攻下了諾森比亞自治州，之後將領邦軍司令職權交由親信渥雷斯後退役。
《閃3》在退役後原本有計畫定下終身大事，但在因緣際會下來到托爾茲軍校第二分校擔任校長。面對一開始堪稱窮酸的師資及學生陣容，直接對新生點破了她們師生都是被中央視為「棄子」的存在。決心在托爾斯本校因政府的強勢介入一改傳承多年的校風全力培育軍人後，應由分校來繼承德萊凱爾斯大帝的遺訓。以嚴厲但奔放的作風砥礪著學生們成長為「世界之基石」。同時也在第二分校擔任藝術課程導師，展現其文武全才的不凡能力。
時常對分校學生強調身心要「常在戰場」並應不畏困難努力成長。因此即使是可能會面臨生命危險的校外實戰演習也選擇留守校園，將一切託付給黎恩等師生們。但在領邦會議期間，自己過去的居城-茱諾海上要塞遭到獵兵攻陷時破例親上前線率隊收復要塞，並在最後挑戰了作為武道頂點的目標，結社第七柱鋼之聖女，此戰中證實了其真實身分是當年獅子戰役中的救國聖女莉安娜，獲其稱讚已經比自己還是人類時還要強，但她謙稱是因為自己比在世時的莉安娜活得更久。在最終戰時薇塔與其會面，談到她會擔任分校長其實是有妙婕在背後暗地促成。
《閃4》作為決起軍總司令，協助妙婕的千之陽炎計畫。由於預測是大戰第二天才會進入戰場，於是第一天協助光芒之翼攻略鹽樁。
《創》根據妙婕的預測，帶上愛機前往諾爾德救援並成功護送皇子夫婦回帝都。並於衝鋒組準備突入巴比倫時，與其他帝國猛將們擋下巴比倫的砲擊。
渥雷斯·拜爾迪安斯
- 登場作品：《閃2》；《閃NW》；《閃3》E；《閃4》
- 聲優：近藤孝行
- 流有諾爾德民族之血的前貴族聯軍准將，受封男爵爵位，修練融合了傳統諾爾德槍術與帝國槍術流派的拜爾迪安斯流槍術，實力高強，外號「黑旋風」。

《閃2》作為奧蕾莉亞的副手一起為貴族聯軍東征西討。在帝都攻防戰中率軍與克雷格中將率領的第四裝甲師爆發激戰。煌魔城事變平息，內戰大局已定後，跟隨奧蕾莉亞參加了之後合併諾森比亞自治州的北方戰役。戰後從她手中接下了領邦軍總司令一職。
《閃3》身兼沙薩蘭特州領邦軍與由過去領邦軍精銳組成的「聯合地方軍」的總司令。長期駐守在茱諾海上要塞。雖然面對帝國政府露骨的軍力掣肘與不務正業的拉瑪爾州代理領主巴拉德侯爵顯得有些有心無力，但仍盡力恪守職責並沈著指揮部隊應對著領邦會議期間可能的危機。
在結社聯合北方獵兵劫走新式列車砲攻擊海都及海上要塞的重大事件中，被代理領主強行調離要塞執行奪回列車砲的任務，雖然深知調度之失策但仍無力違抗命令。只能率部隊前往支援第二分校對抗獵兵團與結社執行者的聯合戰線並沈重的委託新Ⅶ班幫忙奪回海上要塞。過程中曾以一己之力迎戰馬克邦。竭力擋下了一波火焰魔人的攻擊，讓坎佩尼拉也不禁佩服其實力過人。
《閃4》透露出與蓋烏斯同為前星杯騎士第八位「吼天獅子」門下。為了開導陷入迷惘的蓋烏斯，特地抽空與他進行槍術切磋，在一對一對決中能與繼承了聖痕的蓋烏斯打成平手，但在騎馬槍術對決中輕鬆獲勝。
《創》時透露，托爾茲在學時期是比奧蕾莉亞大一年的學長，當年奧蕾莉亞在新生時期開啟堪稱打遍全校社團無敵手的征途，最終與時任馬術社社長的他以平局收場。之後兩人便成了相知相惜的勁敵兼戰友，深厚交情持續至今，並似乎有進一步發展的可能。
愛麗榭·舒華澤（Elise Schwarzer）
- 登場作品：《閃1》；《閃2》S1；《閃NW》；《閃3》S3；《閃4》S3；《創》S1
- 聲優：後藤沙緒里
- 舒華澤男爵夫妻的親生孩子，比黎恩小兩歲的義妹。15歲。武器是西洋劍。

留著一頭長黑髮，散發著清秀且伶俐氣質的可愛少女。平常保持著貴族淑女的端莊姿態，但在黎恩與父母面前會顯露愛撒嬌的一面。
從小時候起對黎恩就如同親哥哥般接近，但三年前得知與黎恩沒有血緣關係後，一度因思緒陷入混亂而讓兄妹感情生疏；一年前起就讀帝都海姆達爾的傳統女學院「聖亞斯特萊亞女學院」，與皇女艾爾芬結為好友。其實非常喜歡哥哥但懼於表達，對於黎恩的仰慕會讓她偶爾做出一些大膽的行為；不過黎恩本人並沒有察覺到她的感情，反而是逐漸養成對女性過於照顧的性格。
《閃1》對於黎恩因養子身份而逃避繼承家業感到難過，多次捲入事件陷入危機時被黎恩所救，後來與黎恩也解開了當初兩人的心結。
《閃2》序章為了幫助哥哥黎恩，而以舒華澤家傳的劍術參與了戰鬥，但隨後與皇女被貴族聯軍擄走，之後以作為侍女為由與皇帝和皇妃一起被軟禁在離宮中，最後在VII班反攻帝都時被黎恩他們救出。內戰結束後回到了女子學院就讀。
《閃3》升上了高年級並受到推舉成為學生會長，她一邊默默守望著成為灰色騎士被視為英雄的黎恩，並同時支持著擔心奧利巴特與賽德利克的艾爾芬。
《閃4》被帝國軟禁，在新舊VII班的救援後，登上了卡雷賈斯II作為資訊處理員幫助眾人，協助阻止了帝國宰相對世界宣戰的計畫，與新舊VII班等人共同出現在奧利維爾的婚禮的大合照中。
《創》協助黎恩一行人在帝都調查政變派的情報。後於帝都送行時向黎恩詢問是否仍在介意政變派說的話，並祈願兄長能找到自己的答案。
特奧·舒華澤
- 登場作品：《閃1》廣播劇；《閃2》；《閃4》；《創》
- 聲優：遠藤守哉
- 帝國舒華澤家男爵，領地於帝國北部的溫泉鄉悠米爾。作為貴族領主但是作風非常親民，很受到悠米爾居民的支持和愛戴。

黎恩與愛麗榭的父親，雖然爵位僅是男爵但與帝國皇家的關係相當親密。12年前在雪地中救起了年幼的黎恩並收養了他。
《閃2》中在獵兵襲擊悠米爾時以自身劍術奮勇護衛家人和領民們，但遭到槍擊身受重傷。所幸在托比的急救下保住性命，最後憑藉著驚人的意志力從昏迷中甦醒並復元。
《閃3》中因察覺黎恩已經知道自己的生父是奧斯本宰相，拜託愛麗榭在造訪利弗斯時帶親筆信給黎恩，說明了自己為何收養了情同兄長的奧斯本的幼子之始末，並鼓勵黎恩說即使他現在已經找到了親生父親，但是舒華澤一家永遠都會是他重要的「家人」。
《閃4》中以聲音登場，同妻子露西雅一同與黎恩、愛麗榭通過軍用通訊器進行了簡單的聯絡，并互報平安。
《創》劇情開頭與妻子一同熱情款待了隨黎恩來到悠米爾探親兼渡假的新VII班成員。在額外劇情，布萊特家的假日中，熱情款待來到悠米爾的布萊特一家，也與卡西烏斯大談爸爸經以及釣魚的話題。另一方面，基爾巴特駕駛G-阿帕契誤打撞來到附近特訓引發軒然大波，特奧原本打算親自出馬，但布萊特一家以報答一宿一飯的恩情為由，代為教訓了基爾巴特。
露西雅·舒華澤
- 登場作品：《閃1》廣播劇；《閃2》；《閃4》；《創》
- 聲優：大越多佳子
- 帝國舒華澤家男爵家夫人。

黎恩與愛麗榭的母親。慈愛的照顧一對子女成長，且和丈夫一樣親善愛民，受到領民們的愛戴。
《閃2》中與丈夫一起守護領地避免捲入內戰戰火中，並庇護了和女兒一起避難到悠米爾的皇女艾爾芬。之後受到艾爾巴雷亞公爵雇用的獵兵團前來挾持艾爾芬時，即使面對全副武裝的獵兵仍義正嚴詞的喝斥對方，之後遭到擊暈但並無大礙。在愛麗榭與艾爾芬不幸被擄走後，面對領地受創，丈夫還重傷昏迷的困境，仍堅強地帶領眾人重建家園，並且全力支持決心要救出妹妹和皇女的黎恩的行動。
《閃4》中以聲音登場，同丈夫特奧一同與黎恩、愛麗榭通過軍用通訊器進行了簡單的聯絡，并互報平安。最後還忠告愛麗榭，不要做會讓自己「後悔」的事情。
《創》劇情開頭與丈夫一起熱情款待了隨黎恩來到悠米爾探親兼渡假的新VII班成員。

### 帝國正規軍
穆拉·范德爾（Muller Vander）
- 登場作品：《FC》；《SC》B→S1；《3rd》P；《閃1》；《碧》；《閃2》；《閃4》；《創》
- 聲優：磯部弘
- 帝國軍第七機甲師團所屬少校。28歲。

性格正直作風嚴謹有紀律，十足的軍人楷模，與第四機甲師團的奈特哈爾少校並喻為帝國軍的王牌新秀。
身為奧利維爾童年時代的好友，從小就常為其古怪的言行舉止大傷腦筋，因此必要時會採取強硬手段將奧利維爾帶走。《FC》時調任利貝爾王國，為帝國大使館駐館武官。能夠自如的揮舞手中那把漆黑的大劍，是個劍術超群的高手。《3rd》中則正式調任為奧利巴特皇子的近衛。
雖然嘴上總是說要當那麻煩製造者的護衛實在是自己的不幸，但是其實很瞭解奧利維爾，是目前政治籌碼不多的皇子少數可以信任的人之一。對於卡普亞一家難得的挖苦了他們引起喬絲特的不快，似乎對於原為帝國貴族卻淪為空賊的他們感到失望。
《FC》與帝國大使館門口的王國軍對話，可得知他在本國軍隊是一位很了不起的人物。家族為帝國名門，根據本人自述，范德爾家的男性似乎一出生就會被指定為某皇室成員的終身護衛。因此與同樣身負保衛王族處境的尤莉亞上尉結為好友。
《SC》與公開皇子身分的奧利維爾一同出現調停了帝國的侵略，隨後也協助解決了利貝爾異變事件。
《3rd》與奧利維爾在帝國邊境視察時，被神秘的光團所包圍，而被捲入影之國事件。
《閃1》因帝國軍人本職的關係，擔任奧利維爾護衛的次數降低，但仍參與了卡雷賈斯的展示。在通商會議遭恐怖份子攻擊後，透過導力通訊聯絡人在加雷利亞要塞的奈特哈爾通知相關情報。
《碧》作為奧利維爾的近衛出席了克洛斯貝爾西塞姆利亞通商會議。為了隱藏身分自稱音樂經紀人，請求特務支援課幫忙尋回四處玩樂的奧利維爾，不過由於穿著一身類似特務人員的服裝而遭到眾人懷疑，之後陪同奧利維爾出席埃爾賽尤號上的密談。在通商會議中蘭花塔遭入侵時協助抵禦了恐怖份子的攻擊。
《閃2》與奧利巴特皇子在帝國西部一同行動，在帝都異變之際與奈特哈爾一同抵擋為數眾多的魔煌兵。
《閃4》在各國首腦會議遭襲擊時，與奧利維爾一同登場救援。
賽克斯·范德爾（Zechs Vander）
- 登場作品：《SC》；《閃1》；《閃2》；《閃4》；《創》
- 聲優：島田敏
- 帝國第三機甲師團的中將。

穆拉的叔父、奧利維爾的武術及兵法教師，有「獨眼」的稱號，埃雷波尼亞帝國的名將之一。
《SC》於利貝爾異變發生時曾奉命率領蒸氣戰車部隊朝利貝爾王國進軍。
《閃1》駐守諾爾德高原，一年前獨自巡邏遇上狼群時為蓋烏斯相助，於是推薦了蓋烏斯前往軍官學院就讀。
《閃2》在VII班的幫助下平定了諾爾德的貴族軍，在反攻帝都作戰之時與自己過去的弟子奧蕾莉亞將軍展開對峙。
《閃4》在亞爾賽德受詛咒情況下與黎恩等人一戰中，作為范德爾流派代表前來救援。
奧拉夫·克雷格
- 登場作品：《閃1》；《閃2》；《閃3》；《閃4》B
- 聲優：磯部弘
- 帝國第四機甲師團的中將。人稱紅髮的克雷格。

帝國知名的猛將，艾略特的父親，雖然逼著他前往軍官學院就讀，不過仍十分愛護著他，並數次在公眾場合表達對兒子的喜愛，令奈特哈爾少校頭痛不已。
《閃2》在VII班的幫助下逐漸收復失土，看到艾略特的成長後，主動提出願意在內戰結束後讓艾略特選擇音樂道路的承諾。
《閃4》中，黎恩等人潛入多雷諾爾要塞並成功跨越克雷格的障礙。
瓦爾塔中將
- 登場作品：《閃1》；《閃2》
- 帝國第五機甲師團的中將，加雷利亞要塞司令官。

《閃1》在克洛斯貝爾宣佈獨立後進攻克州時遭到神機反擊，連同加雷利亞要塞一同被消滅。
《閃2》於加雷利亞要塞遺址被屬下發現，雖然記憶出現混亂但無受傷，似乎是因為碧之大樹消失之故。

### 萊恩福爾特社
伊琳娜·萊恩福爾特（Irina Reinford）
- 登場作品：《閃》
- 聲優：住友優子
- 梳著旁分金髮戴著太陽眼鏡，亞莉莎的母親，萊恩福爾特社的會長。40歲。

於5年前從前任會長的父親手中搶下實權，但結果就是遭到亞莉莎的反抗而進入士官學院。
帝國軍的「列車炮」、戰車「拾捌號」、飛行客船「露西塔尼亞號」、次世代戰術導力器「ARCUS」的開發都與她有關。奔走於帝國全境。
是托爾茲軍官學院理事的其中一人，在學院進行ARCUS和魔導杖的測試並收集戰鬥數據。內戰時一度被社內貴族理事軟禁，在VII班的幫助下取回了公司，也稍稍修補了與亞莉莎間的母女親情。
古恩·萊恩福爾特
- 登場作品：《閃》
- 聲優：馬場圭介
- 滿頭白髮但精神飽滿，喜歡向年輕女子搭訕的老年人。亞莉莎的外公。

《閃1》的5年前反對開發設置可以在2小時內屠殺克洛斯貝爾50萬人口的新型武器「列車炮」，遭到其女伊琳娜與帝國聯合趕下社長的位置，自此雲遊四海。現居於蓋烏斯的故鄉諾爾德高原。
《閃2》在內戰結束後重回萊恩福爾特社幫忙。
《閃4》介紹自己其實在內戰結束後，就受到奧利巴特的委託，與艾莉西亞女王、施密特博士、拉塞爾博士等人一同協助建造了埃爾賽尤型三號艦，高速巡洋艦「卡雷賈斯Ⅱ」。
雪倫·克魯格
詳細請参照：雪倫·克魯格條目
萊恩福爾特家的女僕，在伊琳娜會長指示下前往托爾茲軍官學院。
弗蘭茲·盧格曼
- 登場作品：《閃4》
- 聲優：安元洋貴
- 亞莉莎的生父，施密特博士的第一弟子。

優秀的技術人員，結識伊莉娜後入贅萊恩福爾特家。但在10年前逐步被地精黑之艾貝利希奪取意識，製造出了各種兵器與機甲兵的設計圖，在雪倫做為執行者到來那天被奪取了身體的控制權，在黑之艾貝利希與雪倫的戰鬥中失去了性命，身體成為不死者被黑之艾貝利希完全奪取。
《閃4》在改變因果的最終戰，弗蘭茲的人格擺脫了艾貝利希的控制，提示黎恩等人如何徹底的解決黑之騎神的詛咒。在詛咒解決後與魔女合作以兩族的祕法協助了克洛與米莉亞姆復活，然而成為不死者過久的他無法因此復活，在最後笑著與亞莉莎道別，與兩大至寶之力一同消逝了。

### 帝國遊擊士協會
托瓦爾·蘭德納（Tovar Randonneur）
- 登場作品：《零》前傳漫畫／廣播劇「審判的指環」；《閃1》；《閃2》S1；《閃3》；《閃4》S1；《創》S1
- 聲優：杉田智和
- 帝國遊擊士，稱號「零驅動」，27歲。武器為改造導力器和電擊棒。

雖然武術與體能只有一般程度，但擁有熟練使用魔法相關技術的卓越才能，具有使用高等實戰導力魔法的實力。
是很會照顧人的老大哥，與艾絲蒂爾和約書亞一同解決古代遺物「審判的指環」引起的動亂。與星杯騎士團守護騎士第一位愛因·瑟爾納特似乎交情非淺，被認為是遊戲中以帝國為舞台的冒險小說－「紅耀石」中主角托比的原型人物，
七耀曆1202年帝國遊擊士協會受到獵兵團攻擊和鐵血宰相壓迫從帝都撤出後，沒有像其他成員另外就職或轉調帝國外的分部，而是受到亞爾賽德子爵的幫助，在其領地雷格拉姆成立帝國境內唯一的遊擊士協會分部。
《閃1》在VII班於巴利亞哈特及雷格拉姆都提供了幫助。而後兼任了「卡雷賈斯」的聯絡員。在知道了黎恩所習是八葉一刀流後，曾問他是否要追隨兩位師兄的腳步，在畢業後成為遊擊士。
《閃2》接到神祕聯絡找到了下落不明的黎恩，並協助他找回每一位VII班的同伴。隨後與奧利巴特皇子和光之劍匠前往帝國西部秘密行動。在帝都異變之際與皇子聯手阻擋了怪盜及杜巴莉，幫助VII班等人繼續前進。內戰完結後再次遊說黎恩在畢業後成為遊擊士。
《閃3》與阿加特多次搭檔於帝國行動，最終戰在帝都上空捲入卡雷賈斯的爆炸中，爆炸前輕聲喊了愛因的名字，生死未卜。
《閃4》在怪盜的救援下存活，並且在各國首腦會議時配合卡雷賈斯II前往救援。
阿加特·科洛斯納
詳細請參考阿加特·科洛斯納條目。

### 帝國解放戰線
米歇爾·基迪恩（Michel Gideon）
- 登場作品：《碧》、《閃1》B
- 聲優：松本考平
- 帝國解放戰線的幹部，代號「G」。34歲。

對革新派的奧斯本宰相抱持著不尋常的憎恨，以革新派為狙擊目標，在帝國各地籌劃著各種陰謀。
根據帝國情報局的調查，原為帝都的「帝國學術院」教授政治哲學的助理教授，但三年前因批評鐵血宰相的政策，而遭到學術院解雇。擁有一把可召喚控制魔物的古代遺物「降魔之笛」。
《閃1》曾在諾爾德高原與帝都先後引發動亂。後來所持的魔笛被黎恩斬斷後，自請擔任前往克洛斯貝爾襲擊通商會議的隊長。但根據斯卡蕾特所言，前往襲擊通商會議的分隊，都已被赤色星座在蘭花塔殲滅了，基迪恩也喪命其中。
《碧》穿著帝國解放戰線一般成員裝備，與共和國的恐怖組織「反移民政策主義」聯手襲擊通商會議，但遭到羅伊德等人阻止。最後在逃離時遭宰相聘請的赤色星座屠殺喪命。
伏爾坎（Vulcan）
- 登場作品：《閃1》B；《閃2》B
- 聲優：藤本たかひろ
- 帝國解放戰線的幹部，代號「V」。32歲。率領指揮著戰鬥部隊。

滿身傷痕且身形魁梧的巨漢，憑空手就能揮舞重機槍，擁有驚人的戰鬥能力。
《閃1》自述曾是獵兵團艾倫加姆的團長。但在接受了貴族委託脅持宰相的任務中，獵兵團遭宰相的部隊殲滅，對於宰相無視其投降虐殺他的同伴憤恨不已。
《閃2》認為宰相死後目標已達成，是時候與死去的獵兵團同伴相聚，在與黎恩的戰鬥之中拒絕逃離已失控的機體，最後在爆炸中死去。
斯卡蕾特（Scarlet）
- 登場作品：《閃1》B；《閃2》B；《閃4》；《創》
- 聲優：西川宏美
- 帝國解放戰線所屬，散發著妖豔氣息的女性幹部，代號「S」。22歲。

使用著在七耀教會星杯騎士團中，成員所慣用的武器「法劍（Temple Sword）」，其背景充斥著謎團，但據帝國解放戰線成員所言，她對帝國強行破壞她的故鄉以便擴大鐵路網有所不滿。
《閃2》聽聞伏爾坎死去後，在與黎恩的戰鬥中也一心尋死，不過被成功的解救，身受重傷被軟禁於艾爾巴雷亞公爵宅邸，在後來黎恩前往探望時說出了自己曾為教會隨從騎士的經歷，以及鐵血宰相的政策導致她家破人亡的過去。
《閃4》以聲音登場，表明自己回到教會成為了瓦奇的隨從騎士。
《創》隨瓦奇與瓦魯多回到克洛斯貝爾協助解放作戰。
C
- 登場作品：《閃1》B
- 帝國解放戰線的領導者，代號「C」。

帶著頭盔，全身穿著黑色鎧甲的不明人物，使用古代兵器「雙刃劍」做為武器。
《閃1》以高超的實力壓制了VII班的行動後撤退。在宰相於帝都的公開演說中，以大型導力步槍狙擊在其胸口開了一個大洞。真實身份為托爾茲軍官學院的2年級學生克洛·安布斯特。

### 黑之工房
黑之艾爾貝利希
- 登場作品：《閃3》；《閃4》B
- 聲優：安元洋貴
- 黑之工房最高領導者，侍奉《閃》全系列幕後黑手－黑之騎神的忠誠奴僕，同時也是管理大地至寶的古老眷屬－地精一族的首領，於《閃》系列中與檯面上的主人,奧斯本宰相合作進行黑之騎神的千年大計「巨碩黃昏」計畫。

《閃3》最初以跟在蒼之齊格飛身邊的一神秘黑球體，暗中觀察第II分校與結社的交鋒,後多次化名為帝國學術院的盧格曼教授，以地質調查的名義多次與參與演習的黎恩新VII班碰面，最後在黑之星盃出現後正式現身帶領宰相及協力者們進入以準備起動「巨碩黃昏」的最終步驟。在黎恩帶領新VII班突破至黑之星盃最底層後向眾人公布其真身。以及他與宰相的目的是完成巨碩黃昏，將被封印在此近千年，能夠扭曲人心慾望進而引發慘烈鬥爭的帝國「詛咒」擴散至全大陸。讓世界陷入動亂之中。
為了能順利完成唯一能殺死封印了詛咒的大地聖獸的武器－終末之劍，多年來以各種身分輾轉於各種不同組織之下吸收盜取其技術。列舉如暗黑時代魔導師的魔煌兵技術，偷師庫羅伊斯家族的煉金師技術製造了Oz系列的人造人；甚至還加入結社十三工房以及提供特殊武裝給頂級獵兵團以取得戰鬥數據等等。
面對執意阻撓計畫的黎恩一行，起動結界機關讓大地聖獸與之交戰，即使在瓦利瑪與眾機甲兵前來增援後亦不以為意地看著他們負隅頑抗。隨後在宰相與賽德里克皇太子的默許下，親手引爆了趕來增援的卡雷賈斯巡洋艦。隨著米利亞姆的捨生為劍，黎恩黑化暴走斬殺大地聖獸，一族的千年宿願「巨碩黃昏」終於正式啟動，最後在鐵血宰相召喚出黑之騎神伊修麥格後，大方地承認了後者才是其真正的主人。
《閃4》最初在克州蘭花塔內部，與克蕾雅及加入宰相陣營的結社蛇之使徒第三柱瑪利亞貝爾一同攔阻前來獲取近期如一團迷霧的帝國內部情報的羅伊德與艾絲蒂爾一行，首度使用了自己的專屬戰術殼「獸眸」，在琪雅與蕾恩成功破解系統防護取得資料後便放手任其離開。新舊VII班費盡千辛萬苦突入黑之工房並成功喚回鬼化狀態的黎恩後，雖然作勢召喚出大量魔煌機兵，但為了之後真正計畫的順利進行並未認真阻截。在賽德里克皇太子率領西風旅團與結社等突襲千之陽炎會議及奧利巴特皇子攜卡雷賈斯二號艦的奇蹟救場後，與奧斯本宰相、盧法斯總督等人一同視訊對在場的各國領導權重宣告埃雷波尼亞帝國即將發動的征服世界作戰－「大地之龍」，並預告了開戰日前將會發生驚人的預兆。
之後新舊VII班透過魔女一族密傳的古代遺物「水鏡」得知在魔女與地精於打倒暗黑龍後宣告絕裂時，地精的族長便被黑之騎神與詛咒眷屬化，長年來他透過以記憶與意識寄生的模式奪取每一世代中最優秀技術人員（一般為地精的後裔子孫）的身體，進而實現類似永生的效果以持續推進「巨碩黃昏」計畫。而最近的一次便是在10年前逐步奪捨了亞莉莎的父親弗蘭茲·盧格曼，並藉由在與奉諾華提斯博士之命前來回收研究資料的雪倫爆發的戰鬥中刻意赴死，進而讓黑之艾爾貝里希的意識能完全支配不死者化的軀體，就此「轉生」成為新一任的黑之工房首領。
宣戰佈告結束後，為了加強之後的「相剋」儀式完成度，先後於卡岡都亞級飛行戰艦及蘭花塔頂使用融合了庫羅伊斯家的魔導科學技術的結界裝置對相剋儀式靈場進行封鎖，在負責守護戰艦上結界裝置的雪倫與喬治被擊敗後，自豪地推出剛完成的最終魔煌機兵來對付新舊VII班，但最終仍被擊破，所謂的「畢業作品」也慘遭施密特博士退件後憤然撤退。在「第三相剋」結束後，帝國境內如其所預言的發生巨變，那便是五根複製版鹽之杭與地精花費千餘年改造，剩餘的相剋儀式的最終舞台－「幻想機動要塞」的顯現。
之後與盧法斯總督一起於要塞的上層區域一起迎接前來挑戰「第五相剋」的新舊VII班，並一同下場作暖場戰鬥預備，在相剋開始前非常狂妄自信的表示盡管黎恩一行獲得了紫紺騎神與緋之騎神的力量，也斷然不是搶奪了銀之騎神力量的金之騎神的對手。然而最終結果卻是盧法斯落敗，在震驚之際，突然遭到原本一直壓制著的弗蘭茲的人格強烈反撲而狼狽撤離。最後在奧斯本宰相決定提前啟動「最終相剋」時現身勸阻表示現在進行儀式將無法達成最完美的鍊成，但最終無果。在最終戰結束後有著兩種結局，一是在宰相輸給黎恩後出現，承認自己的敗北並已徹底消滅弗蘭茲的人格後消逝，二是在集結眾人之力改變因果消滅詛咒之後被弗蘭茲的人格擊敗而消失。從此黑之艾爾貝里希的人格意識不復存在。
蒼之齊格飛（Siegfried）
- 登場作品：《閃3》B
- 一身蒼色大衣，以假面隱藏容貌，手持雙槍的謎之青年。

真實身分為死而復生，失去記憶的克洛·安布斯特。
銅之蓋歐爾格
詳細請參考喬治·諾姆條目。

### 埃雷波尼亞其他人物
「緋」之羅賽莉亞（Roselia）
- 登場作品：《閃NW》；《閃3》；《閃4》E→S1；《創》S1
- 聲優：水橋香織
- 有著長度及地的金色長髮與時代感用語為特徵的少女。簡稱羅賽。

在帝國各地現身，與黎恩進行接觸，但目的與理由不明，她知道黎恩是灰之啟動者，有時候也會給與黎恩建言。
金色的頭髮、真紅的瞳色，與200年前帝國發生的事件為題材的小說 「赤月的羅賽」中登場的吸血鬼羅賽有著極為類似的共同點。
《閃3》中多次暗中幫助黎恩，是魔女一族的長老，養育艾瑪以及薇塔長大的人。在最終戰前向黎恩等人說明帝國的真相。為焰之眷屬魔女一族的長老，體質特殊已經活了800年，於暗黑龍於帝都擊敗前後成為長老，並同時繼承前任長老的記憶，所以對七耀曆紀年以前的創世巨神傳說非常了解。當年引導德萊凱爾斯大帝成為灰之騎神的啟動者和槍之聖女莉安娜成為銀之騎神的啟動者。
《閃4》在前期協助四散的新舊VII班並訓練著他們，並提供各種幫助；在聖女莉安娜200多年的旅程終結時做為友人向她道別，1200年前焰之聖獸與第一代魔女長老融合後化為全新的存在，而她是在900年前繼承這份力量的第二代。之後與地精以及至寶之力合作，協助了克洛以及米莉亞姆完全復活。最後與新舊VII班一同參加了奧利維爾的婚禮。
「槍之聖女」莉安娜·桑德羅特（Lianne Sandlot）
為250年前「獅子戰役」的結束付出了極大貢獻的「救國之聖女」。
率領名為「鐵騎隊」一騎當千的勇士們，奔馳於戰場並引導和平。帝國在其幫助下結束內戰，但在德萊凱爾斯大帝即位後，卻離奇身亡。有在戰中負傷也有遭到暗殺等眾說紛紜的原因，作為悲劇的女性於帝國相當有名。
詳細請参照：雅里安洛德條目
赫爾曼·康萊特（Hellmann Konrad）
- 登場作品：《3rd》
- 埃雷波尼亞帝國康萊特企業的社長

10年前的百日戰役後成為了富翁，與萊恩福爾特社合作，後來成為萊恩福爾特企業的董事之一。被稱為「死亡商人」，因持有古代遺物「愚者掛墜」而被認定為「異端」。《3rd》開始時就被凱文捉走並交給教會。
卡玲·阿斯特雷（Karin Astray）
- 登場作品：《空》
- 聲優：小寺可南子
- 約書亞的姐姐，與萊維是戀人關係。七耀曆1192年「哈梅爾悲劇」時為了保護約書亞而死。

約書亞的金色口琴就是卡玲交給他的，《FC》主題曲《星之所在》是其最常吹奏的曲子。在《3rd》萊維的幻影消失前，也短暫的以幻影的形式陪伴在萊維身旁。
蜜絲緹（Misty）
- 登場作品：《閃1》
- 聲優：田村ゆかり

週日晚上的廣播節目「Evening time（アーベントタイム）」的人氣DJ。
詳細請参照：薇塔·克洛提德條目

## 諾森比亞自治洲
《英雄傳說 閃之軌跡 北方戰役》的主要舞台。
位於埃雷波尼亞帝國北部，原為「諾森比亞大公國」，首都為哈利亞斯科。
七耀曆1178年被突如其來的鹽之杭化成鹽海，導致大公國的滅亡。人民隨後推翻了在危難時刻逃至國外的大公國政權，武裝起義後建立了民主議會。
鹽之杭事件過後經濟蕭條，人民貧困不堪，多數人選擇成為傭兵謀生。於是成為了北之獵兵的發源地。
在北方戰役後，為帝國所併吞。

### 北方獵兵
拉薇安·溫斯蕾（Lavian Winslet）
- 登場作品：《閃NW》
- 聲優：小市真琴

暱稱“拉薇”（ラヴィ）
諾森比亞英雄兀拉德·溫斯蕾的孫女，向來不依附任何人，常常獨自行動，唯我獨尊。對自己的事情不多言說，對他人也是興趣泛泛。加入北方獵兵後，戰鬥能力可謂是更上一層樓。她擁有罕見的戰鬥素質，大多數技巧只需見識一次就能夠掌握。為了自己的信念，不惜多次違反任務。
馬丁·S·羅賓森（Martin S. Robinson）
- 登場作品：《閃NW》
- 聲優：中村悠一

暱稱“馬蒂”（マーティ）
北方獵兵的老兵，偵查小隊的帶頭人，但是他並不想承擔責任或是淩駕於他人之上。另一方面，因其自身的生存處境，他與弱者有著強烈共鳴，極度厭惡來自強者的不合理壓迫。對周圍狀況十分敏銳，經常幫助他人。被孩子們所喜愛。
伊赛莉亚·弗罗斯特（Iseria Frost）
- 登場作品：《閃NW》
- 聲優：布萊德庫特·莎拉·惠美

精通槍術，是一名能力超群的狙擊手。崇尚快樂至上，表面上沉穩不足、輕浮有餘，沒有獵兵該有的樣子，實際上卻是偵察小隊中最正經的人。甚至私下憂慮著諾森比亞的未來。
塔利昂·德雷克（Talion Drake）
- 登場作品：《閃NW》
- 聲優：小野友樹

一個忠實於任務的人。性格認真直率，說起如今的北方獵兵以及對諾森比亞的感情滔滔不絕。待人溫厚，關心他人，相應也會被人占便宜。擅長利用自己強壯的身體，近身肉搏戰鬥。
古拉格·葛羅馬修（Glark Grommash）
- 登場作品：《閃NW》
- 聲優：壤晴彥

北方獵兵的首領，成功平息了諾森比亞各地的政變和暴動的英雄之一，也是北方獵兵的創始人之一。與已故的巴雷斯坦上校曾是並肩作戰的戰友。對新兵拉薇似乎非常熟悉。北方獵兵中的穩健派。
珍娜·斯特姆（Jayna Storm）
- 登場作品：《閃NW》
- 聲優：園崎未惠

北方獵兵的二把手，清晰的頭腦和出眾的才能得到古拉格的賞識，因此被首領古拉格提拔為副首領。性格冷靜。總是面帶妖艷的微笑，微笑之下暗藏的是仿佛能將人凍結的敏銳目光。不喜歡風平浪靜、死氣沉沉，越是洶湧澎湃越是能感受到一種類似快感的樂趣。常人難以理解的人物。
羅根·穆卡特（Rogan Mugart）
- 登場作品：《閃NW》
- 聲優：近藤孝行

北方獵兵的幹部，北方獵兵中激進派的中心人物。雖然採取的是過激的行動，但在堂堂正正的衝突中不會玩弄卑劣的手段。在和帝國的緊張局勢下，古拉格選擇靜觀其變，同時諾森比亞議會腐敗。羅格對此心懷不滿，昭告自己將會進行新的變革。
伊巴諾·羅曼
- 登場作品：《閃NW》
- 聲優：福島潤

塔克·詹斯基
- 登場作品：《閃NW》
- 聲優：木島隆一

杜倫·丹
- 登場作品：《閃NW》
- 聲優：乃村健次

莎拉·巴雷斯坦
詳細請參考莎拉·巴雷斯坦條目。
前北方獵兵成員
兀拉德·溫斯蕾
- 登場作品：《閃NW》
- 聲優：堀內賢雄

諾森比亞英雄，拉薇安的祖父。
巴雷斯坦上校
- 登場作品：《閃NW》
- 聲優：柳田淳一

## 卡爾瓦德共和國
位於塞姆利亞大陸東部的民主共和國家。
卡爾瓦德共和國境內的組織「黑月」以日本人想像中的香港為藍本而創作。

### 亞克萊德解決事務所
范恩·亞克萊德（Van Arkride）
- 登場作品：《黎1》P；《黎2》P；《界》P
- 聲優：小野大輔 / 真仲りえ（幼少期）
- 《黎》的主角，軌跡系列裡面除去盧法斯和凱文外最年長的男主角，《黎1》時24歲。《黎2》後期時25歳。

在共和國首都伊帝斯舊市街經營地下萬事屋「亞克萊德解決事務所」，帶著一頭藍色挑染黑髮與藍眼。武器為馬爾鐸克警備保障公司提供的特殊裝備「擊劍」。戰鬥風格自成一派，會混合使用在馬爾鐸克訓練出來的擊劍技術，自身正式拜師修練的崑崙流拳法，及部分源於月華流的招式。
外表看似懶散隨性，但對於接下的工作仍會在發牢騷抱怨的同時盡其所能的做好。在各式工作中累積了不少人脈，無論黑白兩道都有一定了解與認識的人；因工作性質與私家偵探相似，在判斷情勢與推敲真相方面具有一定的水準，在戰鬥中也能精確評估敵我正確的實力，若判斷有其需要也不吝於親手結束敵人的性命。因為擁有強大的關係網與優秀的辦事能力，被人評爲S级危險人物。
嗜好是甜點、導力車和桑拿浴。駕駛技術不輸職業選手，有空時會花不少米拉去改裝升級座駕；對於瓦爾特曾經在兩年多前砸壞自己愛車一事一直耿耿於懷。在一天的工作結束後或是洗完桑拿後品嚐甜點是他生活中的一大享受。對新推出的甜點情報異常靈通，而且對經典款或是限定款甜點可謂毫無抵抗力，這個弱點讓他在本作中接連被說服接下麻煩的工作。自稱硬漢，但因上述行為沒有人認同，而且很介意被稱呼為大叔。
舊王都的「亞克萊德孤兒院」出身，與游擊士艾蕾因以及情報官盧尼是從小認識的好友，因自己的出身而遭到艾蕾因的父親針對，9歳時被強行安排領養人後被迫離開。後來在13歳時被D∴G教團抓走，直到被救出前的1年間一直被強制閱讀可以令人失去理智的禁書，之後因被發現身上寄宿稱為「魔核」 - 不存於世的魔性因子後，被教團進行了嘗試分離出魔核的殘酷人體實驗，最終分離出的魔核被當時身為教團司祭的傑拉爾據為己有，范恩雖僥倖保住性命但精神近乎徹底崩潰。直到教團殲滅作戰時，當時只有14歳的范恩被成功救出，並在事後被巴克霍恩照料過一段時間。
16歳時考進亞拉密斯，與艾蕾因和盧尼重遇並加入學生會。期間與艾蕾因在朝夕相處下產生情愫，自然而然的成為情侶，成為校園一時佳話。在亞拉密斯留下許多傳說，范恩等人企劃的學藝祭之今仍未被超越。後來漸漸發現自己身上的異常，有一次暴走下更將巴克霍恩重傷；結果在翌年協助艾蕾因成為學生會長後突然失蹤，只留下字條拜託盧尼照顧好艾蕾因，兩人的關係也無疾而終。
輟學後，在18歳時和巴克霍恩再遇，並成為了巴克霍恩的裏弟子，並從他身上習得東方武術知名流派崑崙流。19歳與師父分別後開始裏解決屋的工作，數年後回到伊帝斯開設事務所，期間在距今五年前在《3rd》後的時間點幫助蕾恩躲過諾華提斯博士的追捕，《閃3》前北方戰役中提供隱藏路線協助莎拉和托瓦爾進入諾森比亞，《閃4》時參加千之陽炎作戰而認識莉夏，也曾經在《創》正傳開始前不久協助斯溫和娜狄雅到克洛斯貝爾自治州，以躲過「庭園」的追殺。在開設事務所後，雖然也與艾蕾因因工作上的原因再度見面，但一直拒絕透露當年離開的原因，加上因內疚讓兩人總是有些許隔閡。
《黎1》接下亞妮艾絲的委託，幫助尋找失散的八個神祕導力器，因為亞妮艾絲所持的神秘導力器與自己身上的戰術導力器AI梅亞產生共鳴，而獲得了稱為「魔裝鬼」的變身能力，其能量來源與強弱似乎取決於過去噩夢般的記憶，但原理仍舊不明。
在各項事件中結識的人也一一作為助手加入事務所；與同伴建立起來的牽伴也讓范恩改變。在故事中不斷的與恐怖組織阿瑪塔交手，接近事件真相途中也被揭露過去黑暗的經歷。徹底解決傑拉爾後因魔核回到了自己身上，將體內所寄宿的五柱魔王之一「黎之漂泊魔王」喚醒。范恩原本想與體內的魔王自我放逐，但在亞妮艾絲與夥伴契而不捨的行動下，脫離並壓制了魔王，並將魔核丟棄在異空間之中，成功回到了同伴身邊。魔王本身一部份還在范恩體內，未來不知道還會出現什麼事情，但答應亞妮艾絲不會再獨自一人面對。
《黎2》時受艾蕾因委託，調查首都由魔裝鬼‧佐爾格犯下一連串離奇殺人案，隨後和艾蕾因在追趕期間，反被殺害，就在這時創世的時間回朔發生，利用這次記憶迴避兩人的死亡。 隨著故事的發展， 一步步收集到第8個創世的碎片，但最後在涅梅斯島，除了最初取的的第一個創世之外，其餘七個創世均被庭園主人奪走。 之後在首都動亂間，和庭園主人鬥智鬥力，在一次次的時間回朔後， 最終在和事務所一行人和協力者的幫助下，成功打敗庭園主人和奪回全部8個創世。在亞拉密斯學園祭期間，收到之前一直自稱第三代C的邀請，並在自稱七曜教會的終焉聖女的妮娜幫助下， 打開八重維度， 和在深處的 緋紅魔裝鬼佐爾格 - 丁格‧布拉德對質，並最終成功擊敗丁格變成的緋紅魔裝鬼佐爾格。
雖8創世已回歸至亞妮艾絲， 但由於愛普斯泰恩博士的內容以及魔王魔核等原理依舊不明的關係，所以以調查尚未完結的關係，請求亞妮艾絲作為助手留在事務所。
《界》调查在首都以及安卡维尔等地引起骚动的A∵D以及《残渣》等人，以及其所时使用的与创世相似的白色复制品，并受约尔妲之托追踪与《残渣》一同行动的其兄长伊克斯的行踪。最终在解决安卡维尔绯红之夜事件后，了解到白色复制品是拉托雅·汉弥尔顿博士所作，并拥有一定影响时空因果的能力。所谓《残渣》是由于白色复制品影响而出现的本已死亡而不应再存在的一些人物。该集团利用白色复制品在各地嵌入影响时空因果的“楔子”，来协助影响时之至宝“雷盖伦之匣”所引发的“大重置”。在亚妮艾斯以及蕾恩被格兰哈特总统软禁在总统府之后，对总统府进行潜入作战。在蕾恩破坏总统府的安全系统后，共同攻入地下控制中心直面格兰哈特总统，了解其所引导的真名为“雷瓦汀计划”的“摘星者计划”的全貌，即利用王者之剑AX尝试打破封锁塞姆里亚大陆的“雷盖伦之箱”，以避免随后即将到来的“大重置”。随后共同见证了该计划的失败，以及至宝对于人类行为判断而提前进行的“大重置”。后未能阻止亚妮艾丝为干涉“大重置”而自我牺牲的行为。
亞妮艾絲·克勞蒂爾（Agnès Claudel）
- 登場作品：《創》；《黎1》P；《黎2》P；《界》P
- 聲優：伊藤美來
- 伊帝斯名校「亞拉密斯高等學校」的一年級學生，學生會庶務。七耀曆1192年7月12日生。《黎1》登場時16歲，常以單側盤金髮的造型進行活動。

與柔弱的外表不同，是非常有行動力、意志力堅強的少女，即使親眼看到血腥的場面仍能從容面對。以學校習得的導力杖護身術協助戰鬥。戰鬥力不強但經常作出正確的行動而得到范恩跟菲莉的稱贊。
在學校都很受男生們歡迎，但亞妮艾絲對此毫不知情。在奧黛特的影響下有看內容刺激的八卦雜誌，因此聽得懂亞倫的黃段子。過去曾有因受到小說女主人公影響而把自己套入角色設定的黑歷史。害怕幽靈，看恐佈電影會直接昏倒。
曾祖父是被稱為導力之父的愛普斯泰恩博士，祖母莉莉雅則是愛普斯泰恩博士的養女，其在養父死後隱姓埋名，流傳著來自博士的手稿筆記。本名亞妮艾絲·格蘭哈特，母親蘇菲已經過世，而父親是現任共和國總統洛伊·格蘭哈特，因為安全與保密的原因，在父親選上總統以後，暫時改以母親的姓氏就學。由於父親在母親過世後便忙於工作，孤單的亞妮艾絲便藉由閱讀曾祖父的筆記來排解寂寞，內中的生活記述與哲理充實了她的內心，卻也在筆記的最後得知了一個關於曾祖父遺留的導力器所蘊含的驚人秘密。
《創》在議員之子羅納爾為教訓蕾恩而帶手下包圍時，路見不平的她即便不知緣由，依然挺身護在蕾恩身前，想要阻止羅納爾的惡行。這樣的義舉讓本想息事寧人的蕾恩，為了保護包含亞妮艾絲在內的學弟妹而出手鬥垮了羅納爾，也因此陰錯陽差的成為學生會會長。而事後兩人成為很好的朋友，亞妮艾絲也跟著蕾恩成為學生會成員。
《黎1》希望找回曾祖父遺物失竊的八個導力器，因為事關重大，考慮到筆記記述的內容與祖母隱藏身分的作法，認為這件事不能公開到檯面上，於是在蕾恩的介紹下，前往亞克萊德事務所委託范恩。之後雖找回其中一個，但過程的凶險程度超過她的想像，不願牽連范恩的她本想以五萬米拉當作報酬與賠償終止委託。然而范恩不但只收下合乎收費規定的一萬米拉，並以自身興趣為由，願意繼續搜索導力器，只要亞妮艾絲提供導力器與筆記的秘密即可，還不接受額外的金錢費用。而亞妮艾絲不願單方面接受好處，強烈要求以助手的身分在事務所裡打工。
在范恩的身旁經歷了不少事件而有所成長，在理想和現實之間堅持著自己的處事方式。見識過反應炸彈的恐佈後仍然毅然前往舊王都，並說服前來阻止的奧黛特和亞爾貝爾，在父親面前展示自己的決心後得到認同。在死亡遊戲中利用規則的漏洞，聯絡謝利德把城中的孩子們救出；推理出范恩部份的過去並看出他與艾蕾因和盧尼的關係；汎魔化時留在蕾恩身邊並喚回她的神智。被范恩評價越來越不好對付。
為了追回自我放逐的范恩，不放棄的亞妮艾絲成功以祖父的導力器喚醒范恩的戰術AI梅亞，找到了范恩所在的空間。不認同范恩的做法，並貫徹自己的處事方式；利用導力器削弱黎之漂泊魔王的力量，製造了擊敗魔王的機會。結尾在范恩送她回家時，以冬季限定蛋糕誘惑范恩，帶著他回家與父親見面。
《黎2》原本為了集中精力準備「亞拉密斯學園祭」和學習而減少打工次數到每月一次，之後得知一系列離奇殺人案的兇手是擁有創世的魔裝鬼‧佐爾格，與金凱德趕到現場時范恩和艾蕾因已經被殺。就在這時創世的時間回朔發生，利用這次記憶迴避兩人的死亡。 之後在解決魔裝鬼‧佐爾格的一連串事件期間，曾多次利用創世的時間回朔迴避一行人的死亡， 並最終作為事務所的一員，打倒庭園主人和魔裝鬼‧佐爾格，並奪回全部8個創世。 但在故事最後，獲在消逝前的丁格告知本次一連串事件並不是手稿筆記所提及 "無法於120X年拿回全部八創世" 的 "一切終結" 的情況。
期間已經出現對范恩的情愫，並盡可能以成為和范恩並肩的人而努力中；事件過後，由於和范恩創世的調查協定有效，亞妮艾絲依舊還在事務所中打工。
《界》在了解到“雷盖伦之匣”以及“大重置”的真相，以及其曾祖父克洛德·爱普斯泰恩博士所设立的“保险”后，一直暗中与拉托雅·汉弥尔顿博士等人合作。在穿著校服的情況下对范恩表白心意，然而却遭到拒绝。在最终“大重置”即将到来之时，通過漢彌爾頓博士的協力者之手，将8个创世安置在特里昂塔，自己也傳送到塔上以自我牺牲的方式，干涉“大重置”，來避免塞姆里亚大陆被重置到七曜历0年，而只是进行部分重置，代價是自身成神並存在被抹消。
菲莉·阿爾法德（Feri Al-Fayed）
- 登場作品：《黎1》P；《黎2》P；《界》P
- 聲優：小倉唯

全名菲莉妲·阿爾法德。隸屬於大陸東北部的高階獵兵團「庫魯格戰士團」的年輕獵兵。初登場時13歳， 《黎2》時14歳。
特徵為棕色肌膚與藍短髮的嬌小女孩，武器為突擊槍劍。戰鬥風格和《閃》中的菲類似，擅長利用敏捷身手進行突襲或擾亂對手。
大家庭中的長女，父親哈珊是戰士團的副頭目，還有個年長十多歲的長兄卡西姆及一對弟妹。因為長期生活在山岳地區的庫魯格領地，對都市及現代化科技很不熟悉，因接獲舊識獵兵團失聯的消息後，無法坐視的她私自來到伊帝斯尋找線索並與「亞克萊德事務所」有了接觸。
《黎1》為了尋找認識的失蹤獵兵，而前往首都，在跟蹤范恩被發現以後，決定委託事務所幫忙；而後發現要尋找的人已經被黑手黨阿瑪塔殺害，並被化為屍鬼持續被迫戰鬥，在最後打敗了對方。事件結束後，因為脫團擅自行動被父親「逐出家門」並以良好的修行成長機會為由，將她推薦給了亞克萊德解決事務所，原本范恩並不想答應，但是對方卻連菲莉的住所（事務所樓上的空房）也已經事先租好，最終只能收留她作為二號助手。
隨後因緣認識曾為獵兵的菲，並因此了解更多有關失蹤獵兵曾所屬的西風獵兵團的往事， 並一同協助修復其遺物的獵兵槍，並送還給西風。最後作為事務所的一員擊敗了阿瑪塔。
《黎1》中後期起，被兄長卡西姆提醒思考自身戰鬥之路和應該前進的道路是什麼， 在思索期間， 結果在《黎2》成為 被"侵蝕"的契機，而一度對范恩一行人倒戈相向，但最終因庭園主人的打敗， 而把有關事實無效化。最終作為事務所的一員，打倒庭園主人和魔裝鬼‧佐爾格。 到了學園祭時，已經14歳的菲莉需進行庫魯格傳統儀式的 "成年禮"， 作為庫魯格戰士已"成年"的證明，完成任務後，拜託范恩為她執行 "裝飾儀式" ， 正式成為成年庫魯格戰士。
《界》了解到库鲁格歌谣中的传说其实就是每1200年左右就要进行一次的“大重置”。
亞倫·魏（Aaron Wei）
- 登場作品：《黎1》E→P；《黎2》P；《界》P
- 聲優：內田雄馬

生活於東方人街的年輕幫派領袖，《黎1》時19歲→20歲。外貌是一頭紅長髮的美青年，即使扮演華劇中的女形角色也沒有違和感。武器為雙星劍，習有共和國著名的「月華流」武術，目前獲得中傳資格，但范恩評價其身手可媲美奧傳水平。
有個關係已鬧僵的父親李羅伊·魏，母親葉花則已經逝世。
性格看似輕浮，講話用詞是十足的不良少年風格；但為人極講義氣，有著吸引著男女老少的魅力而博得了麒麟兒、羅州小霸王的稱號。對煌都有很深的認同感，只打算專心守衛故鄉。黑月希望提拔他成為幹部，但本人對組織本身卻沒什麼興趣。直覺敏銳，注意到范恩的部分過去和亞妮艾絲的隱藏身份，第一眼就看出了怪盜凶貓的真身。
《黎1》因為黑手黨阿瑪塔的入侵，殺害了街上從小一起長大的夥伴，因此決定獨自一人前去尋仇；但被敵方喚起了體內被稱作「大君」的魔人力量而爆走，在范恩等人的幫助下，於內心世界打敗大君，恢復正常。事件結束後才在從小養育自己的人口中，察覺將他帶在身邊的原因是要監視他體內的魔人力量，而後為了重新審視自已，前往范恩的事務所做為助手工作。最後作為事務所的一員擊敗了阿瑪塔。
《黎2》因煌都盧家長老基恩·盧遭下毒昏迷和方·盧因被指控逃漏稅而遭被捕下四處奔走，尋找針對盧家的背叛者，但最終發現此只是一場為了重拾因長老家之一的雷家和阿瑪塔合作而重創的威信並清除毒瘤的， 而由曹·李和盧家長老基恩·盧合作的戲碼，同時成為曹·李借此成立新長老家 - 李家的見證人。曹·李在離開前，忠告亞倫作為黑月外部人的他，是時候考慮自身該前進的道路。 之後作為事務所的一員，打倒庭園主人和魔裝鬼‧佐爾格。
到了後期和父親李羅伊重逢，雖依舊不能原諒因自身的債務問題而連累葉花，但雙方的關係亦有一定程度的緩和，在最後，李羅伊在離開首都伊帝斯前，自言自語提及「大君」為血脈相承的以及其應該在父親這一代終結等不明用意的話語。
《界》在父亲的帮助下追踪使用月华流的《残渣》成员，并认出其已经死去的“大君”。
莉婕特·唐寧（Risette Twinings）
- 登場作品：《黎1》P；《黎2》P/E；《界》E→P
- 聲優：石川由依

馬爾鐸克綜合警備保障的公司服務專員，穿著一身女僕裝，淺藍色長髮的冷豔美女，20歲，武器為手槍與齒輪刀。雖外表楚楚可憐，但身懷高超的戰鬥能力，和菲莉或亞倫比試時不相伯仲，甚至更勝一籌。 另外，因高效辦理事務的能力， 曾讓茱迪絲折服。
《黎1》約4年前加入馬爾鐸克，3年前起就一直與與范恩進行定期聯絡，但范恩一直以為她是AI。
《黎1》察覺到范恩的賽法數據出現異常但被范恩掩飾過去。范恩在薩爾巴德被奧林匹亞襲擊時正式登場，以高速的戰鬥風格擊退敵人，事後以派遣員工身份加入事務所。在敵方於工科大學引爆炸彈之際，為了拯救卡特爾而捲入爆炸之中；因此揭露了她超越普通人類的身體能力的秘密－她的身體部分是經由馬爾鐸克的生體義肢技術改造成而成，可說是類似生化人的存在，被炸斷的手腳在漢彌爾頓博士和艾絲梅蕾的幫助下迅速替換修復，繼續協助范恩等人。基於公司的保秘義務而無法詳細解釋自己的狀況，但根據本人説法是得到這個身體還不到一年，不僅是四肢運動能力，甚至連五感都能重現。
《黎2》曾因 "侵蝕"而一度對范恩一行人倒戈相向，但最終因庭園主人的打敗， 而把有關事實無效化。 最終作為事務所的一員，打倒庭園主人和魔裝鬼‧佐爾格。校園祭舉行期間劇情暗示其於14歳時遇到一次事件後失去原本身體，無法過正常生活，但詳情不明。
《界》了解到其来自未来1259年的安卡维尔，由于遭到袭击而被使用维生装置穿越时空来到现代。马尔铎克公司在回收并研究拥有未来科技的维生装置后，获得与当今时代不符的科技。并成功得将其意识上传到当前所使用的身体。
卡特爾·薩里西翁（Quatre Salision）
- 登場作品：《黎1》P；《黎2》P/B；《界》P
- 聲優：田村睦心

15歲便進入巴澤爾理科大學攻讀碩士的年輕研究人員。武器是脈衝槍和操作著名為「FIO」（*聲優：首藤志奈）和「XEROS」的導力無人機。前者主要負責偵察與分析，後者是戰鬥用機型。修剪整齊的銀髮和有如少女般端正的五官，散發出一股他人難以親近的氣質。
幼時被共和國的導力革命之母漢彌爾頓博士收養，視她為親生祖母一般，自己也決定要走上研究這條路。專攻以適用新型戰術導力器「賽法」規格的AI為基礎的導力無人機研究開發與運用，但同時也擔任物理工學和活體工學等研究室的助手，同時對堪稱理科大學象徵的天文台也有特別的感情。
把巴澤爾的人們當作自己家人看待，但從沒提及過親生父母；似乎過去曾帶給他心理創傷。
《黎1》為了保護漢彌爾頓博士留下來的研究與住所，以自己的技術為報酬委託范恩幫忙擊退阿瑪塔；在阿瑪塔竊走反應炸彈的技術之後，作為事務所的助手加入了范恩的團隊，阻止阿瑪塔的陰謀。故事終盤隱晦的揭露了他和范恩一樣是D∴G教團的受害者。
《黎2》進一步說明他被D∴G教團狂熱信徒的父母，自幼被迫參與人造天使計劃的實驗，不止使其自身成為神的容器，且被改造成了同時擁有雌雄雙性特征之人，並擁有人造天使的能力。後在曾在破戒賀伍德的 "設計" 下， 在涅梅斯島喚醒天使能力並一度失控暴走。 所幸由隨後趕來范恩一行人所壓制；之後天使能力已經消失了大半，但他已經會某種程度善用協助事務所。 最終作為事務所的一員，打倒庭園主人和魔裝鬼‧佐爾格。之後，開始對於導力網絡虛擬偶像直播感到興趣， 並嘗試以「科學少女卡特雷雅」的名義經營頻道而開始受到歡迎。
《界》随着身体中荷尔蒙幅度影响导致身体的男女比例偶尔失调，需要使用药物控制，将其比例控制在“正常”程度，即大约为男性90%，女性10%。
茱迪絲·蘭斯塔（Judith Ranster）
- 登場作品：《黎1》E→P；《黎2》P；《界》P
- 聲優：日笠陽子

在《導力影片》界活躍的頂級女演員之一，帶有一頭尾端與瀏海挑染的橙髮，22歲，武器為流星鞭。
除了女演員這個表面身分外，還是傳說中在卡爾瓦德共和國活躍的謎樣怪盜，專門盜取貪官汙吏與非法斂財人士的義賊－怪盜「幻夜之貓」的真身。跟東方魔人「銀」一樣是家傳事業，茱迪絲是在八年前從身為前任的母親手中繼承這個身分，與當時同樣剛繼承「銀」身分的莉夏是時而競爭時而互助的戰友交情，直到茱迪絲在表面舞台發光發熱而日漸忙碌，莉夏也因工作前往克洛斯貝爾而斷開了聯繫。
祖母多明尼克是香頌歌手，母親克洛伊是舞台演員，而且都是風靡一時的人物，可以說一家三代都是極富盛名的演藝人士。
雖作為「幻夜之貓」身手不俗，但有時在執行任務時(尤其在范恩面前) 失去應有的冷靜。
有其粗心大意一面， 《黎2》後期時，因疏於維護能變身「幻夜之貓」的導力器而損壞， 導致她無法完全解除變身， 結果由祖母多明尼克被叫出維修和訓斥一通。 上述事件加上作為初代「幻夜之貓」的威嚴， 經常在祖母面對抬不起頭來。
《黎1》在任務過程中，以蒙面裝扮與范恩等人遭遇，被范恩調侃是癡女打扮的奇怪人士，而她則是懷疑范恩是在從事不法行為，雙方因誤會有過多次衝突。
在薩爾巴德影展時，雖和以金獅奬為名的最佳女演員奬失之交臂，但依舊作為專業演員的身份繼續努力。
在溫泉鄉龍來時徹底暴露了真實身分，隨後加入了范恩事務所的團隊。在最終戰時協助范恩打敗黑手黨組織阿瑪塔。
《黎2》時一邊和妮娜·芬里合作，於梅瑟達姆拍攝跨界合作電影， 一邊協助范恩一行人調查傑拉爾的遺物。 隨後和范恩等人聯手打倒庭園主人和解決魔裝鬼‧佐爾格的一連串事件。
《界》了解其祖母和希娜·迪尔克以及C·爱普斯泰恩家族的渊源，并了解到其家族所使用的变身粉盒为爱普斯泰恩博士所作。
貝爾加德·哲曼（Bergard Zeman）
- 登場作品：《黎1》P；《黎2》；《界》E/P
- 聲優：大塚明夫

右眼遮著眼罩的魁武獨眼老人，修習東方三大拳法流派之一的「崑崙流」，69歲。在大陸各地收了許多弟子，范恩、星杯騎士團的塞莉絲、里昂、阿巴斯、蓋烏斯，僧兵廳的阿謝拉德和帝國的渥雷斯都出自於他門下。目前正隱居周遊列國。本名艮特·巴克霍恩，前守護騎士第八位－「吼天獅子」。
隱退前表面身分為年邁的教會巡迴神父，曾於諾爾德教導幼時的蓋烏斯關於世界上的知識；於七耀曆1178年回收了造成諾森比亞大公國領土鹽化的「鹽之杭」。在教團殲滅作戰過後，救出並照顧心靈接近崩壞的范恩讓他得以恢復正常生活能力，並在范恩日後徬徨輟學之時，在龍來花費半年傳授了崑崙流給范恩。
《閃2》拜訪帝國各地教會探查當地人民於內戰中的生活，然而接受了隱藏任務要確認他是否平安的Ⅶ班卻即使乘坐飛艇都沒能追上其行蹤，最後他留下書信問候蓋烏斯和VII班，表示之後要前往內戰頻仍的帝國西部。
《閃3》前在諾爾德高原為了救出遭到共和國軍攻擊的蓋烏斯而身受重傷，在瀕死之際將聖痕過繼給賞識的蓋烏斯。結果之後卻因未知原因倖存了下來。考慮到自己已經失去了聖痕，也為了藉機促進弟子們的成長決定順勢詐死退出了騎士團。除了蓋烏斯、愛因、湯瑪斯和法王以外騙過了所有人。
在退團後更名為貝爾加德・哲曼，開始盡情享受自己的第二人生，在雜誌的影響下，學會摩托車和音樂等世俗文化，非常享受舒適的半退休生活。
《黎1》後期為了協助范恩而再次出現，並告知阿瑪塔的藏身地後一起前往舊王都；期間阻止了騎士團和僧兵廳之間的內鬨。在擊敗了黑手黨組織阿瑪塔後，范恩覺醒為五柱魔王之一，巴克霍恩自述原本教會聖典中僅記載了煉獄72柱惡魔，但某次事件以後新出現了統領他們的五柱魔王，而寄宿在范恩身上的便是其中之一，對於自己一直低估范恩的不安和絕望感到懊悔，請求梅亞告訴范恩的所在地；最後協助范恩擺脫了魔核。  到了最後至《黎2》間，一直在大陸東部活動， 亦不時寄信給眾徒弟們關心。
《界》继续展示自己的人脉以及对于教会圣典的学识。认出了前来安卡维尔医院中前来协助的老人为“剑仙”云·卡法伊，以及时之至宝的真名为“雷盖伦之匣”。
梅亞（Mare）
- 登場作品：《黎1》；《黎2》；《界》
- 聲優：長繩麻理亞

安裝在范恩的戰術導力器賽法（Xipha）中虛空核心的特製AI。為馬爾鐸克綜合警備公司偶製造下來的產物
因不明原因擁有了自我意識，以全息投影的方式出現在了現實之中，並給予了范恩她口中稱作「吞噬惡夢」，可變身為「魔裝鬼」特殊能力。
《黎1》的最終戰在與范恩的對話中，似乎有另一層身分，但范恩還沒有辦法想起來，最後給與范恩變身為第三階段的魔裝鬼力量。
《界》协助《黑色庭院》的调查，并帮助创造了“夹缝圣域”。其后告诉范恩等人可能很长一段时间都无法再次见面了。

### 共和國政府
薩謬爾·洛克史密斯（Samuel Rocksmith）
- 登場作品：《碧》；《閃4》；《黎1》；《界》
- 聲優：掛川裕彥
- 共和國總統，《碧》時65歲。

作為平民派而家喻戶曉的卡爾瓦德共和國前(22任)總統，政黨共和黨出身，同時也是共和國中央情報省前身－情報組織「洛克史密斯機關」的創建者。
禿頂微胖的男子，外表貌不驚人，往往給初見者一種和藹可親的感覺。然而實際上，他是一名能夠巧妙地掌控共和國國內東方移民和民族主義者等魚龍混雜的局勢，並同時對帝國和克洛斯貝爾等地區進行著策略部署的老手。
《碧》中在西塞姆利亞通商會議上與鐵血宰相一同要求克洛斯貝爾解散警備隊，由兩國駐軍取代，被批評為「狡詐的老狸」。
《閃4》於帕坦古艾以元首的身分參與了各國首腦會議，商討如何對抗帝國與宰相。而就在會議前不久，由於「反移民政策主義」在共和國內的激烈化等原因，所領導的執政黨選舉落敗，因此即將卸任。《閃4》后，隨著總統輪替交接期結束退出了共和國10年執政。
《黎1》下台後去了龍來，在年輕時有交集的泰斗流宗師龍牙的故居過著農耕生活。雖然已幾乎形同隱居，但仍以過去的人脈和情報網持續關注著共和國政經發展與國內情勢。有必要時也會像過去一樣運用手段為各方勢力牽線。 《黎2》間，一直在大陸東部活動。
《界》继续在龙来进行农耕生活，在黎恩等人前来寻求突破“斑鸠”封锁的昆仑山路时，介绍了泰斗流的“瘦狼”瓦尔特·克隆和“不动”阵·瓦塞克与黎恩等人一同行动。
洛伊·格蘭哈特（Roy Gramheart）
- 登場作品：《創》；《黎1》；《黎2》；《界》
- 聲優：小山力也
- 共和國新任總統。

外表精悍的中年男子，過去曾是共和國軍的軍人出身，退役後轉型為政治家，並在前總統薩謬爾‧洛克史密斯當選後組成了政黨「愛國同盟」，走上自己的路。後來在傳聞中靠著民粹浪潮與鼓吹民眾對於洛克史密斯政權的不滿，而登上共和國新一任 (23任) 總統大位。
《創》中對於克洛斯貝爾統一國的異變，與麥克道爾議長使用視訊交談，並訂下了若是無法在一定時限內自行解決，共和國大軍就會壓境克洛斯貝爾；結局後依靠著馬爾鐸克駭入了結社的星辰之間，與結社盟主訂下了兩年半間互不侵犯彼此計畫的條約，自身推行「窮究世界可能性計畫」與結社計畫競爭。
《黎1》對亞妮艾絲的兼職沒有意見，只要求不要給自己添麻煩及不要做讓母親蒙羞的事。利用世界大戰後埃爾波尼亞帝國龐大的賠償金以及與大陸東部公國等多方勢力的合作，飛速推動了共和國的經濟與科技發展。讓共和國國力在兩年間一舉超越帝國成為大陸第一。也因此獲得了國民壓倒性的支持。
與已故的鐵血宰相具備相似的氣質與行事作風。發表的演講十分具有魄力跟煽動力。相較於前任總統對於國內多方勢力慣用的「調和」手段，更喜歡引導他們彼此競爭求進步。
《黎1》終章親自發表了共和國軍最新世代的武裝力量。表面上是為了更加穩固共和國的大陸霸主地位，但在檯面下似乎有著其他的目的。
《黎2》曾因受 “侵蝕” 化人們發動的政變而被霧香和陣的分身綁架，但最終因庭園主人的打敗， 而把有關事實無效化。 故事後期出席亞拉密斯校園祭，並欣賞女兒亞妮艾絲的話劇， 期間亦得知本人亦是亞拉密斯高等學校的校友， 同時亦是和亞妮艾絲的母親相遇之地。
在故事的最後公佈在共和國東部的伊修加爾山脈深處盆地建設宇宙軍基地，稱為“摘星者計畫”，並動用了共和國軍、CID（中央情報省）和馬爾鐸克公司等企業，致力於實現這項計畫。
《界》“摘星者计划”实为“雷瓦汀计划”，是为了女儿亚妮艾丝以及全世界的未来而堵上一切破坏时之至宝“雷盖伦之匣”封锁塞姆里亚大陆的“时间摇篮”系统。该系统每大约1200年发动一次，进行“大重置”，将整个大陆重置到七曜历0年。格兰哈特通过其妻子和岳母等关系得知该系统后便致力于打破该系统，其成立新政党并竞选总统皆为了实现该计划。该计划最终失败，其女儿亚妮艾丝最终牺牲自己，利用其曾祖父爱普斯泰恩博士设下的“保险”干涉了“大重置”。
艾爾莎·柯庫蘭（Elsa Cochrane）
- 登場作品：《SC》；《3rd》
- 聲優：笠原留美
- 卡爾瓦德共和國駐利貝爾大使，

與埃雷波尼亞帝國的達維爾大使常常為了國家利益而發生口角。
《創》委託艾絲蒂爾前往克州協助建設新大使館，同時也成為駐克州新任大使。
艾米莉亞·哈林格（Emilia Harling）
- 登場作品：《黎1》；《黎2》；《界》B→S1
- 聲優：小見川千明

共和國軍少校，平時在首都伊帝斯以運送屋“艾梅絲（エルメス，Hermes）”身份而活躍，以戴著全罩式安全帽的形象現身，機車車技相當了得。因在過去的大戰中立下顯赫戰功而被稱為「擊墜女王」的砲艇王牌駕駛員。大戰結束後雖然表面上從軍方退役，但實際上作為太空人訓練的一環，從事著使用機車進行極速快遞的工作。個性開朗且帶有些許調皮，對於軍人還是快遞員的兩種身分都引以為傲，懷著堅定的信念投入這次的太空計畫。在黑白兩方在不小的人脈。
《黎1》期間受庫倫凱特教授所託，運送和共和國總統主導的某計劃的部件，可以用比市價稍高的價格跟她購買各種商品。
《黎2》劇情中可確認為共和國軍少校的真實身份。
《界》中被選為參與“摘星者計畫”中的執行人類首次載人太空飛行任務的「太空人」，駕駛共和國開發的新型突擊裝甲（人形機動兵器）“王者之劍”，並進行了充分的戰鬥訓練，以應對各種突發情況。在计划最终阶段驾驶王者之剑随火箭升入太空面对时之至宝“雷盖伦之匣”，突破其封锁后引导地面发射的八发反应武器导弹击碎了至宝。然而最终至宝利用时间能力回溯并召唤一黑色骑神击落王者之剑，后者最终坠毁于克雷優村郊外，成為了遭到創世的時空跳躍影響後所出現了的殘骸石像。
丹尼爾·哈林格（Daniel Harling）
- 登場作品：《界》
- 聲優：小山剛志

共和國空軍上將。艾米莉亞的父親。“千只陽炎”作戰中共和國方的負責人上將。
《界》为“摘星者计划”总负责人。在王者之剑坠毁后仍想通过发射其余反应武器导弹攻击时之至宝，然无力回天，计划最终失败。
萊恩·康納萊
- 登場作品：《黎1》；《黎2》；《界》
- 聲優：山本彬

在野黨「卡爾瓦德共和黨」黨員兼議員，艾莉·麥克道爾的親生父親。

#### 中央情報省
霧香·樓蘭（Kirika Rouran）
- 登場作品：《FC》；《SC》；《3rd》B；《零》；《碧》；《黎1》；《黎2》B；《界》
- 聲優：米本千珠（《黎2》之前）→道井悠（《黎2》以及之後）
- 游擊士協會蔡斯支部負責人。《SC》後離職，加入共和國情報組織「洛克史密斯機關」，後正式改名為「中央情報省」CID。

來自卡爾瓦德共和國的東方美女，是泰斗流掌門的女兒「飛燕紅兒」。擅長武器為偃月輪。
《SC》的四輪之塔異變事件中，獨自通過異空間，展現其非凡實力。之後辭掉蔡斯支部負責人職務，回到卡爾瓦德共和國擔任情報組織「洛克史密斯機關」的統合分析室室長。
《零》以演藝經紀人身份出現在特務支援課眾人面前，也出席了黑之拍賣會。暗中出手幫助了羅伊德等人脫逃。之後與同樣隱藏了身份的帝國情報局上尉雷克多進行了克州情報戰相關的會談。
《碧》作為政府官員陪同洛克史密斯總統出席克洛斯貝爾的西塞姆利亞通商會議。與帝國的二等書記官雷克多彼此似乎有私下的聯絡與計畫。克洛斯貝爾市遭庫羅伊斯家族控制後，聯絡特務支援課等人在車站進行情報交換，在收復蘭花塔的作戰中也有出力幫忙。
是安潔莉卡·羅格納的「泰斗流」師父。
《黎1》繼續在經過新任總統組織調整後的CID擔任室长，為了維持共和國治安穩定與預防恐攻等惡性案件，辛勞的與各方勢力周旋。與同門師兄弟陣和瓦爾特間也因為各自的所屬與職務繼續維持著微妙的關係。
《黎2》被庭園主人 “侵蝕” 昏倒，而其因 “侵蝕”而產出的分身和陣的分身發動政變， 並一度綁架格蘭哈特總統，但被後來趕到的范恩一行人打敗。 事後因庭園主人的打敗， 而把有關事實無效化。
《界》探访洛克史密斯总统，在黎恩等人访问时透露CID除她以外都已全面加入到“摘星者计划”之中。
科迪·馬克米蘭（Cody MacMillan）
- 登場作品：《閃3》；《閃4》；《黎1》；《黎2》B；《界》B
- 聲優：中島雅也
- 共和國特殊部隊海克力士的年輕一員，卡艾拉特務少尉的弟弟。

《閃3》中與部隊成員潛伏在帝都收集情報，收集途中成員大部分被暗黑龍「眷族化」，只有科迪在慌亂中落單脫逃，最終在帝都地下水道被黎恩、雷克多等人找到并計劃後續將其遣返共和國。
《閃4》時和部分成員從拘留所脫逃，但之後除科迪外，其他成員們都受到詛咒的影響而失控，最終被黎恩和卡艾拉合作成功阻止后平安回到了共和國。
《黎1》為了接替因和帝國的紛爭中身亡的父親，作為隱居龍來的洛克史密斯前總統的護衛接替出場。
《黎2》說明和姊姊卡艾拉一樣， 不認同現任總統 - 格蘭哈特的政策，尊敬前總統洛克史密斯，這一理念亦成為被庭園主人 “侵蝕”的契機 ，從而發動政變， 並一度綁架格蘭哈特總統，但被後來趕到的范恩一行人打敗。 事後因庭園主人的打敗， 而把有關事實無效化。 之後，雖口中依然視前總統洛克史密斯為心目中的總統，但認可格蘭哈特作為總統的氣量和膽識， 並觀望作為格蘭哈特總統會帶領共和國到何處。
《界》为报总统对其姐弟曾发动政变之事既往不咎而与其姐一起在总统府地下控制中心尝试组织范恩等人突破。
卡艾拉·馬克米蘭（Kaela MacMillan）
- 登場作品：《閃4》；《黎1》；《黎2》B；《界》B
- 聲優：悠木碧（《閃4》）→風間萬裕子(《黎1》以及之后)
- 隸屬於共和國中央情報省的特務少尉，也是特殊部隊海克力士的一員，《黎1》時21歳。

作為共和國洛克史密斯大總統的隨行人員，參與各國聯合會議。
在帝國秘密活動的同時，也一直擔心著不知在何處獨自行動的弟弟科迪的安危。
《黎1》常受到長官盧尼的命令在共和國各地出差。在前往巴澤爾對理科大學進行秘密調查時被范恩一行識破行蹤，之後雙方進行了有限度的合作.
好像不太認同現任總統 - 格蘭哈特的政策，並為能存續前總統洛克史密斯而奔走中。
這一理念亦成為被庭園主人 “侵蝕”的契機 ，從而在《黎2》時發動政變，佔領共和國戰門導力飛行艦，但被後來趕到的范恩一行人打敗。 事後因庭園主人的打敗， 而把有關事實無效化。
《界》在范恩陷入危机之时调动CID部队支援，后被编入“摘星者计划”。在总统府地下控制中心阻挡范恩等人失败后，透露亚妮艾斯被软禁的位置。
盧尼·金凱德（René Kincaid）
- 登場作品：《黎1》S1；《黎2》P；《界》S1→B
- 聲優：福山潤 / 結城光（幼少期）

共和國中央情報省統合分析室輔佐官，《黎1》時25歲。身穿酒紅色西裝的眼鏡男子，受到不少女性同事的歡迎。武器為軍用手槍。經常要求范恩在工作時不要叫他名字。
富裕家庭出身，與小自己一歲的范恩和艾蕾因是青梅竹馬，毫不在意范恩的出身。學生時代跟范恩再遇時已經查覺到他似乎經歷過某些難以啟齒的事情。擔任學生會會長並邀請范恩和艾蕾因加入學生會，對於兩人的感情是跟自己弟弟和妹妹一樣。曾經帶著自己的女友和未成年的范恩去夜店喝酒，在亞拉密斯留下不少傳說。畢業後曾加入內務省，但在CID成立後隨即跳槽。
范恩失蹤後艾蕾因決定成為遊擊士，盧尼作為她唯一的支持者為她加油打氣。另一方面，對於突然回到首都並從事游走灰色地帶工作的范恩表示不置可否，但還是了解他的想法，不時提供有用的情報，同時也對利用彼此的立場可說是毫不猶豫。很清楚范恩和艾蕾因對於彼此的情感，認為兩人都還心智未熟。在成為CID分析官的現在，正為著成為總統的目標努力着。其毫不掩飾的野心受到上司霧香賞識；同時亦因高超的手腕和能力，深受格蘭哈特總統器重；帝國情報局也將他列為需重點注意人物。
《黎1》作為中央情報省的代表，數次幫助范恩等人，似乎也是格蘭哈特總統計劃的參與者之一。在任務中曾經與事務所的助手們談到范恩與艾蕾因的過去，透露了兩人在學生時期短暫交往的事實，對於亞妮艾絲對范恩的看法大感意外。最終戰與破戒和格蘭哈特總統一起破壞最後的柱子，結束後與范恩及艾蕾因一同到了酒吧敘舊。
《黎2》時首都動亂時和范恩合作，解決包括陣與霧香"侵蝕"分身策劃綁架總統等一連串事件，事後因庭園主人的打敗， 而把有關事實無效化。 最後和范恩一行人解決打倒庭園主人和解決魔裝鬼‧佐爾格。
《界》表面协助总统进行“摘星者计划”并通缉篡改星空蒙蔽全世界的汉弥尔顿博士。实为汉弥尔顿博士的帮手，用白色复制品替换了总统在地下控制中心中使用的8个创世。真正的创世被安置在了特里昻塔，并最终成功干涉了“大重置”。

### 卡爾瓦德遊擊士協會
陣·瓦賽克（Zin Vathek）
- 登場作品：《FC》S1→P；《SC》P；《3rd》P；《閃4》[7]；《黎1》S1→S2→B→S2；《黎2》S1/S2/E/B；《界》S1
- 聲優：稻田徹（日）；Patrick Seitz（英）

被稱為「不動」的A級遊擊士，《FC》30歲。來自卡爾瓦德共和國。
因為身形高大的緣故常被誤認為熊。性格惇厚豪邁，富有應變能力，是個可以依賴的大哥型人物。為「泰斗流」的武術家，不使用武器以赤手空拳的武術應戰。與卡西烏斯以及雪拉早有認識。
《FC》以參加武術大會的名義來到利貝爾，實際上是接受了卡西烏斯的委託前來調查利貝爾的不尋常之處。隨後協助眾人解決利貝爾情報部政變事件。
《SC》時揭露與結社執行者「瘦狼」瓦爾特以及霧香是東方武術「泰斗流」同門，其中瓦爾特是師兄，霧香是師父的獨生女，在瓦爾特弒師後彼此決裂。最後在利貝爾方舟之上以泰斗流擊敗了瓦爾特。後在霧香準備回共和國上任前，可以觀察到兩者似乎有些曖昧情愫。
《3rd》在共和國時被神秘的光團所包圍，而被捲入影之國事件。
《零》提到D∴G教團壓制作戦時，似乎也作為遊擊士代表參與了作戰。
《閃4》中，作為遊擊士方參與閃光之翼作戰，與亞里歐斯、亞妮拉絲協助帝國東部戰事。
《創》透過其師妹凜得知即將被推薦為S級。然而，後來因為陣認為自己不及曾為S級的卡西烏斯，最終回絕S級的資格。但依舊被遊擊士協會視為準S級。
《黎1》作為共和國游擊士的頭號人物表現活躍，與師兄瓦爾特的關係也有改善，不再是見面立刻就打起來的緊張關係。和范恩交談得知，他偶爾到大陸各地的泰斗流道場進行指導，並曾有打算考慮接下因龍牙師父去世而空缺的宗家之位，復興流派，但因自認其實力不足於承擔其職責以及對共和國遊擊士協會因離職的潛在影響而一時作罷。
結果因此被庭園主人有機可乘而在《黎2》時被 “侵蝕” 昏倒，而其因 “侵蝕”而產出的分身和霧香的分身發動政變， 並一度綁架格蘭哈特總統，但被後來趕到的范恩一行人打敗。 事後因庭園主人的打敗， 而把有關事實無效化。 事後重新審視自己的不足。
《界》协助黎恩突破“斑鸠”封锁的前往昆仑的山路，并透露准备接受协会邀请，成为S级游击士。
艾蕾因·奧克雷爾（Elaine Auclair）
- 登場作品：《創》；《黎1》S1→B→S1；《黎2》P/E；《界》P
- 聲優：齋藤千和

繼「紫電」之後，現今最年輕的A級游擊士，被稱為「劍之少女」，但不喜歡這名號，如果有人連同年齡一起評論的話會直接拔劍相向。武器是騎士劍，舊王國劍術的高手。《創》附錄小說中為23歲，《黎》時24歲。因俏麗的外貌而擁有不少的人氣，經常受到共和國媒體的報導。更甚至還接獲星探與娛樂圈的邀請，想要她出演導力影片或是擔任雜誌模特，但她一律回絕。嗜好是香草熱可可和咪西。
協會為了對應共和國內逐漸變化的情勢，認為需要更多上級游擊士來維持局面，便打算提拔已有名望的她升格為A級游擊士，以作為協會的門面發揮抑制力。但本人認為自己還沒有足夠的實績與實力，不願意如此早提升到A級。「克洛斯貝爾再佔領事變」後約半年經歷了一次誘拐事件，事後明白到枱面上確實需要新英雄的出現，於是決定接受晉升，為了在未來能與真正的英雄並肩而行。
舊王國貴族出身，共和國知名製菓公司社長的大小姐。母親為西蒙娜·奧克雷爾。范恩和盧尼的兒時玩伴，並不在意范恩的出身，經常帶不少甜食給范恩，成為他日後成為甜食狂熱者的起因。數年後在亞拉密斯就讀時再與范恩相遇，加入了盧尼率領的學生會並中途接替去了留學的副會長。重逢的兩人意識到了他們的感情，自然而然地開始交往；但一天范恩突然留下字條後不告而別，兩人的關係無疾而終並大受打擊。
雖是來自貴族家庭，但開明的性格讓她不會有堅持過去的守舊觀念，從小就與支持舊體制派的父親（愛德蒙·奧克雷爾）關係不和，范恩的離開更讓她對父親產生強烈的懷疑。因對父親的疑心以及希望成為別人力量，讓艾蕾因決定不顧家族反對成為遊擊士。對於7年後范恩回到首都並開始從事遊走灰色地帶的工作後感到大惑不解，加上范恩一直沒向自己解釋他的過去，也讓兩人總是有些許隔閡。
《黎1》在阿瑪塔的各種事件中活躍，並在數次任務中與范恩保持合作關係。起初認為亞妮艾絲不應依賴可疑的地下萬事屋，後來因為各種原因打消了這想法。在舊王都的「遊戲」中作為遊擊士協會的一員參戰，但中途突然退出並辭職；以單人隊伍繼續參戰，與梅魯奇歐作出交易，獲得父親贊助恐怖組織的證據後，阻止了僧兵廳對她父親的處刑後揭發他的罪行，事後基於世間的同情遊擊士協會也拒絕了艾蕾因的辭退要求。「汎魔化」後本來打算一同追回范恩，但被障壁阻擋在外面，並請求亞妮艾絲把范恩帶回；范恩終於歸來之際，對著他露出欣慰的笑容。
《黎2》曾向范恩詢問過復交的可能，但被回覆以身體內尚有魔王本身一部份，而背後所帶來的問題並未完成解決下而拒絕。但艾蕾因表示不討厭現在的關係，但會在情況不對時會主動阻止並會插手。 最終於遊擊士身份和范恩一行人解決打倒庭園主人和解決魔裝鬼‧佐爾格的一連串事件。
《界》被协会托付协助范恩等人的行动从而了解包括“摘星者计划”在内的各种事件的情报。私下向范恩透露仍愿意恢复两人亲密关系，并愿意等待范恩解开心结。两人之间的亲昵行为连临时加入的约尔妲都有所察觉。
艾爾維斯
- 登場作品：《黎1》；《黎2》B；《界》S2
- 聲優：楠賢將

隸屬卡爾瓦德協會的C級游擊士，個性認真，身手不差，但被同行認為他有時候缺乏冷靜，是近期有望再晉升B級的後起之秀。
將遊走於法律邊緣的地下萬事屋視為競爭對手與可能的取締對象，因此在初期對范恩抱持不信任的態度，但看到在舊王都的「遊戲」中的活躍表現後改變態度，雖時不時范恩冷言相出，但已經認可范恩的實力。
對在新人時多番照顧，同為遊擊士的艾蕾因抱有敬慕之心，但未發現雷吉娜對自己的好感。
《黎2》時被庭園主人 “侵蝕”從而發動政變，佔領共和國戰門導力飛船，但被後來趕到的范恩一行人打敗。 事後因庭園主人的打敗， 而把有關事實無效化。 在最後的學園祭時已經升為B級。
《界》与雷吉娜一同面对被e因子强化的魔兽陷入困境，幸遭范恩等人解救。后在迪尔克纪念公园以及安卡维尔等地多次率领游击士协助范恩等人平息事件。
雷吉娜
- 登場作品：《黎1》；《黎2》；《界》
- 聲優：星之谷雫

隸屬卡爾瓦德協會的C級游擊士，為卡爾瓦德遊擊士協會當中為數不多能使用通用型永恆系統的游擊士，而隨著科技的進步，在《黎2》時要指導包括艾爾維斯在內的遊擊士們學習和導力網站等相關知識。
常跟同期的艾爾維斯一起行動和出勤共和國各地，進至對艾爾維斯抱有情感，但本人則毫無察覺。
葛雷·亞諾德
- 登場作品：《黎1》；《黎2》；《界》
- 聲優：石川佳典

隸屬卡爾瓦德協會的准游擊士，有不俗的實戰能力，曾能掃除龍來郊區接近全部的魔獸。
認同范恩的想法，認為不需要每個人都是正義的一方。
《黎1》隱瞞自已來自列曼自治州的事實，不在游擊士總部的列曼，而派到了卡爾瓦德任職。
對力量有著不尋常的執著，雖有提及為了姊姊而要變強，但不願提及背後的原由。曾經因2次不聽卡爾瓦德協會的指示而獨自行動而曾一度停職。
《黎2》時說出自身曾因為其同為游擊士(B級) 姊姊 - 芮薇 - 因潛入「A」秘密偵查期間而遭其遇害的關係而加入游擊士。為了向「A」復仇，還假造身份、國籍和經歷，甚至不惜加入共和國的游擊士協會，而不是故鄉的協會 (雖早於舊王都的「遊戲」前，已經被部份游擊士協會資深成員察覺，並對於他的後繼行動處於觀望態度)。
但在舊王都的「遊戲」和首都泛魔化等一連串事件後，意識到使用力量的意義在於保護他人，而非復仇，並得知同樣因「A」的關係而失去家人的拉修卡爾再一次誤入歧途前率先展開行動，並在和地下解決屋一行人成功救下他，並點醒他應為克雷優村的人們，理應前進的道路。 同時本次事件亦令他放下過去，重新為游擊士的道路上前進。在最後的學園祭已經升為正遊擊士。
小鈴
- 登場作品：《黎1》；《黎2》；《界》
- 聲優：八音芽櫻

隸屬卡爾瓦德協會的B級游擊士，主要在煌都蘭伯特活動，有個哥哥李蓮。對於包括哥哥李蓮和亞倫在內等身手不凡但不務武業的人們感到不滿。
《黎1》時曾到首都嘗試遊說兄長和煌都繼承道場，但以失敗告終， 為此，在《黎2》時，委託范恩向因故返鄉的李蓮下戰書，希望借2對2的武術試煉中回心轉意，期間意外得知李蓮因前來踢館的高朗而打敗後，從而質疑一直以來所學武術而心灰意冷而拒回習武之路這一事實， 但意識到李蓮對於力量之差這一點想通後則不再執意追問他，而父親商討接下來的行動。
安茱
- 登場作品：《界》
- 聲優：長谷川玲奈

隸屬卡爾瓦德協會的準遊擊士。
《界》雷加德的妹妹，因哥哥曾因约尔妲等人负伤退役一事对约尔妲抱有敌意。
雷加德
- 登場作品：《界》
- 聲優：成瀨健作

《界》前A级游击士，曾经与约尔妲等人交手后负伤退役。现为安卡维尔协会的柜台人员。
菲·克勞塞爾
來自帝國的游擊士，為了解決人手不足的問題而來到共和國支援。
詳細請參考菲·克勞塞爾條目。

### 共和国警察局
達斯瓦尼
- 登場作品：《黎1》；《黎2》；《界》
- 聲優：杉崎亮

卡爾瓦德共和國首都警察的特捜課所属警部，對於多次遊走法律邊緣而被帶到警局問話的范恩表示無奈和互相幫助。
有家室，妻子菈提法和女兒奇奇有中東血統，且奇奇的外貌以及膚色明顯中東人特征，故推測達斯瓦尼應為中東混血黑人。
《界》对范恩的态度已有所改观。为了偿还范恩帮忙的人情，在范恩需要赶回帝都解救亚妮艾丝时借给了他们警灯，以便他们可以超过法定速度赶回帝都。
奈特
- 登場作品：《黎1》；《黎2》；《界》
- 聲優：佐藤正幸

卡爾瓦德共和國首都警察的特捜課所属搜查官，達斯瓦尼的下屬。
敵視時常在灰色地帶遊走法律邊緣的范恩。有一個交往中的女友，但因為奈特經常被警察局使喚任務而導致約會經常不順利，使得關係飄忽不定。
《界》得知亚妮艾丝被困在总统府后，协助范恩等人引开了总统府的共和国军士兵，让后者得以成功潜入。

### 巴澤爾
巴澤爾理科大學與烏爾努社的所在城市。
拉托雅·漢彌爾頓（Latoya Hamilton）
- 登場作品：《黎1》；《黎2》；《界》
- 聲優：井上喜久子

愛普斯泰恩博士的三大嫡傳弟子之一，通稱L·漢彌爾頓博士，74歳。共和國導力革命之母，兼任巴澤爾理科大學名譽教授；《黎》三年前辭任烏爾努顧問，將烏爾努交給弟子後離開，前往东方偏僻地區進行研究。打算借助多方人士，包括黑月长老的帮助下，找到解决东方大陆地質枯竭的办法，亦因而被黑月长老評價為"看起來很溫和，但實為狠角色"的人。
中東出身，性格和藹，三高徒裡面最明白事理的人。導力革命後認為邊境也需要導力器，與遊擊士協會組成先遣團，在偏僻地區進行導力的普及化。經常前往各個地區進行巡迴訪問，奠定了普及和啟蒙導力科技活動的基礎。
《黎1》正式揭露其全名為拉托雅·漢彌爾頓，與拉賽爾博士、施密特博士一同解體反應炸彈。
《黎2》時曾因受 "侵蝕" 而發動政變而和吉塔公女一同被綁走，但因范恩一行人阻止而解救，最終因庭園主人的打敗， 而把有關事實無效化。 在故事的最後，丁格拜託博士之後的發展， 而博士自言自語道出終於能趕得 "那時候" 的不明話語。
《界》从导师爱普斯泰恩博士处了解时之至宝的真相后为最终干涉“大重置”而努力，制造出创世的白色复制品，并不惜采取违反道德法律的措施一切只为最终干涉的成功。在巴泽尔天文台地下利用导力技术与古代占星术工房相结合创造伪造的宇宙影像并通过导力网络和七曜脉影响全世界天文台，来防止各地观测到星球之外的真实影像。在萨尔巴德将来自未来的水调往现在而形成绿洲。将创世以及白色复制品散往各地来形成各种违反时空因果关系的“楔子”。最终在克雷忧村废墟等待“摘星者计划”的结果以及自己的最终审判。在“摘星者计划”失败后，见证亚妮艾丝牺牲自己启动特里昂塔对“大重置”成功的进行了干涉。
卡特爾·薩里西翁
詳細請參考卡特爾·薩里西翁條目。
艾絲梅蕾·雅奇多（Esmeray Archette）
- 登場作品：《黎1》；《黎2》B；《界》
- 聲優：本渡楓

巴澤爾理科大學副教授，《黎1》時27歲，專業領域為活體工學，漢彌爾頓博士的弟子。漢彌爾頓的門徒之一，非常溺愛相當於自己師弟的卡特爾。在最新規格的戰術導力器「賽法」（Xipha）開發計畫中負責主要設計。個性極為 “天然呆”有些難相處，但依然與雷米菲利亞公國的賽蘭德公司、愛普斯泰恩財團、利貝爾王國的 ZCF（蔡斯中央工房）有往來，是在未來發展上頗受各方矚目的卓越人才之一。
《黎1》時曾為被炸斷的手腳的莉婕特，聯同漢彌爾頓博士的幫助下迅速替換修復。
《黎2》時曾因受 "侵蝕" 而發動政變而綁走漢彌爾頓博士和吉塔公女，但因范恩一行人阻止而失敗，最終因庭園主人的打敗， 而把有關事實無效化。
《界》负责“摘星者计划”中驾驶室气密性部分，直到最后才知道计划的全貌。
楊·庫倫凱特（Yang Cronkite）
- 登場作品：《黎1》、《黎2》；《界》
- 聲優：村田太志

巴澤爾理科大學教授，漢彌爾頓博士的徒弟之一。為共和國物理學和導力工學的稀世天才，於2年前 (閃4)的大地之龍作戰起，發表劃時代的發明，被視為繼漢彌爾頓博士之後的最為有材之人。
具東方血統，沉默寡言和對凡人亳不關心的關係而常被誤會，但對同領域的天材非常感興趣，曾表示希望發表多份論文的蕾恩交流。
《黎1》時準確推斷出發出於巴澤爾一連串的變故的原由以及預測「創世」的存在，並和范恩交換情報，告知有關凱拉罕教授的研究內容。事後離開巴澤爾理科大學，並參與由格蘭哈特發起的新世代武器研發。
《黎2》時，為了確認武器性能和進行技術指導的關係，常以顧問和開發者的身份遊去共和國各地。 隨後，因"侵蝕"而發動政變動亂中，提供一定程定的技術支援。
《界》“摘星者计划”的技术总负责人，并制作了24枚反应武器导弹，以期可以摧毁时之至宝。
季斯卡爾
- 登場作品：《黎1》；《界》
- 聲優：志村貴博

技術長; 季斯卡爾工房的負責人，同時為巴澤爾工匠協會的總管，為管理巴澤爾的三巨頭(理科大學、工匠協會、鳥爾努公司)之一。
非常關照卡特爾，並視為孫子看待，並對卡特爾出手相助的范恩一行人提供必要的協助。
《界》曾协助汉弥尔顿博士在萨尔巴德的古代遗迹中设置导力设备并最终成功创造绿洲，但对其调取未来水资源的本质并不了解。在“摘星者计划”中担任技术制造负责人。
比爾·道森特
- 登場作品：《黎1》、《黎2》、《界》
- 聲優：荒木壽茂

烏爾努公司前CEO，《黎1》時，對於前來調查巴澤爾一連串變故的范恩一行人並不樂見，隨後因阿瑪塔與凱拉罕博士所引發的事件，被揭發在明知道凱拉罕教授的反應兵器研究下視而不見以及私下授受阿瑪塔黑金和挪用公國資金等不當行為後，導致CEO的位置不穩以及全權負責善後。《黎2》裡提到由於洛伊·格蘭哈特總統的插手，導致被解僱CEO一職。《界》中得知在L·漢彌爾頓博士的斡旋下恢復原CEO一職。
大衛·凱拉罕
- 登場作品：《黎1》B
- 聲優：峰健一

巴澤爾理科大學教授，物理工學的權威, 亦為烏爾努公司的顧問，曾開發共和國上世代的兵器群；視漢彌爾頓博士和其弟子為勁敵。私下接受阿瑪塔關連公司的資金下，研究反應炸彈，最終被阿瑪塔給滅口，意識被上傳到雲端而作為AI被阿瑪塔煽動附身于機甲兵作亂，後被亞克萊德事務所等人成功阻止，由於系統自我崩潰且創世失去反應而無法維持AI，導致AI凱拉罕最後消逝。消逝前將剩餘未完成的研究囑託轉交給漢彌爾頓博士及其弟子。

### 亞拉密斯高等學校
亞妮艾絲·克勞蒂爾
詳細請參考亞妮艾絲·克勞蒂爾條目。
蕾恩·布萊特
出身利貝爾王國的留學生，現任學生會長。
詳細請參考蕾恩·布萊特條目。
奧黛特（Odette）
- 登場作品：《黎1》；《黎2》；《界》
- 聲優：金元壽子

學生會書記，亞妮艾絲的兒時玩伴和好朋友，平時常跟亞爾貝爾一同行動，喜好八卦，各種調侃亞妮艾絲的情感事項，對亞爾貝爾有所心意。
亞爾貝爾（Albert）
- 登場作品：《黎1》；《黎2》；《界》
- 聲優：齊藤壯馬

學生會會計，亞妮艾絲的兒時玩伴，對亞妮艾絲抱有情愫 (但被娜狄雅一口認定關係不會有結果) ，敵視接下亞妮艾絲委託的范恩，平時常跟奧黛特一同行動，但就是難察覺奧黛特的心意。有一位名叫“瑪莉”的親妹。
《黎1》後期時，雖不情願但認可范恩的實力。 《黎2》學園祭完結後被推舉參選新一任學生會長。
羅納爾·葛利菲斯
- 登場作品：《創》；《黎1》；《黎2》
- 聲優：神田優

共和國議員的兒子，也是校園中最大的派系領導人。
《創》因為蕾恩入學後的亮眼表現，讓他感到地位受到威脅，一開始還試圖拉攏蕾恩，但被對方以水準太差而回絕。從此在暗中多次暗算蕾恩，卻都被她輕鬆化解，不只沒有對蕾恩造成麻煩，反而讓她的人氣越來越高。最終忍無可忍的他試圖帶手下直接圍堵，想強行逼迫蕾恩不要在學生會長選舉前再到學校搶鋒頭，當路過的亞妮艾絲試圖攔阻時還將矛頭轉向她，蕾恩為了保護亞妮艾絲而自願退讓，答應暫時不來學校。羅納爾自以為自己成功讓蕾恩屈服而沾沾自喜，卻沒想到蕾恩因為亞妮艾絲的義舉，而不願他這樣的人成為學弟妹們的學生會長，在不上學的期間一直收集他在學生會長選舉中所有違規行為的證據，還在選舉中被蕾恩當著所有學生的面揭發，同時父親不法行動的訊息也被蕾恩交給丁格出刊，一瞬間身敗名裂。最終他申請退學，父親也從議會請辭。
《黎1》加入黑手黨，勾結杜魯家族，並計劃綁架亞拉密斯的學生向蕾恩報複，再一次被阻止。
《黎2》企圖趁蕾恩不在共和國期間偽裝潛入校園再次報復學生會，又被再次阻止並被警方逮捕。
《界》從同學詹姆士的口中得知，他現在在更生機構受改造中。
尤里安·梵戴克
- 登場作品：《黎1》；《黎2》；《界》
- 聲優：前田誠二

托爾茲軍官學院「VII班」轉校過來的留學生。 在軍官學院的學長和黎恩的建議下到亞拉密斯高等學校留學。天然美男子，深受校園女孩子歡迎。
帝國有名的武術家族 (梵戴克) 出身，但作為武器的雙手劍無法帶到共和國，在《黎1》首都泛魔化時對此感到困擾，最終想辦法弄到一把劍，幫忙擔任護衛。期間認為首都異象比起《閃》時在帝國發生的《黃昏》時更為嚴重。
《黎2》已判明為梵戴克元帥的孫子。 於亞拉密斯高等學校學園祭完結後不久回國。
萊爾
- 登場作品：《黎1》；《黎2》；《界》
- 聲優：岩田睦

同為亞妮艾絲的同級生，單親家庭出身，為身體抱恙的母親，而一手包辦家事和烹飪，兼差不少打工。並打算高中畢業後打工維持生計。
經常考慮如何受女生歡迎，最近因經常和女生搭訕失敗的關係，並常向其眼中的天然美男子的尤里安請教。
希詠
- 登場作品：《黎1》；《黎2》；《界》
- 聲優：宮崎沙菜

同為亞妮艾絲的同級生，超級電影迷，曾因連續看多場影片而差一點過了宿舍門禁時間。亦對電影的歷史和相關場景非常熟悉。
《黎1》為了在來年學藝祭時公開其獨立電影，買了一部二手攝影機。
《黎2》時甚至託他人調配正式的攝影器材開拍。
莎夏
- 登場作品：《黎1》；《黎2》；《界》
- 聲優：小原莉子 (《黎2》)

身兼籃球社社長和社團聯盟總召的雙重身份，因在臨近全國大賽時護送一起練習到很晚的學妹們回家而深受後輩歡迎。但另一面則有和共和國政府間有著不普通的關係 (後被認為和身為內務省組長的兄長 - 愛德華有關)。
深有領袖風範，《黎1》時在首都氾魔化時發號施令，幫忙避難，協調分發食物和水等等。
《黎2》時得知兄長正和莎夏的體育老師 - 索尼雅交往中後，曾打算以索尼雅的喜歡去的店舖情報，和兄長作情報交換，進一步說明兩人的非比尋常的關係。
亞莉雅
- 登場作品：《黎2》；《界》
- 聲優：吉木悠佳

伊萊傑
- 登場作品：《黎2》；《界》
- 聲優：藤田幹彥

鮑威爾
- 登場作品：《黎1》；《黎2》
- 聲優：喜屋武和輝 (《黎2》)

於亞拉密斯高等學校任教的歷史老師，同時身兼二年級的學年主任。
曾談及范恩是他教師生涯中印象最深刻的學生，亦對他突然退學感到擔心，但得知現今過得不錯，同時得悉亞妮艾絲在范恩處打工而感到安心。
馬提爾達
- 登場作品：《黎2》
- 聲優：田中那實

於亞拉密斯高等學校的校醫，並長年擔任學校的理事長。

### 娛樂業界
茱迪絲·蘭斯塔
詳細請參考茱迪絲·蘭斯塔條目。
妮娜·芬里（Nina Fenly）
- 登場作品：《黎1》；《黎2》；《界》
- 聲優：上田麗奈

有著東方混血血統的新人女演員，隸屬於雷克塞爾演藝事務所，《黎1》時18歳；尊敬著同為競爭對手的茱迪絲; 在公餘時間時，隱姓埋名作為街頭音樂家，於各地彈唱，其不俗的歌唱能力並於共和國引起熱列討論。
據其自白表示，由自小因自己沒有自我的關係，因對飾演感到著迷，從而踏上女演員之路。
《黎1》時的薩爾巴德影展時，憑《狼群鎮魂曲》，奪得最佳女演員奬的金獅奬，可見其入行雖短短3年但演技出眾的不凡實力，亦因此茱迪絲視其為好敵手。
《黎2》經范恩的推測身份後，向范恩透露，自己的真實身份為七曜教會旗下的僧兵廳相關人士，被法王與愛因稱為「終焉聖女（終結之聖女）」。可能是僧兵廳的實際掌權者，因為外界所知僧兵長實際上是個不存在的假情報。
《界》是在“大重置”来临前夕降临世界的圣女，并拥有看破过去一切的“真实之眼”，在法王的认可下在“末世”领导七曜教会，并负责对各人所作所为进行最终审判。将“真实之眼”借给了凯文·格拉汉姆来调查汉弥尔顿博士在萨尔巴德形成绿洲的真相，并裁定汉弥尔顿博士有罪。见证了亚妮艾丝的自我牺牲后，告知汉弥尔顿博士其裁定结果不会改变。
丁格·布拉德（Dingo Brad）
- 登場作品：《創》；《黎1》；《黎2》B；《界》
- 聲優：新垣樽助

八卦雜誌《扒糞者》的記者，單獨行動以追求各式情報，為了取得情報也會和地下世界有所關連。《黎1》時約28歳。
《黎1》10多年前為在薩爾巴德的某地下組織的情報販子，期間(《黎1》8年前)提供一個情報令傑拉爾成為了阿瑪塔首領，這令他深感悔意， 結果即使之後有機會獲得弗立茲獎，但本人以上述事件為由而婉拒這個榮譽當作赎罪，並在《黎1》7年前移居到伊帝斯後立志追查阿瑪塔。
把范恩當作弟弟般重視，范恩剛開始解決屋事業時給予不少建言。
《閃4》時，以戰地記者的身份，參與了千之陽炎作戰，一方面以戰地攝影師拍攝大地之龍作戰首天的最前線，另一方面以泰雷爾等共和國媒體體為主和利貝爾和帝國的通訊社合作追查大戰的真相，報導公佈後的不俗回響以及進行和協調追查報導的關係，使他成為弗立茲獎特別獎的候補，但到《黎1》時一直向弗立茲獎委員會拒絕。
《創》時被格蕾絲介紹給蕾恩，協助她鬥垮羅納爾的父親。
《黎1》多次提供范恩重要情報。長期獨自一人追查阿瑪塔，收到有關情報後前往克雷優村並遇上傑拉爾，得知傑拉爾打算使用反應炸彈屠殺全村人後自知自己沒有能力阻止，隨即拍下重要證據後上傳網絡，自己則灰飛煙滅逝去。
《黎2》的最後，被指出其人格在克雷優村滅村時被第八創世所吸收， 而庭園主人利用其能力造出緋紅魔裝鬼佐爾格，隨後被庭園主人控制造成《黎2》一連串事件。 最終在和范恩的決鬥中被擊敗，在消失前，瑪麗艾爾來到現場與丁格告別， 並在離去前，向漢彌爾頓博士傳言拜託之後的事的不明話語。
《界》是汉弥尔顿博士的帮手，在萨尔巴德的地下水道曾利用白色复制品改变时空，观测到了断水现象。最终该经历被凯文利用“真实之眼”观测到，并最终调查出绿洲事件的真相。
瑪莉艾兒·埃梅（Marielle Aymé）
- 登場作品：《黎1》；《黎2》；《界》
- 聲優：本渡楓

《泰雷爾通訊》的新人記者，正義感強烈。
剛入行的時曾受到丁格照顧，將他視為新聞界的優秀前輩來景仰，非常黏他，但在知道是丁格是八卦雜誌的寫手時大受打擊。現在立志於讓丁格改過自新成正派記者，將他視為對手。
運氣非常好，多次因為調查黑幕而身陷險境，卻都能在強運下有驚無險的化險為夷。
在丁格身故、收到其遺物筆記，看到其中的決心後，決定立志跟隨丁格的腳步。
《黎2》時相比以前更為堅強，經常在各種地方調查，並和范恩合作交換情報。 在首都動亂期間發生政變時， 以見證政變的發展的關係， 自願在綁架總統的同時，被政變人士帶走，之後因庭園主人的打敗， 而把有關事實無效化。 在故事的最後，在盧法斯和拉碧絲的協助下， 能和丁格見最後一面。
《界》随凯文了解了绿洲事件的真相，并共同前往克雷忧村见证其对汉弥尔顿博士的审判。在“摘星者计划”结束后，目睹了一名《残渣》女性成员揭下面具后的真容。
薩爾巴托雷·哥奇（Salvatore Gotch）
- 登場作品：《黎1》；《黎2》；《界》
- 聲優：小山剛志

《維加斯影業》所屬的電影監督，代表作是茱迪絲主演的「黃金血」。
《界》给与里翁和塞莉丝伪装身份以协助其在巴泽尔的行动。
薩拉（Sala）
- 登場作品：《黎1》；《黎2》；《界》
- 聲優：瀨戶麻沙美

中東出身的街頭藝人，因需還借款，與妹妹沙希娜一起在薩爾巴德路邊表演舞蹈。
《黎1》薩爾巴德影展期間，曾因賈斯柏·迪隆發出的嚇退她不參與影展內容的恐嚇信，而向范恩求助，甚曾被賈斯柏·迪隆綁架，但最終被范恩的介入下救出。
在得悉妹妹在小狐狸巡遊的異常行為後，和范恩商討後，決定以和《創》時的一樣，以舞藝對決，壓制受到面具操控莎希娜，最終恢復其神智，影展後已經全數償還借款，並正式成為演員出道。
莎希娜（Shahina）
- 登場作品：《黎1》；《黎2》；《界》
- 聲優：山本希望

中東出身的街頭藝人，因需還借款，與姐姐薩拉一起在薩爾巴德路邊表演舞蹈。
《黎1》薩爾巴德影展期間，因姐姐在綁架事件後需休養身份而自薦代替姐姐參與影展的小狐狸巡遊，但被傑拉爾·丹提斯的施下的面具而一度操控，但最終在和薩拉的舞藝上被壓制下恢復神智，影展後已經全數償還借款，並正式成為演員出道。
賈斯柏·迪隆（Jasper Dillion）
- 登場作品：《黎1》
- 聲優：北島善紀

維加斯影業的董事長，暗地跟阿瑪塔有內通。最後被傑拉爾和梅魯奇歐給滅口。
多明尼克·蘭斯塔（Dominique Ranster）
- 登場作品：《黎1》；《黎2》；《界》
- 聲優：齊藤貴美子、倉知玲鳳（少女期）

茱迪絲·蘭斯塔的祖母，克洛伊·蘭斯塔的母亲，傳說是風靡一時的香頌歌手，現時為眾多電影的顧問，甚至是指導Z1年輕車手， 可見其對娛樂和賽車業界的影響力，同時亦是怪盜「幻夜之貓」的初代目。儘管如此， 其身手依舊不輸給現任的孫女，偶然為「幻夜之貓」工作時不時出包的孫女訓斥一通。
《界》曾是一名小偷，偷窃时偶然进入希娜·迪尔克住处后受其感化而改邪归正。在她的引导下与爱普斯泰恩博士以及其女儿和徒弟成为故交，并接受爱普斯泰恩博士制造的变身粉盒成为初代“幻夜之猫”。一直以来都是汉弥尔顿博士的帮手，在总统府地下控制中心利用白色的变身粉盒带亚妮艾丝穿越时空来到特里昂塔，以完成对“大重置”的最终干涉。
克洛伊·蘭斯塔
- 登場作品：《界》
- 聲優：植田佳奈

茱迪絲·蘭斯塔的母親，多明尼克的女兒，曾經的知名女演員，現已退役在安卡維爾市經營咖啡廳兼簡餐店“黑貓之夜廳”，同時亦是怪盜「幻夜之貓」的二代目。
最初出現在《黎1》的片尾曲中。
雷斯利·拉姆
- 登場作品：《界》
- 聲優：森山侑

### 地下集團

#### 黑月
共和國最大的黑手黨組織。根據地設於東方人街，成員多為東方移民。過去是守護神聖皇國的九曜眾之一「黑月眾」。
曹·李（Cao Lee）
- 登場作品：《Ⅶ》；《閃2》；《閃4》；《創》B；《黎1》B→S2；《黎2》B；《界》S2
- 聲優：平川大輔
- 共和國東方人街的黑社會組織「黑月」的年輕幹部，原為黑月九宗家之一的李家長老之子，15歳時李家被雷家消滅時，被盧家收留，自此起一邊侍從於「黑月」中勢力最大的盧家，另一邊起誓復興李家。在克洛斯貝爾時以「黑月貿易公司」支社長名義行動，異名是「白蘭龍」。《零》時25歲，《黎》時29歲。精明的頭腦派人物，擅於合縱連橫，面對各方勢力都能圓滑應對，既能作為協力者相互合作，也會為了利益而成為妨礙者。但因為重視人和，對於還有合作機會的對象，即便互相敵對也不會趕盡殺絕。擁有見微知著的驚人觀察力和佈署能力的策士，同時也是「月華流」高手，就算遇上赤色星座之類的高階獵兵仍能輕鬆應對。

《零》被長老會猜忌而將有能力又有野心的他調離組織核心，被派遣來到克洛斯貝爾。自稱是特務支援課的粉絲，會給予羅伊德不少有用的情報；實際上是為了奪取魯巴徹商會在克洛斯貝爾的地下世界主導權。故事中一人打倒了多位服用了真知的黑手黨成員；早期便從銀的行為模式隱約察覺到其真實身分。
《碧》在魯巴徹覆滅後原本打算順勢收購其老巢，徹底接收克洛斯貝爾地下世界霸權。但在因緣際會下與赤色星座再度展開檯面下的較勁，通商會議時接受本部委託帶隊幫忙逮捕了共和國的反移民派恐怖分子。克洛斯貝爾襲擊事件中貿易公司遭赤色星座攻擊並炸毀，根據地轉移至古代遺跡「太陽堡壘」，但事前一定程度上預判出對方行動避免了重大人員損傷，也查覺到幕後黑手為庫羅伊斯家族。原本打算與欲向謝莉復仇的莉夏共同行動，因羅伊德解開了莉夏的心結，認知到自己已無法再控制其行動而主動放棄了雙方簽訂的契約。在克洛斯貝爾獨立異變中配合特務支援課等人的行動，在市外帶隊與赤色星座交戰，協助打倒迪塔政權。
《閃2》面對克洛斯貝爾遭到帝國合併的現況，仍以靈活的手腕讓黑月得以持續進行運作。在能力所及範圍內提供羅伊德等反抗勢力情報等方面的支援。
《閃4》初期選擇與帝國合作，與潛入克洛斯貝爾的Ⅶ組，趕來支援的艾絲蒂爾和艾莉交戰。之後卻選擇倒戈，被星斥責時表示一切皆以黑月的利益為中心。
《創》統一國事件中站在盧法斯總統一派，並在混亂中帶走琪雅。克洛斯貝爾解放作戰又再度出手協助特務支援課。透過掌控克洛斯貝爾自治州及埃雷波尼亞帝國方面的利益等管道建立起他獨有的地位。
《黎1》對於嚴重破壞地下規則的阿瑪塔感到擔憂。委託范恩視察東方人街，自己則前往克洛斯貝爾尋找幫手；亞倫差點被帶走時帶着其他人來阻止，建議亞倫暫時離開煌都。在舊王都的「遊戲」中與莉夏作為黑月的一員參戰，事後與各方仍保持著良好關係。
《黎2》委託亞克萊德事務所剷除了自奧拉希翁核彈危機之後已經沒落的黑月的宗家之一雷家，卻另一方面聯手高朗及臨時僱傭約爾妲製造盧家內亂，藉此自立門戶並復興李家，頂替雷家成為黑月主要宗家之一，並推舉高朗為李家當家，自己則背後以"檯面下的當家"支持高朗。在離開前，最後一次忠告亞仙，忘記曾作為服待盧家多年的曹。
《界》在帝都和安卡维尔调查会使用月华流的《残渣》成员，后表示黑月将会抽身专注于“摘星者计划”来临前的其他事务。
劉（Lau）
- 登場作品：《Ⅶ》；《閃3》；《閃4》；《創》B
- 聲優：赤羽根健治《Ⅶ》 → 山口崇浩《閃4》
- 共和國黑社會組織黑月的幹部，曹·李的副手。

常跟隨曹·李一同行動，對於羅伊德的武術天分有很高評價。
《閃3》中負責輔佐曹的代理人秦少爺管理黑月。
《創》作為敵手登場。
《黎2》被提及他因需輔佐候任盧家繼承人 - 星的關係，並沒有追隨曹而是留在盧家，同時已經成為黑月貿易公司旗下克洛斯貝爾分公司的現任董事長。
星·盧（Xin Lu）
- 登場作品：《碧》；《閃3》；《閃4》；《創》；《黎1》
- 聲優：相澤舞
- 共和國黑社會組織黑月長老基恩·盧之孫
- 作為未來黑月接班人，展現超齡的天分，從小便接受各式各樣的訓練，並教育要以黑月利益為優先，但只要碰到愛慕的艾莉就會陣前倒戈，雖為黑月接班人卻也嚮往著一般學齡的生活。

《碧》在克洛斯貝爾導覽任務中，對艾莉一見鍾情。
《閃3》代替調回總部的曹作為克洛斯貝爾黑月臨時代表。
《閃4》原本計畫逃往第三國，卻堅持留下見證克洛斯貝爾的發展，也依然對艾莉充滿關心。
《創》因為擔心愛慕的艾莉又回到克洛斯貝爾，提到自己還有一位姊姊。
《黎1》揭示在《創》完結後不久，以增廣見聞為由，到雷米菲利亞公國留學，結尾回到煌都慶祝新節。
譯名依據不同發行公司，有「秦」與「星」兩種譯名。
基恩·盧
- 登場作品：《黎1》；《黎2》
- 聲優：山本格
- 黑月長老會一員，星和亞仙的祖父。

表面上是慈祥老人一名，實際上會爲黑月未來用盡一切手段。與年幼時的亞倫十分親近，但發現亞倫是大君轉世後變得疏遠。
《黎1》試圖同時清除黑月的內憂(大君)和外患(阿瑪塔)，故意將創世交給阿瑪塔誘導亞倫覺醒成為大君，大君被打敗後試圖帶走亞倫，被莉夏等人阻止。正式討伐阿瑪塔時接受政府委託維持黑芒街的秩序；在泛魔化異變中提及40年前的蘭波特也有類似的事件。
曾在建設煌都時，曾和季斯卡爾及漢彌爾頓博士有合作，現今和博士合作處理大陸東部的荒野化問題，並視博士為不可大意的人物。
《黎2》為了回復因其長老家之一的雷家和阿瑪塔合作而大受重創的威望，同時去除黑月內的毒瘤，於是和曹合作上演一埸戲碼，而自身自願飲下毒物昏迷， 在事件完結後甦醒。
《界》与洛克史密斯总统是旧识，排出黑月凶手协助黎恩对抗“斑鸠”，让其成功突破被封锁的山路。
方·盧
- 登場作品：《黎1》；《黎2》；《界》
- 聲優：大久保貴

黑月的長老會候補，方術使。大陸東方最大集團 - 九龍集團總裁，九龍銀行的副總裁，同時亦是亞仙和星的父親。
《黎2》時因涉嫌逃稅而遭到逮捕， 但隨後為誤認逮捕， 實為因其長老家之一的雷家和阿瑪塔合作而大受重創的威望，同時去除黑月內的毒瘤，而基恩和曹合作上演一埸戲碼。
《界》仍拥有相当高强的武艺，受范恩委托对亚伦进行了单独的武术指导。
亞仙·盧（Ashen Lu）
- 登場作品：《黎1》；《黎2》；《界》B
- 聲優：菲魯茲·藍

黑月集團中，盧家一族的大小姐；星的姊姊。
盡管黑月內部傳子不傳女的繼承人制度，但自小接自帝王學的教育，對自己人甚為友善，但對打算對盧家不利黑月內部人士會毫不留情。
盡管內部曾傳出打算把亞倫相配，但前者只視亞倫為青梅竹馬，並常對大閙煌都的種種行為又生氣又擔心。
自小對曹抱有好感，但不能理解曹一直疏離她並性情大變的原因，並打算作各種打算行動取得芳心。
《黎2》在爺爺基恩遭下毒昏迷和爸爸方因被指控逃漏稅而遭被捕下四處奔走，尋找針對盧家的背叛者，期間被曹帶走到煌天塔，但最終發現此只是一場為了重拾因長老家之一的雷家和阿瑪塔合作而重創的威信並清除毒瘤的， 而由曹·李和盧家長老基恩·盧合作的戲碼，同時成為曹·李借此成立新長老家 - 李家的見證人。曹在離開前，忠告她忘記曾作為服待盧家多年的曹。 使她傷透了心。
結果這事亦成為被庭園主人 "侵蝕"的原因， 而一度對范恩一行人倒戈相向，但期間曹突然現身，用自身的方式為她打氣，最終打起精神，並曹宣言使出任何手段，都要把曹奪回來，之後雖因庭園主人的打敗， 而把有關事實無效化。 但隨後故事發展暗示有關事實另一種方式維持。 隨後以盧家代表正式和李家建立合作關係。
《界》与莉夏前往各地，包括克雷忧村调查各地事件。最终在与凯文交手后表示不再插手其与汉弥尔顿博士的最终审判。
銀（Yin）
東方人街傳說中的殺手，在《黎1》受到黑月邀請，回到共和國參與圍剿阿瑪塔的行動。
詳細請參考莉夏·毛條目。
高朗（Gouran）
- 登場作品：《黎2》B；《界》S2
- 聲優：神尾晉一郎

以東方三大拳法之一《月華流》第一人聞名的東方出身武術家。論實力無人能出其右，故傳聞指出他乃是「月華最強」。實際是個戰鬥狂性格，想找高手一決勝負。
原本是隸屬於《黑月》的長老家之一「雷家」的首席拳士，但雷家卻在和黑幫組織《阿瑪塔》的關係曝光後轉趨沒落。
《黎2》脫離雷家，于黑月內亂中協助曹·李脫離盧家以及復興李家，成為明面上的李家首領。原名為「斐·李」，實為曹的親兄弟。
《界》向莉夏求婚，但遭到拒绝。表示自己以后会去克洛斯贝尔见识莉夏作为“月之舞姬”的一面。

#### 阿瑪塔
傑拉爾·丹提斯（Gerard Dantès）
- 登場作品：《創》；《黎1》B
- 聲優：關智一

黑手黨阿瑪塔的首領，性格傲視一切且陰晴不定，將「以恐怖控制一切」作為理念。舊王國末裔，擁有代代相傳的古代遺物聖魔劍阿派朗。
在共和國各地進行各項組織犯罪與恐怖行動，黑白兩道察覺到他的危險性而展開圍剿，但皆有去無回。會以口哨哼著共和國的備選國歌。
《創》曾與游擊士艾蕾因交手，輕鬆壓制了對方，被評為有S級高手的實力。
《黎1》在各地進行各種恐怖活動，慣於親自出手解決目標，在獲得反應炸彈時，將一直追查著他的記者丁格誘出，連同一整個村莊一起炸毀，在丁格求情不要牽連無辜之時，以在恐怖面前人人平等的惡劣理由拒絕。舊王都決戰時透露自己本名為「傑拉爾·亞爾達里翁」，是百年前被推翻的舊王國末裔，被擊殺前發現范恩身上的魔性因子，遺體被梅魯奇歐炸碎後埋在王宮的瓦礫下。梅魯奇歐發動「汎魔化」後重新出現。透露自己過去曾擔任D∴G教團的祭司，《黎1》11年前發現范恩身上有本應不存世上大量的魔性因子後對他進行慘無人道的實驗，教團被殲滅前抽取了他身上的魔核，並吸收其身上，《黎1》8年前借丁格所提供的資料，一舉推翻前任，成為阿瑪塔的首領，隨後將阿瑪塔成為黑白兩道眼中的恐怖組織。藉由首都汎魔化將自己化為魔神，認為已得到超越馬克邦的力量。對決中被范恩奪回魔核後落敗，脱離世界「枷鎖」的他已知世界並不存在煉獄，但仍宣言自己會先到煉獄的世界等待他；獲得所有魔性因子的范恩，將會覺醒為他理想中「純粹的恐怖」的完美作品。
《黎2》被伊克斯和約爾妲透露兄妹為其私生子女，但是根本不知道他們的存在且沒有往來過。
梅魯奇歐（Melchior）
- 登場作品：《黎1》B；《黎2》B；《界》B
- 聲優：蒼井翔太

阿瑪塔三幹部之一，出身不明，《黎1》時21歳，擁有可以無限複製炸彈的古代遺物。亦擅長導力網路 (亦其是黑客)技術。為了實現首領的理念，在各地進行恐怖活動。心中愛慕着首領傑拉爾。
原是暗殺集團「月光木馬團」中的成員，《黎1》14年前組織被毀滅後與D∴G教團的殘部建立「庭園」，本身也是「庭園」的幹部之一「棘」(或名荊棘)。麾下有「荊棘3」伊克斯和「荊棘9」約爾妲，並暗中培養「寶劍1」複製體。
實際上組織中許多計畫以及毫無預警性的殺人策劃，皆出自於他之手，也時常向首領建議更惡劣的方案，因此被范恩認為是性質最為惡劣的犯罪者。
《黎1》在各地進行各種恐怖活動，聯同奧林匹亞和阿里歐奇在克雷優村將阿伊妲的部隊全數殺害，然後使用第二個創世紀把他們屍鬼化，被阻止後被瓦爾特追捕。革命紀念日當日使用第七個創世紀發動「汎魔化」，藉由自殺將自己轉換為魔人，但在范恩等人的圍攻之下敗北，死前仍嘲諷著尚未知曉真相的范恩。
《界》在白色复制品的影响下成为了《残渣》的一员，并与安卡维尔引发“白色泛魔化”。后向范恩等人揭露的白色复制品为汉弥尔顿博士所制，并且透露多米尼克以及亚妮艾丝都是博士的帮手。
薇歐菈（Viola）
- 登場作品：《黎1》B；《界》B
- 聲優：山本希望

阿瑪塔三幹部之一，有施虐傾向的女性成員，沉醉於首領的魅力，對梅魯奇歐有敵對心態。《黎1》時26歳。
《黎1》的最終戰向范恩等人坦言和丁格的筆記得知，出身於大陸中東卡達斯地區的小貴族世家出身，家破人亡後被賣到犯罪組織被當作洩慾工具，並被迫為組織服待，但後來反而掌控組織實權，以聞風喪膽和殘忍的女頭目聞名， 但隨後由組織勢力擴展到共和國，和阿瑪塔對立並被摧毀，之後因心醉於首領的魅力而加入阿瑪塔。
在數年前看見帝國皇子奧利巴特迎娶跟她一樣出身中東的孤兒雪菈紮德，更讓她心中的扭曲感倍增，因而追隨首領「恐怖面前人人平等」的信念，想毀滅其他過得比她更好的人。最後會根據范恩下不下殺手的選擇，而有存活被拘捕或是死亡兩種不同下場。
《界》根據玩家的《黎1》存檔來判定：若玩家不下殺手或是走了遊擊士協會聯手路線，亦或是沒有《黎1》存檔的話，則是被马尔铎克公司以利益交换从监狱中救出；若玩家選擇下殺手的話，則是被通過藏在奧拉希翁的生命維持裝置保住一命而以“擬體”存活。與亞歷山卓一同被带上了爆炸项圈来防止背叛，在总统府地下控制中心负责阻挡破坏计划的入侵者。
亞歷山卓（Alexandre）
- 登場作品：《黎1》B；《界》B
- 聲優：新垣樽助

阿瑪塔三幹部之一，平時冷靜寡言且自制的人，但在戰鬥時會陷入瘋狂狀態，會毫不留情地殲滅敵人。《黎1》時35歳。
《黎1》的最終戰自述和丁格的筆記得知，曾為諾森比亞的獵兵，服待諾森比亞大公家，在鹽之杭事件的戰鬥之後，因為反對父親按照大公的命令，殺害難民的行動，而錯手殺了父親；因自責而渾渾噩噩輾轉各地的獵兵團，因首領提供一個能夠尋找赴死之地的機會，因此加入阿瑪塔，最後會根據范恩下不下殺手的選擇，而有存活被拘捕或是死亡兩種不同下場。
《界》根據玩家的《黎1》存檔來判定：若玩家不下殺手或是走了遊擊士協會聯手路線，亦或是沒有《黎1》存檔的話，則是被马尔铎克公司以利益交换从监狱中救出；若玩家選擇下殺手的話，則是被通過藏在奧拉希翁的生命維持裝置保住一命而以“擬體”存活。與薇歐菈一同被带上了爆炸项圈来防止背叛，在总统府地下控制中心负责阻挡破坏计划的入侵者。

#### 庭園
組織來源和經過請參閱「庭園」
皇帝（Emperor）
- 登場作品：《創》B
- 聲優：柳田淳一

暗殺組織「庭園」的幹部之一「劍」(或名寶劍)。被斯溫和娜狄雅於《創》的1年前所殺。
亞里歐契（Arioch）
- 登場作品：《黎1》B；《界》
- 聲優：小山剛志

暗殺組織「庭園」的幹部之一「錆」(或名鐵鏽)，阿瑪塔的協助者。全身穿著鎧甲揮舞斧槍的壯漢，外號「鏖殺的亞里歐契」。
130年前突然崩壞的大陸東部超大國伊斯卡神聖皇國出身，守護神聖皇國的九曜眾之一 - 來自西方的白人系人團體「羅睺眾」的末裔，至少活了150年以上。
首領的理念得到他的共鳴，成為組織最強的戰力後，專職屠殺一切敵對勢力。
《黎1》時常突然出現，以偷襲的方式襲擊范恩等人；最終戰時揭露其實已經是百年前就該死去的人，因其家傳鎧甲與斧槍為古代遺物，因此續命至今；在最終戰敗北後，乾脆的接受了自己終於能死去的結局。
《界》被做為“殘渣”成員出場。
奧林匹亞（Olympia）
- 登場作品：《黎1》B；《界》
- 聲優：瀨戶麻沙美

暗殺組織「庭園」的幹部之一「金」(或名黃金)，阿瑪塔的協助者，包裹繃帶的神秘女性，身旁有著天使外型的人偶。《黎1》時19歳。
將自已看做無機物，缺乏情感起伏，認為義體化的莉婕特是她理想中的存在，因對首領的理念感興趣而協助。
被認為出身於以天使信仰的一條隱蔽村莊，某天，作為傀儡師團體打算將奧林匹亞作為活祭品時，天使人偶的古代遺物暴走失控，從而滅村，自此她和人遇在各地四處徘徊，最終收編於庭園。
《黎1》最後與范恩等人的戰鬥中，被發現其操控的天使人偶，是以吸收她感情為食的古代遺物，隨著人偶受損，原本失去的感情漸漸回流到她體內，而讓思緒與情感崩潰，最後根據范恩的選擇，有取回情感而失去意識或被天使人偶殺死兩種不同結局。
《界》被作為“殘渣”成員出現。
梅魯奇歐
詳細請參考梅魯奇歐條目。
伊克斯·亞爾達里翁（Ixs）
- 登場作品：《黎2》B→S2→B、《界》B
- 聲優：堀江瞬

「棘」之庭園的3，傑拉爾·丹提斯的私生子。名號《洸彈》，武器為一把來福槍，有著操作子彈軌跡的異能，擅長從超乎常理的角度進行狙擊的狡詐遠程戰法。有著施虐狂傾向，時常表現出瘋狂的一面。誕生在否定空之女神愛德斯的D∴G教團，教團被消滅後與雙胞胎妹妹約爾妲一起投靠暗殺組織庭園。
在《黎1》事件後服從梅魯奇歐最後的指令「殺盡身邊的同伴」，最終剩下自己和約爾妲。後受雇於破戒，與他共同行動。
《黎2》的最後加入結社，與約爾妲聯名接任No.XX的「執行者」之位，編號No.XX-a。
《界》中，原本很享受作為執行者的生活，但似乎無法適應結社「自由選擇自身行事方式」的理念，開始與妹妹漸行漸遠。執行任務時刻意使用血腥的方式完成，甚至還想將無關的人捲入，讓約爾妲都忍不住出言制止。從此發現約爾妲其實根本不想殺人，即便是當初服從梅魯奇歐的最後指令也只是為了配合自己，便突然不告而別。
約爾妲·亞爾達里翁（Jolda）
- 登場作品：《黎2》B→S2→B、《界》S1/E
- 聲優：古賀葵

「棘」之庭園的9，傑拉爾·丹提斯的私生女。名號《噬影》，有著召喚由「影子」組成的異形之手，可以隔著空間干涉遠處的對象的異能。
和伊克斯一樣出身於D∴G教團和庭園等檯面下的組織，價值觀有些異於常人，有時卻意外地表現出有如普通少女的反應。
在《黎1》事件後服從梅魯奇歐最後的指令「殺盡身邊的同伴」，最終剩下自己和伊克斯。後受雇於破戒，與他共同行動。
《黎2》的最後加入結社，與伊克斯聯名接任No.XX的「執行者」之位，編號No.XX-b。
《界》中，原本和伊克斯很享受作為執行者的生活，對於結社賦予的高度行動自由讓她感到自在，因為是否需要殺人可以自己決定，不用再被迫的奪取他人的生命，但在發現伊克斯並不這麼想之後，她開始對哥哥感到不安。後來，伊克斯發現她其實並不嗜血，殺人只是為了配合自己後便突然不告而別。由於連結社也沒線索，為了找尋哥哥的蹤跡，無計可施的她向范恩發出了4spg的委託。
庭園主人（Garden-Master）
- 登場作品：《黎2》B
- 聲優：田丸篤志

統領曾協助黑幫《阿瑪塔》的凶惡暗殺組織《庭園》的殘黨，在暗中興風作浪的白衣神祕男子。使用兩把可以合體的巨劍為武器。
真實身分為奧古斯特·阿爾丹，百年前協助希娜·迪爾克推動卡爾瓦德民主化的革命家與思想家，卻在共和國建立後與其他夥伴產生意見分歧，為了自己的極端理念而推行恐怖統治，最終被定為政治犯被處死。然而在死後，意識意外的被教團的一個古代遺物吸收，從此寄生在D∴G教團之中，冷眼旁觀共和國的發展。直到教團毀滅後，轉而寄生庭園，並在其毀滅後依附在梅魯奇歐暗中培養的「寶劍1」複製體。
對現在由希娜等人所建立之今的共和國歷史嗤之以鼻，為了實現他認為的真正歷史，利用阿瑪塔與庭園的遺產策畫一連串事件，通過第八創世把拉碧絲竊走洗腦成「緋之阿爾緹菈」並造出「魔裝鬼·佐爾格」，企圖以八創世的力量來塗改現實。
在虛白焉亭被范恩一眾道出真實身份並顯出魔人形態，最終被擊敗，消失於現世。
Ace
- 聲優：田丸篤志

原是與斯溫搭檔的庭園低階成員「寶劍1」(Ace of Sword)，娜狄雅的哥哥。
曾密謀與斯溫逃離組織而被皇帝逼入絕境，於是讓斯溫殺死自己以獲得庭園的饒恕，妹妹娜狄雅也在不久後加入庭園。
然而梅魯奇歐出於不明的目的，培養出他成長後的複製體，在庭園毀滅後被奧古斯特·阿爾丹附身而復活，並在《黎2》以庭園主人的身分出現。
于奧古斯特·阿爾丹被消滅後，真正的Ace人格得到解脫，最終在虛白焉亭的空間漩渦中跟斯溫、娜狄雅見最後一面並道別。

### 共和国历史人物
希娜·迪爾克
- 登場作品：《界》

共和國女性革命家、政治家，卡爾瓦德民主化革命的主要領導者。晚年曾碰面過少女時的初代目「幻夜之貓」多明尼克·蘭斯塔。
亞拉密斯·蓋恩斯布爾
- 登場作品：《界》

共和國藝術家，民主化革命後創立了亞拉密斯高等學院。
烏爾格·艾德金森
- 登場作品：《界》

卡爾瓦德前王國的青年將校，後參與希娜主導的卡爾瓦德民主化革命。
奧古斯特·阿爾丹
- 登場作品：《黎2》

詳細請參考庭園主人條目。

### 卡爾瓦德其他人物
維克托
- 登場作品：《黎1》、《黎2》、《界》
- 聲優：岡田雄樹

首都舊市街老餐館「蒙馬特」的老闆兼主廚。50多歳，波蕾特的父親，小夢的外公。
其廚藝之好，使「蒙馬特」成為內行人間的隱藏食店，洛克史密斯前總統，著名香頌歌手多明尼克‧蘭斯塔以及阿斯瓦爾王儲亦是曾其座上客。
曾是某三星餐廳的主廚，之後在多明尼克的邀請下，創立「蒙馬特」;隨後《黎2》時曾被著名飯店邀請成為主廚，不過在多明尼克的協調下，最後以每個月要去一次進行指導廚藝為交換條件婉拒其邀請。
非常疼愛孫女，過度保護的程度常被范恩吐槽。雖然常當面碎念范恩是「不良房客」，但背地裡還是很關心他，會為范恩和事務所的員工準備自己精心製作的營養料理。
敵視曾拋棄女兒波蕾特的馬克希姆，儘管馬克希姆表示會盡父親的責任照顧波蕾特和夢以及波蕾特不反對其來往，但因擔憂女皃再度因馬克希姆而傷心所以在和女兒和孫女一起時，時常看緊馬克希姆的一舉一動。
波蕾特（Paulette）
- 登場作品：《黎1》、《黎2》、《界》
- 聲優：原由實

維克托的獨生女，「蒙馬特」的年輕老闆娘，同時管理著亞克萊德事務所在的商住混用大樓。《黎1》時27歲。
原本的職業是護理師，遇上因事故住院的馬克希姆受到對方追求並在7年前懷了孕，但卻被當時已被名利沖昏頭的馬克希姆置之不理。最後選擇辭職回到老家，之後就與父親和新誕生的女兒夢一起打理餐廳事業。
雖然已經身為人母，相貌身材依舊出眾。加上溫柔和善的治癒性氣質，在舊市街擁有很高的人氣，甚至被稱為「舊市街的女神」。對范恩及事務所的員工都非常親切，面對亞倫時不時的搭訕也能游刃有餘的應對。
《黎1》劇情後期面對前來尋求復合的馬克希姆，很淡定的把他當成「初次見面」的客人來對待。不過因為夢願意親近他，因此也在終章慶典時答應母女一起和馬克希姆逛街參觀。至於是否有意與他重新開始尚待進一步觀察，亦在《黎2》時，多次攜同女兒夢一起觀看馬克希姆的比賽。
《界》协助照顾受伤昏迷的约尔妲，在“摘星者计划”火箭升空前马克西姆与小梦一起前往特里昂塔观摩庆祝活动。
夢（Yumé）
- 登場作品：《黎1》、《黎2》、《界》
- 聲優：長繩麻理亞

天真有活力的6歳女孩，作為蒙馬特的看板娘受到顧客的喜愛，用詞非常超齡，工作時間以外正在跟外公以及范恩學習西洋棋。一度被梅亞附身過。
《黎2》時一度被 "侵蝕" 附身，間接引發馬克希姆一手造成Z1大賽意外和綁架阿斯蘭，但因創世的時間回朔的關係而令此事實不存在，本人亦沒有相關的記憶。
《界》在特里昂塔观摩“摘星者计划”庆祝活动时发现亚妮艾丝悄悄登塔，后带着父母一起从楼梯登塔。在塔上目睹亚妮艾丝自我牺牲的全过程。
馬克希姆·盧根（Maxim Rogen）
- 登場作品：《黎1》、《黎2》、《界》
- 聲優：成田劍

知名的Z1賽車選手，外號「紅色流星」，現屬艾特華斯車隊，夢的親生父親。《黎1》時31歲。
八年前還是Z1賽車的新人車手，因遭受一場嚴重意外而身受重傷，在住院治療時認識了當時還是護理師的波蕾特，在其照料下順利康復。因為在治療過程中喜歡上了波蕾特，於是在出院時向她告白，在一段時間的追求下，兩人順利交往並同居，而馬克希姆也在她的支持下重回Z1賽場，並在回歸的第一年便拿下冠軍。然而隨著名氣的上升，馬克希姆在被名利沖昏頭的狀態下開始過著夜夜笙歌的糜爛生活，更和不少女性發生了一夜情，與波蕾特之間因此產生了裂痕，兩人的關係最後在7年前她留下一張紙條後離開而畫下句點。馬克希姆雖然深感後悔，卻也覺得自己沒有顏面去找她，直到過了兩年後，他在醫院聽到了波蕾特懷孕離職的消息，震驚之下開始極力找尋波蕾特的下落，但因為他過去的不良行為，波蕾特的親友不僅不願透露她的行蹤，反而警告他若再繼續糾纏就去通報警察與游擊士，最終只能親自尋找對方。現今已改過自新，雖然晚上還是會玩樂，但不再與女性發生越界的關係，休假時也只會以旅遊的名義四處尋找波蕾特的下落，至今已堅持了四年之久。
《黎》數次接受亞克萊德解決事務所的幫助，認為他們值得信任而委託尋找波蕾特。出於對地下行業的謹慎，一開始不願告知名字，而唯一一張合照在兩人於七年前埋下的時空膠囊中，但那個地點現在已因為魔獸肆虐而封閉，於是委託的第一步便是協助將時空膠囊挖出。最後經過一番波折，雖成功得知波蕾特就在蒙馬特，也知道夢就是兩人的女兒，但出於愧疚與不願打擾對方生活的尊重，一時無法脫下墨鏡坦誠相認。現在決定努力地補償她們，將母女二人視為自己接下來唯一的人生意義。
沒有學過任何武術，但擁有傑出的運動天賦與反射神經，加上優秀的動態視力，即便是高手的攻擊也能反射性地躲開，但最多也只能做到一時的自保。
《黎2》時曾因被夢的影響一度被 "侵蝕" 附身， 並一手製造Z1大賽意外和綁架阿斯蘭， 但因創世的時間回朔的關係而令此事實不存在， 本人亦沒有相關的記憶。 時間回朔後亦成功在Z1大賽中衛冕，實現4連霸。
《界》想要在夜间的表演赛中在维克托等人面前证明自己却输给了阿斯兰，但仍获得维克托的认可。在“摘星者计划”发射当天带领波蕾特和小梦一起前往特里昂塔观摩庆祝活动，并准备告诉小梦自己是其亲生父亲这一事实。
貝爾默提（Bermotti）
- 登場作品：《黎1》、《黎2》；《界》
- 聲優：村田太志

首都咖啡酒吧「貝爾默提」的老闆兼調酒師，調酒技術相當受到業界好評，還被邀請參加薩爾巴德的調酒大賽，並得亞軍。也有從事情報屋的工作，亦具有豐富的藥學知識。相當多才多藝。
說話語氣跟克州遊擊士協會接待員蜜雪兒一樣頗為女性化，跟范恩和丁格的關係相當不錯。
賈可莫·空堤（Giacomo）
- 登場作品：《黎1》；《界》B
- 聲優：黑田崇矢

情報販子，跟范恩有過節。雖然其消息確實靈通，連共和國警察跟遊擊士協會都與他有往來，但為人品行惡劣，會利用掌握的情報進行勒索或是黑吃黑等勾當，因此即使在同行及范恩的眼中也是惡名昭彰的人物。序章接受范恩委託幫忙調查關於亞妮艾絲的導力器失竊案，但其實本人早已涉入此案件。最終因貪念自食惡果，被阿瑪塔旗下的黑幫成員殘忍封喉殺害。
《界》受白色复制品影响而成为《残渣》的一员。多次指使其他成员用武力协助自己但被提醒他们之间是平等的，并没有谁听命于谁。
琴婆婆
- 登場作品：《黎1》、《黎2》；《界》
- 聲優：大井麻利衣

「蒙馬特」對面的「梅露蘿斯」商店的店主，主要販賣新聞雜誌和香煙， 和「蒙馬特」的老闆維克托是老相識。
《界》多年前主导建立了黑芒街，并一直在幕后管理事务，被黑芒街居民称为“带头的”。
蕾貝卡
- 登場作品：《黎1》；《黎2》；《界》
- 聲優：山田美鈴

「史坦利工房」的技師。儘管其不俗的導力技術，但因其不善言辭和內向的性格的關係，在10年間接近足不出戶的狀態，亦只有親人和熟人能正常談話。 而最近因導力網絡的發達，使足不出戶的情況加深，使其弟 - 同為導力技師克里斯擔心。
之後在因緣濟會下，經父親介紹住無定所的藝術家基薩拉，並為其提供生活上的幫助和順利以特考生入學的原因，終於打破其足不出戶的狀態，經常伴同奇薩拉外出，並在奇薩拉成功入學後，參加學園祭。
《界》开始尝试外出修理仪器，虽被认为奇怪但是已经开始尝试与客户进行有限的交流。
希德
- 登場作品：《黎1》、《黎2》
- 聲優：森山侑

和亞倫、謝和黃為兒時玩伴，有修行月華流，在煌都蘭波特和亞倫一行人守衛故鄉，但在《黎1》時因為黑手黨阿瑪塔的入侵而被打重傷而昏迷不醒近2個月，但最終在龍凱大夫的治療下完全回復，首都泛魔化時正在和朋友首都找亞倫一起享受革命紀念日，但被泛魔化惡魔再度打傷，並無大礙。
《黎2》曾參與 "聲東擊西計劃" 協助亞倫等人潛入煌天樓。
傑斯
- 登場作品：《黎1》；《黎2》；《界》

最近聲名大噪的創作型歌手。安卡維爾出身。
《黎1》時和青梅竹馬的卡蘿和雷蒙德姊弟受其邀約一同住舊市街的合租公寓中。在首都泛魔化時因保護雷蒙德被魔怪受重傷，但在遊擊士菲的緊急治療和舊市街的教區長的草藥下得以保命。
其後離開共和國，改為於克羅斯貝爾出道， 成為當地娛樂界大受歡迎的歌手，並於《黎2》後期獲亞拉密斯學園受邀，於學園祭間表演。
艾妮亞
- 登場作品：《黎1》；《黎2》；《界》
- 聲優：原涼子

大眾澡堂《拉古納》的小掌櫃，雖年紀輕輕，但經常說出不符合年齡的話語。祖父母為雷米菲利亞出身 - 亦是桑拿的發源地。
打理澡堂生意和負責店裡財務管理則一板一眼，其不俗的經營目光得共和團金融泰斗哈克老爺爺的賞識，視為前途無可限量的孩子，而其亦不時向哈克老爺爺請教經濟和經營知識。
打龍雀在哈克老爺爺的龍友的指導下非常好，曾因哈克老爺爺一次和朋友打龍雀太吵，而下場打龍雀打得落花流水。
伊莎貝拉
- 登場作品：《黎1》；《黎2》；《界》S3
- 聲優：森千早都

黑芒街醫術高超的黑市女醫生，因自身接近亳無底線的研究而被驅逐出雷米菲利亞醫學界。金錢至上主義者，認為其此為公平處世之道。
對感到有興趣的事視為研究對象，並在想像各式各樣的實驗。曾被亞倫評價為瘋子。
和蕾恩還是黑客小貓時，於網絡上進行醫學交流。亦和經常和地下世界打交道的艾梅絲有不俗的交情。
《界》在黑芒街遇袭事件中提醒范恩等人，使用“高压水流”快捷魔法可以扑灭地面的火。
李蓮
- 登場作品：《黎1》、《黎2》；《界》
- 聲優：坂岡宏樹

原月華流宗家弟子，為駐守煌都的游擊士小鈴的哥哥。對小鈴有著被范恩評為 "達到戀妹程度"的親情。
雖管有月華流奧義級的實力，亦曾為父親泰隆作代理師父打理道場，因不喜歡月華流的修行和不善打架的關係，在《黎1》3年前離開煌都，並於「威士頓百貨」的「桂冠藥局」任職藥劑師，被范恩評為有商人材料的實力派藥劑師，最近有獨立開業的打算。
儘管已遠離煌都，但依舊收到來自煌都和黑月的消息。因亞倫截至14歳時常用月華流道場修練的關係，所以和亞倫相識。
《黎1》曾被小鈴要求返回煌都繼承宗家道館，但一口拒絕。
《黎2》時因藥材原材料不足而一度返郷， 反而被其妹來一場2對2對決， 從而希望能回心轉意回到道館，但依舊不肯接受，同時說明因以前來踢館的高朗而打敗後，從而質疑一直以來所學武術而心灰意冷而拒回習武之路這一事實， 但經歷這一對決和范恩的提醒下想通這一點後會重新考慮在不重回武術之路下的未來路向。
仙里
- 登場作品：《黎1》、《黎2》
- 聲優：藤本丈  (《黎2》)

「龍迴治療院」 的前台職員，並同時龍迴醫生的指導下，日復於日學習醫瘵和藥學知職。
擁有月華流武術的前黑月 "兇手"，但不願和打打殺殺的事情扯上關為由，在受到一定代價退出， 其後獲龍迴醫生收留成為醫先的助手。
因由小至今依舊到月華流道埸習武，因而和自小和李蓮和小鈴相職
《黎2》在小鈴的請求下,決定和李蓮搭擋對抗和亞倫和小鈴的組合，但最終落敗，但最終結果令李蓮重新考慮前路的結果。
傑克·崔佛（Jack Trevor）
- 登場作品：《黎1》、《黎2》、《界》
- 聲優：森田成一《空Evo》→利根健太朗《黎1》

小說「賭博師傑克」中主角的原型人物，與哈璐在賭博業界中是無人不知的搭檔，也有從事情報屋的工作。人封稱號「勝利」
《界》在各地帮范恩获取情报并在安卡维尔驾车协助范恩前往物流仓库，同时也在《黑色庭园》中担任发牌员。
哈璐·科爾曼（Halle Coleman）
- 登場作品：《黎1》、《黎2》、《界》
- 聲優：吉川未來《空Evo》→永惠由彩《黎1》

小說「賭博師傑克」中女主角的原型人物，與傑克在賭博業界中是無人不知的搭檔，也有從事情報屋的工作。已逝父親的稱號為「國王」
《黎2》時曾一度被 "侵蝕" 而和范恩等人倒戈相向， 但最終因庭園主人的打敗， 而把有關事實無效化。
《界》在各地帮范恩获取情报，同时也在《黑色庭园》中担任发牌员。
龍牙·樓蘭（Ryuga Rouran）
陣·瓦賽克和「瘦狼」瓦爾特的師傅，泰斗流的掌門人
《黎》10年前因身患絕症，臨死前決定代替陣和瓦爾特比試，最後死在瓦爾特手上。死後道場兼私宅則由洛克密斯作用隱居地而使用。
愛德蒙·奧克雷爾（Edmond Auclair）
- 登場作品：《黎1》
- 聲優：杉崎亮

共和國知名製菓公司的社長，艾蕾因的父親。
舊王國貴族出身，觀念守舊，否定現在的共和國體制。反對孤兒院出身的范恩與艾蕾因來往，強行給范恩安排「領養人」迫使他離開首都，間接導致范恩被捲入教團的實驗中。這件事讓他與艾蕾因之間本來就不好的關係雪上加霜，更導致艾蕾因日後不顧家庭的反對也要成為游擊士。
共和國恐怖組織的有力贊助者之一，曾經資助國內的反移民派在西塞姆利亞通商會議當日襲擊蘭花塔，也對阿瑪塔進行長期的資助。最終在阿瑪塔發動核彈恐攻成為被全面清剿對象後，被僧兵廳查出其罪行並遭認定為異端決定派人刺殺他，結局是被趕來的艾蕾因阻止後被捕。
蘿莎莉（Rosalie）
- 登場作品：《黎2》；《界》B
- 聲優：櫻川惠

梅瑟達姆賽克托軍武（ZA）公司的主任。雖然自許要通過各種研究軍武來實現自己的野心，結果到頭來各種打臉而經常淪為搞笑龍套。
《界》中公司被結社「十三工房」收為旗下，自己也成了結社人士，還專門研究「幻夜之貓」來自導自演出「冒牌幻夜之貓」，但仍然改不了經常以失敗收場，連小丑坎佩尼拉也戲謔她為另一個基爾巴特。
羅賓·格拉斯戈
- 登場作品：《黎2》
- 聲優：山本彬

由前任首領艾林格至傑拉爾一代服侍至少的老臣子， 至15歳起為阿瑪塔辦事。
《黎1》時曾不知情地運輸反應炸彈至克雷優村， 最終促使克雷優村炸毀事件的發生而自責，但被梅魯奇歐所威脅運輸第2個反應炸彈到古都奧拉希翁，亦因此被僧兵廳「隱密僧兵」視為異端而被追殺，他亦和妻兒斷絕聯絡以免她們受殃及。
《黎2》時，阿瑪塔被潰敗後，手持阿瑪塔的遺產的「紅色碎片」 - 即第八個「創世」的碎片，隱身於梅瑟達姆近2個月。 雖被黎恩和星杯騎士團一行人所捕捉，但在決定向警方自首並提供阿瑪塔的內部資料時，被《洸彈》伊克斯射殺身亡， 被其奪走的「紅色碎片」，所幸地被黎恩重新奪回。
阿斯蘭
- 登場作品：《黎2》、《界》
- 聲優：須嵜成幸

來自中東地區的Z1賽車手，隸屬於紅星車隊，年約20歳則成功繼馬克希姆之後，有望成為Z1賽車大賽冠軍車手有力候補。
曾被已 "侵蝕" 的馬克希姆一度綁架，但因創世的時間回朔的關係而令此事實不存在，本人亦沒有相關的記憶。時間回朔後的Z1賽車大賽中飲恨，落敗給馬克希姆。
《界》在夜间的表演赛中成功战胜马克希姆，并表示之后会在正式比赛中战胜他。
傑佛瑞·范倫堤諾
- 登場作品：《黎1》、《黎2》、《界》B
- 聲優：林寬太郎 (《黎2》開始)

不良組織「渴望」的首領。 在不良組織較為少見智慧性首領，高傲自負，亦曾為 《A》辦事。
《黎1》時曾試圖綁架伊帝斯銀行總裁的千金大小姐巴賽莉亞（バーゼリア）而獲取贖金，但被范恩所阻止。
《黎2》時被擁有創世的魔裝鬼‧佐爾格重傷後僥倖逃亡，對魔裝鬼‧佐爾格的巨大力量感到恐懼，但最終被趕到的范恩和艾蕾因捕捉後交給警方處理。
《界》夜间经常外出引领A∵D成员，并在白色复制品的影响下变为机械生物。在被范恩击败后恢复正常，但是丧失了那段时间的记忆。
賈可邦
- 登場作品：《黎2》
- 聲優：柳田薰人

艾塔
- 登場作品：《黎2》
- 聲優：榎あずさ

阿潔
- 登場作品：《黎2》
- 聲優：柴田柚巴

卡特爾
- 登場作品：《黎2》
- 聲優：小茅楓

跟卡特爾·薩里西翁名字相同的孩童。
克洛斯
- 登場作品：《黎2》
- 聲優：寺島美優

法比奧·羅西
- 登場作品：《界》
- 聲優：松岡洋平

自称《地下万事屋》的追随者。
《界》对范恩等人完成的4spg非常了解，对某些以温和手段解决事件的结果有所不满，而想要更加强硬的对待犯人，但被范恩阻止并劝导。
夏儂
- 登場作品：《界》
- 聲優：小日向美香

「黑貓之夜亭」女服務員。
《界》与莉婕特拥有相同发色，并且长相相似。希望与莉婕特以姐妹相处。
李羅伊·魏
- 登場作品：《黎2》、《界》
- 聲優：藤井隼

亞倫的親生父親，遊手好閒且負債累累，使得亞倫不能原諒其個性連累了亡妻兼亞倫的母親葉花而關係不好。
《黎2》時父子重逢，在解決4spg委託時，雙方的關係亦有一定程度的緩和，在離開首都伊帝斯前，自言自語提及「大君」為血脈相承的以及其應該在自己這一代終結等不明用意的話語。
《界》與安卡維爾陪同黑月再次出來，搭載范恩一行前往市倉庫。
拉古恩·可翰
- 登場作品：《界》B
- 聲優：武內駿輔

初代目「大君」。
《界》因白色复制品影响成为《残渣》的一员，承认亚伦以及李罗伊为其血脉的后裔。

## 噬身之蛇
從空之軌跡三部曲開始，在全軌跡系列故事裡，暗中祕密進行以女神的七至寶為最終目標的諸多難以理解的計畫的神秘組織，亦常被簡稱為「結社」。

### 盟主
「盟主」（Grand Master）
- 登場作品：《3rd》；《閃4》；《創》；《界》
- 聲優：安田美和（廣播劇CD）、長久友紀（空3rd Evo）、水瀨祈（閃4後）
- 噬身之蛇的最高領導者

除了性別為女性之外目前一切都是謎團的神秘人物。受到結社成員，尤其是蛇之使徒的極度尊崇。
在若干年前召集了蛇之使徒們並建立了噬身之蛇。提出了結社追求的終極目標，以失落的女神七至寶為核心展開的「奧菲斯最終計畫」。但其將此巨大計畫的各階段之策劃、執行工作均全權託付給七位使徒去統籌分工完成。
空軌系列中利貝爾的「福音計畫」及橫跨兩個系列作，克洛斯貝爾及帝國的「幻焰計畫」都是此計畫的一部分。但是整個計畫的真正目的至今仍是個謎。
目前推測其掌握了超脫世界常理的「外之理」能力，並藉此打造出了懷斯曼的魔導杖、萊維的「噬岩者」及馬克邦的「昂巴爾」等不可思議的武器。也可能具有類似預知的能力。據說用於結社特有網路的「星辰編碼」，是一種能用來記述她所帶來的「外之理」的系統語言。
《3rd》描述福音計畫結束後，於結社最高機密空間「星辰之間」中僅以聲音現身，在使徒及坎佩尼拉面前接收了其帶回的空之至寶「輝之環」。對使徒及執行者們的努力給予讚許，但更加為計畫中付出的犧牲感到哀痛，將懷斯曼與萊維的死亡都歸咎於自己。
《碧》看中了瑪莉亞貝爾·庫羅伊斯的能力邀請其加入結社遞補空缺的第三使徒之位。
《閃4》達成真結局後以半身的姿態登場，外貌是有著淺蒼色長髮的女性，聽取了瑪莉亞貝爾與坎佩尼拉對於幻焰計畫的完結報告。確認了火與地之至寶已經從塞姆利亞大陸所在的次元消失，計畫的最根本目的確定完成。對於七柱莉安娜的逝去，二柱薇塔等多位成員暫時或永久脫離結社的決定，僅淡淡的表示這些均為對結社有意義的結果。自述只是告知世界存續時限的「影之存在」。最後說明這個世界雖然避免了黃昏帶來的毀滅，但距離真正意義上的「全歸於無」只剩下大約三年，並宣布正式開始進行奧菲斯最終計畫的第三階段「永劫回歸計畫」。
《創》在主線結局後首度以全貌登場，勸說了劫炎繼續留在結社擔任No.I的使命，同時透露對於接替莉安娜成為第七柱的人選已有了眉目；後與突然闖入通訊的共和國總統格蘭哈特達成接下來兩年半互不干涉彼此計畫的協議。

### 蛇之使徒
位階僅次於盟主的七位結社最高幹部，因其各自擁有的出眾能力受到盟主賞識並招募進噬身之蛇。負責奧菲斯最終計畫的各階段統籌執行。可以調動組織內一切資源，但無權強制結社執行者服從命令。
第一柱
（不明）
- 登場作品：《3rd》；《碧》；《閃4》
- 聲優：新井良平
- 「蛇之使徒」第一柱。

地位似乎是眾使徒之首，絕對服從盟主的意志並格外注重遵守其所立下的規定。
目前於《3rd》星之門⑭的福音計畫檢討會議及《碧》與諾華提斯、雅里安洛德、坎佩尼拉討論在克洛斯貝爾進行的「幻焰計畫」第一階段的進度時，以及《閃4》最終迎接盟主到來時，於星辰之間以聲音形式登場過。
第二柱
「蒼之深淵」薇塔·克洛提德（「The Abyss」Vita Clotilde）
- 登場作品：《3rd》；《閃1》；《閃2》B；《閃3》；《閃4》E→S1；《創》S1
- 聲優：前田綾香（空3rd Evo）；田村ゆかり（閃以後）
- 「蛇之使徒」第二柱。左方眼角有一顆淚痣的女性，異名「深淵魔女」，《閃1》24歲。

首次於《3rd》星之門⑭中以聲音形式登場。對萊維很有興趣，和星杯騎士團團長愛因·瑟爾納特似乎有些個人因緣。
出身於帝國傳說中的魔女一族，能力在一族中也十分出眾，尤其精通各種藉由歌唱來施展的秘術。是艾瑪非常仰慕的姊姊。但在數年前因未知原因不惜打破一族禁忌並加入結社成為了使徒。與妹妹和黑貓瑟蕾奴的搭檔相似，擁有一隻身披奇異翠綠色羽毛的鳥古利亞諾斯作為夥伴使魔。
《閃1》於帝國擁有歌姬與廣播主持人蜜絲緹(ミスティ，Misty)的雙重身份，在宰相公開演說遭狙擊後，於廣播中使用了幻想歌謠，讓聽見她聲音的人，同步觀看到貴族派佔領帝都的景象。其後並宣布了「幻焰計畫」的下半部在帝國內戰開始後正式展開。
《閃2》在內戰中協助凱恩公爵與貴族軍，多次阻饒Ⅶ班等人的行動。主要是為了完成結社的幻焰計畫與魔女的使命，引領灰之騎神與蒼之騎神的對決，但最後緋之騎神的復活卻在她的預料之外。與克洛協助Ⅶ班再次封印緋之騎神後，遭到鐵血之子首領盧法斯的襲擊負傷並失去了古利亞諾斯，幻焰計畫更遭到已經控制了黑之工房的宰相所奪，只得狼狽撤退並將克洛的遺體交予Ⅶ班安葬。
《閃3》由於宰相向結社提出了交換條件，以互相幫助完成彼此計畫的形式達成合作，在七位使徒投票表決下，僅有薇塔一人反對，於是決定在仍對盟主效忠的前提下，與其他勢力聯手行動，在躲避鐵路憲兵隊與情報局，甚至包括結社成員的追捕的同時，追查黑之工房與奧斯本的關係和企圖，並在能力範圍內進行干擾。曾表明本作最終戰後世界走向終結的結局，是她原本在《閃2》中想改寫卻失敗的結局。
《閃4》主要以拜斯蘭特起義軍的協力者身分協助新舊Ⅶ班抵抗宰相的計畫。在大地之龍作戰前一天與其他協力者合力在米修拉姆布下強力結界。作戰當天與奧蕾莉亞、維克多，及托瓦爾組隊，負責攻略其中一座鹽之杭為光芒之翼作戰開路。
《創》與羅賽莉亞一同支援Ⅶ班的眾人，並於最終顛倒巴比倫突入作戰中招喚結社的強化傭兵與西風旅團的人前來幫忙。
第三柱
「白面」蓋魯格·懷斯曼（Georg Weismann 「The Faceless」）
- 化名：亞魯瓦教授
- 登場作品：《FC》（37歲）；《SC》B；《3rd》B
- 聲優：田中秀幸、飛田展男（空1st）
- 「蛇之使徒」第三柱。擁有操縱對象的記憶和認知方面的特殊能力。結社成員通稱「教授」。

「福音計畫」的負責人，《FC》利貝爾情報部政變事件及《SC》利貝爾異變事件的主謀，召集了執行者在利貝爾各地進行各式實驗。性格上可說是極度惡劣。熱衷於以各式心靈實驗操縱人的意志，尤其視約書亞身上的人造聖痕為他最成功的實驗品。哈梅爾的悲劇也是在他慫恿操縱帝國激進主戰派的情況下所造就的。
《FC》化名「亞魯瓦教授」以考古之名在利貝爾各地活動，實為調查封印「輝之環」的結界機制。此期間利貝爾各地動亂事件的肇事者，在遭到逮捕後無法交代前因後果且記憶錯亂的詭異情形，也出自他之手。以考古學家的身分用古代遺物的情報接近理察上校，趁機洗腦了理查上校。在克魯茨奪去黑色導力器後也曾將之洗腦，逼供情報。在最後解開了五年前對約書亞身上的洗腦，欣賞他思緒混亂的樣子而引以為樂。
《SC》以盟主賜與的魔杖奪取了「輝之環」的力量，自述目標是尋求人類進化的可能性。但遭到人造聖痕被解開的約書亞以及艾絲蒂爾等人打敗，正當逃離方舟時被星杯騎士團「異端制裁者」凱文·格拉漢以附有「鹽之杭」的弩箭所殺，全身化為鹽慘死。而內存了輝之環力量的魔杖被坎佩尼拉回收。
原為「鹽之杭」事件受災孤兒，後來加入七耀教會，於封聖省任職聖務官，之後升為司教。
對聖痕能夠使人成為超人非常感興趣，而私下做了許多實驗，操縱對象的記憶和認知方面的特殊能力應是這時期的研究成果；後被教會判定為「異端」而被驅逐。紀錄上記載為「罪大惡極的破戒僧」。
《3rd》在影之國以假想人格的姿態重現，勸說凱文解放聖痕；不過遭到聖痕正向力量覺醒的凱文擊敗再一次消逝。
「根源之煉金術師」瑪利亞貝爾·庫羅伊斯（Mariabell Crois）
- 登場作品：《零》19歲；《碧》B；《閃4》B；《創》
- 聲優：田中理惠
- 古代鍊金術師庫羅伊斯家族現任當家，守護騎士「蒼之聖典」判定為最高位魔導師(Magius)。

是艾莉的青梅竹馬，留一頭燙捲雙馬尾的美女。但與美麗的外貌相反的是，忠實於自己的慾望並絕對實行的強硬風格。
自述對於艾莉的感情「說是愛也不為過」。做出的親密舉動常讓艾莉無所適從，對於接近艾莉的男性一般相當敵視，尤其將羅伊德列為頭號危險份子。腕力比想像中還強，曾經單手揪起羅伊德的衣領將之舉起。
雖然年輕但已經手了IBC多項事務，包含米修拉姆的開發、主題公園的營運、市內導力網路的管理等，父親不在時由其擔任代理總裁。已經有一流商界人士的風範，曾經到過愛普斯泰恩財團學習。
《碧》中揭露為古代煉金術師庫羅伊斯家族的現任當家，此次克洛斯貝爾所有黑幕的策劃者。與結社「噬身之蛇」合作完成了超過幻之至寶的「零之至寶」。擁有超越常人的才智並以此自豪，以追求鍊金術的最遙遠高度為目標。是碧零計畫的主導者，追求「零之至寶」的完成形態，能夠支配時空，並重組因果律的「碧之大樹」。整個計畫中只有父親迪塔一個人被蒙在鼓裡。
在特務支援課眾人的全力阻止下，琪雅最終失去了零之至寶的能力。她也坦然接受了家族千年執念破滅的結果，決定接受結社盟主的邀情，遞補《SC》中死亡的懷斯曼成為新任第三柱使徒。對羅伊德他們建議對父親迪塔的罪刑從輕發落後從碧之大樹消失。
《閃3》提及她與第四柱破戒一同在法典國行動，主要是為了阻攔星盃騎士團等教會戰力，防止他們干預結社在帝國的行動。
《閃4》以帝國的詛咒黃昏發動為契機再次來到克洛斯貝爾，在羅伊德跟艾斯蒂爾等人潛入蘭花塔時出現，並與艾莉再次會面。作為結社的代表協助宰相的巨碩黃昏計畫，但似乎同時也確保結社自身的目的，幻焰計畫能夠順利完成，本人稱巨碩黃昏能夠成為自己追尋極致煉金術的優秀樣本。對於與捨棄了故鄉的自己相反，始終熱愛著克洛斯貝爾的悠娜進行過惡趣味的試探，但最終承認了她的本事。劇情中期配合賽德里克領導的帝國政府勢力突襲起義軍的千之陽炎作戰會議，一人操控了三臺新型神機造成了巨大的威脅。之後在終期幻想要塞中樞區域前與小丑最後一次阻撓新舊VII班後，留下了諸多讓人對幻焰計畫及結社的目的一知半解的情報後一起撤退。最後與小丑一同向盟主報告此次帝國黃昏計畫的結局。
第四柱
「千之破戒者」艾爾羅伊·賀伍德（Ellroy Harwood）
- 登場作品：《3rd》；《黎1》47歲；《黎2》S2→B；《界》B→S2
- 聲優：馬場圭介（3rd）→黑田崇矢（黎1及以後）
- 「蛇之使徒」第四柱。

外貌左臉頰有著異色傷疤的長髮中年男子，身穿一襲華麗的藍色皮毛大衣。在結社中被通稱為「破戒」。
長年研究與實踐古今中外各種犯罪，憑著自我慾望來行動的犯罪專家，因此在地下世界另有「犯罪的天才」之稱。過去與其敵對的勢力往往因為不明的原因而覆滅。據說有著能腐蝕惡魔的神祕力量。實際上是生化武器和細菌戰專家，不過後者用起來比較麻煩不太常用。被蕾恩稱爲結社中數一數二的惡劣存在，人生信念就是思考該怎樣打破戒律，而本人並不否認自己是外道，還認為瑪利亞貝爾和諾華提斯作為惡人，手段還是太溫和了。
原屬暗殺組織「月光木馬團」，但組織在《黎》的14年前被結社所毀滅，後被結社招攬而成為第四柱。加入結社前，將被拋棄的「月光木馬團」成員與「D∴G教團」的倖存者集結起來，並讓他們自行發展，結果導致「庭園」的誕生。
《3rd》星之門⑭中僅聲音登場，些許訝異懷斯曼會走向失敗。
《碧》可得知在第七柱由帝國前往克洛斯貝爾時，將結社於帝國相關的計畫轉交給他。
《閃3》雪倫提及其關於「月光木馬團」的來歷。本作中與新任第三柱瑪利亞貝爾在法典國進行牽制七曜教會的行動。
《黎1》為了確保結社計畫順利執行，與黃金蝶一起拜訪地下萬事屋向范恩等人提出委託，提議聯手解決「阿瑪塔」和「庭園」，並說明這兩個組織的來源。在舊王都的「遊戲」中沒有直接參戰，本來打算將全部參加者連同阿瑪塔和庭園一同毒殺在地下空間中，但被范恩察覺其毒計；被識破的他便很乾脆的認輸後離開。
《黎2》時因為實行自身目的而進行包括侵佔諾華提斯博士的物品等一連串背叛行為引起結社不滿，派出 「瘦狼」和「黃金碟」追捕，期間發動涅梅斯島破戒騷亂，並以島上有毒氣炸彈，威脅范恩加入他的 "旅行團" 以了解涅梅斯島的過去和「D∴G教團」的關係。 之後， 他出乎意料回到結社出席 "最高幹部" 的聚會，並在會上做最起碼的道歉， 在最後邀請伊克斯和約爾妲為新的結社執行者。

第五柱
（不明）
- 登場作品：《3rd》
- 「蛇之使徒」第五柱。姓名、長相均未暴露的使徒。

《3rd》星之門⑭中僅聲音登場，猜出殺害懷斯曼的是星杯騎士團中懸缺已久的守護騎士第五位。
第六柱
「十三工房管理者」弗利歐·諾華提斯博士（Dr.F.Novartis）
- 登場作品：《3rd》；《碧》；《創》；《界》B
- 聲優：真殿光昭
- 「蛇之使徒」第六柱。噬身之蛇的研究機構「十三工房」管理者。結社成員通稱「博士」，其他人則「F·諾華提斯博士」。年齡不詳，列曼自治州出身。

為了滿足自己的求知慾，可以將包括自己在內的所有事物犧牲的瘋狂科學家。
自述曾經和獨居在克洛斯貝爾郊外的羅贊貝爾克工房的約爾古大師學習導力人偶的製作，之後強行接手研究導力人型兵器極限型「帕蒂爾·瑪蒂爾」時曾經作過人機精神連結的非人道實驗，使眾多實驗體死亡。因此被約爾古視為惡劣的邪門歪道，但他也不得不承認諾華提斯在改造和強化他人設計的作品方面擁有天才級的能力。結社的紅色方舟「古羅力亞斯」以及《空》內出現的所有機械兵器都是出自於他所管理的十三工房之手。個人最得意的創作之一是能夠自由入侵導力網路，概念等同於電腦病毒的星辰（astral）代碼。
《3rd》星之門⑭中僅聲音登場。將蕾恩稱為極限體，對於必須遵從盟主「無法左右執行者意志」的規則，而無法將脫離結社的蕾恩帶回感到相當惋惜。
《碧》為了幻焰計畫和雅里安洛德以及坎佩尼拉一同造訪了克洛斯貝爾。對於緹歐的才智也有高度興趣，邀請她加入十三工房但遭到拒絕。帶來了以「零之至寶」能力為能源供給的三架新一代導力人型兵器神機，展現了可怕的戰力摧毀了帝國及共和國的先鋒部隊。
最後帶著從迪塔手上回收的神機Type-α離開了克洛斯貝爾。
《閃3》開發了在《碧》中製造的三架神機的後繼機型，用來進行奪回幻焰計畫的準備實驗。但實驗目的在本作中並未說明。
《閃4》確認了前作中的三次實驗目的是想試驗看看填充了靈子能量的神機是否能夠代替騎神成為「相剋」儀式中容納被分割的鋼之至寶的容器，但實驗結果終告失敗，因此促成了結社與宰相陣營的合作。
《創》協助了科技奇異點的產物，人工智慧「極樂世界」的動亂，並於其中興致滿滿的進行各項觀測，暗中趁虛利用了克州西部的RF軍事工廠及羅贊貝爾克工房，還有幾位其他領域的專業人士技術，製造了完全複製劫炎馬克邦的外貌與思維的仿生機器人，試圖完成「外之理」的再現，但最終因為機體無法負荷而失敗。之後便以觀察者的身分見證了顛倒巴比倫的出現與終結；原本在星辰之間試圖模擬再現極樂世界，但最後被馬爾杜克介入而中斷，前往向盟主報告時，對於突然闖入通訊的共和國新任總統與其合作的組織感到驚訝。
第七柱
「鋼之聖女」雅里安洛德（Arianrhod）
- 登場作品：《3rd》；《閃1》；《碧》B；《閃3》B；《閃4》B
- 聲優：久川綾
- 「蛇之使徒」第七柱。通稱「鋼」或是「鋼之聖女」。280歲。

全身穿著中世紀騎士鎧甲的金髮碧眼女性，率領其個人直屬戰鬥部隊「鐵機隊」，通曉世間一切武技，擁有「超越人之境界」力量的絕頂強者。性格極為仁義正直，但對敵人則會不留情的用自己最擅長的騎兵槍術將其擊潰。十分尊崇盟主的一切旨意。
本名莉安娜·桑德羅特，250年前埃雷波尼亞帝國的獅子戰役中，率領「鐵騎隊」馳騁於戰場的「槍之聖女」。16歲時在羅賽莉亞的引導下，通過了羅恩格林城的異空間試煉，成為「銀之騎神」亞爾古雷昂的啟動者。不過莉安娜認為騎神力量超乎常理，不應輕易使用而長期將其封存在羅恩格林城地下。之後在獅子戰役中於雷格拉姆與德萊凱爾斯相遇，認同其王者氣量的莉安娜遂與鐵騎隊一同加入其軍隊並在短時間內掃平眾多敵軍直逼皇都。最終在煌魔城的決戰中駕駛銀之騎神，與德萊凱爾斯的灰之騎神一起決戰魔化的緋之騎神—緋紅終焉魔王；最後雖成功將其重新封印，莉安娜卻不幸戰死，遺體被羅賽莉亞帶回魔女之里。半年後成為不死者甦醒，在察覺自己已經與生人有別後，決定把領地雷格拉姆交託給當時的親信部下亞爾賽德後獨自輾轉在帝國各地流浪。
拜訪晚年的德萊凱爾斯時知曉了「黑」的存在。得知德萊凱爾斯以及靈魂的轉世被詛咒糾纏，以及掌握「銀」的自己會令詛咒有所忌憚後決定終生繼續守護他。在距今幾十年前找到了轉生者吉利亞斯·奧斯本後便一直在暗中守在他身邊，直到他娶妻生子後「黑」不再出現，認為危險已經過去，已經沒有掛念的她遂接受盟主邀請成為使徒第七柱。然而離開帝國後立即收到了盟主的警告，急忙趕回但為時已晚，奧斯本宅邸遭到帝國軍主戰派僱傭的獵兵襲擊；為救瀕死的黎恩，吉利亞斯·奧斯本被迫接受交易，成為黑之騎神的啟動者。
加入結社後化名雅里安洛德，與馬克邦和萊維等高手一起消滅了月光木馬團。在大陸邊境的村莊收養杜巴莉，剷除D∴G教團時收服被洗腦的恩奈雅，不滿遊擊士做法的艾奈斯也加入雅里安洛德的門下。對德萊凱爾斯抱持著戰友以外的感情，把黎恩視作自己的義子。
《3rd》星之門⑭中僅聲音登場。在萊維加入結社時曾說「又有一名修羅從世上誕生了。」，其後與萊維進行劍術切磋看見了他的資質，向盟主建言將外之理打造的大劍「噬岩者」賜予他。對於萊維的評價非常高，認為總有一天劍技會凌駕於她之上，對萊維的死感到相當惋惜。對於懷斯曼的死稱其為自作自受。
《閃1》在Ⅶ班於羅恩格林城受蒼炎寶玉所困時，一瞬間以騎士槍打碎了寶玉幫忙解圍後轉身消失，只有黎恩看見了她身著騎士鎧甲飄揚金髮的背影。
《碧》為了幻焰計畫造訪克洛斯貝爾。在南方濕地和特務支援課與銀交手，使出了肉眼難辨的神速刺擊瞬間打敗眾人。稱琪雅為「御子」，接受其委託阻擋在特務支援課眾人面前。支援課拼盡全力僅打碎了她的面具以及讓其單膝跪地，仍無法取勝；但她在確認了特務支援課的堅定信念後決定不再插手，離開了克洛斯貝爾。與上一代的銀曾在10年前交手。艾莉推測她是250年前帝國獅子戰役中率領「鐵騎隊」馳騁於戰場的「槍之聖女」莉安娜·桑德羅特。當時本人沒有否認，但也沒有進一步說明。
《閃3》以奪回幻焰計畫為目的，率領鐵機隊進入帝國。在進行實驗的同時也順便協助了北之獵兵的復仇行動。於海上要塞面對率領第二分校師生前來阻止計畫的「黃金羅剎」奧蕾莉亞，主動脫下頭盔承認了自己就是「槍之聖女」莉安娜·桑德羅特。隨後與其展開單挑對決，結果以些微差距落敗後，坦言目前的奧蕾莉亞已經比當年的她更強（未使用超越人類的那部分力量），隨後睽違多年再度召喚出銀之騎神毀掉使用完畢的新型神機後離去。黑之星杯的最終戰後與其他四架騎神聯手制止了暴走的黎恩與灰騎。
《閃4》自述加入結社理由是通過幻焰計畫，在相克中打敗所有騎神、親手解決「黑」，解放德萊凱爾斯的靈魂。第三相克對決中輸給黎恩及克洛，原本欲將力量與希望託付給他們。在杜巴莉勸說下同意不再執著就此離去，並希望見到德萊凱爾斯最後一面，但隨後遭到盧法斯背刺偷襲奪走大部分的力量，在最後時刻將亞爾古雷昂僅剩的力量碎片交與瓦利瑪，讓其恢復意識與米莉亞姆以精神體顯現之後消逝。最終的決戰在黎恩的精神空間出現，與吉利亞斯和路嘉鼓勵他；以母親身份直呼黎恩名字。

### 執行者
結社計畫的主要執行人員，個別都具有強大的實力，每一位成員皆背負著不為人知的黑暗過去。
執行者的編號大略是依照塔羅牌中的大阿爾克那組合，從大阿爾克那的編號可以大略推測出該執行者的背景或性格。
「小丑」坎佩尼拉（Campanella 「The Fool」）
- 登場作品：《SC》；《3rd》；《碧》B；《閃NW》；《閃3》B；《閃4》B；《界》B
- 聲優：伊藤加奈惠（空軌僅EVO版本有語音）
- 「執行者」No.0[29]，擅長使用以火焰為觸媒的幻術。可以無聲無息地出現在任何地方。

外表是穿著粉紅色禮服的綠髮少年，不過本人自述年紀並沒有看起來那麼年輕。約書亞也證實從加入結社至今沒有看過他有變老的跡象。
與其他執行者們最大的不同是受到盟主的親自派遣，做為奧菲斯最終計畫執行情況的觀察者。平常都用著俏皮的語調開玩笑，但有時也會吐露出些意義深遠的話。擅長執行前置作業的隱密行動，而戰鬥力方面據說是與約書亞和雪倫差不多。
《SC》做為福音計畫的觀察者，基本沒有在任何事件中出手。終章在懷斯曼被凱文制裁後出現並回收了其內存有輝之環的魔杖。
《3rd》在星門⑭中向結社使徒們稟報福音計畫的始末以及懷斯曼的死亡。將輝之環與魔杖一同獻予給盟主。
《碧》與諾華提斯和雅里安洛德一同來到克洛斯貝爾，仍作為幻焰計畫的觀察者。在終章首度參戰對付特務支援課等人時，曾經使用幻術重現了「鹽之杭」。
《閃3》為了對抗趁隙奪走幻焰計畫的鐵血宰相，他與馬克邦，新執行者謝莉等同事一起行動，配合赤色星座以及十三工房提供的兵力，在帝國各地以「實驗」為名引起多次動亂。也向「長期停工」的雪倫，傳達了結社的相關請求。
《閃4》仍遵循結社的方針協助巨碩黃昏。本作中在被悠娜斥責是個沒有立場和覺悟，嬉皮笑臉的做著壞事的卑劣小鬼後罕見的動了怒氣，嚴正表示自己也是背負著No.0的重要使命並開始認真對付主角群。終章為了提升相剋儀式的完成度，於幻想要塞中層與三柱瑪莉亞貝爾聯手對戰新舊Ⅶ班，戰鬥結束後作為對悠娜的表現的「獎勵」，暗示性的回答了她們對結社與幻焰計畫的若干疑問。隨後便撤離了要塞。最後在真結局的末尾附加劇情中向盟主報告了計畫的始末。
「劫炎」馬克邦（McBurn）
- 登場作品：《閃2》B；《閃3》B；《閃4》B；《創》B/S1
- 聲優：諏訪部順一
- 「執行者」No.I[30]，擁有能隨心所欲的發出及操縱火焰的異能。已確定此能力屬於超脫世間常理的「外之理」之一。

身穿紅色長大衣戴著平光眼鏡，留著青綠色長髮的年輕男子。經常顯得一付提不起勁的慵懶模樣，但是戰鬥能力在執行者中是貨真價實的「No.1」，傳聞甚至能與公認超越人類的第七使徒雅里安洛德匹敵。判斷對手強度的眼光相當準確，且能感覺到鬼之力、聖痕等的存在。和以戰鬥狂著稱的兩位執行者後輩瓦爾特和謝莉一樣，最大的興趣就是和強者對戰，但自認為和他們相比算是懂得拿捏分寸。過去最中意的對手是「劍帝」萊維。對於在萊維死於福音計畫中後沒有第二個能讓他滿足的敵手耿耿於懷。
將自己的異能和黎恩體內的鬼之力稱為「混雜」。並自述與黎恩混雜一部分的力量不同，自身是完全混雜。在遇到能讓自己燃起鬥志的對手時便會解放力量，變身為白髮與赤瞳黑眼，同時全身顯現出紅色紋章的「火焰魔人」。周身籠罩著一層猛烈的劫火，能作為護盾使用，強度足以擋下光之劍匠的絕招。並能夠發出威力遠勝過平常狀態的巨大火炎彈，一擊就可以燒毀煌魔城的巨大梁柱。在與真正的強敵戰鬥時還會召喚出與萊維的噬岩者成對，能夠與自己的能力共鳴而引出平時深藏在體內的最炙熱黑炎的魔劍「昂巴爾」。由於馬克邦與「昂巴爾」的契合度極高，因此「昂巴爾」深受馬克邦的影響產生了異變。
《閃2》常與杜巴莉一起行動，協助薇塔進行幻焰計畫，但他基本上只想找機會和強者交鋒，對於執行任務是可有可無的態度，還曾經因為期待的對手沒到場而不戰而退，多次引起杜巴莉不滿。初登場輕鬆擊敗VII班後察覺到了黎恩身上鬼之力的存在，之後逐漸開始對他和騎神感到興趣。在帝都異變中面對意圖闖關煌魔城的VII班時解放能力將他們逼入絕命危機，之後與前來解危的光之劍匠展開一場壯烈的殊死決戰。
《閃3》基於奪回幻焰計畫與受命獵捕「叛逃」的二柱薇塔等目的而再度展開行動。並在經歷一年半前內戰時與光之劍匠的死鬥後，更加強烈的渴求能凌駕於自己的對手。首先與坎佩尼拉一起在克洛斯貝爾一起進行了第二次的「實驗」，並敏銳的察覺到黎恩身上鬼之力的變化。之後與七柱雅里安洛德及鐵機隊會合於海都進行最後的實驗，從對話中可以知道七柱跟他有著長年的交情，也曾跟指導萊維一樣傳授劍術給他。後來在為了實驗而發動的雙線作戰中對上渥雷斯中將，以火焰魔人之姿短暫交鋒後撤退。
終章與七柱一起擔任黑之星盃第一關守門人阻擋新舊Ⅶ班，但在目擊卡雷賈斯被炸毀後，因感嘆昔日強敵光之劍匠的消逝而停戰。最後在宰相召喚出黑之騎神後，雀躍的表示終於找到了可以戰勝自己的存在。
《閃4》在即將爆發的世界大戰中一方面協助巨碩黃昏計畫，一方面開始認真為了自己加入結社的目的而行動。於新舊Ⅶ班闖入黑之工房時與鐵機隊兩位隊員一起攔阻因詛咒而暴走的黎恩、克洛和杜巴莉一行人並加入隨後的大混戰。在第三相剋前夕，為了提升儀式完成度，配合被詛咒控制行動的光之劍匠在蘭花塔上層與前來解放維克多的勞拉一行戰鬥。本打算在子爵擺脫詛咒之後再進行第二戰，但被艾爾貝利希安排的「保險」以及隨後范德爾家的增援打壞了興致而離去。在消失之前稍微顯現出了「全力姿態」並表示很期待在最後之日與黎恩他們的會面。
終章為了完成長年以來的目的，在幻想要塞核心區域做為通往與宰相最後決戰的關卡。黎恩在蓋烏斯及艾瑪的補充下，揭露了其真實身分為來自塞姆利亞大陸以外的生命體與這個世界的某人的融合體，也就是所謂的「完全混雜」的存在。自從50年前降臨在這個世界之後，他一直努力尋找喪失的記憶和自我。並為了更容易達成恢復記憶的條件－恢復原形與絕世強者戰鬥而加入了結社。在歷經多年等待後，他終於在能夠承受真身災厄級力量的幻想要塞中變回了異界之王，真名麥亞·克·巴魯德·路爾溫（馬克邦是其全名的縮寫）的魔神之姿。經過一場與新舊VII班的激烈戰鬥後，他終於找回了部分關於故鄉的記憶。作為表達道歉與感謝之意，他給與了黎恩和灰騎一小部分自己的神之火焰的力量，並表示為了新的目標要去找盟主等人問清楚後笑著離開了要塞。真結局的附加劇情顯示其暫時離開了結社，繼續著尋找自我的旅程。
《創》六柱諾華提斯博士擅自以新研發的模仿擬像技術，製造出了與劫炎本人的外表與思維模式唯妙唯肖的複製機器人，進行試圖重現「外之理」的實驗，並以羅伊德等人作為試驗對象於克州西部的RF軍事工廠內進行了一場激戰。在眾人合力短暫壓制住魔人化的自己後，複製機器人決定進一步變化為魔神型態，但最終因為機體無法承受魔神之力，右臂自爆宣告失敗。之後博士毫不留情直接用預設好的炸彈將「他」與軍事工廠一起炸毀，但機器人也以僅剩的力量燒掉了博士儲存實驗記錄的硬碟小小還以顏色，在警告博士別被自己的本尊逮到並目送羅伊德等人逃出操控室後停止了運轉。結局後本尊使用魔人形態與昂巴爾的力量強行闖入了盟主所在的星辰之間，似乎對現在身處的世界究竟是什麼存在有了一定的理解，而後接受盟主的勸說，暫時回到結社繼續擔任No.I「指引篝火」的使命。似乎以某種方法得知了博士的部分無良實驗內容對他進行了一會的對質。
「劍帝」萊恩哈特（Leonhardt 「The Sword Emperor」）
- 化名：洛倫斯·博格（Lorence Berger）
- 登場作品：《空》B；《閃4》
- 聲優：綠川光、日野聰（1st）
- 「執行者」No.II[31]，本名意為「獅子之果敢」，但約書亞和其他執行者們一般都叫他萊維（Löwe）。嚴格律己的結社最強劍士，戰鬥實力也是眾執行者中的頂峰。

穿著象牙色大衣，留著中長銀髮的青年。在艾絲蒂爾一行人旅經利貝爾各地不時有聽到關於此人出沒的消息，約書亞十分在意他而多次脫隊追蹤但無所獲，在瑪麗亞孤兒院遭縱火時闖入火場拯救了在場的院長及孤兒們。
《FC》執行福音計畫的前置作業，戴上頭盔以結社扶植的傑斯塔獵兵團成員洛倫斯·博格的化名，假意為理查上校拉攏加入王國情報部而在各地暗中活動著。在王城脫下頭盔展現面貌後，以懸殊的實力擊敗艾絲蒂爾等人。隨後離開了利貝爾王都。
出身於哈梅爾村，當時的志向是成為遊擊士而不斷的自我精進於劍術。與約書亞姊姊卡玲是戀人關係，約書亞視其為兄長。在「哈梅爾的悲劇」中失去了至愛卡玲，約書亞也精神受創無法言語。之後他從坎佩尼拉口中得知了滅村真相竟是由於兩個國家間的一場莫名其妙的戰爭，但最後兩國卻為了「安定國政」而共同隱瞞了事實，悲憤的萊維決心化身為修羅加入噬身之蛇。立誓不惜一切手段，都要讓世界上的人們看見他們不願正視的真實，以證明隱瞞事實真相只會導致同樣的悲劇發生。
加入結社後曾與第七柱雅里安洛德進行劍術切磋但慘敗，不過仍得到其讚賞並經由她的推薦獲贈了盟主打造的外之理魔劍「噬岩者」。本就在劍術上擁有高深造詣的他，得到此劍後正式超越了人的範疇，之後也常與第七柱練武。正面戰鬥的實力連蛇之使徒與S級遊擊士也難有人能與之匹敵。
《SC》與懷斯曼聯手擊敗了古龍雷格納特，並洗腦操控之，但他抑制著古龍不作出過重傷亡的行為。在紅色方舟「古羅力亞斯」上告訴艾絲蒂爾有關哈梅爾悲劇的真相。利貝爾異變之後，在利貝爾方舟的中樞塔頂接受約書亞的挑戰，但被約書亞點破所作的一切不過是為了卡玲而產生動搖，所持之劍為約書亞擊脫離手而認輸。兩人對決後與約書亞兄弟和解，並表明該是退出結社的時刻了。但遭到懷斯曼從背後偷襲倒下。最後在利貝爾方舟內為了拯救約書亞等人，以噬岩者擊破懷斯曼的絕對屏障後，受到過大的能量衝擊而犧牲。在約書亞重回哈梅爾村時，將噬岩者葬在卡玲的墓旁，讓兩人終能團聚。
《3rd》在影之國中被以假想人格重現出來的幻影再次登場。而這次與約書亞真正的作了最後的告別，與身旁陪伴著的卡玲幻影永遠長眠了。
《閃4》中在異界化的哈梅爾即將消散時，以聲音登場并與約書亞和艾斯蒂爾等人再次告別。
於Play Station舉辦的軌跡系列人氣角色票選中，拿下第6名。
「黄金蝶」露克蕾琪亞·伊斯雷（Lucrezia Isselee）
- 登場作品：《黎1》B/S2；《黎2》B/S2；《界》E/S2
- 聲優：植田佳奈
- 「執行者」No.III[33]，暱稱「蕾琪」。

原是暗殺集團「月光木馬團」中暗殺技術最強的成員，組織在1194年時被結社毀滅後受到挖角加入了噬身之蛇，被認為她是結社最強戰力之一。獨門武器為盟主打造的、外型宛如大型奶油刀的「薄暮長刀」，用於切開空間，打造出一個異次元空間進入空間內部。《黎1》出場時29歲，身著貴婦式禮服，以面紗遮住一半面容，言談舉止高雅的女子，背後為一位現實主義者但有時會因情況而作出義氣的行動，同時享樂主義者， 在該享樂的時候享樂。
《黎1》正式出場並與第四柱「破戒」一同行動。似乎對東方文化抱有很大興趣，在休息日時會穿著華麗的和服外出。決戰時協助破壞塔前的柱子。
《黎2》為了追捕做出眾多背叛結社行為的「破戒」， 而被結社指派她和「瘦狼」一同追捕他，期間因擔心蕾恩的深處人格暴走而一度和「瘦狼」陪伴在旁；在「破戒」返回結社後， 為了完成 "未完之事"， 以回收《庭園》的遺物為條件， 為范恩打開一條道路到庭園主人的領域中， 同時把斯溫藏於異次元空問中，並於出現破綻打開裂口，讓斯溫襲擊庭園主人。
「幻惑之鈴」露西歐拉（Lucciola 「The Enchanting Bell」）
- 登場作品：《SC》B；《3rd》B；《碧》
- 聲優：西川宏美
- 「執行者」No.VI[34]，擅長使用以鈴聲做為媒介的幻術。

出身東方。以前曾與雪拉紮德在同一個馬戲團作表演工作，被雪拉以姊姊的身份看待。馬戲團解散後不知去向。
《SC》以結社執行者的身份登場。方舟中樞塔一戰後告知雪拉當時馬戲團解散及團長死亡的一切真相，之後於中樞塔上跳下，生死不明。
《碧》化身米修拉姆的主題樂園內戴著面罩的東方占卜師，從她自述對逝去愛情的遺憾和認識一位貧民窟長大最後成為遊擊士的女孩而可確定她的身分。以水晶球展現出準確率極高的占卜術為羅伊德等人占卜。雖然將本身的式神借給了小丑，但到目前為止未再參與結社的計畫。
《创》通过怪盗送上祝福信给即将结婚的雪拉。并督促她不必担心自己，并追求自己的幸福。
「幻術師」西梅恩（Simeon）
- 登場作品：《界》B
- 聲優：鳥海浩輔
- 「執行者」No.VII[35]。持有透過「意念的碎片」將自己想像中的存在具現化，甚至可使傳說中的幻獸實體化的異能。有鑑於這種能力的危險性，七耀教會和遊擊士協會都將其視為要特別提防的目標。雖然總是以紳士的態度對人，但卻有些難以捉摸，經常做出戲劇化的誇大言行。
- 遭到結社佔據的虛擬空間“黑色庭園”的中世紀歌德風設計似乎是基於他的喜好，執行者的異類，對使徒命令來者不拒，瘦狼因此而不滿他。

「瘦狼」瓦爾特·克隆（Walter Kron 「The Lanky Wolf」）
- 登場作品：《SC》B；《3rd》B；《黎1》B/S2；《黎2》B/S2；《界》B/S2
- 聲優：吉水孝宏
- 「執行者」No.VIII[36]，《黎》37歲，拳法高手，赤手空拳就將格蘭賽爾城堡大門破壞。

過去與陣·瓦賽克同屬於「泰斗流」門派，與霧香曾是戀人的關係。對武術及鬥氣的使用非常有天賦，但是之後卻沉迷入武術黑暗面的「殺人拳」。為此和倡導「活人拳」的師傅龍牙進行一場生死比試，弒師後離開泰斗流加入噬身之蛇。汲取各家武術所長開創自己的一套獨門拳術。
《SC》中樞塔一戰後，和陣·瓦賽克坦白當年那場比試的真相。師兄弟最後一擊定勝負的結果，是以陣的勝利收場。但是陣卻表示這只是因為自己背上背負著「泰斗流」的名號而已，並非真正的超越了師兄。隨後在紅色方舟古羅力亞斯上看著利貝爾方舟的崩解殞落，感嘆到最後都未能與萊維比試一場。
《零》中銀提到與瘦狼曾有一戰，不過在尚未分出勝負之前他就撤退了。
《閃4》作為結社方在帝國東部執行干擾作戰阻礙亞里歐斯等人。
《黎1》首度公布其姓氏與年齡。過去曾因為不知名委託而認識了從事「地下萬事屋」的范恩，當時把范恩的愛車整輛砸向敵人。在本作中可能依劇情發展而與主角群成為合作或敵對的關係。
《黎2》為了追捕做出眾多背叛結社行為的「破戒」， 而被結社指派他和「黄金蝶」一同追捕他，期間因擔心蕾恩的深處人格暴走而一度和「瘦狼」陪伴在旁。
「告死線域」死線克魯格（Kluger）
- 登場作品：《閃1》；《閃2》S1；《閃NW》；《閃3》S1→B；《閃4》B→S1
- 聲優：ゆかな
- 「執行者」No.IX[37]。

詳細請參考：雪倫·克魯格條目。
擁有過人的身體能力，以操作著鋼絲作為戰鬥方式。
「怪盜紳士」布盧布蘭（Blblanc 「The Phantom Thief」）
- 登場作品：《空》:《FC》；《SC》B；《3rd》B；《Ⅶ》；《閃1》；《閃2》B；《閃NW》；《閃4》
- 聲優：三浦祥朗
- 「執行者」No.X[38]，以「怪盜B」的名義在大陸各地活動著。精通多種如魔術般的戰技和魔法。

自稱「美的探究者」，熱愛美的事物，無時無刻不在鑽研著萬事萬物的美。擅長變裝，
《FC》於盧安市長官官邸行竊被主角們追查，最後以變裝騙過艾絲蒂爾而逃跑成功。
《SC》以結社成員的真實身份登場，曾向克蘿賽示愛遭到拒絕。在王立學園地下遺蹟初次現身時，認定奧利維爾為美的對手，兩人為各自觀點辯論了許久。中樞塔一戰後，因為他的面具被打裂，得以一窺他的部分容貌。應該算是相當程度的美男子。
《3rd》帝國時報社刊出了對於怪盜B的三個假設，而布盧布蘭在之後致信表示真相即為他的數字。而可猜測真實身份為代號X的假設「多情的欺詐師」。
《零》再度現身於克洛斯貝爾犯案，特意向特務支援課發出挑戰，最後再次以拿手的變裝在支援課等人面前逃脫。主要目的是為了向幫助了蕾恩的他們致意。
《閃1》以「布盧布蘭男爵」之名現身於特科班VII班的面前。是系列中第一次不戴面具，將臉部變妝為中年貴族的模樣示人，但也因此被黎恩在最後當場揭穿了他的怪盜身份，不過他在回復假面的裝扮後再次以神秘的魔術戲法消失於VII班眾人面前。而後在黎恩的故鄉悠米爾再次出現，並以不明手法引發了違反季節性的大雪，邀請VII班的眾人解開謎題。對黎恩身上不明力量的「真實」為何非常感興趣。
《碧》僅以聲音登場，經瑪莉亞貝爾同意後借走了她收藏的羅贊貝爾克人偶欣賞，並通過其向特務支援課發出委託找回玩偶做為挑戰，算是在克洛斯貝爾時的餘興節目。真正的目的是代表結社前來詢問瑪莉亞貝爾她有無加入結社遞補第三柱的意願。之後就離開前往了埃雷波尼亞帝國。
《閃2》協助薇塔進行幻焰計畫，多次阻擾VII班等人的行動，在帝都異變時與杜巴莉聯手壓制VII班，但被趕來的奧利巴特皇子與托瓦爾拖住腳步讓VII班等人繼續前進，之後與兩大魔法高手進行了華麗的魔法對決。
《閃3》由小丑口中透漏因他與反對結社與宰相合作的二柱薇塔交情很好，顧慮其可能出手妨礙計畫故將其刻意排除在外。本作中以音樂家亞雷斯塔的身分委託新VII班協助尋找海盜蓋倫的寶藏，不過直到閃3結局都未公布其真實身分，直到閃4在克洛斯貝爾出手協助VII班時才正式揭露其身分，閃4第二部劇情中亦揭露他在終章卡雷賈斯被炸毀時趕到，用秘術將僥倖死裡逃生的奧利維爾一行人救離現場。
《閃4》與不贊同結社協助宰相的二柱站在同一陣線對抗結社與宰相的勢力。最早是在新Ⅶ班來到克洛斯貝爾尋找定位黎恩的線索遭遇強敵陷入危機時與其他「友軍」一起出現支援，而後也作為友方數次幫助了主角群。
「漆黑之牙」約書亞·阿斯特雷（Joshua Astray）
- 「執行者」No.XIII[41]，擅長執行暗殺工作。現已脫離。

詳細請參考：約書亞·布萊特條目。
「殲滅天使」蕾恩（Renne） 
- 「執行者」No.XV[42]，能夠操控極限型戰略人型兵器「帕蒂爾‧瑪蒂爾」。現已脫離。

詳細請參考：蕾恩·布萊特條目。
「紅之戰鬼」謝莉·奧蘭多（Shirley Orlando）
- 「執行者」No.XVII[43]

在《碧》之後接受結社邀請成為執行者，同時執行獵兵團與執行者的活動。
詳細請參考謝莉·奧蘭多條目。
「言靈師」烏麗卡（Ulrica）
- 登場作品：《界》B
- 聲優：長谷川育美
- 「執行者」No.XVIII[44]。擁有以《言靈》操控他人、干擾認知甚至影響其戰鬥能力的異能。
- 外表和舉止像是典型的「辣妹」，但實際上個性意外地有常識，有時甚至會規勸其他結社成員。曾用言靈阻止諾華提斯博士繼續大放厥詞，並代替他向受他言詞影響的人道歉。
- 平時隱藏身分作為直播主活動。出於「用了對觀眾和其他直播主不公平」這樣的理由，絕不在直播中使用言靈，單憑個人魅力贏得粉絲的支持。

賽德利克·萊澤·亞諾爾（Cedric Reise Arnor）
- 「執行者」No.XIX[45]

在《閃4》後加入結社成為執行者候補，接受謝莉的魔鬼訓練。
《創》的支線劇情中，經過多番訓練的他，體悟自己不能再依靠哥哥和姐姐，最終捨棄無用的皇族自尊的他終於通過了謝莉給予的考驗，成為了結社的「執行者」No.XIX。
詳細請參考賽德利克·萊澤·亞諾爾條目。
「洸彈」伊克斯·亞爾達里翁（Ixs）
- 「執行者」No.XX-a[46]

在《黎2》接受破戒邀請成為執行者。
詳細請參考伊克斯·亞爾達里翁條目。
「噬影」約爾妲·亞爾達里翁（Jolda）
- 「執行者」No.XX-b[46]

在《黎2》接受破戒邀請成為執行者。
詳細請參考約爾妲·亞爾達里翁條目。

### 結社其他人物
約魯古・羅贊貝爾克（Jörg Rosenberg）
- 登場作品：《Ⅶ》；《黎1》
- 聲優：德川靖彥
- 羅贊貝爾克工房（ローゼンベルク工房）的工房長，著名的人偶製作師。75歲

在世人眼中是個長年深居在郊外山上的工房中，埋首製作人偶的孤僻老師傅。由他巧手出品的「羅贊貝爾克人偶」以宛如真人的高精緻度著稱，是在收藏家及貴族圈中能輕易賣到百萬米拉以上的高價藝術品。此外也會抽空協助彩虹劇團製作如自動人偶等舞台道具。但其實還具有「噬身之蛇」的技術機構，十三工房分支成員的另一層身分。不過平時基本沒有與結社有所往來。調整人偶的技術被其「弟子」，六柱 F·諾華提斯博士尊稱為世界第一。
在被外調到羅贊貝爾克工房前，曾主導開發了結社眾多現行導力兵的雛型機，其中的極限級帕蒂爾·瑪蒂爾更是他投入極大心血的結晶，但開發案卻在中途被諾華提斯博士強勢接手並進行了非人道的接續實驗，導致許多幼童實驗體死亡，因而對其十分厭惡，似乎也因此非常照顧實驗中倖存下來的蕾恩。
《零》在某項隱藏任務中才會與特務支援課接觸，言行中暗示了其為結社相關人員。終章開頭知曉他讓蕾恩安全的藏身在工房中，並修復了在福音計畫中受損的帕蒂爾·瑪蒂爾。它在故事最後能幫助蕾恩敞開心房接受新家人也是托了約魯古的調整之福。
《碧》劇情初期面對不請自來的諾華提斯，毫不客氣的痛罵其是邪門歪道並很快下達逐客令。劇情中盤在特務支援課為了噬身之蛇的相關情報來訪時，看在他們幫助過蕾恩的份上准許一行人進入工房並回答了自己所知範圍的問題。終章揭露他與神狼從很早以前就認識彼此，因為不滿迪塔指使赤色星座襲擊彩虹劇團以及諾華提斯開發的神機，決定協助特務支援課解決克洛斯貝爾獨立事件。最大的貢獻便是解析出了破解籠罩克洛斯貝爾的結界之方法。迪塔被逮捕後會發現他難得外出陪在甫失去帕蒂爾·瑪蒂爾的蕾恩身邊，對於它竟會做出自我犧牲之舉，約魯古不禁感嘆自己雖然當了一輩子人偶師，但可能仍對人偶知之甚少。
《创》本人沒有出場，但提到他製作出了拉碧絲的人偶身體。
《黎1》寫信給蕾恩和范恩，祝賀蕾恩進入亞拉密斯，並感謝她在《創》時克洛斯貝爾事件的幫助。另外在范恩的信件提示他不要逃避自己的本質。結尾在奧雷德自治州的馬爾杜克綜合警備公司出現。
「鐵機隊」女騎士
由第七柱雅里安洛德自己組建的私人隊伍。一共由三位中世紀裝扮的女騎士組成，每一位的實力都接近執行者等級。還擁有類似閃軌Link系統的聯合作戰強化手段，因此被譽為結社最強的戰鬥部隊。《閃》完結後因為雅里安洛德的去世，隊伍暫時脫離了結社去尋找屬於自己的正義與道路。
「剛毅」艾奈絲（Ines）
- 登場作品：《碧》B；《閃NW》；《閃3》B；《閃4》B→S1；《創》
- 聲優：堂野真美→伊瀨茉莉也
- 鐵機隊隊員，身高超過180里距的女性，使用的武器是一柄超過兩公尺的鋼鐵斧槍。

擁有能輕鬆揮動巨大戰戟的強健臂力，在隊伍中主要擔任防禦壁壘；重視精進自己的武藝。
過去曾是遊撃士的一員，但逐漸對於協會的諸多自我規制產生懷疑。之後一次偶然與七柱遭遇，被其超凡武藝所吸引而向她挑戰，被徹底擊敗後主動提出請求加入其門下。對鋼之聖女有著絕對忠誠。
《碧》在星見之塔第三層與特務支援課等人交手。
《閃3》對於曾經與杜巴莉交手的亞爾賽德流傳人有興趣。
《閃4》擔任第三相剋的第二道關卡，在雅里安洛德去世後，決定與隊友們一起協助對抗宰相的巨碩黃昏。
《創》因對克洛斯貝爾統一國事件有疑慮因此與鐵機隊員一同再次進入克洛斯貝爾，並再協助創始之翼作戰
「魔弓」恩奈雅（Ennea）
- 登場作品：《碧》B；《閃NW》；《閃3》B；《閃4》B→S1；《創》
- 聲優：金澤明奈→佐藤聰美
- 鐵機隊隊員，使用的武器是傳統式弓箭，射出的箭矢具有匹敵現代狙擊步槍的威力；還具有讓箭矢軌道自由拐彎的特殊能力。

與其他隊員一樣崇拜鋼之聖女，在隊伍中主要擔任後線支援的角色，個性比較愛開玩笑，不時會用話語捉弄杜巴莉。
《碧》在星見之塔第四層與特務支援課等人交手。
《閃3》自述從小被某教團（基本確定是零碧中的D∴G教團）綁架，經歷了慘無人道的洗腦和能力開發。命危之際蒙七柱所救，並指引當時已經失去求生意志的她勇敢活出新的人生。
《閃4》擔任第三相剋的第一道關卡，在雅里安洛德去世後，決定與隊友們一起協助對抗宰相的巨碩黃昏。
《創》因對克洛斯貝爾統一國事件有疑慮因此與鐵機隊員一同再次進入克洛斯貝爾，並協助了創始之翼作戰。
「神速」杜巴莉（Dubarry）
- 登場作品：《碧》B；《閃2》B；《閃NW》；《閃3》B；《閃4》E→S1；《創》P
- 聲優：大空直美
- 直屬於結社使徒雅里安洛德，「鐵機隊」的隊長。

武裝是持大劍和盾的標準騎士風格，擁有逼近「劍帝」萊維的速度而被稱為神速。
是小隊中最年輕但跟隨七柱最久的成員。不時會流露出天然呆的言行舉止常讓眾人無語。對於雅里安洛德的尊崇近乎癡迷，會為了她不辭辛勞的行動，但因此容易感情用事。與萊維算是同樣接受過七柱劍術指導的師兄妹關係，曾經跟他單挑比武不下百回，其中取得過一勝。因而被認為實力已能匹敵執行者們，她自己也對這次得來不易的勝利感到非常自豪。
原本出身自帝國邊界的小貴族，但不幸因盜賊團的襲擊失去了故鄉和家人，在嘗試為父母報仇失敗陷入絕命危機時，被七柱所救，也因此宣誓成為她忠誠的部下。
雖然平常表現的態度很傲嬌又有點孩子氣，但是個內心正直且努力上進的人。因此《閃4》加入新舊VII班協助者行列後很快就得到黎恩他們的信任和接納。在第二章後期有幸遇到連七柱也讚許的「劍聖」卡西烏斯時也敢於請求指教。
《碧》在星見之塔第七層與特務支援課等人交手，在蘭迪稱讚她意外的可愛時非常生氣。
《閃2》受七柱之命協助二柱薇塔進行帝國內的幻焰計畫（有時還兼差協助同一時間克州的計畫）。但對於馬克邦等執行者們我行我素的態度時常感到不滿。對於亞爾賽德家似乎有著奇妙的競爭心態，將勞拉視作槍之聖女傳承中較劣等的支流，但多次大意在戰鬥中敗給VII班，在帝都異變時與怪盜合作守衛煌魔城下層關卡，終於展現了全速壓制住VII班，但被趕來的奧利巴特皇子與托瓦爾拖住腳步讓VII班等人繼續前進。
《閃3》為了奪回幻焰計畫，再次於帝國中行動，同樣拿執行者同事們沒轍。在終章末尾由於結社協助宰相和地精完成巨碩黃昏使世界走向終結，而開始對這次計畫是否符合“正義”產生了疑問。
《閃4》在新舊VII班前來黑之工房拯救黎恩時，終於下定決心暫時退出鐵機隊協助黎恩他們並尋找自己所能認同的道路。在對抗銀之騎神的作戰中獲得了雅里安洛德的認可，在第三相剋結束後，努力說服已經準備交託出力量而消逝的雅里安洛德一同阻止宰相的大地之龍作戰；可惜最終雅里安洛德仍因盧法斯的陰狠突襲奪走銀騎的力量而離世，歷經悲痛的離別後，她決定繼承七柱的遺志，與隊友們一起協助對抗宰相的巨碩黃昏。
《創》因對克洛斯貝爾統一國事件有疑慮因此與鐵機隊員一同再次進入克洛斯貝爾，並協助二次解放作戰與創始之翼作戰。
基爾巴特·斯坦因（Gilbert Stein）
- 登場作品：《空》《1st》:《FC》；《SC》E；《3rd》E；《閃NW》；《閃4》B；《創》B
- 聲優：菅沼久義、河西健吾（1st）
- 原盧安市長秘書，後加入結社，擔任第38强化獵兵部隊中隊長。

經過一連串事件後加入噬身之蛇的獵兵團，雖然自許要逐步爬上組織的高位，但是到頭來似乎只是淪為搞笑龍套兼小丑坎佩尼拉的戲謔的對象。對比原本前途一片光明的仕途之路，可說是因錯誤選擇而自毀長城的代表性案例。
《3rd》時可發現其著有肉體改造論一書。
《閃4》以結社獵兵分隊長的身分多次成為新舊VII班的敵人，但仍持續著搞笑龍套般的表現。特別是某個支線任務中重蹈當年空軌SC襲擊王立學園被主角們擊敗的覆轍，將原本監視魔女之里的任務自作主張的改成佔領作戰，不只勞師動眾之後還以失敗收場，更同時惹火三大魔女，窮途末路之際再次蒙小丑前來賠罪搭救，最後自然也被狠狠調教了一番。
《創》於第二柱的命令下支援了創始之翼作戰，但被艾絲蒂爾形容為奇怪的東西混進去了。

## 七耀教會
信奉空之女神愛德絲的宗教組織，也是塞姆利亞大陸中信徒最多的一個教會，這個教會是在「大崩壞」後不久創立的，並在建立後帶領民眾走過了混亂的時代。七耀教會本部位於亞爾特利亞法國，而負責古代遺物回收及保管的星杯騎士團也是隸屬於七耀教會。

### 法王
奧雷斯提斯二世
- 亞爾特利亞法國法王，七耀教會最高權威。

深受七耀教會旗下所有組織和成員尊崇。根據妮娜和守護騎士們所述，是一位深受敬重的老人，年輕一代教會成員會尊稱奶奶。
《界》名稱首次被提及。在《界》十四年前接見由露菲娜保護的妮娜，判斷妮娜是外典「袐亞里克特記」記載的最後聖女，直至妮娜十四歳離開法典國時，一直照顧妮娜及保密其存在。

### 星杯騎士團

#### 守護騎士
由12人構成的守護騎士團。以聖痕的顯現作為入選條件。每位成員皆配備有一戰略飛行艇「梅爾卡瓦」。
第一位
愛因·瑟爾納特（Ein Selnert）
- 登場作品：《3rd》；《零》的前傳漫畫『審判的指環』；《閃4》[7]；《黎1》
- 聲優：中友子
- 星杯騎士團守護騎士第一位－「紅耀石」，也擔任星杯騎士團總長。實力是眾守護騎士中最強的，據瓦奇所說，她是星杯騎士團中唯一有能力單挑結社最強的第七使徒的人。

先後當過凱文和莉絲的騎士修業的導師。和露菲娜是多年的好友，非常肯定她的實力和事情處理能力，但對露菲娜因為欠缺聖痕而無法成為守護騎士感到十分可惜。
是遊戲中登場的娛樂小說「紅耀石」的女主角的參考模型。值得一提的是，小說裡女主角最後死亡。凱文在《3rd》曾感嘆說真正的她根本沒可能這麼簡單就會死的。
《零》前回收了指環並告知艾絲蒂爾與約書亞兩人蕾恩身在克洛斯貝爾的情報。
《閃4》在結局受邀參加了奧利維爾的婚宴。
第二位
湯瑪斯·雷山德（Thomas Lysander）
- 登場作品：《閃》；《創》；《黎1》；《界》
- 聲優：松本考平（《界》以前）→室元氣（界）
- 星杯騎士團守護騎士第二位－「匣之術士」，星杯騎士團副團長。

《閃1》和隨從騎士蘿西努於軍官學院進行臥底調查，觀察帝國事件與結社動向今後的發展。以戴著厚重眼鏡，對大陸各地的古老傳說有著狂熱愛好的文弱教官形象在托爾茲軍官學院中專授歷史與文學。在故事末期帝國內戰開始，與教師團一同抵抗打算挾持學院學生的貴族聯軍，意外的會使用魔導杖，根據個人所言是因為崇拜中世紀的魔法師。
《閃2》一開始隱藏身分協助VII班，而後以教師身分登上卡雷賈斯幫助軍官學院的眾人。內戰結束回到校園後，在黎恩收集完黑色史書時，使用自己獨特的能力，「匣」將黎恩拉進一個與第一次啟動灰之騎神時類似，與外界之時空流動不同的空間。與蘿西努向黎恩告知前來學院的目的，提及埃雷波尼亞帝國過去擁有女神七至寶其中之二，騎神機制乃是由地精與魔女創造，且騎神共有七架，為了解開這些謎團而來到帝國。希望未來身為騎神啟動者之一的黎恩協助。並表示內戰的結束還只是個休止符，事情仍未完全結束。
《閃3》辭去了教官職務並在帝國各地蒐集黑色史書與研究帝國遺跡，並與暫時脫離結社的薇塔合作調查宰相與地精的計畫。終章正式以守護騎士的身分現身與羅賽莉亞解釋了隱藏在帝國千年歷史背後，騎神與啟動者等機制的緣由和真相。在巨碩黃昏計畫正式啟動後，代表教會與魔女一族聯手協助黎恩一行人突入宰相等人所在的黑之星盃。
《閃4》在黎恩一行阻止巨碩黃昏失敗，星盃即將崩壞時使用「匣」的能力幫忙疏散我方人員，之後繼續與羅賽莉亞合作共同阻止終焉行動，並盡力提供梅爾卡瓦等物資支援。雖然不直接參加戰鬥，但在新舊VII班闖入黑之工房喚醒黎恩心智後的撤退行動及與最終魔王的大決戰中都善用自己的能力進行支援作戰。
《創》率領了第三位、第五位與第十一位星杯騎士一同支援了創始之翼作戰。
《黎1》阿瑪塔被討伐後負責搜索埋在舊王宮瓦礫下的古代遺物。
第四位
塞莉絲·奧提希亞（Selis Ortesia）
- 登場作品：《黎1》；《黎2》S1/E；《界》S1/B
- 聲優：菲魯茲·藍
- 星杯騎士團守護騎士第四位，聖痕為燃燒一切的火焰。武器為巨型法劍。

外貌看起來像10幾歲上下的不良少女，但實際年齡已經27歲了。童顔和身高是禁語。個性衝動，見到結社成員會主動挑釁打算直接戰鬥。
多次挑戰愛因，戰績是2勝7負。
《黎1》與里昂一同在共和國執行愛因派遣的古代遺物回收任務，起初並不太認可范恩這位裏弟子，得知師父未死後氣得想向有份隱瞞真相的愛因申請決鬥。在舊王都的「遊戲」中被亞里歐契突襲而落敗，范恩等人撤退時負責抵擋暴走的古代遺物。
《黎2》暗示有曾不太好的過去和離家出去的經歷。 隨後在涅梅斯島時，提及在10多年前，在師父的安排下和性格相異的里翁湊成搭檔，成為守護騎士間少見的組成。儘管開頭時常有衝突，但在經歷 "某個事件" 後成為雙方互相信任的契機。 在首都動亂時曾被"侵蝕"，而一度對范恩一行人倒戈相向，但最終因庭園主人的打敗， 而把有關事實無效化。
第五位
凱文·格拉漢（Kevin Graham）
- 登場作品：《SC》S1→P；《3rd》P；《碧》；《閃NW》；《閃4》[7]《創》；《黎1》；《界》P/E
- 聲優：中尾良平（《界》以前）→兴津和幸（《界》以及之後）
- 《3rd》的男主角
- 星杯騎士團守護騎士第五位－「異端制裁者(外法狩り)」，後將名號改為「千之護手」。《SC》21歲。《界》時28歲。

外表輕浮，操著一口關西腔的巡迴神父。一頭綠色短髮，被桃樂絲稱為「蔥頭」。然而真實身份為教會派遣回收古代遺物，以及專職獵殺異端的星杯騎士團守護騎士。武器為十字弓。
《SC》自稱是七耀教會的巡迴神父，由大陸中部的教會總部亞爾特利亞法典國派遣到利貝爾王國。聲稱是受命來調查輝之環的事情，幫忙開導了因為約書亞失蹤而心緒混亂的艾絲蒂爾，也協助了約書亞拔除人造聖痕。隨後協助艾絲蒂爾等人解決了利貝爾異變事件。真正的目的是前來制裁教會的破戒僧懷斯曼，以「鹽之杭」製作成的弩箭將他抹殺。隨後返回了教會。
《3rd》在前來回收古代遺物雷克爾斯的方石時，遇見了成為隨從騎士前來找尋他的青梅竹馬莉絲。然而影之王利用方石為影之國終端的特性，將他與莉絲傳送到異世界影之國，並將有過關係的眾人捲入其中。
故事中期揭露了凱文悲劇性的過去，他在父親拋棄家庭後由母親獨自扶養長大，但之後母親在生病與精神壓力下崩潰而打算帶著年幼的凱文一起走上絕路。他基於求生本能逃脫，但之後返回家時母親已經自殺。在街頭徘徊流浪時被露菲娜和莉絲帶回「紫苑之家」，因此視露菲娜為最重要的人與特別的存在，長大後為了守護露菲娜而決定加入星杯騎士團，似乎對露菲娜懷著淡淡的情愫。
然而之後發生紫苑之家被獵兵團脅持的事件。當時還是隨從騎士的他在緊急聯絡教團後先一步潛入紫苑之家援救莉絲等人，卻在面對遭古代遺物魔槍羅亞附身的獵兵時命懸一線，這時其體內的聖痕覺醒吸收了魔槍的力量，但因此心神盡失展開殺戮。趕來的露菲娜為了使他恢復神智而犧牲了自己的性命，被害死露菲娜的罪惡感緊緊束縛，選擇成為「異端制裁者」來接受懲罰。
而本作故事的起因則是在浮游都市 - 利貝爾·方舟崩毀的同時，身上的聖痕黑暗面力量遭輝之環子系統影之國複製成為新動力來源，聖痕黑暗面在影之國內產生了名為影之王的自我人格，而導致這次事件。在影之國中因為莉絲的點醒與陪伴下重新面對了自己過去的悔恨，理解了露菲娜當年拯救自己的意圖，戰勝身上聖痕的黑暗面，與莉絲見到了重現的露菲娜假想人格後解開心結。對露菲娜的感情已轉變成對姊姊的尊敬，為了繼承露菲娜的理念將名號改為與露菲娜名號相似的「千之護手」。
《碧》接到亞里歐斯的聯絡，前來拯救了魔人化的阿奈斯特，與羅伊德等人相識，隨後送別了即將潛入克洛斯貝爾的莉絲。在克洛斯貝爾獨立異變時，前來支援羅伊德等人，並聯絡了艾絲蒂爾等人前來幫忙。在與其中一架神機進行空戰陷入危機時，解放了聖痕的力量將之擊毀，不過自己的梅爾卡瓦伍號機也墜落全毀。事後躺在莉絲懷中休息，一開始試著說笑說如果被除名就要從隨從騎士從頭來過，等莉絲成為正騎士就要在身邊支援她，隨後以認真的態度握緊莉絲的手詢問她是否能繼續支撐自己一路走下去。愛逞強的行動雖然經常被莉絲責備，但明白這是莉絲真心為他著想的表現，因此在莉絲面前總是抬不起頭來，被瓦奇調侃像是被妻子管教的丈夫。事件結束後與莉絲一同離開了克洛斯貝爾。
《閃4》在結局受邀參加了奧利維爾的婚宴。
《創》在星杯騎士團副團長一同支援了創始之翼作戰。
《黎1》結局在法典國與守護騎士們重遇巴克霍恩。
《界》接受了教會的的任務，試圖與拋棄過去的盧法斯接觸，並僱傭“新生帝國解放戰線”成員們來一起行動。在任務之中逐漸深入得知了目標拉托雅·漢彌爾頓博士採取違反道德法律的措施，在薩爾巴德將來自未來的水調往現在而形成綠洲的一系列真相，重新掛上了「異端制裁者」的身份，試圖對漢彌爾頓博士執行異端制裁，卻被“殘渣”成員阻擋，不得不觀望“雷瓦汀計劃”的開始行動至失敗的過程。由於複製創世的時空跳躍能力發動，避免了自己一行人所在的克雷優村遺跡被擊落墜毀的王者之劍所波及，並意識到數年前自己與第二位騎士湯瑪斯一同執行的任務中所收回的“聖像”實則是王者之劍遺骸的真相。
第八位
艮特·巴克霍恩（Gunther Barkhorn）
- 登場作品：《閃3》；《黎1》P
- 聲優：大塚明夫
- 「星杯騎士團」的資深成員，前守護騎士第八位－「吼天獅子」。

詳細請參考貝爾加德·哲曼條目。
蓋烏斯·沃澤爾
- 「星杯騎士團」的成員，守護騎士第八位－「絕空鳳翼」

詳細請參考蓋烏斯·沃澤爾條目。
第九位
瓦奇·赫密士菲亞（Łazy Hemisphere）
- 登場作品：《Ⅶ》:《零》S1；《碧》P；《閃4》[7]；《創》P；《黎1》
- 聲優：皆川純子
- 「星杯騎士團」的成員，守護騎士第九位－「蒼之聖典」，17歲。

《零》中的身分為克洛斯貝爾舊市街幫派「聖書會」的首領，是個長相中性的美少年。以其高貴的領袖魅力而被手下的少年們崇拜著。性格冷靜沉著。且有過人的才智及洞察力，言行舉止神秘難測。意外地擅長格鬥術，尤其是能在空中戰使用的腿技。在特務支援課協助調解幫派糾紛後和羅伊德等人建立了不錯的關係，會給予一定程度上的幫助。
在黑之拍賣會前與場外的羅伊德等人相遇，自稱作為打工牛郎而來，幫助羅伊德等人進入會場並協助救出琪雅。協助解決克洛斯貝爾教團事件過後，拿著新市長的推薦函以臨時預備成員的身分加入了新生·特務支援課。自稱是為了羅伊德而來，常說著各種曖昧話語藉此觀察羅伊德的慌張反應為樂。
《碧》作為特務支援課的新成員不論在戰鬥或謀略方面都有所貢獻，且知曉不少讓同事們驚嘆的知識或機密情報。之後在克洛斯貝爾獨立異變時表露身分，從騎士團接下任務於兩年前潛入克洛斯貝爾。為了制衡在舊市街橫行的劍蛇幫而成立了「聖書會」，同時以小混混集團的首領掩飾身份，秘密調查此地的黑幕，不過規模遠遠比教會與他所想的還要大。在與羅伊德達成共識後，與凱文他們做為可靠的援軍協助一行人。
在克洛斯貝爾市解放戰前夜，與羅伊德談話中吐露10歲時原是故鄉負責聽取神意的巫子，一心想逃離這種束縛獲得自由。在星杯騎士團造訪後，得知故鄉所尊崇之神不過是古代遺物，並吸取人類生命當作能源，便意圖破壞古代遺物。在破壞失敗時聖痕覺醒，將古代遺物的力量吸收殆盡。卻被故鄉的眾人認為犯下弒神重罪趕出故鄉。在與羅伊德談到這段過去以及回不去的故鄉後，卻被羅伊德點醒對他而言，克洛斯貝爾已經是他的另一個故鄉了，因而第一次打從心底開心的笑了。
在碧之大樹中對瓦魯多捨棄一切只為得到力量的做法相當不認同，自述自己是因為得到力量而失去了一切。隨後擊敗了瓦魯多。
《碧》後帶著瓦魯多回七耀教會治療。《碧》的兩年後與阿巴斯及瓦魯多一同回到克洛斯貝爾，與眾人一同出現在光復後的大合照之中。
《閃4》在結局受邀參加了奧利維爾的婚宴。
《創》與瓦魯多、斯卡蕾特一起回到克洛斯貝爾準備見證獨立，遭到盧法斯擊敗後勉強脫身並為打破局面而行動，中期與羅伊德會合後，在烏拉爾斯醫院斥責受到舞蹈侵蝕而將兩年前被帝國併吞的錯怪給特務課的人們，也點醒了羅伊德等人。終盤將指揮梅爾卡瓦的任務交給瓦魯多等人後，自己則於突擊組一起攻進顛倒巴比倫。最後見證了克洛斯貝爾的獨立儀式。
《黎1》結局在法典國與守護騎士們重遇巴克霍恩。
第十一位
里翁·巴塔札爾（Leon Balthazar）
- 登場作品《創》：《黎1》；《黎2》S1/E；《界》S1/B
- 聲優：斉藤壮馬
- 星杯騎士團守護騎士第十一位，24歲。聖痕為冰凍一切的冰。武器為單手法劍。外貌柔和，語風非常客氣，但其實是個毒舌；身為聖職者卻對R17的電影有興趣。

《創》在星杯騎士團副團長一同支援了創始之翼作戰。
《黎1》與第四位一同在共和國執行愛因派遣的古代遺物回收任務，在舊王都的「遊戲」中被亞里歐契突襲而落敗，范恩等人撤退時負責抵擋暴走的古代遺物。剛開始並不信任范恩這位裏弟子，在「汎魔化」中質問他是否曾經閱讀過會讓人失去理智的禁書。被哥奇監督提醒不要用有色眼鏡看待他人後作罷；其後與塞莉絲使用聖痕擊穿創世塔周圍的結界。
《黎2》的首都動亂時，短暫和范恩合作解除塞莉絲和阿修拉德的"侵蝕"

#### 正騎士
露菲娜·亞潔朵（Rufina Argent）
- 登場作品：《3rd》；《界》
- 聲優：鶴弘美（《3rd》）→田嶌紗蘭（《界》）
- 星杯騎士團的正騎士。莉絲的姊姊。

和平解決問題的能力非常出色，所以被稱為「千之腕」。在戰鬥能力上也有不錯的表現，就算是在自己處於不利的戰況時也不至於會輸，好友愛因·瑟爾納特對於他的評價非常高。與「劍帝」萊維曾在過去的事件中有過交集。與凱文初次見面時用嘴對嘴的方式餵食巧克力使凱文打開心防，之後將凱文當成弟弟對待，時常對凱文總是將一切都由自己承擔的溫柔而擔心，最終為了阻止聖痕覺醒失去神智的凱文遭到射殺而逝世。
《3rd》在影之國事件中以假想人格的形式存在，但在前期一直被凱文聖痕的黑暗面禁錮，並以她的外貌作為「影之王」存在。終戰在聖痕的黑暗面被凱文壓制後，終於以真正的人格形態出現在凱文和莉絲面前，但最終為了徹底消滅存在於凱文自身內部的聖痕黑暗面，要求凱文和莉絲一同用弩箭消滅她，笑著和兩人做最後的告別。
阿巴斯（Abbas）
- 登場作品：《Ⅶ》
- 聲優：石川佳典
- 星杯騎士團的正騎士。巴克霍恩的「崑崙流」直系弟子。

《零》的兩年前接受任務潛入克洛斯貝爾，擔任瓦奇的助手。具備高度知識和卓越判斷力的人。
《碧》一開始代替瓦奇統領聖書會，後期恢復真實身分，在梅爾卡瓦玖號機上擔任後援總召的工作。

#### 隨從騎士
莉絲·亞潔朵（Ries Argent）
- 登場作品：《3rd》P；《碧》S2；《閃NW》；《閃4》[7]
- 聲優：桑島法子
- 《3rd》的女主角。
- 星杯騎士團的隨從騎士。18歲。擅長的武器是法劍。

修女裝扮的年輕女孩。凱文的青梅竹馬兼搭檔，對人溫和有禮，不過在凱文面前時常賭氣不說話，視凱文為家人，對於凱文總是不顧性命的做法十分擔心。愛好讀聖典及吃東西。會在超市把全部的東西都買下來吃，食量非常大卻是吃不胖的體質。可愛的面貌讓艾莉卡博士既稱讚又忌妒。
小時候與姊姊露菲娜帶回了在街頭流浪的凱文，在「紫苑之家」一起長大，然而在脅持事件時失去意識，醒來後得知了姊姊的死訊，凱文也不告而別。為了瞭解當時的真相，接受愛因·瑟爾納特的訓練成為了隨從騎士。
《3rd》作為隨從騎士前來利貝爾尋找凱文，隨後雙雙捲入了「影之國」事件中。在凱文告知了是他失去神智殺害露菲娜的真相時，選擇原諒了凱文。最終見到了重現的露菲娜假想人格，向姊姊做了最後的告別。
《碧》代替凱文前往克洛斯貝爾探查，原本凱文擔心安危而想同行，但被以凱文的惡名太高，若被艾拉爾達大主教發現會處以火刑為由而拒絕，在凱文叮嚀遇上危險就要馬上呼喚他或使用最終王牌後和凱文分開行動。與艾莉是舊識，與特務支援課等人一同探查月之僧院時展現了她身為隨從騎士的實力。在克洛斯貝爾獨立異變時，與凱文一同前來幫助羅伊德等人。在擊倒神機後回應了在凱文身旁繼續支持他的請求，並表示不會放開凱文，事件結束後與凱文一同離開了克洛斯貝爾。
《閃4》在結局和凱文一同受邀參加了奧利維爾的婚宴。
在Falcom三十週年歷代女性角色票選中，拿下第15名。
蘿西努（Rosine）
- 登場作品：《閃》
- 聲優：相澤舞
- 星杯騎士團的隨從騎士，《閃3》19歲。

和守護騎士第二位「匣之術士」湯瑪斯·雷山德進行潛入調查，觀察帝國事件與結社動向今後的發展。在黎恩收集完黑色史書後表明真正身分，表達希望彼此互相協助的立場。
《閃3》正式成為修女，在最終戰時聯絡瓦奇尋求幫助。
《閃4》協助蓋烏斯指揮梅爾卡瓦八號機。

### 僧兵廳
由僧兵長帶領的3萬一般僧兵以及隱密僧兵的部隊，負責治安維持。 由於僧兵長似乎傳位給下一代，但其的身份被其上級機關 - 典禮省 - 視為機密的關係而詳情不明。只有少數人士得悉其身份。 但妮娜·芬里的說法，僧兵長這等人物並不存在，實際詳情不明。
最近因和封聖省對法外人士逮捕的立場相左，用暗殺方式處理法外人士的立場，和前者以及其直屬機關的星杯騎士團關係惡劣。 
阿修拉德（Ashrad）
- 聲優：武內駿輔
- 登場作品：《黎1》；《黎2》B；《界》B
- 僧兵廳「隱密僧兵」的副兵長。貝爾加德的弟子之一。貝爾加德評價他為雖沉默寡言，但有忠於原則、正道，明白大局之人。

《黎2》的首都動亂時曾被"侵蝕"，而一度對范恩一行人倒戈相向，但最終因庭園主人的打敗， 而把有關事實無效化。

### 其他角色
妮娜·芬里
詳細請參考妮娜·芬里條目。

## 列曼自治州
亞諾德·伊凡斯
- 登場作品：界之軌跡(對話中提到)

遊擊士協會總部部長，S級遊擊士。

## 奧雷德自治州

### 馬爾鐸克綜合警備保障
基利亞姆·森戴克（Gilliam Thorndyke）
- 登場作品：《黎1》、《黎2》、《界》
- 聲優：成田劍

馬爾鐸克綜合警備保障的公司經理，以實際利益為優先的企業家。現時正在參與由格蘭哈特發起的新世代武器研發。
卡希姆·阿爾法德（Kasim Al-Fayed）
- 登場作品：《黎1》；《黎2》S2/B；《界》B/S1
- 聲優：梅原裕一郎

馬爾鐸克的警備主任，外號「灼飆」，大陸史上最強的獵兵之一，擁有大陸最強水準的戰鬥力和指揮能力。菲莉的哥哥。兩年前，范恩與馬爾鐸克公司簽訂契約後，他曾擔任范恩的戰術指南教官，指導其使用打擊劍和「零式勁術」的戰術。
曾為高階獵兵團「庫魯格戰士團」成員並被稱為是團中最強的戰士，因為不認同戰士團的理念而離開。
《黎2》裡可得知他私下的交往對象就是同社的米拉貝兒。
《界》中他依照與格蘭哈特總統的契約內容，以馬爾鐸克公司警備主任的立場參與推動「摘星者計畫」。
莉婕特·唐寧
馬爾鐸克公司的服務專員。
詳細請參考莉婕特·唐寧條目。
米拉貝兒·亞爾頓（Mirabel Aalton）
- 登場作品：《黎1》；《黎2》；《界》S3→B
- 聲優：桜木鶇（日语：桜木つぐみ）

講話口音相當特殊（關西腔）的《馬爾鐸克綜合警備保障》高級服務專員。
個性相當豪爽，雖然有粗枝大葉的一面，但和個性與她完全相反的同事莉婕特意外地合得來，無論於公於私都是好朋友，對莉婕特的過去似乎也掌握著一些情報。
似乎深入參與了馬爾鐸克公司的新事業，也就是在導力網路上創設的虛擬空間服務兼世界首個虛擬實境模擬器“童話庭園”。
《黎2》裡可得知她私下的交往對象就是同社的卡希姆。

## 艾爾薩姆公國
歇里德·阿斯瓦爾（Sherid Asverl）
- 登場作品：《黎1》B→S2；《黎2》E；《界》B
- 聲優：武內駿輔

艾爾薩姆公國的王儲，《黎1》時27歲，有一個妹妹。烏爾努社的股東之一，同時也在導力電影中有大量投資。
在蔭爾巴德委託范恩處理恐嚇信的事情，電影節當天被傑拉爾使用第四個導力器控制，被打敗後再被抽走大量魔力。
蔭爾巴德電影節後委託范恩調査烏爾努社。
接受亞妮艾絲的請求，暗中把舊王都的孩子們全部救出。
很尊敬某位「流浪演奏家」，對他的理念十分認同。結尾在奧雷德自治州與奧利巴特皇子夫婦會面。
娜潔·貝爾卡（Naje Berca）
- 登場作品：《黎1》B→S2；《黎2》B；《界》B
- 聲優：原由實

擔任歇里德公太子的護衛兼祕書的黑衣女性，個性冷靜沉著。《黎1》時25歲。
能夠將對中東傳統的彎刀追加了導力組件的「槍彎刀」運用自如，身懷的宮廷劍術在公國稱得上是具有頂尖水準。
平時沉默寡言，總是默默執行任務的她備受歇里德信任，但偶爾也會勸諫在國外做出輕率舉止的公太子。
基本上是歇里德公太子的貼身護衛，但出於公太子對她的信任，偶爾也會負責護衛和輔助他妹妹吉塔公女。
吉塔·阿斯瓦爾（Zita Asverl）
- 登場作品：《黎2》；《界》B
- 聲優：和氣杏未

艾爾薩姆公國的公女，年齡小歇里德公太子不少的妹妹。
連歇里德也認為她是「比自己還有能力的妹妹」，但她內心仍相當尊敬兄長。
另一方面，在她身上也能找到同年齡女孩常見的特質，例如著迷於虛構的故事等，可說是也有著脫離現實的一面。
她似乎與個性直率的哥哥相當合得來，兩人之間有著包含導力電影在內的各種共通興趣。

## 獵兵團

### 赤色星座
西大陸最強的兩大獵兵團之一，起源可追溯到中世紀的狂戰士奧蘭多一族。歷代團長「鬥神」也都由其後裔擔任。在大陸各地均佈有情報和財經網絡，旗下成員皆身經百戰，加上從不間斷進行嚴酷訓練和強化武裝，因而得以長年在同行間保持壓倒性優勢地位。在數量相當的情況下，部隊的戰鬥實力足以壓倒結社和大陸諸國。
巴德爾·奧蘭多
- 獵兵團「赤色星座」的已故團長，外號「鬥神」，蘭迪的父親。

被譽為大陸最強的獵兵。體格雖比起西格蒙德和蘭迪略為矮小，但將身體鍛練到了極限，有著如同鋼鐵獅子般的肉體，以其冷靜沉穩的魄力讓眾人乖乖服從於他的命令。
《碧》的半年前與西風旅團的團長獵兵王在單挑決鬥中同歸於盡。
西格蒙德·奧蘭多（Sigmund Orlando）
- 登場作品：《碧》B
- 聲優：稻田徹
- 獵兵團「赤色星座」的副團長→團長，外號「赤色戰鬼」，蘭迪的叔父，43歲。

以手中的兩柄大戰斧馳騁戰場數十年，殺敵無數，令人畏懼的武者。和兄長「鬥神」巴德爾·奧蘭多、獵兵團「西風旅團」的團長「獵兵王」被世人並稱為獵兵界三巨頭。雖然曾自稱僅能作為「戰鬼」蹂躪戰場，論謀略和領導能力無法替代大哥成為團長。但其實絕非一介粗莽武夫，對人事物擁有相當敏銳的洞察力，從而能發現隱藏在與帝國政府訂的契約背後，鐵血宰相狠辣的政治手段。舊市街交換店老闆娘對他的評價是：「平時能冷靜處事，但在戰鬥時就會盡情釋放殺意的食人猛虎」。在三年前曾率團入駐共和國東方人街後，與地頭蛇「黑月」進行了激烈的檯面下「戰爭」。
《碧》中接受了帝國方面護衛鐵血宰相奧斯本的任務合約來到克洛斯貝爾，告知蘭迪父親的死訊並要求蘭迪回到獵兵團繼承鬥神的位置。在任務中殘殺了來襲的帝國解放戰線成員。而後因不明原因率領獵兵團引發了克洛斯貝爾襲擊事件，最終炸毀了IBC大樓，搭上飛艇揚長而去。
《碧》終章揭露出襲擊克洛斯貝爾一事其實是接受了庫羅伊斯家族的委託，為了要嫁禍給上一任雇主帝國，塑造帝國以武力襲擊克洛斯貝爾的輿論，讓獨立運動更加名正言順。最後在碧之大樹面對羅伊德一行的闖關時勸說蘭迪接下鬥神之位，如此一來也可運用獵兵團的力量保衛克洛斯貝爾，不過遭到了立誓與夥伴們用自己的力量守護的蘭迪拒絕。在決鬥中落敗後也坦率的讚賞堅定自己決心的蘭迪，隨後率團離開了克洛斯貝爾。
《閃3》中確認已繼位為新一代「鬥神」。
蘭迪•奧蘭多
詳細請參考蘭迪•奧蘭多條目。
謝莉·奧蘭多（Shirley Orlando）
- 登場作品：《碧》B；《閃3》B；《閃4》B
- 聲優：竹達彩奈
- 獵兵團「赤色星座」的大隊長→副團長，西格蒙德的獨生女兒。《碧》16歲《閃3》18歲

雖然有著喜愛貓咪等性格單純天真的一面，但因為在從小生長環境的影響下，年紀輕輕卻對戰鬥抱有異常濃厚的興趣。在戰場上屠戮敵人也只是當作單純的弱肉強食，心裡並沒有世俗的正邪觀念。身材嬌小，卻能輕鬆操控附帶鏈鋸的大型來福槍「赤顱（TESTA＝ROSSA）」。擁有「血腥謝莉」的恐怖稱號。
《碧》對莉夏的戰鬥能力十分感興趣，認為她是自己的同類，為此不惜襲擊彩虹劇團逼迫莉夏與她一戰。在《碧》終章碧之大樹一戰中最後敗給了莉夏，之後接受了「噬身之蛇」新第三使徒瑪莉亞貝爾的邀請加入結社成為了執行者。
《閃3》，隨著父親繼承了團長「鬥神」之位，她成為了實質上的副團長，並繼承了「戰鬼」的名號。一邊帶領部隊在現今獵兵更加活躍的時代中四處征戰，同時也做為執行者No.XVII「紅之戰鬼」替結社執行任務；在幻焰計畫奪回行動中，帶領部分團員先後在沙薩蘭特州與拉瑪爾州協助進行了「實驗」。最終在黑之星盃第二關卡與獵兵王、死線、蒼之齊格飛一起阻擋試圖阻止巨碩黃昏的黎恩一行。
《閃4》做為帝國皇太子塞德利克的護衛，暫時進入托爾茲軍官學院就讀。也多次配合其行動支援塞德利克，對於成為緋之騎神啟動者但心態仍不成熟而屢屢失態的他，會用自己的一套思維激勵塞德利克。在第四相剋前塞德利克恢復原本心性陷入混亂之際也如此協助他振作起來完成相剋。塞德利克落敗力竭倒下後不久也因為耗費大量精力支援而倒在其身旁。失去意識前向眾人坦承了自己可能將塞德利克視為弟弟般的存在。最終在黎恩打倒黑之騎神結束一切後，帶著決心踏上自我成長道路的塞德利克離開了幻想要塞。
加雷斯（Gareth）
- 登場作品：《碧》B；《閃3》；《閃4》B
- 聲優：織田優成《碧》→柳田淳一《閃3》以後
- 赤色星座的部隊長。

以精準致命的狙擊槍法著稱，有著「閃擊」的稱號。在蘭迪離開了赤色星座後仍尊稱他為少爺。
《閃3》中受命於團長西格蒙特，擔任支援謝莉的角色。《閃4》在帕坦古艾上阻擋眾人前往甲板支援的去路。
特別的是，在加雷斯出場的戰鬥中他都以狙擊手的身份出現，會對主角們造成傷害但不出現在主角們的攻擊範圍中（即不能對其進行攻擊和使用技能、道具），不過只要其行動過一次他的情報便會登錄在《戰鬥手冊》上，當其他敵人都被消滅后戰鬥就會正常結束。
紮克斯（Zack）
- 登場作品：《碧》B
- 聲優：金光祥浩
- 赤色星座的獵兵，似乎是副部隊長。

使用的武器是大劍，過去似乎是蘭迪所率領的部隊其中一人，稱呼蘭迪為蘭道夫隊長。

### 西風旅團
西大陸最強的兩大獵兵團之一，在團長路嘉與宿敵鬥神死鬥同歸於盡後暫時停止了活動。《閃3》路嘉以紫紺騎神的啟動者身份復活後再度開始營業。《閃4》路嘉在相剋中落敗再度長眠前，囑託了親信部下傑諾他們重新建立一個新時代的西風旅團。事後重新編組，並在《黎1》時以傑諾和雷歐尼達斯為中心重新活動。
路嘉·克勞塞爾（Rutger Claussell）
- 登場作品：《閃3》B；《閃4》B
- 聲優：大塚芳忠
- 西風旅團的團長，外號「獵兵王」

雖然平時言行大咧咧的，但在本行領域中是非常精明難以對付的人物，有著統帥頂尖獵兵們的手腕，使用能對應各種戰局的武器「Burst Glaive」，其高強的戰鬥力與神出鬼沒的兵法遠遠超越其他獵兵團。實力與赤色星座團長鬥神不相伯仲，是大陸最強的獵兵之一，於戰場領養了年紀幼小的菲並將自己的姓氏給與了她，在菲的回憶中是個以爽朗性格及親和力將西風旅團成員凝聚起來的人。
《碧》的半年前，被互相對立的客戶所雇傭的西風旅團以及赤色星座，在戰場上展開了激戰，局面最終演變成與赤色星座的團長鬥神在單挑決鬥中同歸於盡，在菲與團員面前嚥下最後一口氣。其後導致了西風旅團暫停活動，成員四散各地。
《閃2》提到因其認為菲不該繼續留在獵兵團之中，因此傳令西風旅團眾人在決鬥後拋下菲解散。雖然被眾人目擊到當時與鬥神同歸於盡，但西風旅團的成員暫時解散後卻是以「奪回團長」為行動目的，生死仍然是個謎。
《閃3》時率領團員再度登場，在哈梅爾村一戰中現身，並招換「紫紺之騎神」捷克特斬殺了藍色神機。其死而復生的原因似乎與啟動者的能力有關。在最終戰與其他四騎聯手阻止暴走的黎恩與灰騎。
《閃4》在相克對決中輸給了灰騎與蒼騎，黎恩本想將其與克洛一樣「眷屬化」而使其暫時存活，但遭到其拒絕，在與菲、傑諾和雷歐尼達斯等人告別後便離開了人世。
傑諾（Xeno）
- 登場作品：《閃1》；《閃2》B；《閃3》；《閃4》B→S1；《創》
- 聲優：松本考平
- 西風旅團的成員之一 (連隊長) ，外號「陷阱使」。

說著關西腔的瘦高男性，個性輕浮，武器是狙擊型的刺刀導力步槍。對於菲有類似笨蛋爸爸的情節。
《閃1》擔任了凱恩公爵的護衛，向VII班隱諱的詢問了關於菲的近況，帝國內戰爆發時駕駛機甲兵瞬間佔領了帝都。
《閃2》接受貴族聯軍聘僱多次阻擾VII班，在帝都異變時向菲坦承當初團內眾人拋下她的原因，並提到以「奪回團長」為行動目的奇妙話語。
《閃4》揭露出原本執行暗殺西團團長行動中失敗後，反而為團長所救，因此為報答而加入西風旅團，相剋結束後決定率領西風一同加入阻止世界毀滅。
《創》與雷歐尼達斯、加爾西亞一同協助創始之翼作戰
雷歐尼達斯（Leonidas）
- 登場作品：《閃1》；《閃2》B；《閃3》；《閃4》B→S1；《創》
- 聲優：磯部弘
- 西風旅團的成員之一 (連隊長) ，別名「破壞獸」。

膚色黝黑梳著髮辮的壯漢，個性慎重且善於觀察，以機械臂鎧於戰場上作戰。對於菲有類似笨蛋爸爸的情節。
《閃1》擔任了凱恩公爵的護衛，帝國內戰爆發時駕駛機甲兵瞬間佔領了帝都。
《閃2》與傑諾一同行動。
《閃4》揭露出生於大陸中部七耀石盛產的一族，被武裝商人逼入絕境時被西風旅團所救，因此為報答而加入。相剋結束後決定率領西風一同加入阻止世界毀滅。
《創》與傑諾、加爾西亞一同協助創始之翼作戰
菲·克勞塞爾
詳細請參考菲·克勞塞爾條目。
加爾西亞·羅西
詳細請參考加爾西亞·羅西條目。
阿伊妲
- 登場作品：《黎1》B；《黎2》；《界》B
- 聲優：北元杏奈

前西風旅團團員，因獵兵王離世離開。《黎》加入獵兵團「鐵盾」擔任中隊長，與菲莉關係友好，後因阿瑪塔的陰謀而犧牲。

### 斑鳩
根據地設於荒廢的大陸東部某處，東大陸最強的侍衆。過去是守護神聖皇國的九曜眾之一「斑鳩眾」。擁有眾多使用號稱「朧月流」忍術的秘密部隊，以及使用「黑神一刀流」的太刀使。戰鬥能力在大陸東部裡可稱得上是 “最強” 的存在。《黎》接受了格蘭哈特總統的不明合約。
靜名·雷姆·御摺木（Shizuna Rem Misurugi）
- 登場作品：《創》；《黎1》B→S1；《黎2》E/P；《界》B/P
- 聲優：內田真禮

東部大陸最強武士集團「斑鳩」的副長，黑神一刀流的達人，23歲。因其天衣無縫般的劍術被稱為「白銀之劍聖」，外表稚氣，但在面對強者時展現的氣魄無愧於劍聖之名。穿著最新技術製成的強化服，武器是古代東方傳承下來的漆黑大太刀，刀本身帶有不祥的氣息，被稱為妖刀。需要使用強者的武器或鎧甲碎片製成的刀鞘才能壓制。
「劍仙」雲·卡法伊的的裏弟子。對黎恩的評價是可愛的師弟，提到卡西烏斯和亞里歐斯則是不好惹的師兄。被師父要求自行發展，自創出自己獨特的八葉「零之型」。對於觀之眼也有相當的造詣，可以輕易地同時讀取多人的想法。擁有感知廣大周圍環境氣息的能力，同時能看一眼則大致學懂他人招數，自述祓除妖魔也是專長之一。原本一直在大陸東部行動，曾經與「獵兵王」路嘉有過會面，見過年幼的菲。與格蘭哈特總統達成某種契約後開始在共和國行動，平時率領著一眾忍者（東方風獵兵）駐守在崑崙山的深處，被部下們尊稱為「姬（公主）」。
《創》的額外故事中，黑鐵即將被無想神氣一状態的黎恩擊敗時突然出現，一擊斬斷對方的太刀後留下「在時代再次需要你的刀之前，繼續努力磨練吧。」的話語後離去。
《黎1》經由與黎恩交手後自己鑽研出了模仿其絕招神氣合一的爆氣戰鬥模式，但認為黎恩的神氣合一已經在往更高的境界邁進。在崑崙山抓住了被梅亞附身的夢，看出了身上的異常；也對范恩體內的東西很有興趣。之後參與了舊王都的死亡遊戲，即使面對一群黑月的兇手部隊仍能輕鬆打倒。因為連續進行高強度的戰鬥，使用黎恩的斷刀修理刀鞘。革命紀念日當日跟瓦爾特一起對戰陣和露克蕾琪亞當作「遊戲」的後續，並感到首都散發着不好的氣息。
《黎2》因原本的工作告一段落後長期休假，並於蘭波特再次跟事務所的范恩一行人相遇。並隨性地有時以敵人身份對戰范恩，有時加入范恩一行人處理和魔裝鬼‧佐爾格有關的一連串事件。
亞拉密斯學園祭期間，在和范恩的比試中，透露黑神一刀流實際是早於八葉一刀流，八葉是黑神的衍生劍法。
黑鐵（Kurogane）
- 登場作品：《創》；《黎1》B/S2；《黎2》B/S2；《界》B
- 聲優：森嶋秀太

副長靜名身邊的親信蒙面從者，職階為中忍，以東方忍者風格的裝扮現身。使用能合體成巨大十字形手裡劍的特製雙刃劍戰鬥，也懂得分身和「朧月流」等忍術，被認為戰鬥力不下於執行者等級。
《界》中則升為上忍，首次公開面貌以及本名「空我·卡法伊」，斑鳩首領時王的獨子。
雲·卡法伊
- 登場作品：《界》B
- 聲優：千葉繁
- 「八葉一刀流」的創始人及「黑神一刀流」的掌門，獵兵團「斑鳩」的前代頭領。

卡西烏斯、亞里歐斯、黎恩和靜名的劍術師傅，亞妮拉絲的祖父。對卡西烏斯百日戰役後棄劍從棍感到十分惋惜，在卡西烏斯重回軍職後，曾託孫女亞妮拉絲詢問有無重新提劍的意願。
《閃1》的七年前收了黎恩作為弟子。並交給了舒華澤男爵中傳的卷軸，期許黎恩在劍道上重新起步時能有所幫助。
《閃3》寫了信給黎恩，信中提及黎恩所修練的《無》之型，當黎恩再沒有迷惘時，會去找他和傳授奧義。
《閃4》因東方大陸龍脈枯竭的變故，委託卡西烏斯協助傳授奧義給黎恩。
《黎1》被證實除了卡西烏斯，亞里歐斯，以及黎恩外，還有一位裡世界的弟子，斑鳩的年輕女副長靜名，並也擁有劍聖級別的實力。

### 其他
哈桑·阿爾法德（Hassan Al-Fayed）
- 登場作品：《黎1》B；《黎2》；《界》
- 聲優：志村貴博

庫魯格戰士團的副頭目，菲莉和卡希姆的父親。委託范恩照顧菲莉，但警告如果對她女兒出手的話全庫魯格會讓他生不如死。
傑蘭特·雷德
- 登場作品：《黎1》B；《黎2》B；《界》
- 聲優：内野孝聡

獵兵團「鐵盾」連隊長。

## 影之國
古代遺物「輝之環」所創建的高位次元世界。
影之王（The Lord of Phantasma）
- 登場作品：《3rd》B
- 聲優：金光祥浩
- 《3rd》中在飛行船露西塔尼亞號現身的神秘人物，臉上戴著奇特的假面。

真實身份是在《SC》輝之環被結社帶走後，失去動力的輝之環子系統影之國搜尋到當時人在利貝爾·方舟之上的凱文·格拉漢身上的聖痕黑闇面力量，將之作為新動力來源時，聖痕黑闇面在影之國內產生的假想人格。隨後佔領了影之國。
《3rd》在凱文接觸到雷克爾斯的方石這項影之國終端的古代遺物時，趁隙將凱文一行人拉進此內。在被識破之前一直以露菲娜·亞潔朵的外貌形態存在，並禁錮了真正露菲娜的假想人格。最終被凱文和莉絲用弩箭，在真正的露菲娜的假想人格壓制下一同被消滅。
黑騎士（Schwarzritter）
- 登場作品：《3rd》B
- 聲優：綠川光
- 全身穿著奇特的黑色鎧甲且戴著黑色面具的神祕騎士。

《3rd》中以壓倒性的力量在眾人面前現身。他那神乎其技的劍法與過去的某人非常相似。真實身份是「劍帝」萊恩哈特在影之國中的假想人格，在最後與約書亞做了真正的道別後消失。
隠者庭園的主人
- 登場作品：《3rd》
- 聲優：弓場沙織
- 在影之國中引導眾人前進的神秘人物。最初僅聲音登場，隨著故事的進行之後其姿態現身。

真實身份為利貝爾王室的始祖賽雷斯托·D·奧絲雷賽（Celeste D Auslese）（名字曾在《SC》的浮游都市中出現過）運用方石創造的一部分假想人格，在封印「輝之環」後原本是與影之國一同永久沉眠直至等待這個虛幻世界消融而解脫的，但被影之王佔領這個意識世界後遭到禁錮。
《3rd》起初因被影之王限制自由而只能以斷續的聲音引導主角前進，之後被主角從封印石解封從而展現了原本姿態，在眾人消滅影之王後，她打開露菲娜留下的「天之門」並指引他們通過它離開影之國，最終與混沌的方石世界再次一同永久沉睡。

## 新生帝國解放戰線
「C」
- 登場作品：《創》P
- 聲優：未公布
- 可悲的罪人路線主角。

以面具遮住樣貌的神祕男子。
跟曾經引起帝國內戰的恐怖組織領導人同名，但造型與武裝皆不同，難以辨識其真實身分。
獨自行動的他，似乎在單獨調查帝國衛士隊的異常動向。
真實身分為鐵血之子首席盧法斯。
斯溫·亞貝爾（Swin Abel）
- 登場作品：《創》P；《黎2》P/B；《界》P
- 聲優：梶原岳人
- 性格冷靜的青年，雷米菲莉亞出身，原殺手組織「庭園」成員寶劍3。《創》初登場時15歳。《界》時17歳。

乍看之下是個講求合理主義的人，但其實個性直率且明理，與冷血殺手一詞格格不入。
7歳時被迫加入「庭園」， 並在10歳離開 「培訓所」後和娜狄雅的兄長ACE 搭擋， 但《創》4年前因曾和ACE一同背叛「庭園」失敗的關係，而被皇帝逼入絕境，於是ACE讓被斯溫殺死以獲得庭園的饒恕，但同時因此成為斯溫多年來一個創傷。
之後《創》1年前成功從殺手組織「庭園」中與娜狄雅一起逃離，立誓不再殺人，開始一邊避開「庭園」殺手的追殺，一邊靠著從事搬運工等方式賺取旅費維生。
時常被娜狄雅的隨性舉止所困擾著，在拉碧絲加入後煩惱又加倍了；將娜狄雅看作需要被保護的妹妹，曾經攔住阿加特與尤西斯，質問同樣有妹妹般親密同伴的兩人為何不讓對方遠離戰鬥，在得到尊重對方戰鬥的意志與決定的回答之後開始反思。
《創》一開始接到將裝有拉碧絲的木箱，交由自稱是C的人的委託，之後又接下C的委託一起行動，並在面對黎恩等人時自稱自己為「新生帝國解放戰線的3」，在C揭露自己的身分是盧法斯後，馬上要求對方說明行動目的；行動過程中在面對死而復生又再度追殺他們的組織成員皇帝的時候，在異樣感中發現對方並非本人；而是被最後與娜狄雅親手消滅了被古代遺物所附身暴走的複製機器人皇帝。隨著眾人解決本次事件後，與娜狄雅、拉碧絲、盧法斯等四個人一同踏上環遊世界的旅程。
《黎2》時為了找尋讓拉碧絲恢復的辦法，與娜狄雅來到共和國首都尋求范恩的協助。後來在范恩到各地外勤時，和娜狄雅一起代理解決事務所的工作，還以短期留學生的身分轉入亞拉密斯。期間為了了解庭園主人的身份和目的，故意接受 "侵蝕"和接近庭園主人，並"背叛"娜狄雅一行人和奪走大部份 "創世"。 在和庭園主人的決戰中，自行成功解除 "侵蝕"和成功奪回最後一個 "創世"。 最後在打敗庭園主人後，在虛白焉亭的空間漩渦中見Ace 最後一面；最後作為事務所的一員一同解決魔裝鬼‧佐爾格有關的一連串事件。
之後， 在擺脫了作為代替Ace保護娜狄雅的枷鎖後， 開始視娜狄雅為他 "重要之人"， 經常說出讓她心跳的發言， 使一向在這事上主動出擊的娜狄雅不知所措。
娜狄雅·萊因（Nadia Rayne）
- 登場作品：《創》P；《黎2》P；《界》P
- 聲優：石見舞菜香
- 總是表現的懶洋洋的少女，雷米菲莉亞出身，斯溫的搭檔，原殺手組織「庭園」成員寶劍9。 《創》初登場時14歳。《黎2》時15歳。

有著出色的分析能力，擅長以可愛外表與演技欺騙對手。
雖表看起來懶洋洋的，常以自由隨興的言行舉止向斯溫撒嬌，但實際上遠比斯溫還要現實，有著冷酷的個性和思考模式，對該做的事與該執行的任務都能確實且絲毫不差的完成。曾經在與拉碧絲逛街的途中，神不知鬼不覺的利用了對方，拿走米莉亞姆身上的戰術導力器，獲得黎恩等人所知的資訊；也曾在逼問敵兵的過程中，告知對方刑求的手法，藉由精神壓力逼迫對方一五一十的將一切拖出。因為知道斯溫本性溫柔直率，所以自己承擔起如拷問這類的兇惡工作，並會在幕後進行對他人的堤防與爾虞我詐的心理攻防戰，藉此彌補斯溫的不足之處。
喜歡斯溫，將他視為要一起共度餘生的對象。但也知道對方只是將自己當作需要照顧的妹妹，目前正努力改變這一狀態。
9歳時和兄長Ace 失聯，同時被受酒癮和毒癮而被金錢所困的父親 "送去" 「庭園」，短短1年間完成殺手培訓，並和斯溫搭擋，12歳時和斯溫一同逃離「庭園」，並持續被「庭園」派出的殺手追殺。 與斯溫一起逃離組織的追捕中。在逃亡過程中與斯溫在范恩的掩護下順利進入克州，並一起潛入彩虹劇團偷看排演，但與莉夏互相誤認為暗殺追兵打了起來，在誤會解開以後跟莉夏成為了好友。
似乎一定程度有受到組織從小洗腦的影響，在受到殺氣的刺激時會短暫陷入重複默念殺手守則的狀態。
《創》在與斯溫一起加入C的團隊，但將「新生帝國解放戰線」改名是「新生帝國野餐隊」，後在面對黎恩等人時自稱自己為「新生帝國解放戰線的9」，常常與拉碧絲到處吃吃喝喝然後向C報請公款；但同時也一面懷疑C，一面分析出對方的身分有可能是前總督盧法斯；在面對複製機器人皇帝時，以傑出的分析能力將對方打敗，在結局後與斯溫陪著拉碧絲與盧法斯一起踏上旅程。
《黎2》時為了找尋讓拉碧絲恢復的辦法，與斯溫來到共和國首都尋求范恩的協助。後來在范恩到各地外勤時，和斯溫一起代理解決事務所的工作，還以短期留學生的身分轉入亞拉密斯。期間和自稱ACE 的庭園主人對決時， 被已 "侵蝕"的斯溫"背叛"並奪走大部份 "創世"， 因而大受打擊而一度離開事務所， 之後在世界完全"侵蝕" 前，將第7 "創世" 交給亞妮艾絲； 在和庭園主人的決戰中，和斯溫一起打敗庭園主人後，在虛白焉亭的空間漩渦中見Ace 最後一面；最後作為事務所的一員一同解決魔裝鬼‧佐爾格有關的一連串事件。 之後，開始視她為 "重要之人" 的期溫，說出讓她心跳發言後不知所措，可說兩人的關係如她所期望地再進一步。
拉碧絲·羅贊貝爾克（Lapis Rosenberg）
- 登場作品：《創》P；《黎2》；《界》S3
- 聲優：和氣杏未
- 擁有人類少女外貌的嬌小人形。將「新生帝國解放戰線」改名為「新生帝國野餐隊」的共犯者。

身上有著自我人格的謎樣技術，但失去了記憶；為了找出真相與「C」還有斯溫他們一起行動，並在面對黎恩等人時自稱自己為「新生帝國解放戰線的普佩」。
性格單純，無論對於善意或惡意的話語都會認真提出意見與回復，自從發現身上搭載飲食的機能以後，常與娜狄雅巡迴各城鎮的名店，誓言吃遍每一間店的人氣餐點。喜歡對人們的姓名打分數，也常被斯溫吐槽根本不知道評分的標準。從一開始與盧法斯相遇後就十分黏著他，能夠不帶成見的看待犯下眾多罪責的盧法斯，漸漸改變了孤傲又利己主義的他。
《創》在調查人偶工房探索失去的記憶時，遇見了無數個與她相同外貌的人偶，一度受到動搖懷疑自己的存在是否真實；但盧法斯在無數個相同人偶之中找到了她，並告訴她無論如何拉碧絲就只有她一個，這件事讓她非常高興，事後常常在與人聊天時重複提起這件事。
在與伊安律師見面後，被告知及回想起來自己是人工智慧「極樂世界」所產生的模擬人格，擔任管理員的她主動在導立網路上與伊安交流，逐漸形成現在的人格，並由伊安律師為她取了拉碧絲這個名字；而後極樂世界由於讀取到了《閃4》另一個世界線的可能性，被該世界的詛咒反過來侵蝕並占領，拉碧絲緊急將自己的人格傳送到羅贊貝爾克工房的人偶身上，並使用「限定式收束未來運算」，預測了能最快帶自己到伊安身邊回復記憶的，正是自稱為C的盧法斯，斯溫及娜狄雅才會接到這項奇妙的委託。
在攻入兵器要塞顛倒巴比倫作戰前，告知了羅伊德是未來運算中顯示唯一一個可以解開事件真相的人，促使羅伊德重新檢視與調查各項線索後，推理出來了這次的黑幕存在；在最後盧法斯打算犧牲自己死在毀滅性武器天雷之中時，委託了羅伊德等人再次返回顛倒巴比倫內拯救盧法斯；在結局盧法斯重傷痊癒後，要求他擔任自己的隨從，與斯溫還有娜狄雅四人開始了環遊世界之旅。
《黎2》時經斯溫與娜狄雅所述，在某一日突然失去意識，使盧法斯三人為了讓她復原而採取行動。後發現是被有心人以第八個創世導力器影響，遭到竄改成「緋之阿爾緹菈」，在奧古斯都被打倒回復記憶作為空洞核心留在娜狄雅的賽法。
《界》時與盧法斯一同前往奧雷德自治州，將意志移至融合了大師約魯古的工藝和馬爾鐸克公司的技術製作的新型身體中。新軀體的外表是模擬原本軀體長大後的模樣，不只個子變的更高了些，連五感的感應器精準度也提升了。但在身體最佳化完成前不能做劇烈運動，所以暫時不能親自戰鬥。

## 其他人物
阿爾伯特·馮·巴托羅謬
- 登場作品：《碧》；《閃4》
- 聲優：綿貫龍之介
- 雷米菲利亞公國的現任領導者，人稱阿爾伯特大公。

《碧》為西塞姆利亞通商會議而造訪克洛斯貝爾，並採取支持克州的友善立場。對藥草學有相當程度的涉獵，曾在聖烏爾斯拉醫院委託特務支援課找尋幫助急診病患解毒的藥草。
《閃4》參與了各國聯合會議，商討如何對抗帝國與宰相。
克勞德·愛普斯泰恩（Claude Epstein）
- 登場作品：《界》
- 聲優：佐原誠
- 通稱C·愛普斯泰恩博士，是導力革命的發起者，被稱為「導力之父」。

是A·拉賽爾博士、G·施密特博士和L·漢彌爾頓博士的直系導師。七耀曆1150年根據古代遺物的部分構造和機能開發出了現代導力器的雛形，於1154年去世。隨後其弟子為了繼承他的遺志，於1155年在列曼自治州成立了愛普斯泰恩財團，但由於規模較小及人們對導力技術的懷疑和偏見，起初並未受到人們關注，因此以他三名嫡傳弟子為首的財團研究者們開始紛紛離開本部而在大陸廣泛普及和傳播導力技術。其中A·拉賽爾博士在利貝爾王國對於導力器的成功推行促發了整個大陸對導力技術的研究熱潮和導力器的廣泛使用，愛普斯泰恩財團也因此穩固下來，成為全大陸最大的導力科技核心研究集團。
有一位養女莉莉雅，在愛普斯泰恩博士死後留下簡單字後隱姓埋名，改姓氏“克勞蒂爾”，日後成為亞妮艾絲·克勞蒂爾的外祖母，繼承著博士生前的筆記與8個合稱「八創世」的神祕導力器，但「八創世」被不知明人士偷去。留下的筆記最後那頁寫上「請在120X年前拿回「八創世」，否則一切都將終結」。
《黎》序章於伊迪斯的地下遺跡內，由范恩的對話揭露其全名為克勞德·愛普斯泰恩。另外， 在亞妮艾絲所繼承的筆記中，亦預言"利用導力的戰爭、人類無法駕馭的力量的誕生、以及脫離 「枷鎖」的技術進步 (科技奇異點) 出現"。
莉莉雅·愛普斯泰恩
- 登場作品：《界》
- 聲優：青木陽菜

克勞德·愛普斯泰恩的養女，在愛普斯泰恩博士死後留下簡單字後隱姓埋名，改姓氏“克勞蒂爾”，有一女兒蘇菲·克勞蒂爾，亞妮艾絲的外祖母。
繼承著愛普斯泰恩博士生前的筆記與8個合稱「八創世」的神祕導力器，但「八創世」被不知明人士偷去。留下的筆記最後那頁寫上「請在120X年前拿回「八創世」，否則一切都將終結」。
蘇菲·克勞蒂爾
- 登場作品：《界》
- 聲優：

莉莉雅·愛普斯泰恩的女兒，洛伊·格蘭哈特的妻子，亞妮艾絲的母親。與格蘭哈特總統相差8歲。
咪西（Micey）
- 聲優：小寺可南子（《创》以前）、和泉治希（黎2）、山田親之條（《界》）
- 最早作為米修拉姆遊樂園的吉祥物出場，後成為了Falcom的代表吉祥物，隨後也在《那由多的軌跡》、伊蘇系列等其他作品裡。
- 根據《碧》中的設定，他有些愚笨，無論做什麽事情，最終都把事情搞得一團糟，另外咪西還有一個妹妹，她叫咪謝，是一只粉紅色的貓，妹妹很出色，她雖然看不慣愚笨的哥哥，但她還會對愚笨的哥哥細心照料。咪西的屁股裏面藏著很多幸福，孩子們踢咪西的屁股可以得到幸福，咪西則會反擊，胳肢對方，是來主題公園必玩的遊戲。
- 《創》則新增米修拉姆遊樂園吉祥物成員“機械咪西”。
- 粉絲方面，緹歐是最知名鐵桿粉絲，隨後勞拉、艾蕾因也是喜歡咪西。